# Arquitectura carolingia

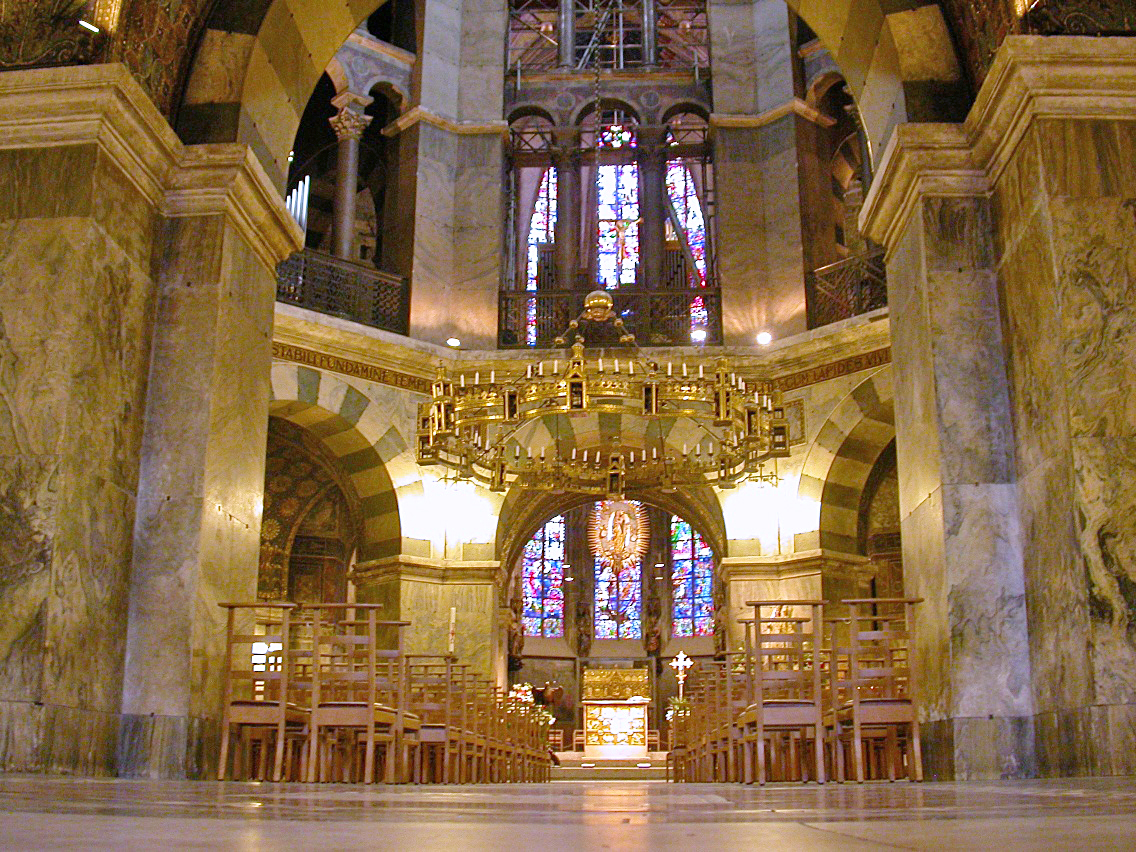
La Capilla Palatina declarada Patrimonio de la Humanidad por la Unesco

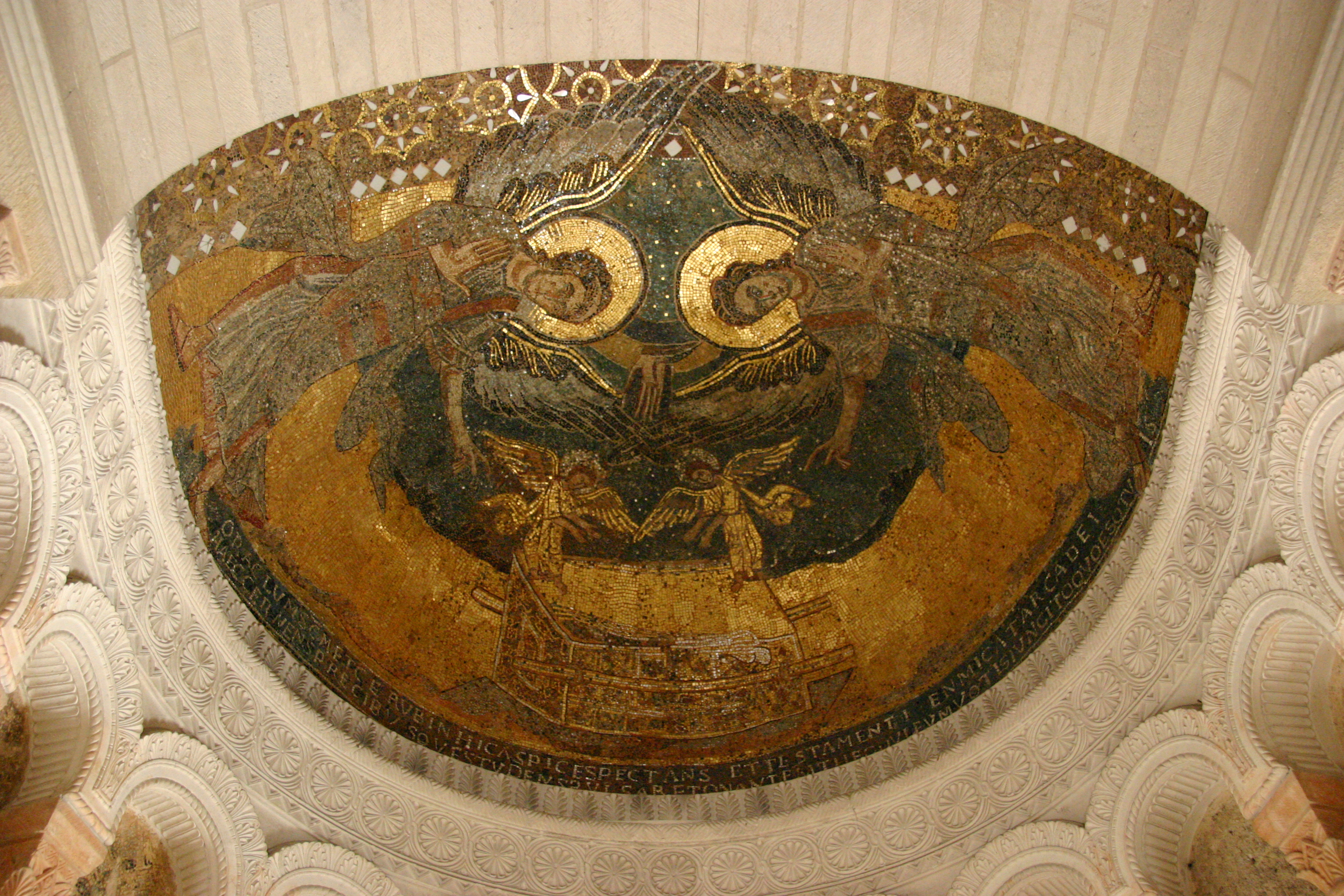
Oratorio carolingio de Germigny-des-Prés en el Valle del Loira considerado parte del Patrimonio de la Humanidad

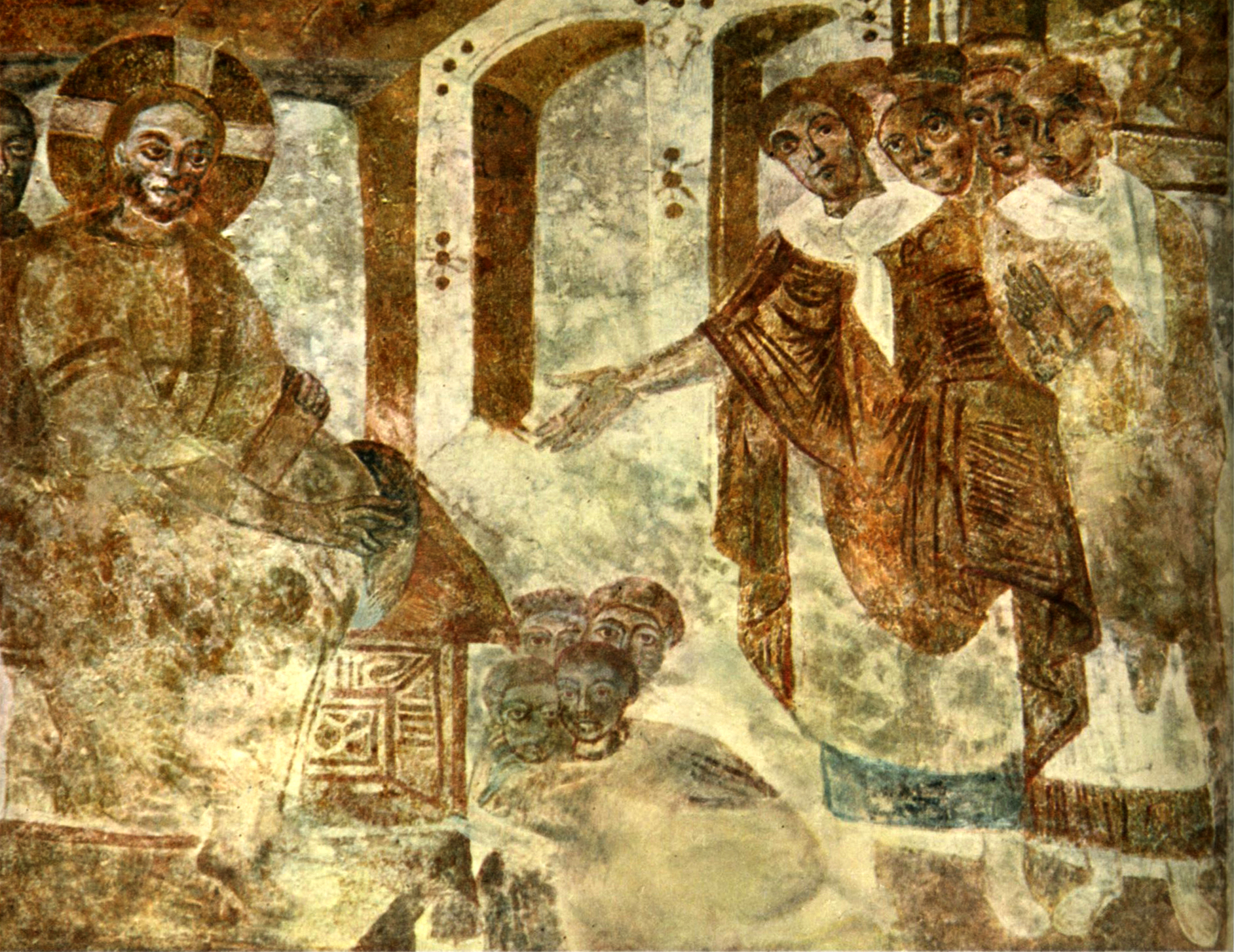
Los frescos de la iglesia de San Juan en Müstair, desde 1983, Patrimonio de la Humanidad

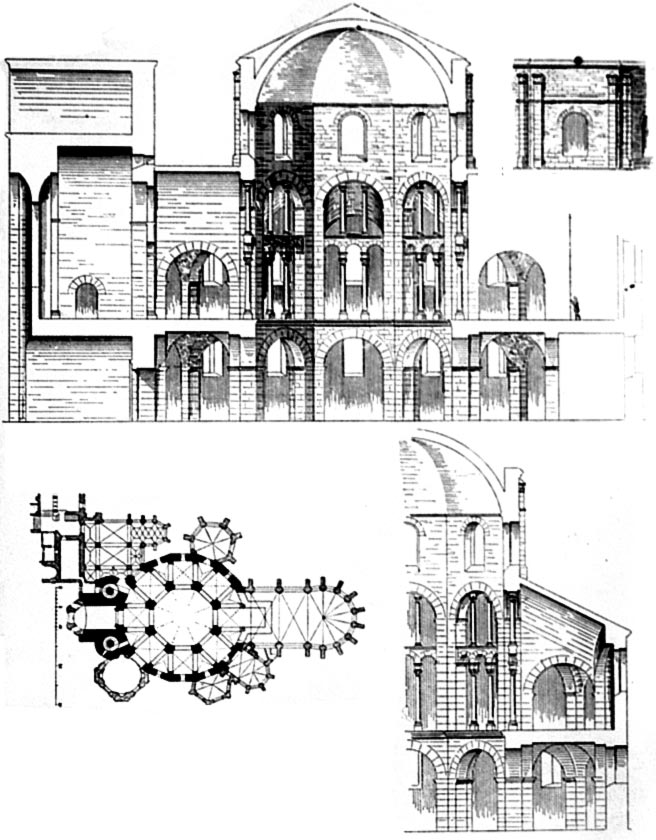
Planta, alzado y sección de la Capilla palatina de Aquisgrán.

La arquitectura carolingia es la denominación historiográfica con la que se designa la producción arquitectónica en el territorio del antiguo reino franco bajo el gobierno de la dinastía carolingia, fundada por Pipino el Breve en 751. Se refiere así a la arquitectura en los siglos VIII y IX en el imperio carolingio, que abarcaba en su máxima extensión, durante el reinado de Carlomagno (768-814), gran parte de Europa occidental, excepto las islas británicas, la península ibérica y el sur de la itálica (es decir, los actuales Francia, Alemania, Suiza, Austria, el Benelux y norte de Italia).
La cultura y el arte europeo habían sufrido drásticos cambios con la caída del Imperio Romano de Occidente y la entrada y asentamiento de los pueblos bárbaros (visigodos, ostrogodos, francos, sajones...); de todos ellos, los francos fueron los más importantes para la civilización europea y los más conocidos, principalmente desde el siglo VIII cuando Carlomagno, primero como rey y luego como emperador, logró unificarlos, lo que daría lugar con el tiempo a la formación del reino de Francia y del Sacro Imperio romano germánico. El emperador fijó su residencia en Aquisgrán proponiéndose convertirla en una nueva Roma (como lo habían sido antes Bizancio y Rávena). Reunió allí a expertos en todas las artes y ciencias —la Escuela Palatina de Aquisgrán, bajo la dirección de Alcuino de York— y fomentó los estudios artísticos, literarios, jurídicos (el llamado renacimiento carolingio); desarrolló el empleo del latín medieval y la minúscula carolingia, proveyendo un lenguaje común y un estilo de escritura que permitieron una mejora de la comunicación entre la minoría culta de la mayor parte de Europa. Se utiliza incluso la expresión humanismo carolingio para designar la labor de recuperación de la cultura clásica latina que se dio esencialmente en los monasterios carolingios.
El papa quería, con la ayuda de Carlomagno, reorganizar y homogeneizar la Cristiandad, en un momento en que el mundo cristiano se estaba estructurando y se teorizaba sobre el monacato. Se reformaron los ritos sacramentales, se introdujo el bautismo de niños en el hogar, la obligación del descanso dominical, la asistencia a los oficios y la comunión tres veces al año. Carlomagno quería comunidades monásticas estables dirigidas por un abad de valía, con los religiosos dedicados al trabajo manual, intelectual y sobre todo litúrgico. En 813, hizo difundir por todo el reinola Regla de San Benito con el cambio en la disposición de los monasterios (la planta de Saint-Gall constituye el testimonio más apreciable con sus indicaciones prácticas, teóricas y espirituales). El obispo Crodegango de Metz introdujo la liturgia romana, lo que provocó cambios significativos en la arquitectura de las iglesias: la basílica de San Pedro en Roma, el Santo Sepulcro de Jerusalén y la arquitectura paleocristiana pasaron a convertirse en las referencias de los diseñadores carolingios. 
El primer período de la arquitectura carolingia, el de Pipino el Breve y del comienzo del reinado de Carlomagno, parece marcado por la actividad de poderosos eclesiásticos, el ya citado Crodegango, el abad Fulrado de Saint-Denis o Manassès, abad de Flavigny. Alrededor de 780-790, con la fundación de la abadía de Lorsch, el florecimiento de Corbie, el lanzamiento de Saint-Riquier y de la abadía de Fulda, se anunciaba ya una nueva monumentalidad. El palacio de Aquisgrán con su capilla palatina será la joya y lo más destacado de esta época, para el que Carlomagno hizo llegar desde Ravena materiales de construcción (columnas y mármoles) y restos de otras construcciones antiguas.
El renacimiento carolingio se manifestó por un sorprendente auge de la construcción. Entre 768 y 855, se registra la construcción de 27 nuevas catedrales, de 417 establecimientos monásticos y de 100 residencias reales. Bajo Carlomagno se construyeron 16 de esas 27 catedrales, 232 de los monasterios y 65 de los palacios. Los reyes no fueron los únicos responsables de las obras, pero si proporcionaron los arquitectos y los fondos. El redescubrimiento de los tratados arquitectónicos de Vitruvio permitía edificar construcciones de piedra, un material todavía poco utilizado en el norte del Loira. Al final del reinado de Carlomagno, se vio una multiplicación de proyectos arquitectónicos a menudo muy importantes y la integración de hechos recientes de la liturgia y de las codificaciones monásticas.
Los carolingios realizaron algunas aportaciones importante en la arquitectura: en los monasterios carolingios —como el de Corvey, el de Fulda (del que sólo se conserva el pórtico)— se experimentaron soluciones que cristalizaran en el modelo de construcción de los monasterios benedictinos —que se fijará luego en Cluny— y en la organización de las plantas románicas; y los westwerks —construcciones adosadas al frente occidental de las iglesias a las que se abren y donde el emperador asistía a los oficios, que externamente funcionaban como un pórtico, flanqueado por dos torres— carolingios, y luego otonianos, que anticiparon las fachadas de la época románica.
Más que de un estilo bien determinado fue un renacimiento o deseo de recuperación de la arquitectura romana —al igual que en otras artes— aunque algunos historiadores también señalan que los artistas y los elementos por él reunidos en su corte, muchos llegados de Rávena, y las relaciones que mantenía con los emperadores de Oriente, permitieron la incorporación de influencias de la arquitectura bizantina. Será una arquitectura humana, realista, figurativa y monumental; los edificios tendrán exteriores e interiores masivos, pesados y severos, ricamente decorados con murales, mosaicos y bajorrelieves.
El conocimiento de la arquitectura carolingia, ante los escasos monumentos originales conservados —la mayoría reemplazados por monumentos más grandes y más recientes en estilo románico y gótico—, se basa en documentos indirectos, como descripciones textuales o dibujos, y sobre todo en datos arqueológicos procedentes de excavaciones que han permitido restituir la planta de algunos edificios. Prácticamente todos los monumentos que se conservan inalterados han sido declarados Patrimonio de la Humanidad: la «catedral de Aquisgrán» (1978), el «convento benedictino de Saint-Jean-des-Soeurs en Müstair» (1983), la «abadía y viejo monasterio de Lorsch» (1991), la «isla monástica de Reichenau» (2000) y el «Westwerk carolingio y civitas de Corvey» (2014).
Dos de las principales obras que se conservan fueron debidas a Eudes de Metz: el palacio de Aquisgrán y el oratorio de Germigny-des-Prés. Del primero no se conserva más que la capilla palatina (hoy catedral de Santa María, bastante modificada externamente), de planta central (octogonal al interior, que al exterior se convierte en poligonal de dieciséis lados), en cuya cúpula ochavada se advierte la influencia de San Vital de Rávena, si bien los capiteles de sus columnas son de tipo romano. El segundo, de planta también central (basada en la cruz griega en torno a un cuadrilátero), tiene ábsides en herradura, cúpula y arcos también en herradura, lo que puede entenderse como influencia de la arquitectura hispano-visigoda (era encargo del obispo Teodulfo de Orleans, de ese origen). Otro edificio importante es la iglesia abacial de Saint-Philbert-de-Grand-Lieu.
Los carolingios erigieron otros palacios en distintas partes del Imperio, como Ingelheim y Nimègue, mientras que en Italia se construían bajo la protección imperial algunas basílicas de estilo latino, como San Zenón de Bardolino, el sacellum —recinto sacro—de San Sátiro de Milán, Santa Práxedes de Roma con la capilla de San Zenón.
Cronológica y estilísticamente la arquitectura carolingia es una de las variantes locales de la arquitectura prerrománica. La arquitectura otoniana prolongó en Alemania, hasta llegar al siglo XI, la influencia del estilo carolingio, aunque la mayoría de las iglesias germánicas de la época siguen el modelo de las basílicas romanas.

Edificios carolingios
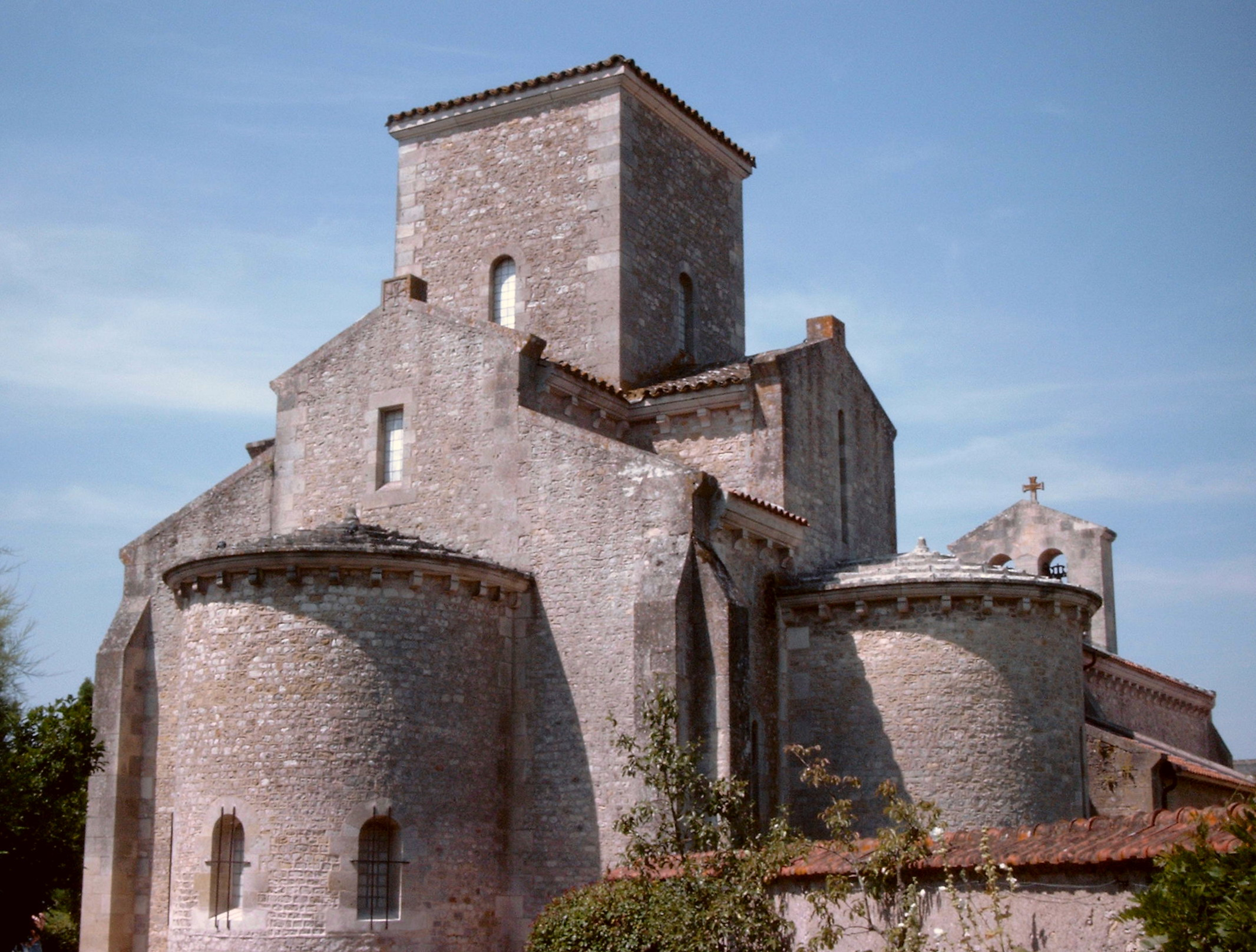
Exterior del oratorio de Germigny-des-Prés
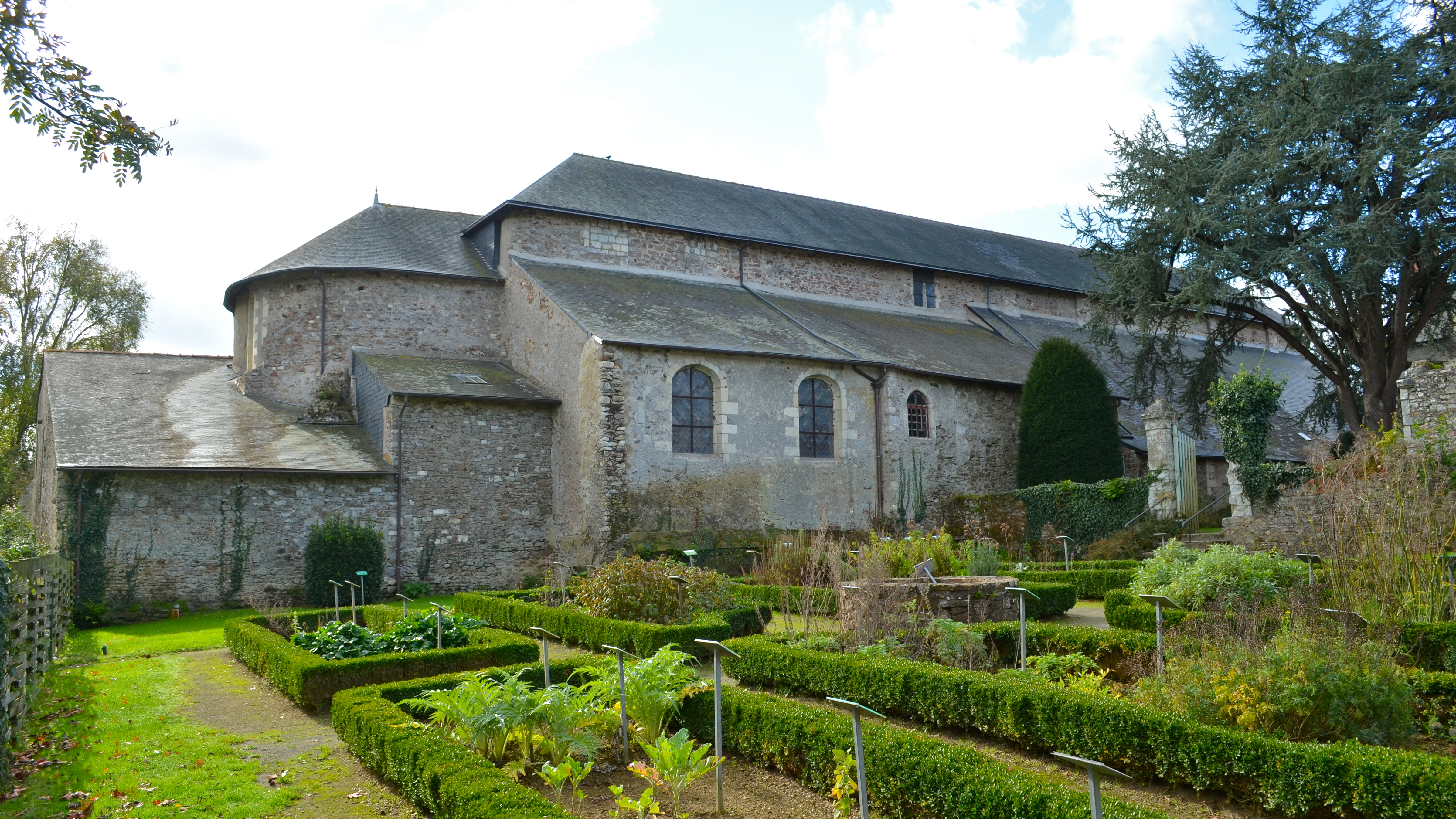
Vista lateral de la abacial de Saint-Philbert-de-Grand-Lieu, con el jardín reconstruido
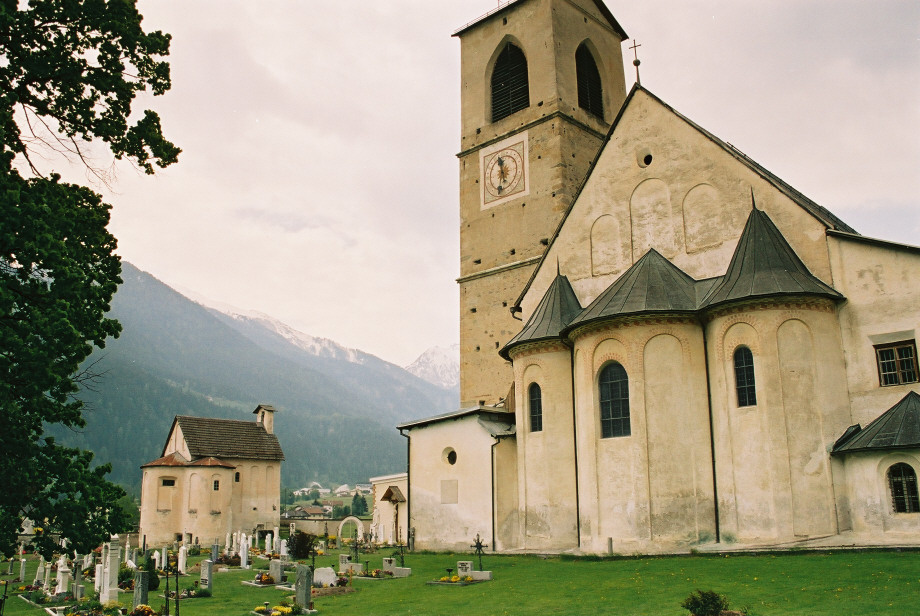
Ábside de la abacial de San Juan en Müstair, lo poco que queda sin reformar
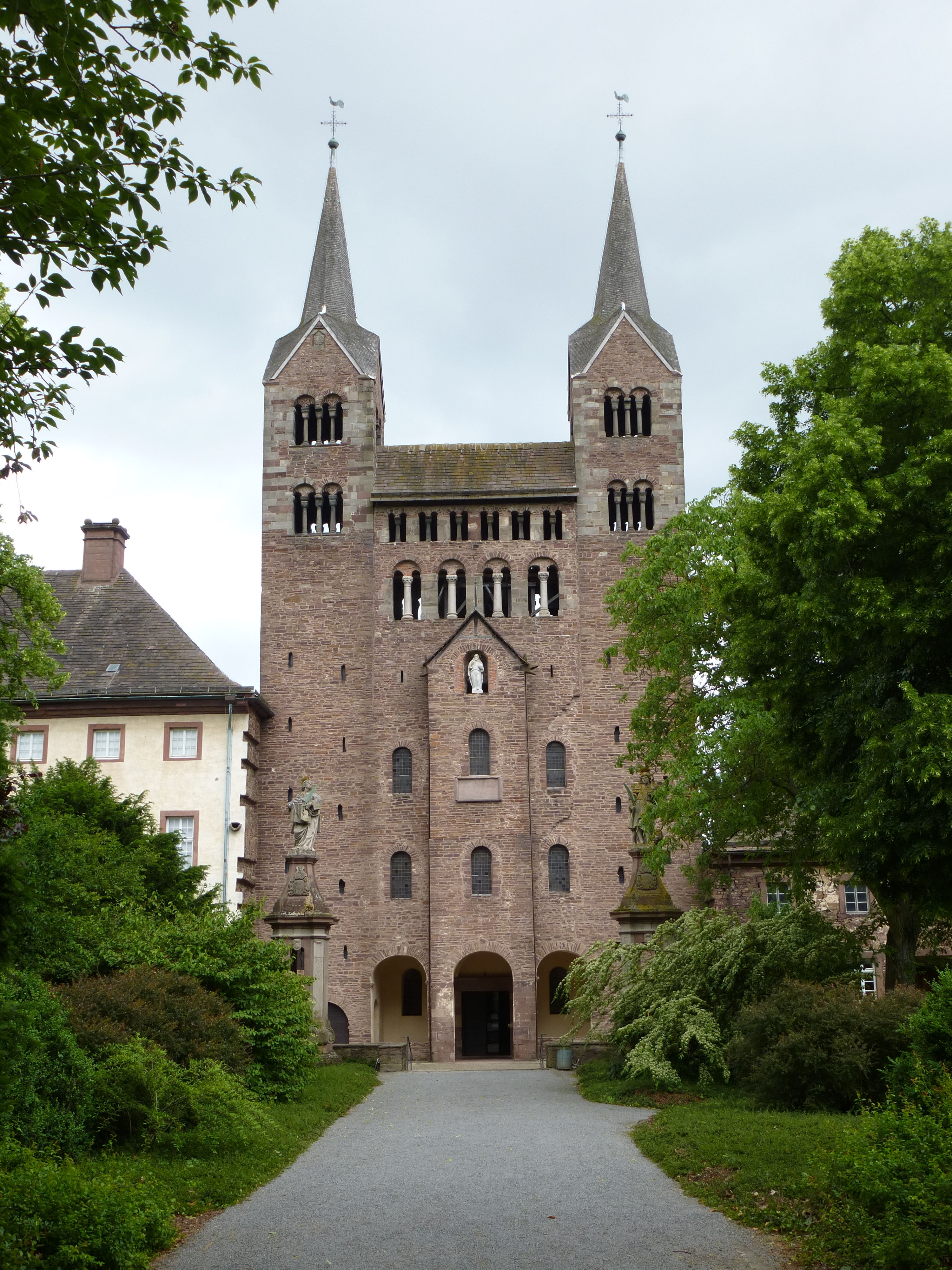
Westwerk de Corvey
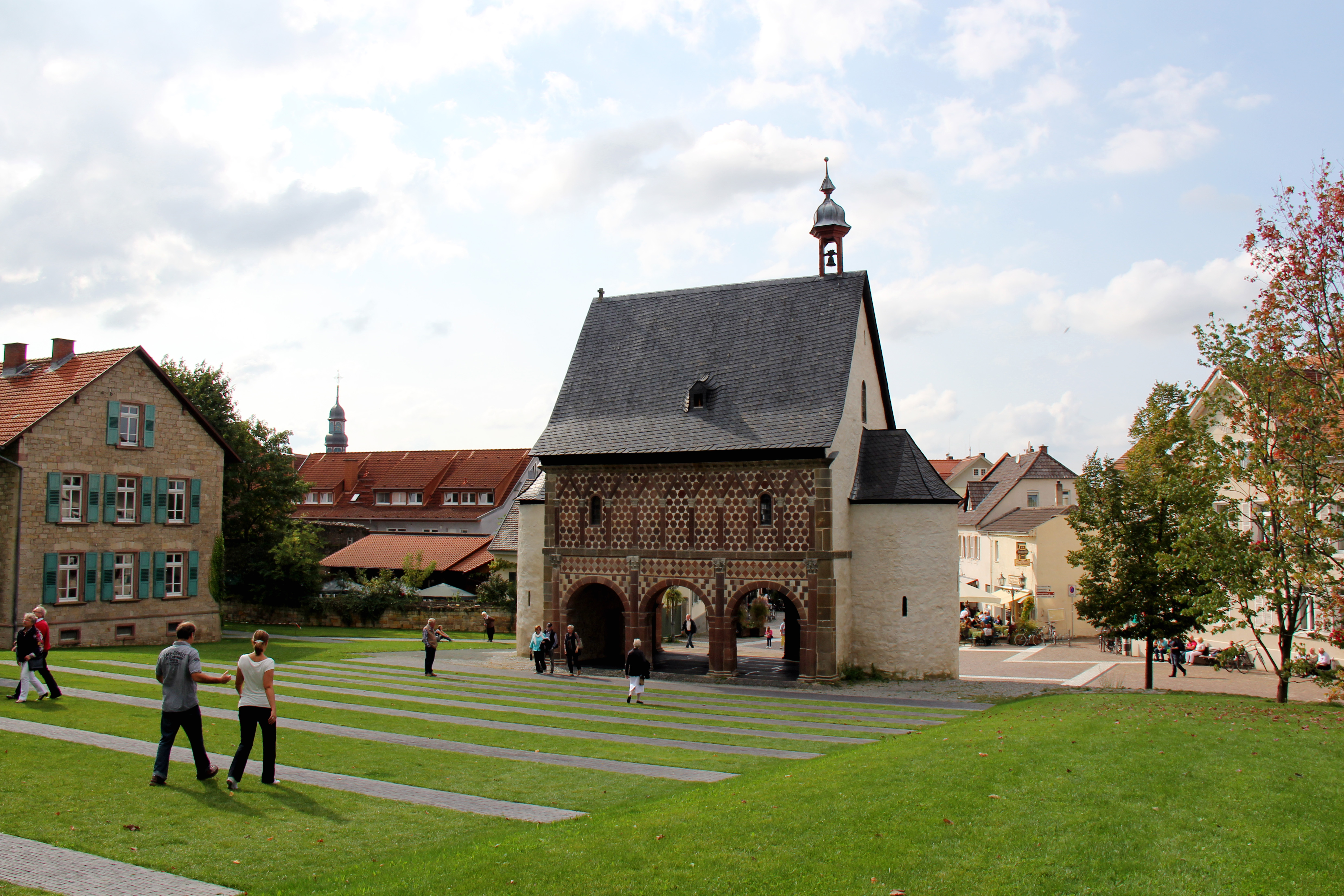
Torhalle de Lorsch

## Contexto histórico

### Los carolingios

El imperio carolingio en 814

La historia de la Europa carolingia comienza con la aparición de una famosa familia aristocrática en el comienzo del siglo VII. Esta dinastía carolingia reinó sobre Europa desde la década de los años 750 hasta el final del siglo X y realizó, con el apoyo del papa, la cuasi-unidad cristiana de Occidente bajo Carlomagno, coronado emperador en el año 800.
Los Pipínidas, ancestros de los carolingios, habían aprovechado la crisis que sacudió a la Galia merovingia para imponerse gradualmente en Austrasia y luego en todo el reino. Tomaron ventaja de servir a los mayordomos de palacio de los merovingios desde los primeros nombramientos de laicos al frente de obispados y de monasterios. Pero el obstáculo fundamental para ellos seguía siendo la legitimidad de los merovingios que solo el apoyo de los monjes anglosajones y del papado les permitía eludir. El ascenso a la realeza y al imperio fue en gran parte el trabajo conjunto de las victorias militares de Pipino el Breve y de Carlomagno y del reconocimiento del clero tanto franco como romano.
La reconstrucción de la unidad occidental se desarrolló en tres direcciones: en el sureste en Italia, en el suroeste hacia España y en el este en Alemania. El horizonte germánico y singularmente sajón atrajo a Carlomagno hacia el este y abandonó el valle del Sena donde se habían asentado los merovingios. Estaba especialmente preocupado por restaurar el antiguo Imperio romano del cual sería el jefe, dejando al basileus bizantino el Oriente. Le parecía necesario marcar esa igualdad y su independencia frente al empuje iconoclasta en Bizancio que hacía de los francos el clan de la ortodoxia.

Imperio carolingio tras la abdicación del emperador Lotario I (855)

División del Imperio Carolingio por el Tratado de Verdún

En 843, con el tratado de Verdún, el Imperio se dividió en tres regiones: en el Oeste, la Francia occidentalis de Carlos el Calvo sacro rey en 848 en Orleáns; en el Este, la Francia orientalis de Luis el Germánico; y entre ambas, la Media Francia de Lotario I que mantuvo el título de emperador, transmitiéndolo a su hijo mayor Luis II y dividiendo el resto de su imperio la Lotaringia a Lotario II y la Provenza a Carlos.
En 870, después del Tratado de Meersen, aparecieron dos conjuntos bastante distintos: Francia y Germania.

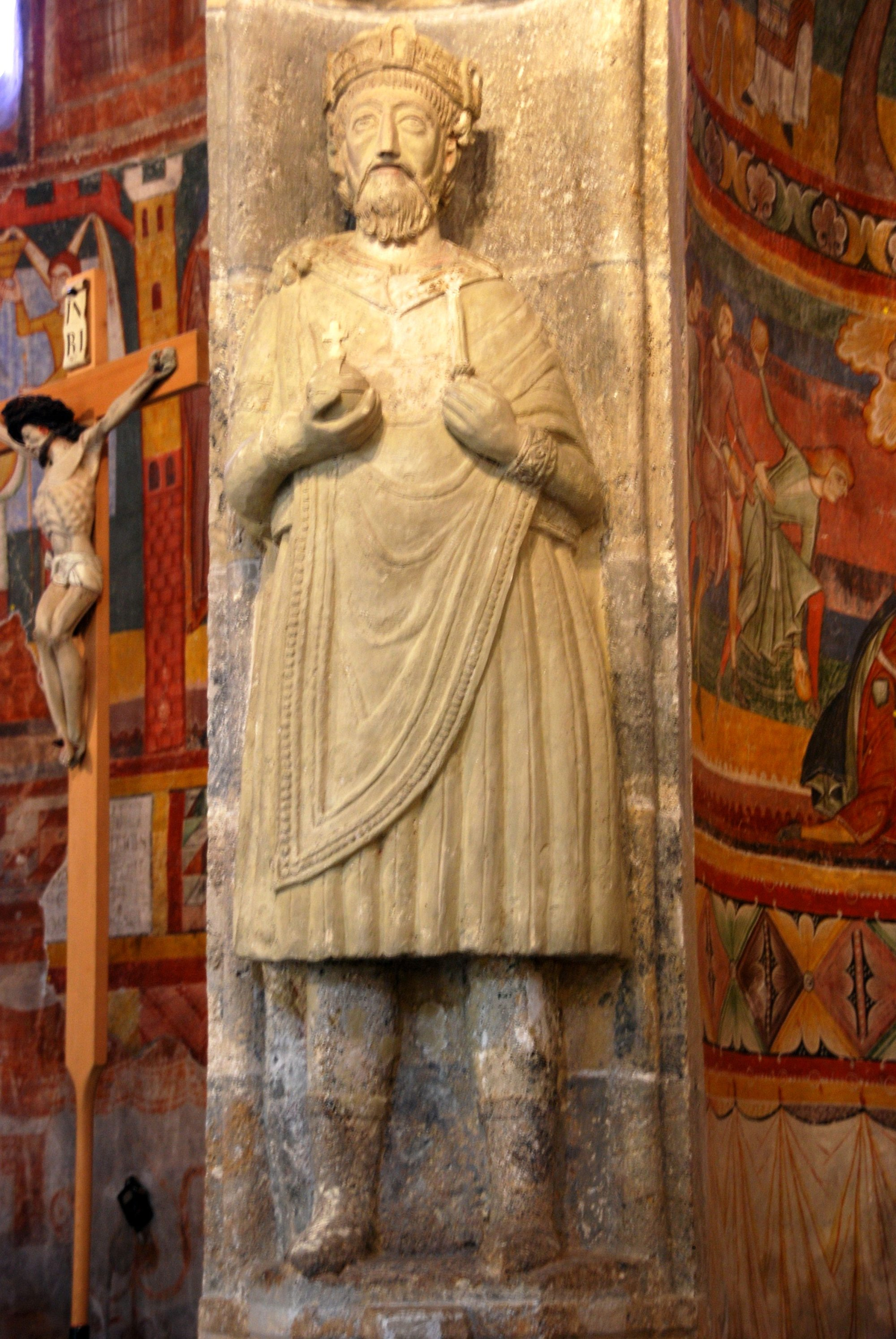
Carlomagno en la iglesia Saint-Jean de Müstair

Después de la muerte de Luis el Germánico en 888, fue la caída rápida de la unidad carolingia. En la Francia occidentalis, la realeza una vez más vuelta electiva, hizo alternar reyes carolingios y reyes de la familia de Eudes, conde de París, héroe de la defensa de París contra los normandos en 885-886. En Germania, la dinastía carolingia se extinguió en 911 con Luis el Joven y la corona real cayó por elección en el duque Conrado de Franconia. Se la transmitió a Enrique I de Sajonia y su hijo Otón I fundó una línea imperial retomando la política carolingia y con la ayuda del papa restaura el Sacro Imperio Romano Germánico.

### Los carolingios y la Iglesia

Evangeliario de Godescalco (781-783) para Carlomagno

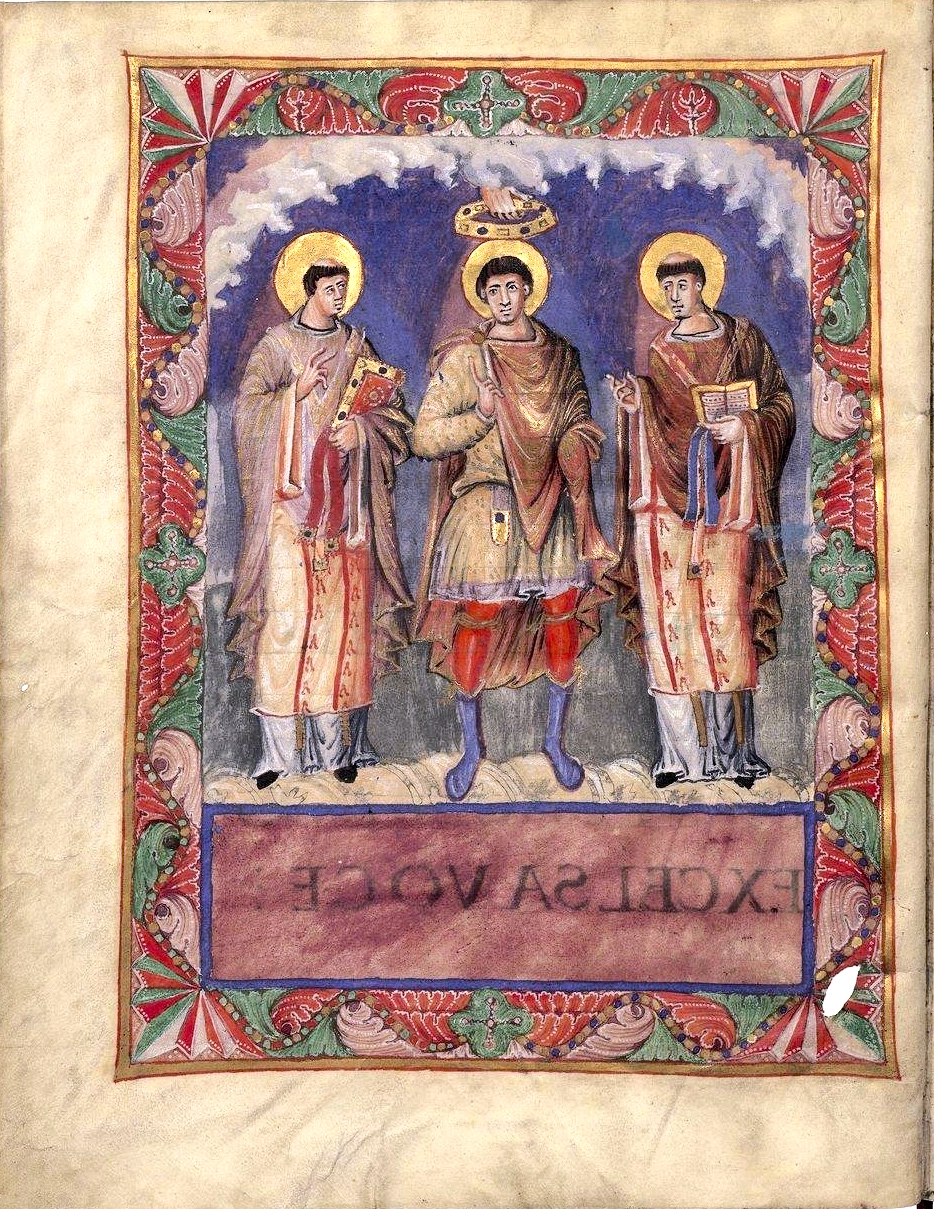
Carlos el Calvo con los papas Gélase I y Gregorio I, ca. 870).

Desde el siglo V hasta el siglo VII, la religión cristiana había ido adaptándose a su entorno, pero se había barbarizado después de que Inglaterra entrase en la Cristiandad y de que los monjes irlandeses estableciesen relaciones con el continente que seguirían peregrinos y comerciantes. Los grandes ríos —Rin, Escalda y Mosa— fueron las principales vías de penetración y ese primer comercio atlántico marcó el comienzo de una nueva época. Fue especialmente la Galia, en el norte del Loira, la que se benefició de esos intercambios.
El auge de la vida monástica fue el gran evento del siglo VII en la Galia, y en todo Occidente. Los reyes, los obispos, los aristócratas instalaron a monjes en sus tierras y los protegieron. La Iglesia de Letrán perfeccionó la liturgia, que se convirtió en un modelo para todo Occidente. Mucho antes de que se formara una alianza entre los carolingios y el papado, el papa ya había aparecido como el mayor poder moral en Occidente.
Grimoaldo I el Viejo, mayordomo de palacio de Austrasia fundó varios monasterios e instaló en ellos a parientes y próximos. Marcó una política que seguirán todos los carolingios: ser dueños de sus propias abadías, tener monjes que rezacen por la familia y ayudarlos en sus empresas. Su sobrino Pipino II, también mayordomo de palacio, sabía que su poder sería aún mayor si podía apoyarse en la Iglesia y en sus monasterios que comenzaban a convertirse en posesiones familiares. Carlos Martel secularizó los bienes de la iglesia.
Ante el desastroso comportamiento de los eclesiásticos, la población cristiana retornó al paganismo y para evitarlo, Carloman convocó un concilio en 744 en Soissons, al que acudieron 23 obispos de Neustria. Esta reforma establecerá la jerarquía en el seno del clero franco, a cuya cabeza se situara Bonifacio (evangelizador de Germania), como dirigente de los obispos. Se obligó a los clérigos a llevar una vida digna de la función, a honrar en todas partes la Regla de San Benito, se ligó a los obispos a una iglesia episcopal y se les otorgó autoridad sobre el clero e incluso depuso por la fuerza a los que impedían al pueblo satisfacer su salvación mental.
Pipino el Breve antes de su golpe de Estado contra los merovingios consultó al papa Zacarias, sobre quién debía ser el rey de los francos, si el que ejercía en la práctica la realeza o quien la ostentaba nominalmente. El papa zanjó la cuestión con este veredicto: «Quien lo es de hecho, séalo de derecho». En 751, Pipino fue elegido rey y coronado por los obispos fortaleciendo así la estrecha unión entre la monarquía y la Iglesia. El obispo Crodegango de Metz romanizó el culto a expensas de las liturgias gallicanas y de la importancia en la Galia de las costumbres litúrgicas de Roma es comparable para el desarrollo cultural de Occidente, a la importancia de la conjunción de los francos con el papado. Entre 754 y 756, Crodegango elaboró la regla de los canónigos que debían llevar una vida común como los monjes y organizó una liturgia estacionaria en el momento de la Cuaresma.
Carlomagno fue un príncipe cristiano que puso su fuerza al servicio de la fe. Los papas, al hacer una alianza con los reyes francos y pedirles que protegieran a la Iglesia romana, afirmaron la predestinación de la familia carolingia y del pueblo francés. El día de Navidad de 800, el papa coronó a Carlomagno. Se introdujo el bautismo de niños en el hogar, la obligación del descanso dominical, la asistencia a los oficios y la comunión tres veces al año. Carlomagno quería comunidades monásticas estables dirigidas por un abad de valía, con los religiosos dedicados al trabajo manual, intelectual y sobre todo litúrgico. En 813, hizo difundir la Regla de San Benito por todo el reino.
Luis el Piadoso, que quería imponer la unidad religiosa en el Imperio para que enmarque su territorio, llamó a Benito de Aniane a Inden y lo puso a la cabeza de todos los monjes del país. Preparó tres sínodos en Aix-la-Chapelle en los que se trató la reforma del monaquismo en 816, 817 y 818-819. Se impuso la Regla de san Benito de Nursia con sus 83 artículos y la libre elección del abad. Desde missi monastici, velan por su aplicación y decisiones. Benito quiso integrar las abadías en las instituciones del Imperio, y el abad se convirtió en un verdadero jefe de la comunidad. Después de la partición de Verdún en 843, la Iglesia venía a asegurar la unidad imperial.
El colapso de los carolingios fue fatal para la Iglesia romana. El papado cayó en manos de la aristocracia, y luego, desde 962, quedó sujeto a los emperadores otonianos.

### El Renacimiento carolingio
El renacimiento carolingio fue la culminación de una serie de pequeños renacimientos que ocurrieron después de 680 en Corbie, Tours, Saint-Gall, Fulda, Bobbio, York, Pavía y Roma. Estos límites vienen de responder a las necesidades superficiales de un pequeño grupo social para el cual la cultura era sobre todo un instrumento de prestigio que servía para gobernar al impresionar al vulgaire, no instruyéndolo. Fue una etapa en la construcción de las herramientas intelectuales y artísticas del Occidente medieval. Los reyes carolingios inventaron una nueva idea de estado basada en el respeto a la ley religiosa.

## La arquitectura carolingia
El renacimiento carolingio se manifestó por un sorprendente auge de la construcción. Entre 768 y 855, se registra la construcción de 27 nuevas catedrales, de 417 establecimientos monásticos y de 100 residencias reales. Bajo Carlomagno se construyeron 16 de esas 27 catedrales, 232 de los monasterios y 65 de los palacios. Los reyes no fueron los únicos responsables de las obras, pero si proporcionaron los arquitectos y los fondos. El redescubrimiento de los tratados arquitectónicos de Vitruvio permitía edificar construcciones de piedra, un material todavía poco utilizado en el norte del Loira. Los viajes de los carolingios a Italia les hicieron descubrir la belleza de las basílicas romanas, de los arcos de triunfo, de las capillas palatinas. Pero sus arquitectos no hicieron de ellos una copia servil, sino que imaginaron plantas y formas que correspondiesen con las ceremonias reales y las celebraciones religiosas. La mayoría de las fórmulas arquitectónicas inventadas a principios de la época carolingia se refinaron lo largo de décadas y se sometieron a sucesivas adaptaciones que llevaban en ellas las semillas del arte románico del siglo XI.
El primer período de la arquitectura carolingia, el de Pipino el Breve y del comienzo del reinado de Carlomagno, parece marcado por poderosos eclesiásticos, el obispo Crodegango de Metz, el abad Fulrado de Saint-Denis o Manassès, abad de Flavigny.
El papa quería, con la ayuda de Carlomagno, reorganizar y homogeneizar la Cristiandad. El obispo Crodegango introdujo la liturgia romana, lo que provocó cambios significativos en la arquitectura de las iglesias. En Occidente, el sacerdote celebraba la misa mirando al oeste desde el Este de la iglesia y, en Roma, el celebrante estaba en el Oeste y miraba hacia Oriente. Los edificios, orientados tradicionalmente hacia el este, se orientaran ahora hacia el oeste y a veces se encuentran iglesias con doble ábside. Para la liturgia que imita a Roma, se usara el ábside occidental para festivales importantes como la Pascua y el ábside oriental se mantendría para la liturgia ordinaria. La basílica de San Pedro en Roma, el Santo Sepulcro de Jerusalén y la arquitectura paleocristiana pasaron a convertirse en las referencias de los diseñadores carolingios.
Alrededor de 780-790, con la fundación de la abadía de Lorsch, con el florecimiento de Corbie, el lanzamiento de Saint-Riquier y de la abadía de Fulda, se anunciaba una nueva monumentalidad. El palacio de Aquisgrán (o Aix-la-Chapelle o Aachen) con su capilla palatina será la joya y lo más destacado de esta época.
Al final del reinado de Carlomagno, se vio una multiplicación de proyectos arquitectónicos a menudo muy importantes y la integración de hechos recientes de la liturgia y de las codificaciones monásticas. La planta de Saint-Gall constituye el testimonio más apreciable con sus indicaciones prácticas, teóricas y espirituales. A partir de ese momento, el regreso a un estilo clásico parece imponerse.
El siglo X es difícil de caracterizar. Los años 960-970 presentan ya muchos cambios, mientras se esperaba hasta alrededor de 1000-1020, cuando las instituciones carolingias se separaron en Francia, mientras que en Alemania la nueva dinastía de los otonianos, con la arquitectura otoniana de un estilo muy particular, que utilizara hábilmente muchos elementos de la arquitectura carolingia.

### Los palacios reales

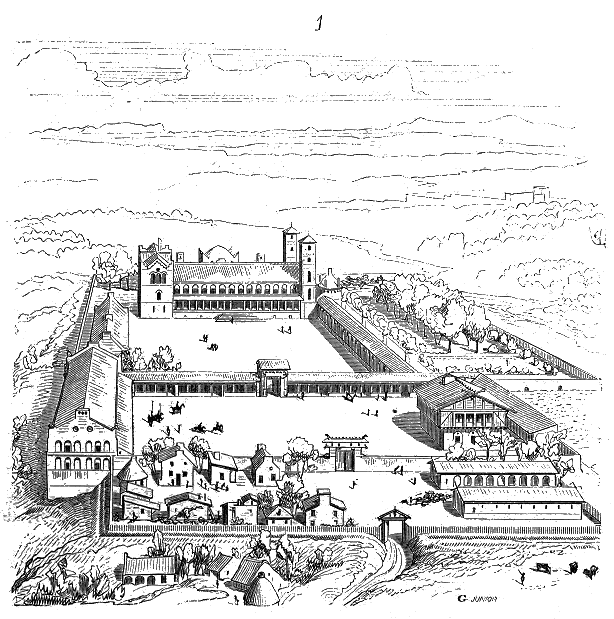
Vista reconstruida del palacio carolingio de Verberie.

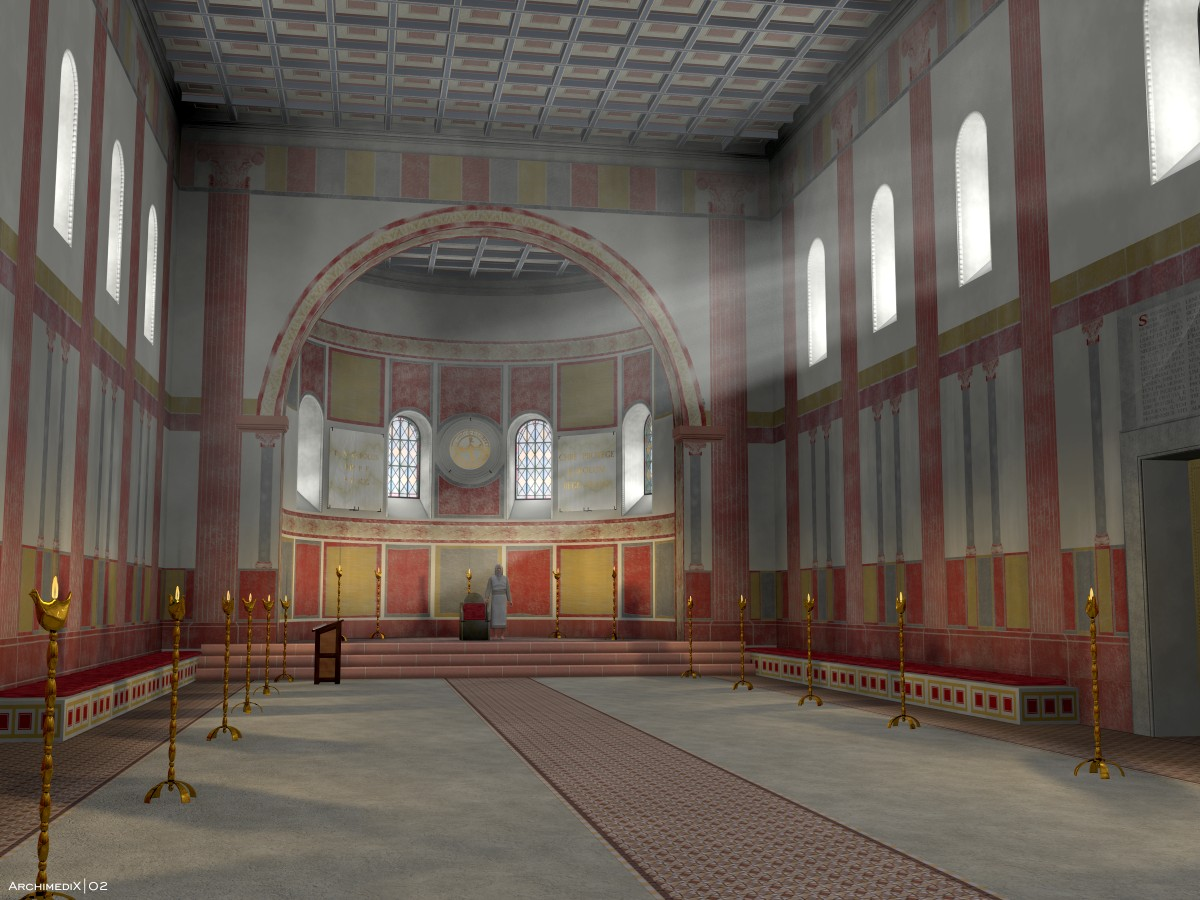
Restitución digital del Aula Regia del palacio de Ingelheim (Alemania)

Los reyes carolingios se desplazaban con su corte de residencia en residencia de sus representantes que controlaban la explotación de los terrenos (véase Corte itinerante). Las construcciones de la época solían ser de madera, pero los palacios destinados a recibir al rey formaban un conjunto más imponente.
Solo quedan algunos rastros de esas residencias reales: en un campo en Quierzy-sur-Oise; las bases del trono real en Paderborn, en Sajonia; elementos en Ingelheim cerca de Maguncia; y el palacio de Aquisgrán, incluida la capilla real comenzada en 785.
Esta capilla palatina gozó de gran prestigio y fue imitada por el obispo Teodulfo obispo de Orleans y abad de Fleury (798-818) para construir el oratorio de Germigny-des-Prés. En Lotaringia, la iglesia de Ottmarsheim construida a principios del siglo XI fue su mejor réplica. El hijo de Carlomagno, Luis el Piadoso, construyó asimismo una capilla en Thionville imitando a la de Aix; y en Ingelheim; y Carlos II el Calvo lo hará en Compiègne.
Después de la partición de Verdún en 843, Luis II el Germánico construyó una capilla en Fráncfort del Meno en 852 y Carlos el Calvo hizo de Compiègne su palacio real, donde en 877, reprodujo la de su abuelo.

#### El palacio de Aix-la-Chapelle

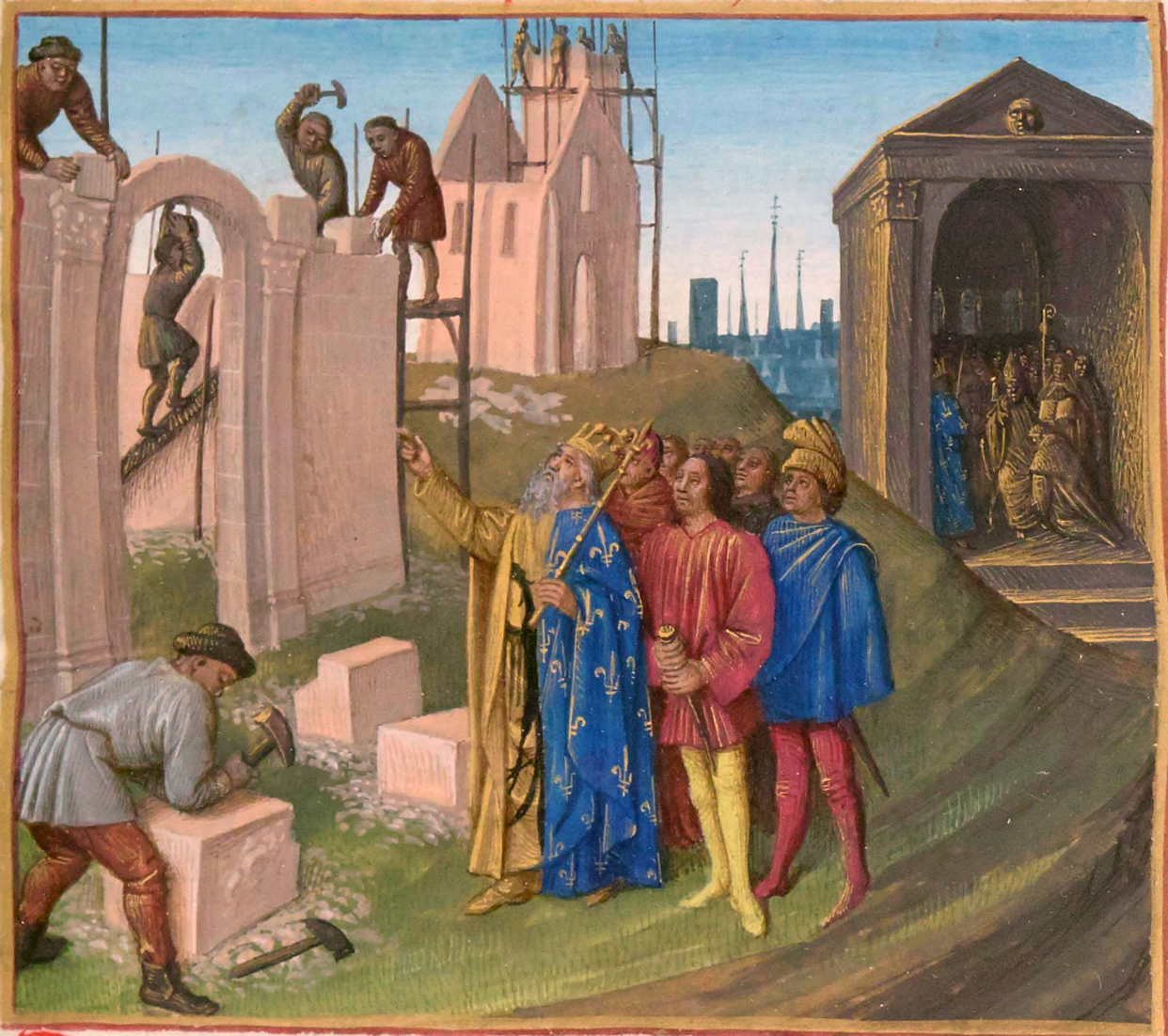
La construcción de Aquisgrán, miniatura de Jean Fouquet, en las Grandes Chroniques de France, del. Carlomagno aparece en primer plano.

El palacio de Aquisgrán (o de Aix-la-Chapelle o Achen) fue construido en un cuadrado de veinte hectáreas que puede recordar los campamentos romanos con cuatro grupos de edificios. En el noreste, la sala de recepción, aula regia de 47 m de largo por 20 m de ancho, que era una réplica del aula palatin de Trèves construida en el Bajo Imperio. En el suroeste se encontraban los edificios de culto dispuestos en forma de cruz latina con en la intersección la capilla poligonal del arquitecto Eudes de Metz. El este del cuadrado estaba ocupado por un triángulo cuyo extremo conduce a los baños termales y a la piscina.
El conjunto del palacio está rodeado por murallas y más allá están instaladas las casas de los comerciantes, el mercado, los hoteles de los obispos, de los abades, de los vasallos y los grandes dignatarios. Más lejos se encuentra el parque de caza y la casa de fieras rodeada por un muro.
Al ordenar la construcción del palacio de Aquisgrán, Carlomagno quería competir con las residencias de los emperadores orientales. Hizo traer columnas de mármol de Rávena y la estatua ecuestre de Teodorico el Grande, abrió fundiciones para hacer las rejas de la capilla y las puertas de bronce. Como en Bizancio, el palacio era un espacio sagrado, en cierto modo el centro del mundo religioso. El palacio y la iglesia formaban un todo. La sala de audiencias era una basílica, la capilla una sala del trono. Pero mientras que la del basileus se encuentra al este en el lugar del altar, Carlomagno instaló la suya en el oeste frente al altar del Salvador y por debajo el altar de la Virgen alrededor del cual se reunía la multitud de cortesanos.

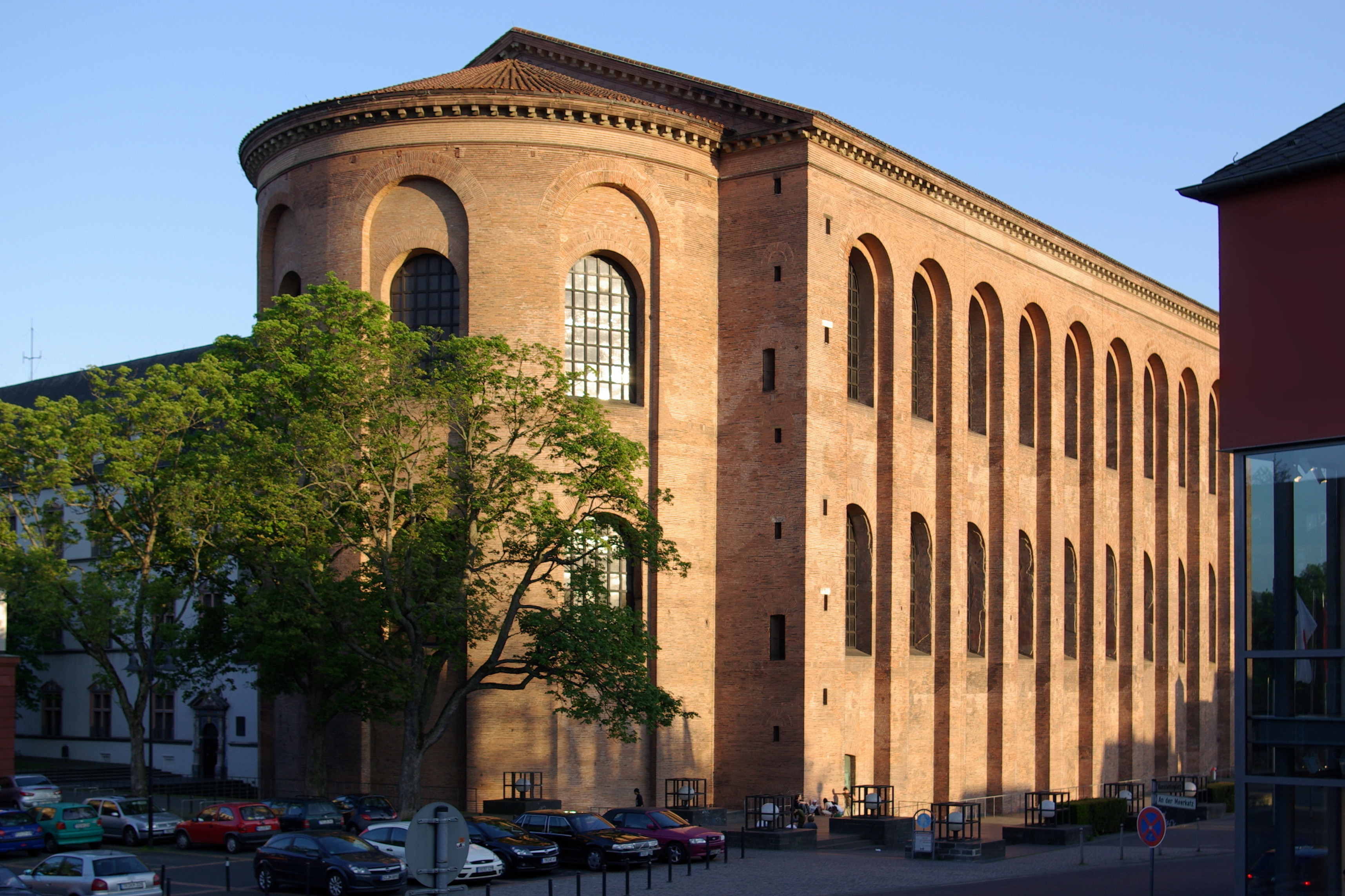
La basílica de Treveris sirvió probablemente de modelo para la sala de recepción de Aixs
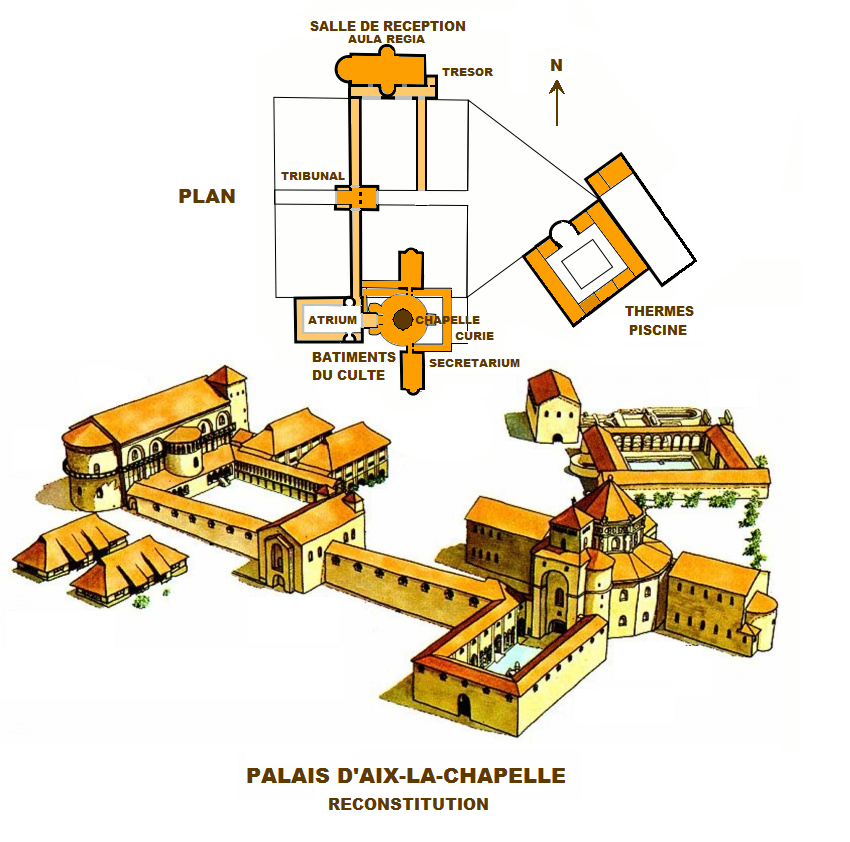
Reconstrucción del palacio de Aquisgrán
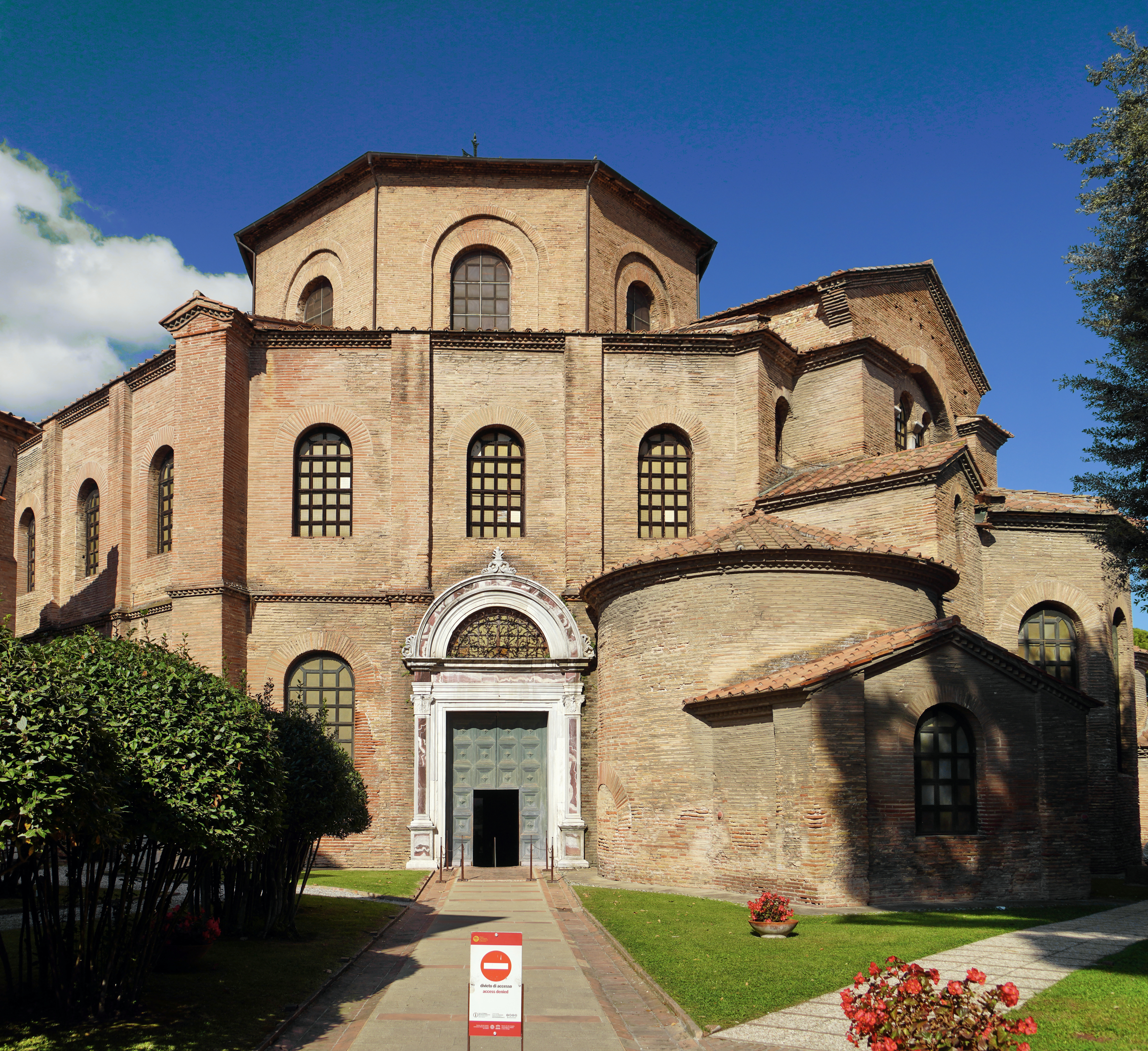
La basílica de Rávena fue uno de los modelos de la capilla palatina.

### Las residencias de los dignatarios

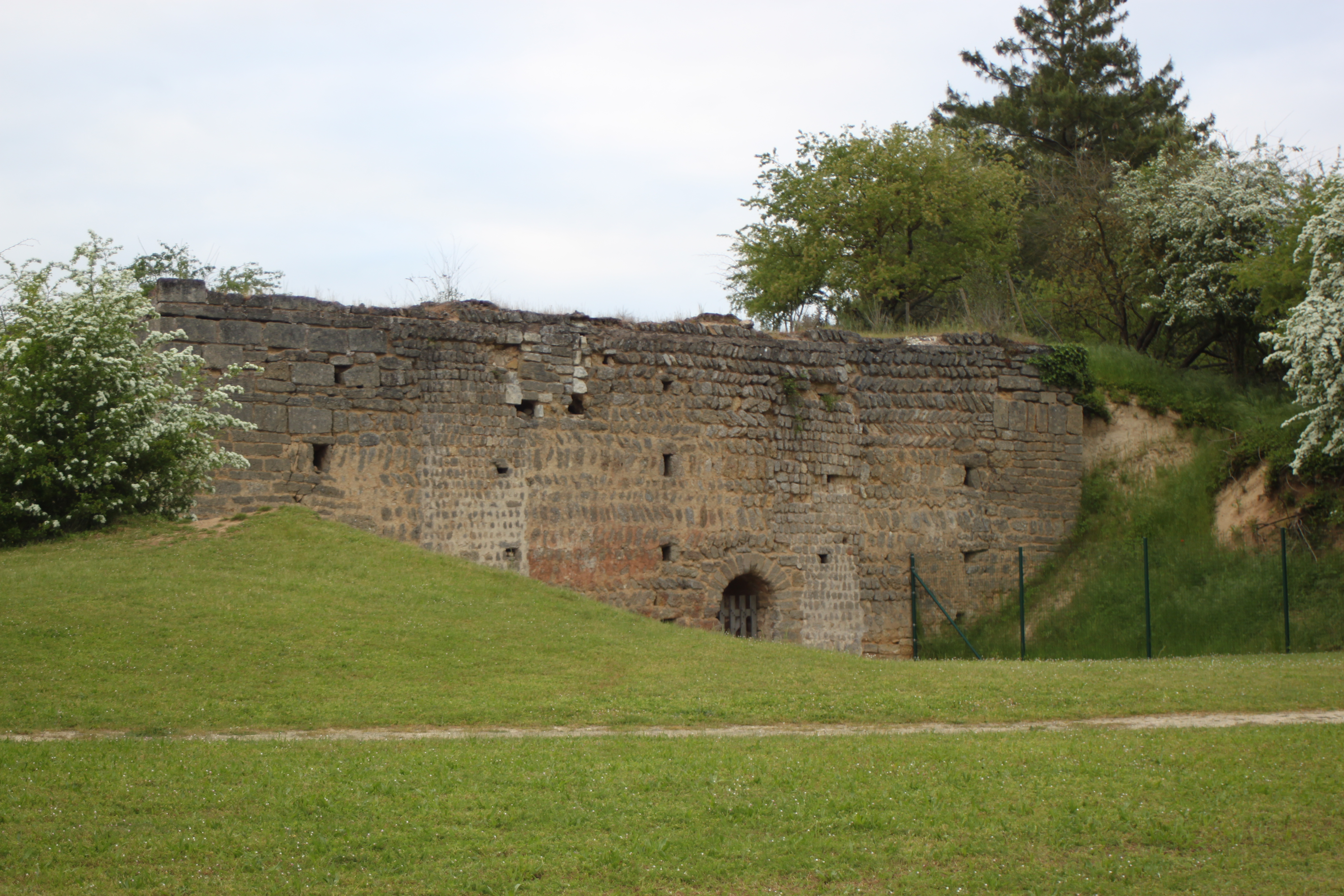
Aula de Doué-la-Fontaine

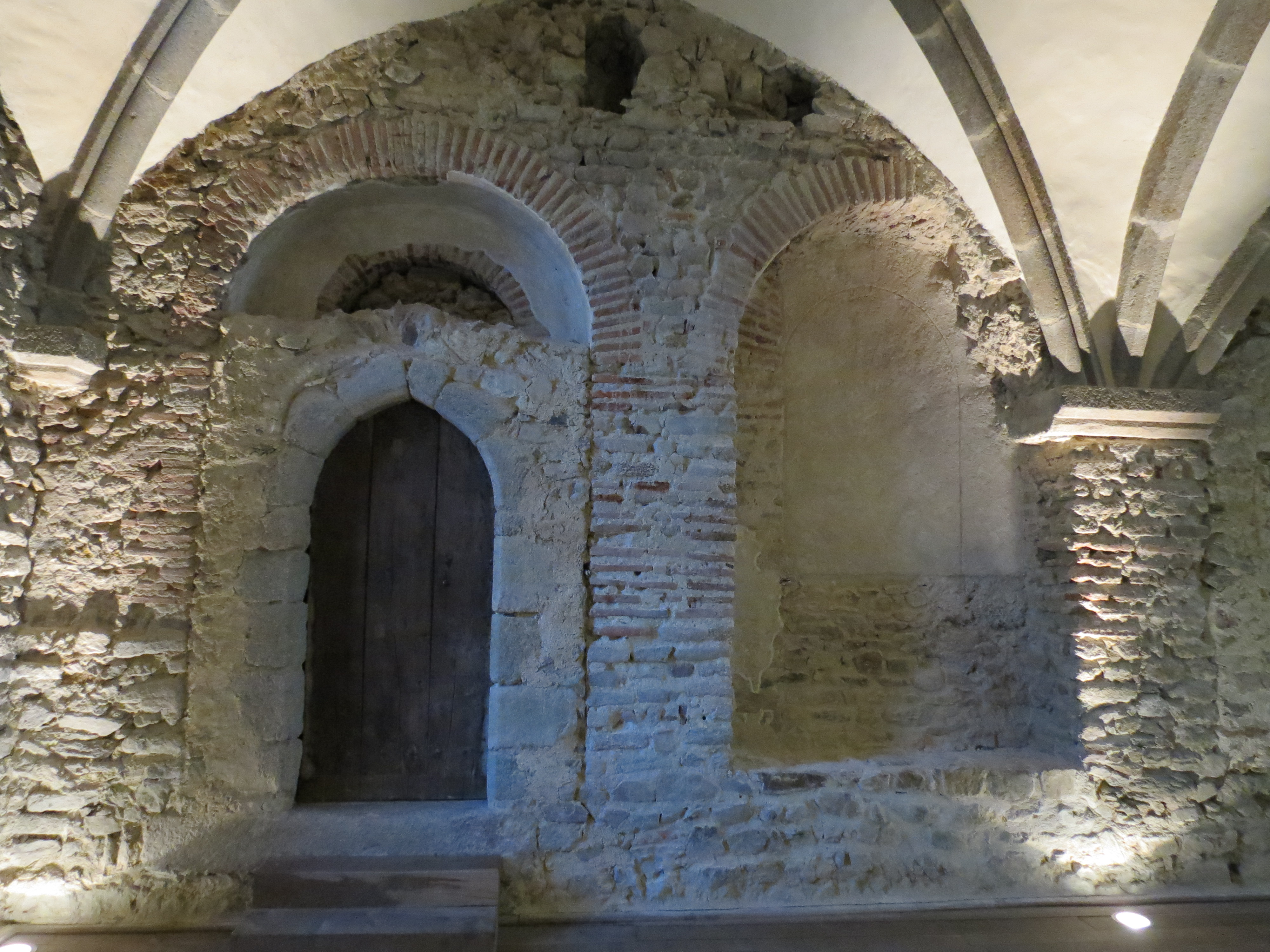
Mayenne, arcada norte de la sala Norte

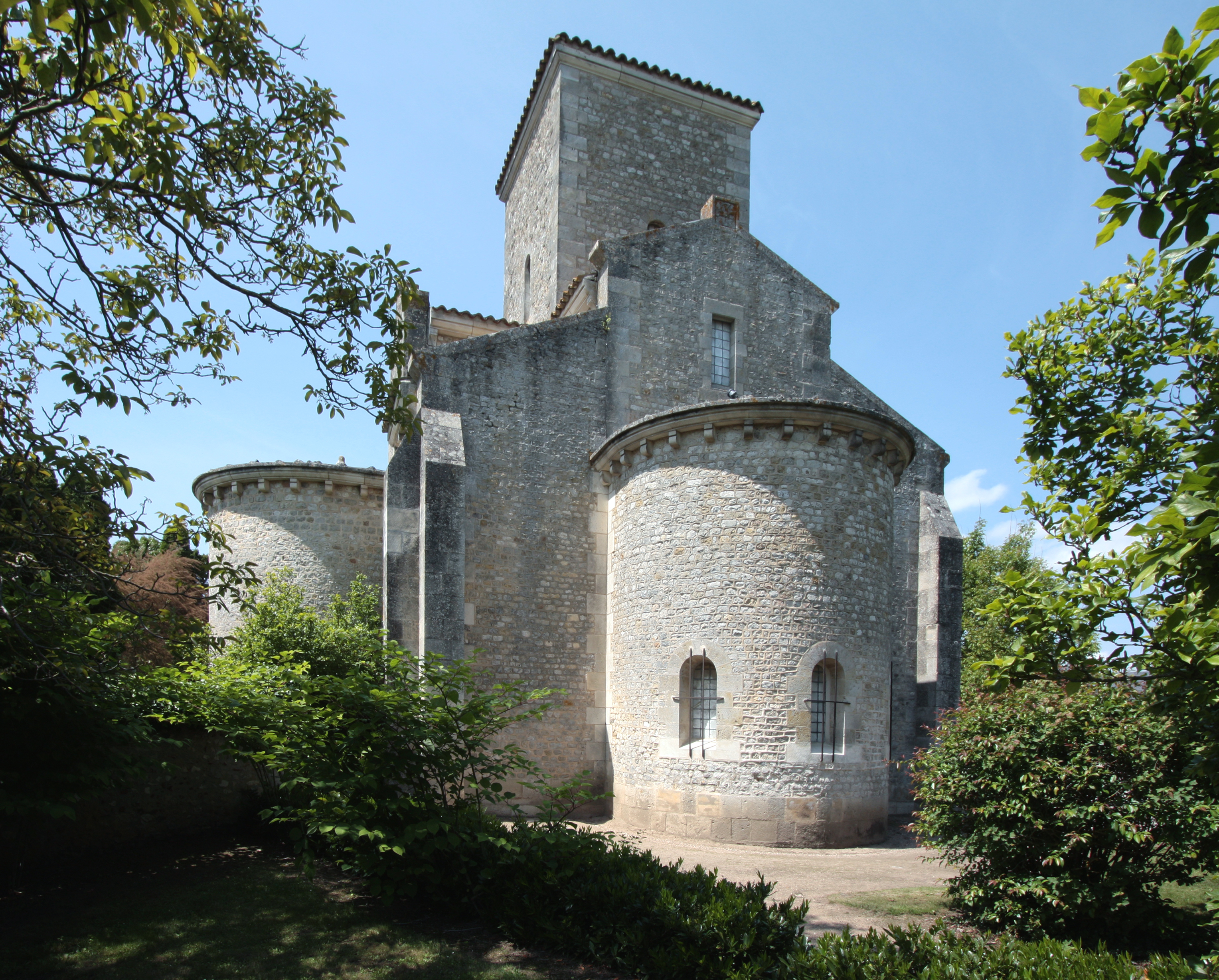
El oratorio de Teodulfo en Germigny-des-Prés.

Hay pocos rastros de los palacios de los dignatarios carolingios: un aula en Doué-la-Fontaine, en Anjou; algunas construcciones integradas en el castillo de Mayenne; y, en cuanto a las de Teodulfo, solo el oratorio permanece con su mosaico en Germigny des-Prés cerca de Orléans.

#### El aula de Doué-la-Fontaine
En Doué-la-Fontaine, el sitio de la Capilla probablemente estuvo ocupado antes por los galo-romanos y los francos y luego albergó un palacio carolingio del que no queda nada. Hacia 900, fue construido un edificio rectangular de 23,18x16,72 m que comprende una única planta dividida por un muro de separación en dos piezas desiguales de una altura de cinco metros cubierta por un tejado a dos aguas y piñones. La pieza más pequeña se usaba como cocina y la otra sala era un aula principesca a la que solo el duque Robert, conde de Anjou, podía acceder para reunir su corte.
A mediados del siglo X el sitio fue incendiado, luego el nivel de acceso a la primera planta fue bloqueado y el conjunto se transformó en un calabozo con el acceso a cinco metros de altura.

#### El castillo de Mayenne
En el castillo de Mayenne se conserva un edificio que data de alrededor de 900. Este conjunto de piedra descansa sobre un antiguo hábitat de madera. Se compone de una sala principal rectangular de 10,70 x 7,60 m y de una altura de10,50 m. Tiene dos niveles con pisos inferiores y superiores y, probablemente, un ático. En la esquina suroeste, contigua a la gran sala, una torre cuadrada de cuatro metros de lado, de la que tres de los cuatro niveles subsisten con una altura de 14 m. Tocando la esquina noreste de la gran sala y la fachada oeste de la torre, los muros de un pequeño patio de 4,32x3,50 m que se elevaban hasta la tercera planta formaban parte de la construcción original.
Las mamposterías presentan zonas en espina de pez (opus spicatum) y lechos de ladrillo rudimentarios. La gran sala y la torre están bien iluminados por aberturas con claves de ladrillo que forman segmentos simples o duplicados. Las comunicaciones interiores y exteriores se realizan desde la sala alta en todo el conjunto.

#### La villa de Germigny
La villa de Germigny-des-Prés fue construida bajo el impulso del obispo Teodulfo de Orléans, abad de la abadía de Saint-Benoît-sur-Loire y letrado erudito llamado por el rey de los francos Carlomagno para hacer renacer los estudios y las letras. Su fecha de construcción es anterior a 806, si se da crédito a una inscripción de la inauguración de la iglesia, pero seguramente será de antes de 818, año durante el cual Teodulfo cayó en desgracia y sus propiedades fueron confiscadas.
Se encuentra sobre una finca perteneciente a la comunidad de la abadía de Saint-Benoît-sur-Loire (Fleury). Incluye la iglesia con los edificios residenciales y las dependencias al oeste. En 843 u 844, los Grandes del reino y los prelados celebraron los primeros États généraux franceses en Germigny, luego el rey de los francos Carlos II el Calvo visitó en 854 y 855 esta villa designada bajo el nombre de palais royal en las actas. En la primera mitad del siglo IX, un incendio dañó seriamente el sitio y solo quedó el oratorio de Teodulfo.

### Las iglesias de planta central

#### La capilla palatina de Aix-la-Chapelle

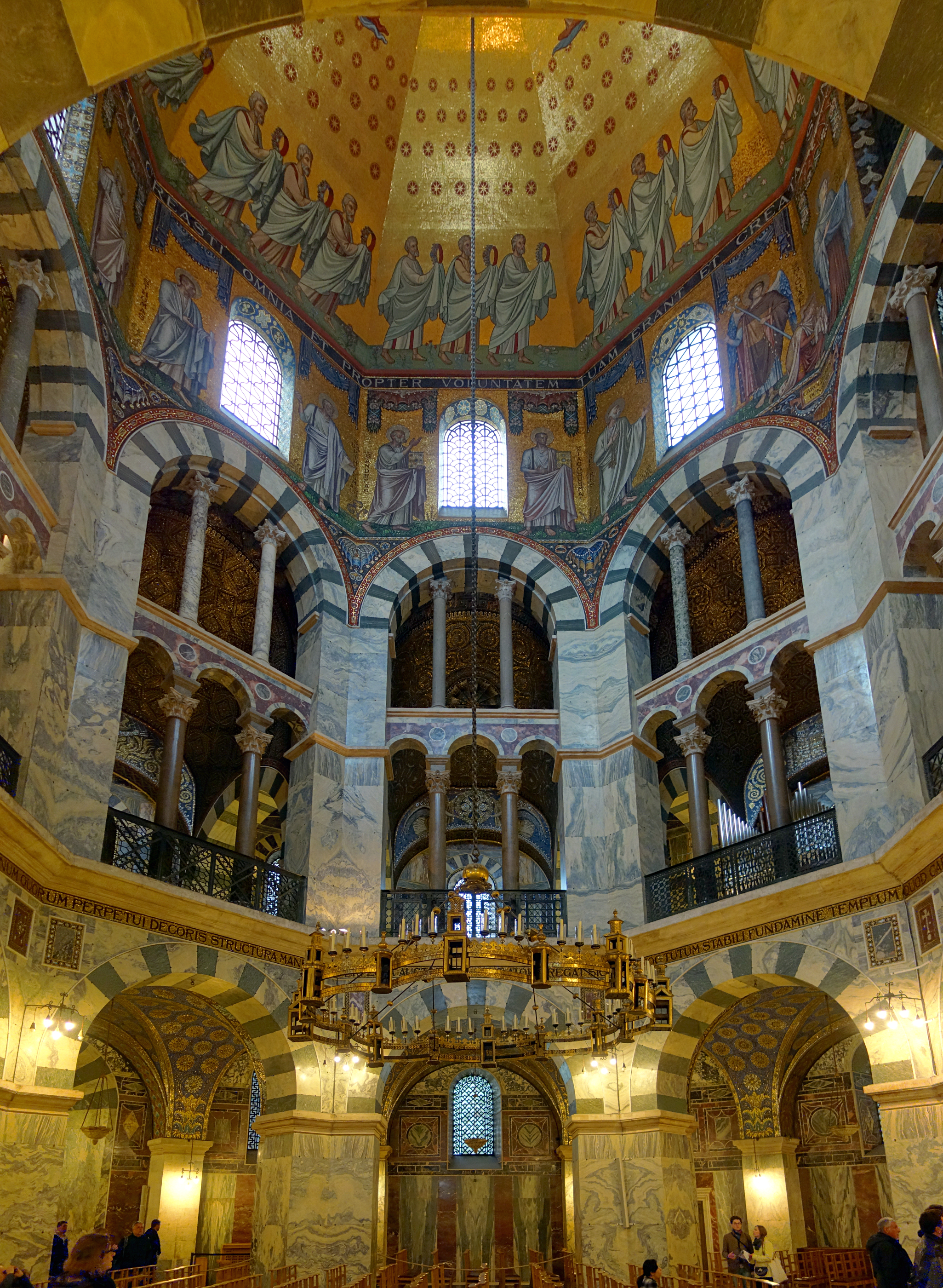
La capilla palatina del palacio de Aquisgrán

La idea de construir un importante complejo palatino probablemente siguió a la elección de Aix-la-Chapelle (Aquisgrán) como lugar de residencia real hacia 790. En 798, el grueso de la obra de la capilla palatina ya estaba completado y se integraba en un todo homogéneo. El arquitecto Eudes de Metz hizo un trabajo original y en él algunos ven influencias de Rávena próxima a Aix en su diseño general o a iSan Sergio y San Baco de Constantinopla, pero otros piensan que habría tomado la planta habitual de las capillas palatinas del siglo VIII. Además de las exigencias técnicas, utilizó trazados reguladoros y se dejó guiar por los imperativos de un simbolismo del número.
El octágono central tiene un diámetro de 16,54 m, con un porche al oeste de 12 m de largo por 7,20 m de ancho, y una proyección hacia el oeste de 3,50 m confinada por dos torretas que preceden al cuerpo de la capilla. Al gran nicho, de 20,56 m de altura, responden en el extremo oriental del atrio dos nichos laterales. En la planta baja del macizo occidental, un vestíbulo abierto conduce directamente hasta la entrada. Esa puerta conduce a una nave lateral de 7,61 m de altura y el paso de 30,55 m de altura al octágono central ofrece una impresión que es difícil de olvidar. La planta baja casi autónoma consta de ocho arcadas separados de la parte superior por una cornisa con un fuerte voladizo. Por encima, columnas de pórfido, mármol y granito se abren a la tribuna real y al nivel del tambor, ocho ventanas altas iluminan la cúpula.
A nivel técnico, el arquitecto logró una hazaña arquitectónica muy avanzada para su tiempo y que se encontrará en la arquitectura normanda en la iglesia de Saint-Étienne de Caen y en la arquitectura anglo-normanda en la catedral de Durham, arcos que compartimentan los tramos como verdaderos contrafuertes interiores. También se implementó el nacimiento de la cúpula de tirantes, combinando cadenas de hierro y vigas de roble.
La posición del trono de Carlomagno en su contexto litúrgico, simbólico y político estaba determinada por la visión del altar del Salvador en el este, por debajo en la planta baja del de la Virgen y, más al este, en el fondo del pequeño coro rectangular, el de San Pedro. El rey se encontraba, con el Señor, sobrelevado en la zona angelical. A su vez, doblaba la rodilla ante la majestad de Cristo que lo contempla aclamado por los Viejos del Apocalipsis desde la cúpula. Todo contribuía a crear en la capilla palatina esa pirámide de poder, con la planta baja reservada para el séquito, el piso para el soberano y en la cima, el edificio el Cristo.

##### Las imitaciones
El prestigio de la capilla palatina inspiró muchas imitaciones a lo largo de los siglos IX, X y XI, sobre todo en Lotaringia, en el territorio de la actual Bélgica y Países Bajsos.
Aquisgrán: 798, luego Saint-Riquier: 799, Zadar: 805, Fulda Saint-Miche: 822, Thionville: 830-840, Mettlach: 985-993, Brujas: 940-960, Muizen: 990, Lieja Saint- Jean: 990, Cologne-Deutz: 1020, Nijmegen: 1024-1039, Gollar II Georgenberg: 1030, Ottmarsheim: 1030, Groningen: 1040-1050, Wimpfen: 1040-1050, Bamberg: 1020, Lovaina: 1050.
El edificio que más fielmente retoma la forma arquitectónica de Aix es la iglesia de Ottmarsheim en Alsacia. El núcleo octogonal es exactamente el mismo de Aix con un deambulatorio hexagonal. El ábside oriental puede dar una buena idea del de Aix.
También se cree que otros dos edificios con planta central de la época de Carlomagno estarían inspirados en la capilla palatina: la iglesia de San Donato (Zadar), en las fronteras del imperio, y Germigny-des-Prés.

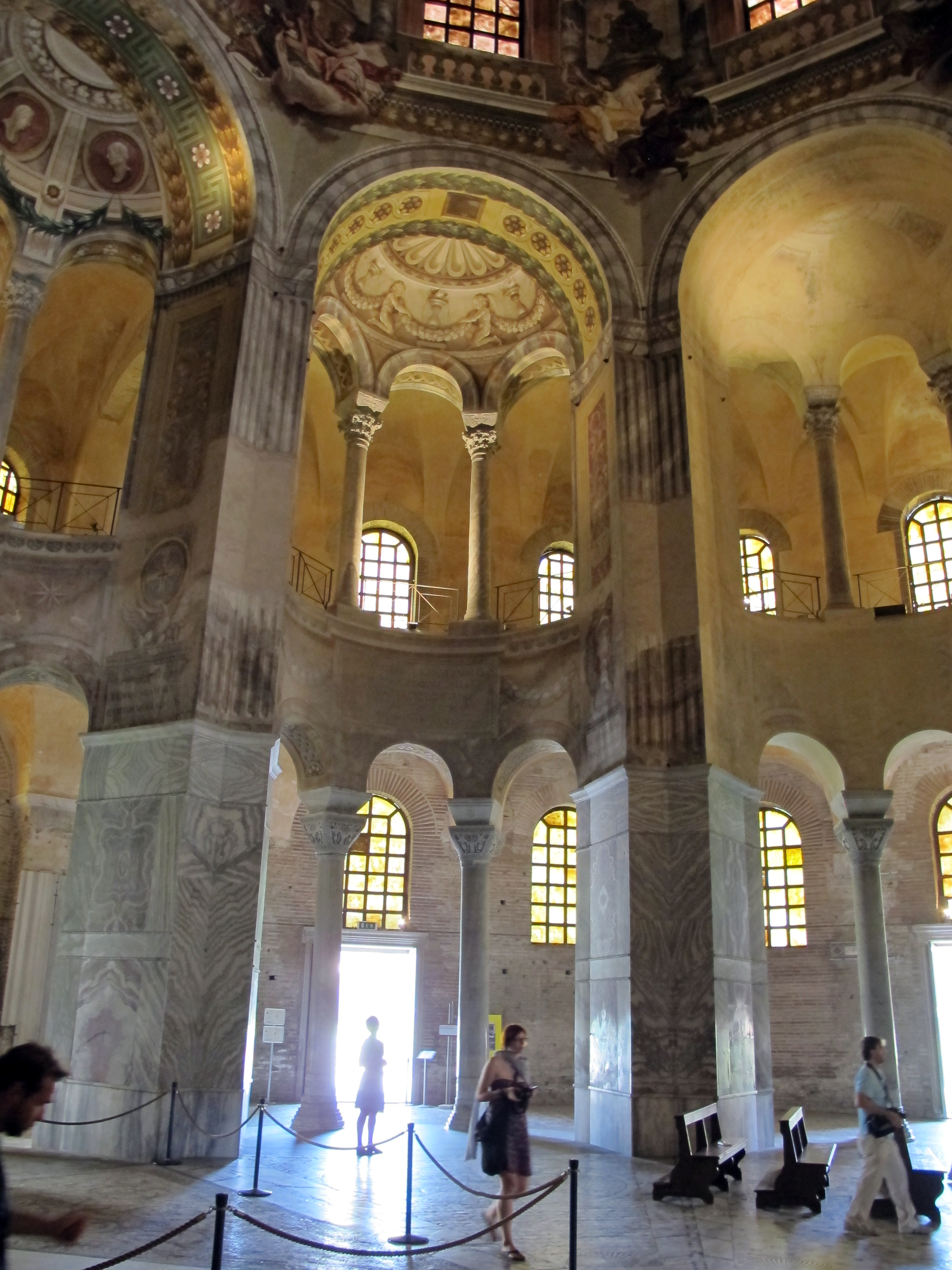
Basílica de San Vital, posible influencia de Rávena
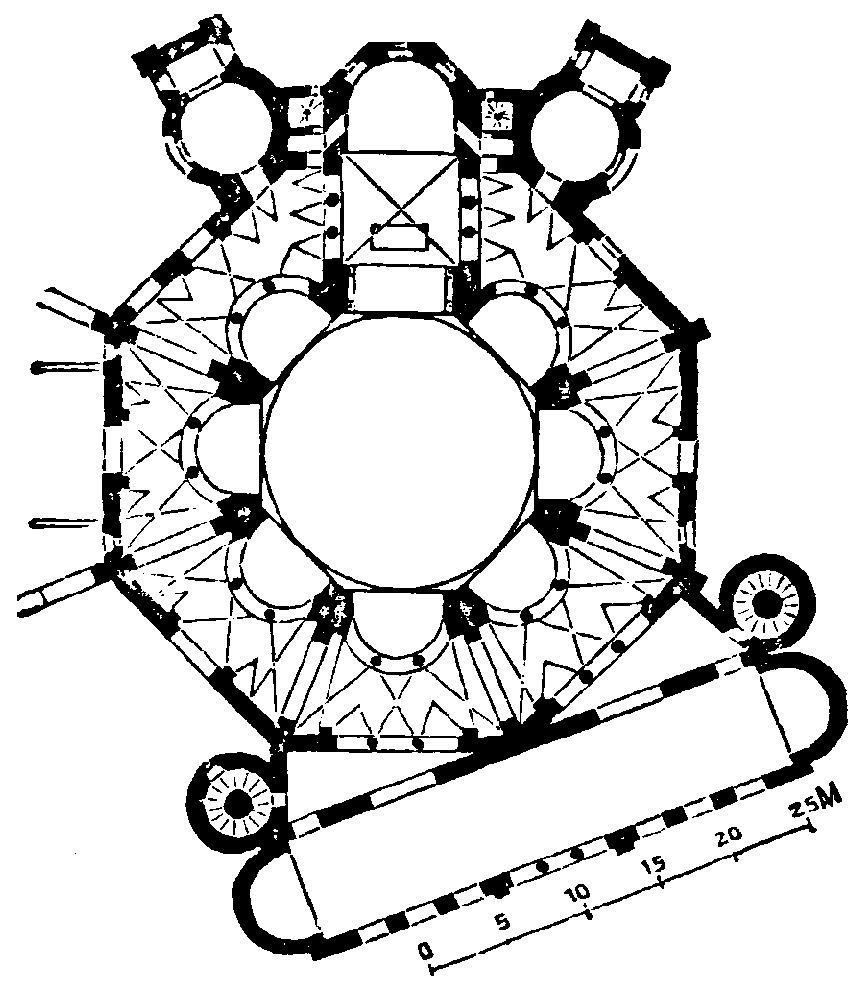
Planta de la basília de Rávena
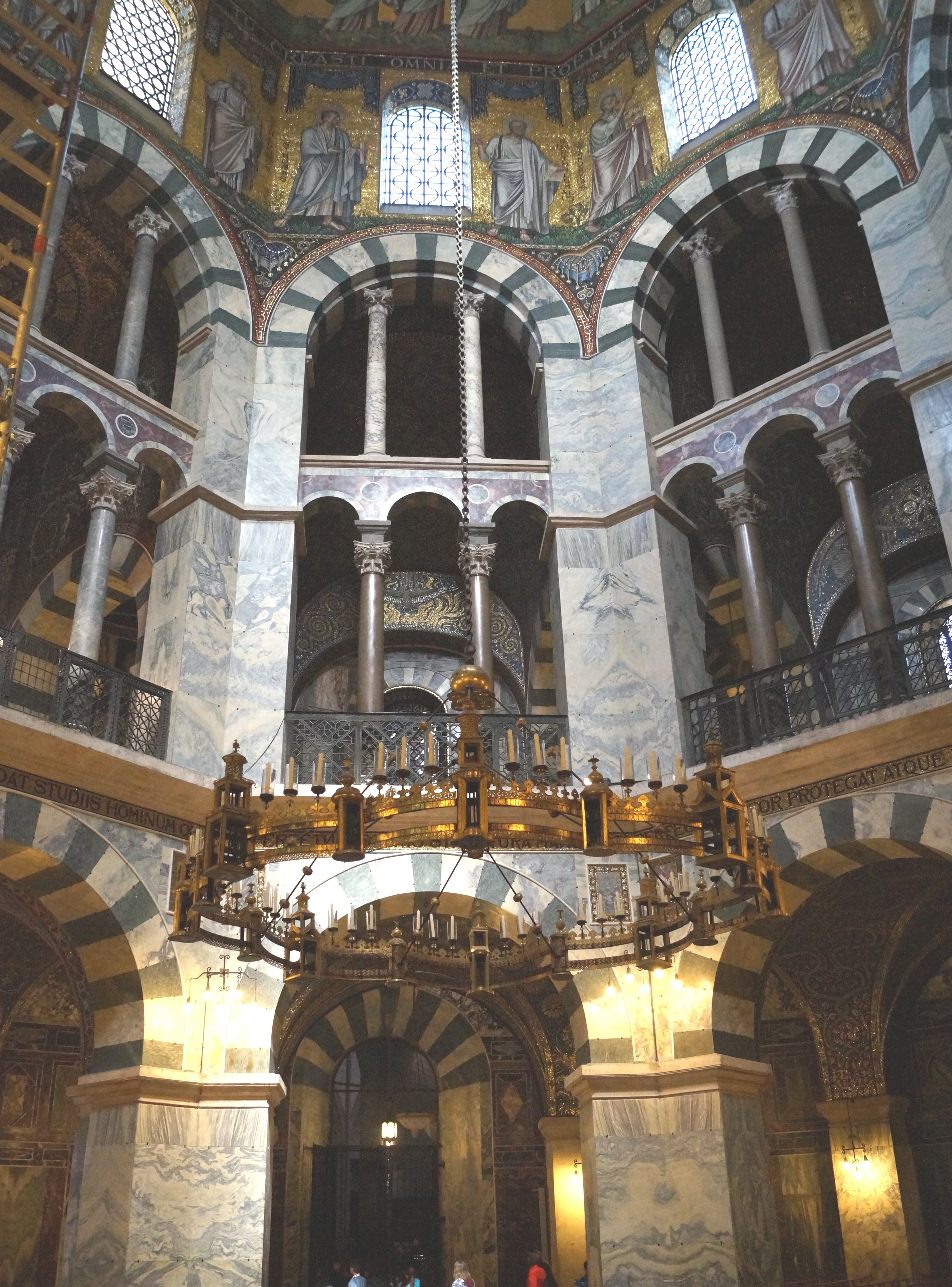
La capilla palatina de Aix
Planta de la capilla palatina de Aix
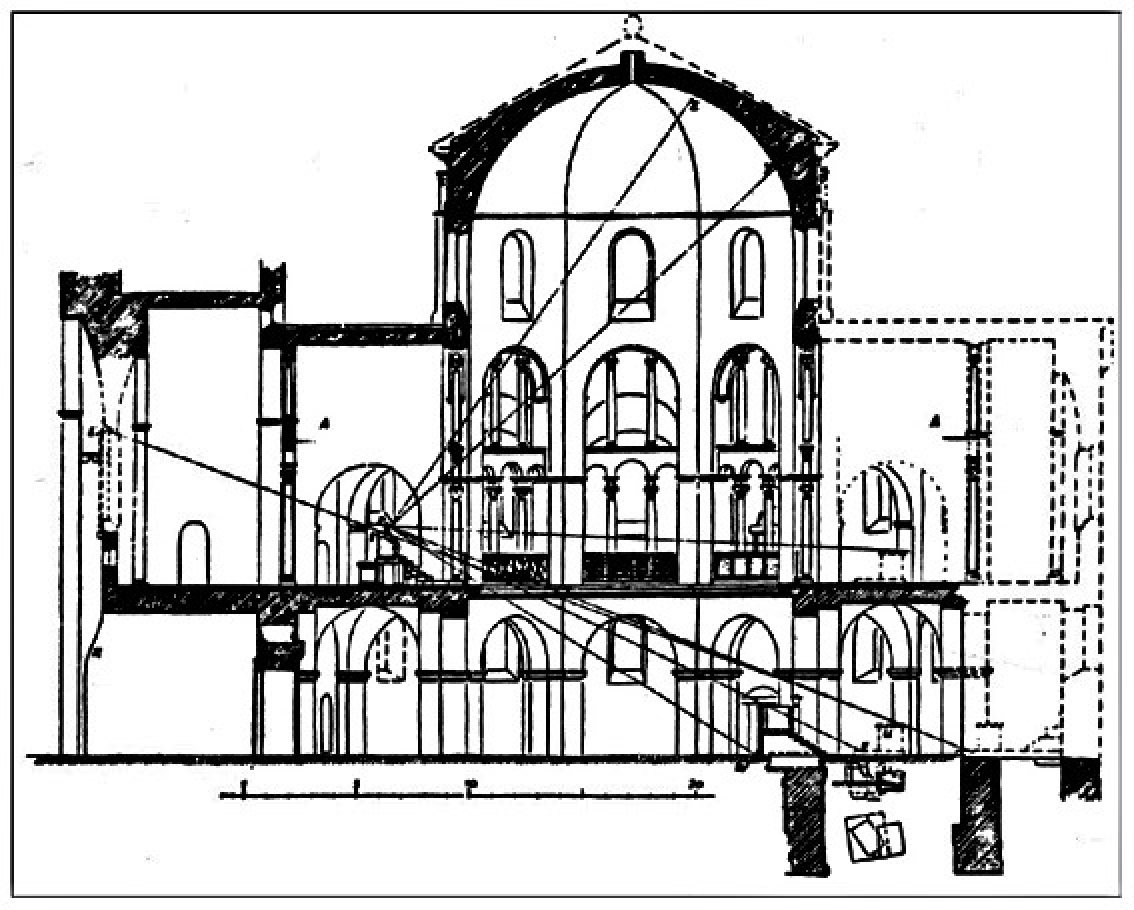
Sección de la capilla palatina de Aix
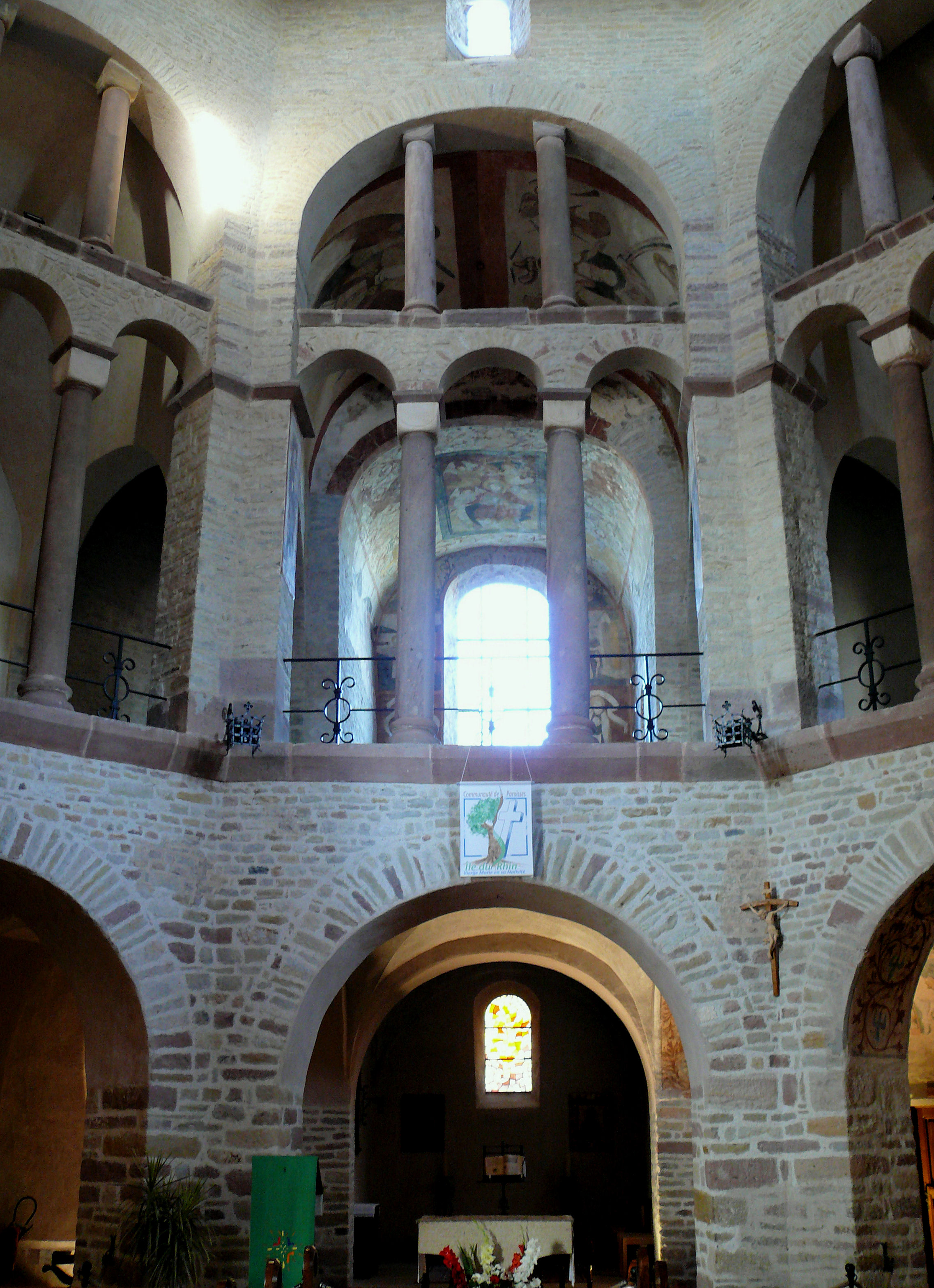
La réplica: Ottmarsheim

#### Oratorio Germigny-des-Prés e iglesia de San Donato de Zadar

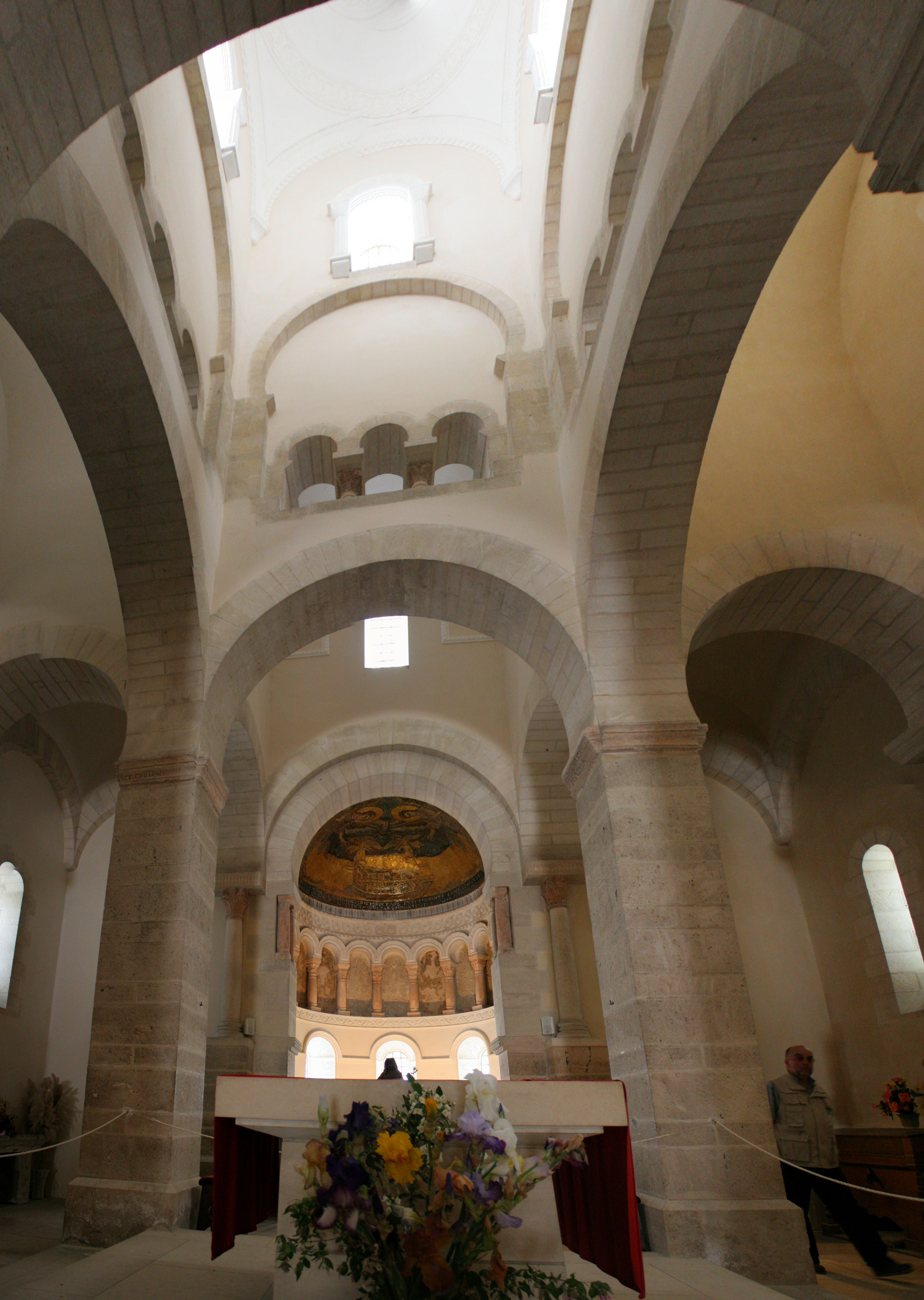
Vista de la cúpula interior del oratorio

La iglesia de Germigny-des-Prés fue construida en su villa bajo el impulso del obispo Teodulfo de Orleans, abad de la abadía de Saint-Benoît-sur-Loire y excelente erudito llamado por el rey de los francos Carlomagno para hacer renacer los estudios y las letras. La fecha de construcción del edificio es anterior a 806, si se da crédito auna inscripción de la inauguración de la iglesia, pero seguramente será de antes de 818, año en el que Teodulfo cayó en desgracia y su propiedad fue confiscada. Esa villa se encontraba en una finca perteneciente a la comunidad de la abadía de Saint-Benoît-sur-Loire. Incluía la iglesia con los edificios residenciales y dependencias al oeste. Construida en el momento en que Carlomagno construía la capilla palatina de Aquisgrán, esa edificación alentaba a Teodulfo a no descuidar nada para la suya. Cubierta con bóvedas y bellamente decorada, se consideraba incomparable en Neustria.
Hasta mediados del siglo XIX Germigny pasaba por ser la iglesia más antigua de Francia, pero después de su reconstrucción en el mismo sitio por Juste Lisch entre 1867 y 1876, no se conservan del edificio original más que los cimientos embebidos en el suelo, un mosaico célebre y algunas piedras usadas en la nueva construcción. Se conservan capiteles y fragmentos de estuco en el Museo de Bellas Artes de Orleans.
Para su oratorio de Germigny, Teodulfo utilizó la parte arquitectónica en favor dos o tres siglos antes que en el Este y algunos comparan su planta con la de las iglesias de Bagaran y de Ejmiatsin en Armenia y avanzan el nombre de Eudes de Metz como su arquitecto.
Le dio la planta más lógica en Occidente para construir una iglesia abovedada. En el centro de un cuadrado de unos diez metros de lado, cuatro pilas determinan un cuadrado central sobre el cual se eleva una torre. A cada lado del oratorio, sobresalen exteriormente grandes ábsides con un contorno sobrepasado. Dos ábsidiolos flanquean el ábside oeste.
En los siglos VI y VII, en las iglesias armenias de ese tipo, todo el edificio estaba construido para soportar estructuralmente la cúpula pero, en Germigny, se reemplazó por una torre-linterna dispuesta en el centro del oratorio que ocasiona pocos esfuerzos horizontales que soportar. A su alrededor, las bóvedas están dispuestas como en una iglesia oriental. Las bóvedas de cañón sostienen la torre en los cuatro puntos cardinales y cuatro pequeñas cúpulas más bajas cubren las esquinas del cuadrado. Más cerca del suelo, las culs-de-four de los cuatro ábsides descansan sobre los muros goterones que soportan esas bóvedas y aseguran la perfecta estabilidad de la construcción. Desde el siglo IX, los muros están respaladados por contrafuertes para fortalecer este edificio que irradia alrededor de una torre central de dieciséis metros de altura.
A pesar de las demoliciones de 1867, las excavaciones han revelado bajo el pavimento actual, de unos cuarenta centímetros, el suelo de la iglesia del siglo XV y, a 1,15 m por debajo del suelo actual, el antiguo pavimento. Esta diferencia de nivel permitió descubrir los cimientos de los ábsides. El ábside este que lleva el mosaico es de la época de Teodulfo. Al oeste, se encuentran los cimientos de un ábside semicircular visiblemente alterado en octágono con un muro paralelo. Se puede ver el camarín del obispo como el de Carlomagno en la capilla palatina de Aquisgrán y luego el acondicionamiento de un porche.
La iglesia de San Donato de Zadar, consagrada en 805, era parte de un complejo catedralicio erigido por el obispo Donato a la vuelta de un sínodo celebrado en Aquisgrán. La rotonda, un cilindro de 19,50 m de altura, ocupa el límite noreste del fórum. Cuenta hacia el este con tres ábsides altos en una planta ligeramente sobrepasada. En el lado oeste, un porche precede a la rotonda en todo el ancho, recordando más al de Ravena que al de Aix. El único ambulatorio forma la base de una gran galería circular que desemboca en siete nichos circulares que responden al sur y al norte a los ábsides orientales. En la planta, las columnas están decoradas con bases y capiteles de origen antiguo. Así, en Zadar, el rico arsenal de la arquitectura románica está tan esbozado como en la capilla palatina de Aix.

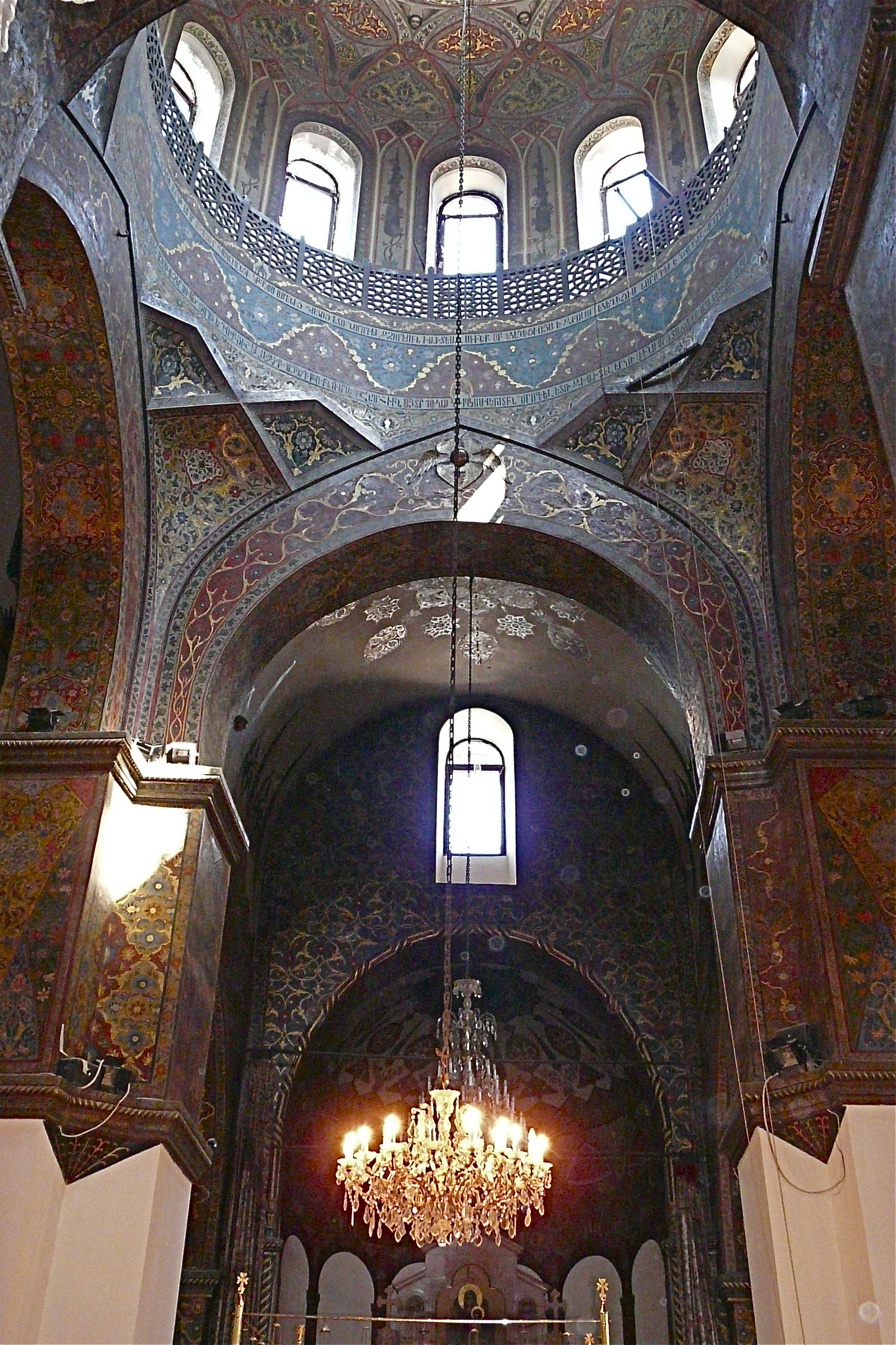
Interior de de Echmiadzín
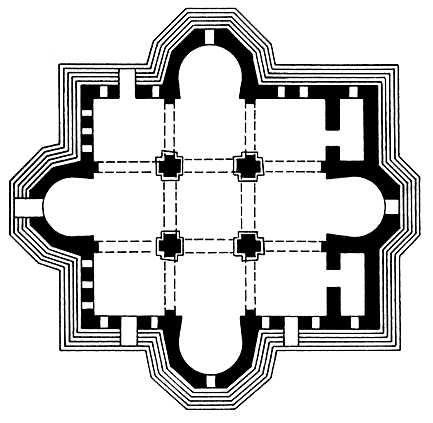
Planta de Echmiadzín
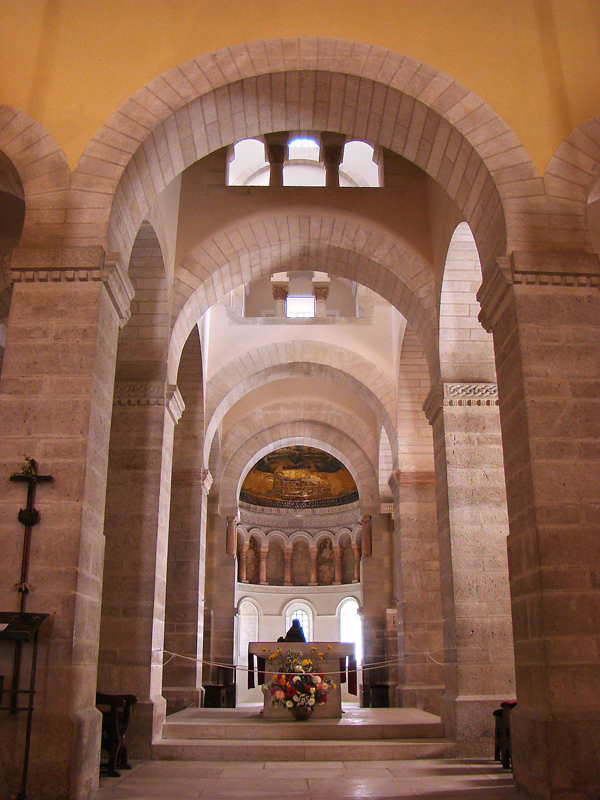
Germigny
Planta del oratorio de Germigny
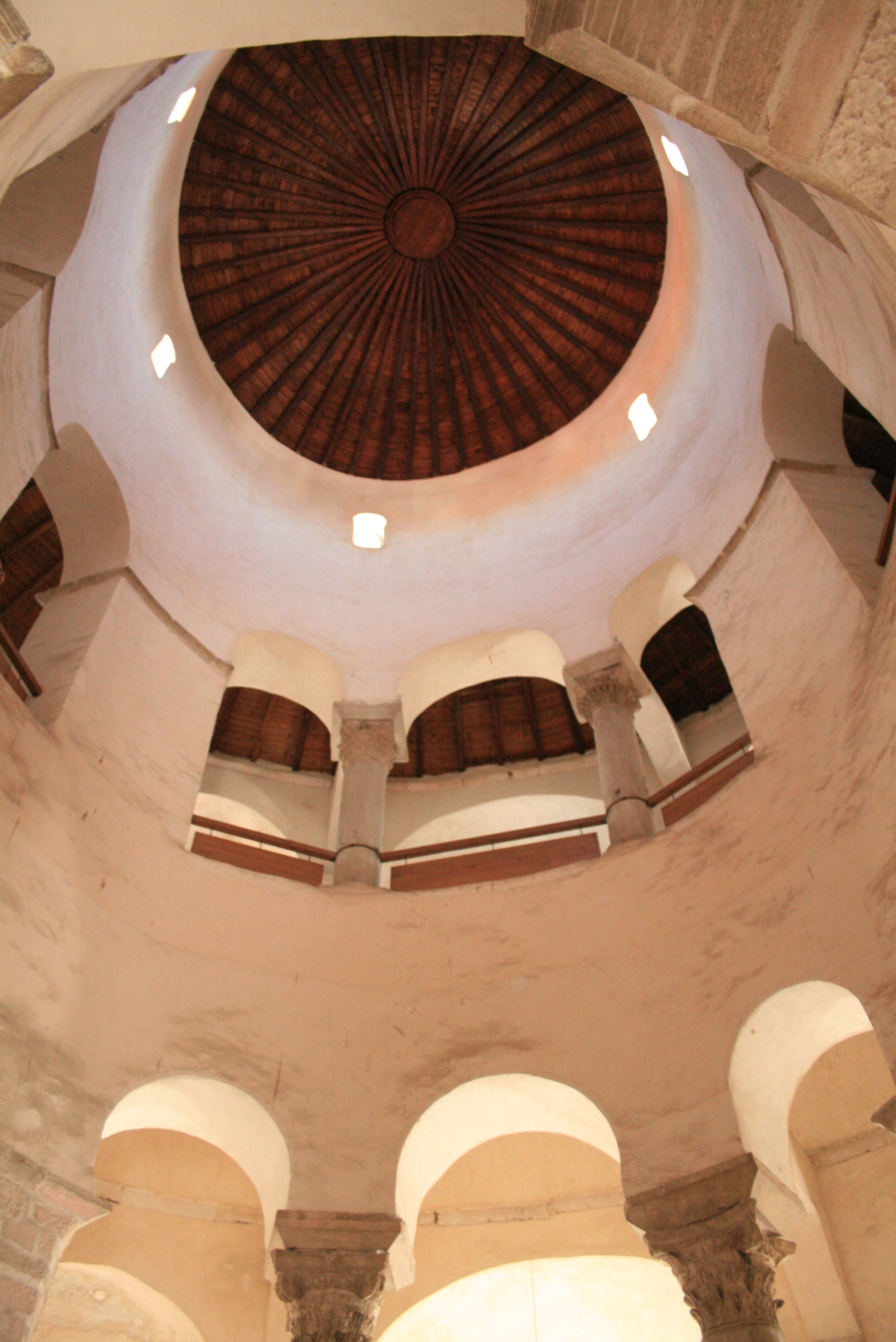
Interior de Zadar
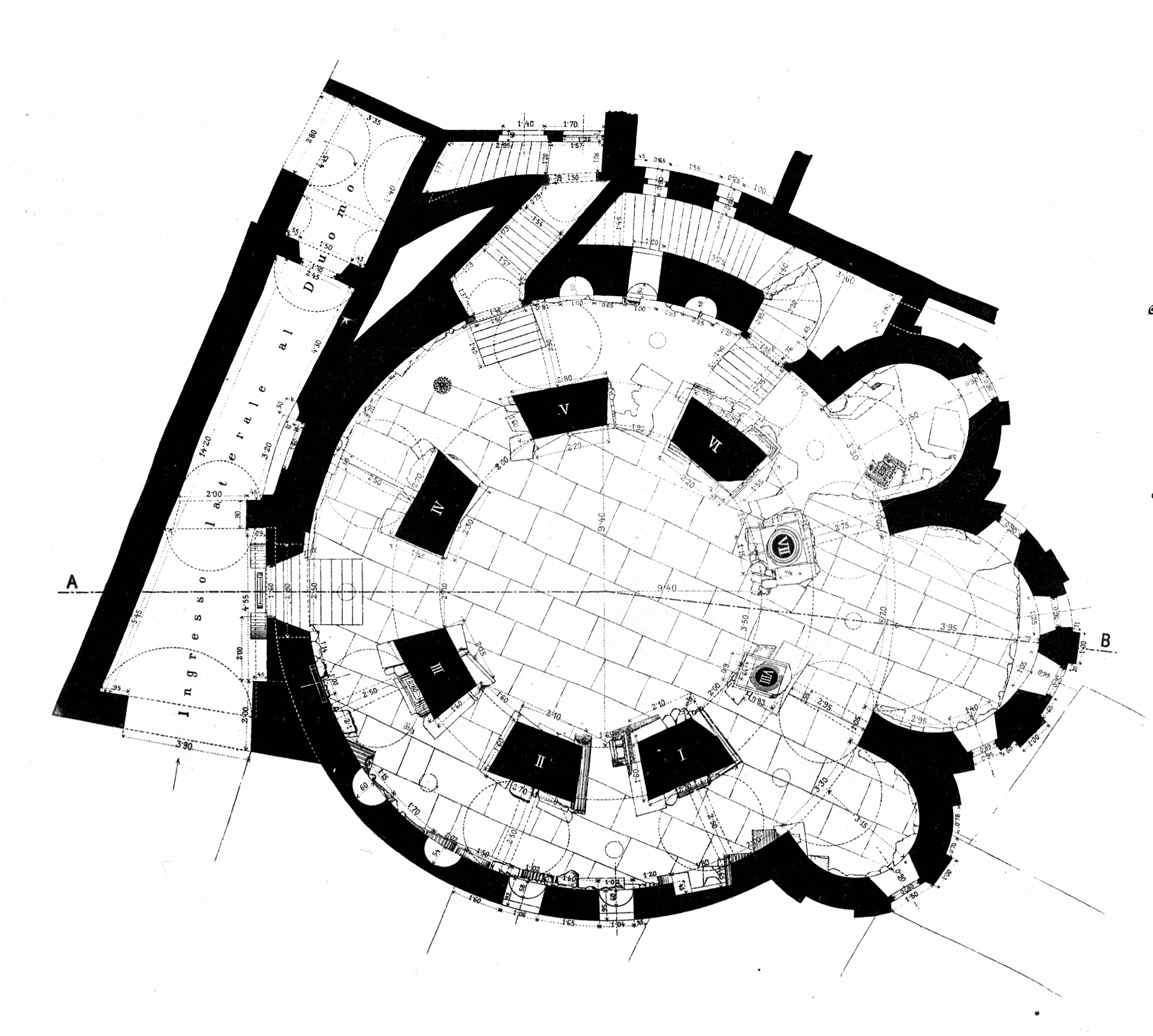
Zadar

### Los grupos episcopales

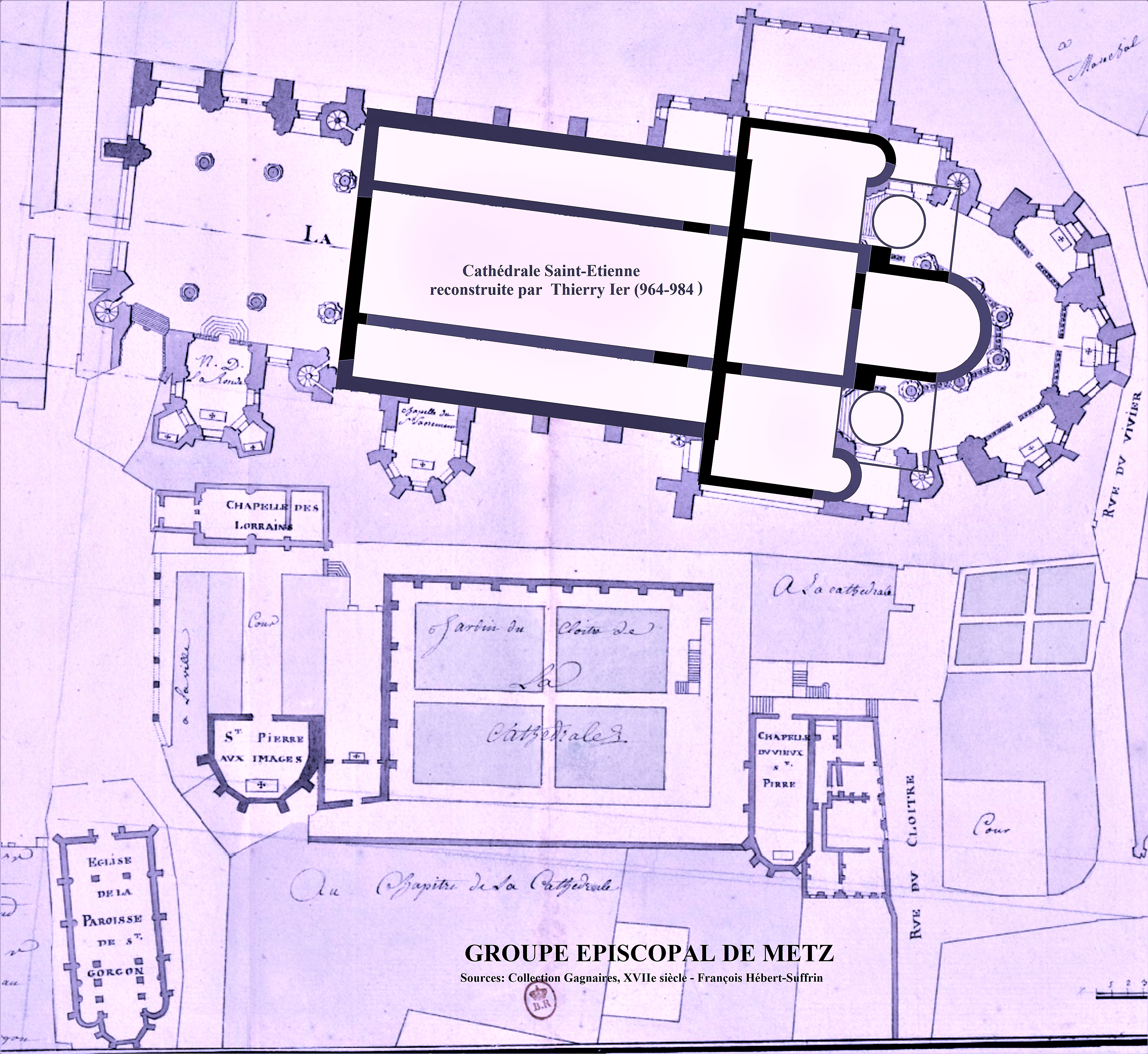
Grupo episcopal de Metz con la catedral del

Las reformas religiosas y, en particular, la obligación de los canónigos de residir con el obispo llevaron a la construcción de nuevos edificios. Ayudados por los reyes, transformaron la planificación urbana de sus ciudades y como buenos aristócratas la comodidad de sus palacios. Desde mediados del siglo VIII Crodegango de Metz estableció un claustro junto a la catedral de San Esteban en Metz para servir a la sala capitular, el refectorio, los dormitorios, las habitaciones reservadas para los enfermos y varios oratorios. Fue imitado en Lyon en 798 por el bávaro Leidrade. En la misma época, el obispo de Viena hizo construir cerca del grupo episcopal una iglesia para los canónigos compuesta por tres capillas. En 817, Luis el Piadoso ayudó al obispo de Tournai a ampliar su claustro y el de Le Mans para construir un barrio canónico con casas, edificios oficiales y dos hospicios.
No queda nada de las numerosas catedrales construidas en la era carolingia, pero las excavaciones han permitido encontrar los cimientos y restituir las plantas. La catedral de Colonia se comenzó en 800 con una planta de dobles ábsides opuestos, un gran transepto y una cripta occidental recordando a las iglesias romanas. La catedral de Reims retomó el principio del altar mayor en el oeste, como en Fulda y especialmente en San Pedro del Vaticano.
Recientes excavaciones en Thérouanne, en Pas-de-Calais, han puesto en evidencia la existencia de un grupo catedral del siglo VII o de principios del siglo VIII, con la cabecera de una basílica carolingia y, en una capa inferior, dos basílicas de una sola nave, yuxtapuestas, y hacia el sur un edificio de planta central, probablemente un baptisterio.

### Los monasterios

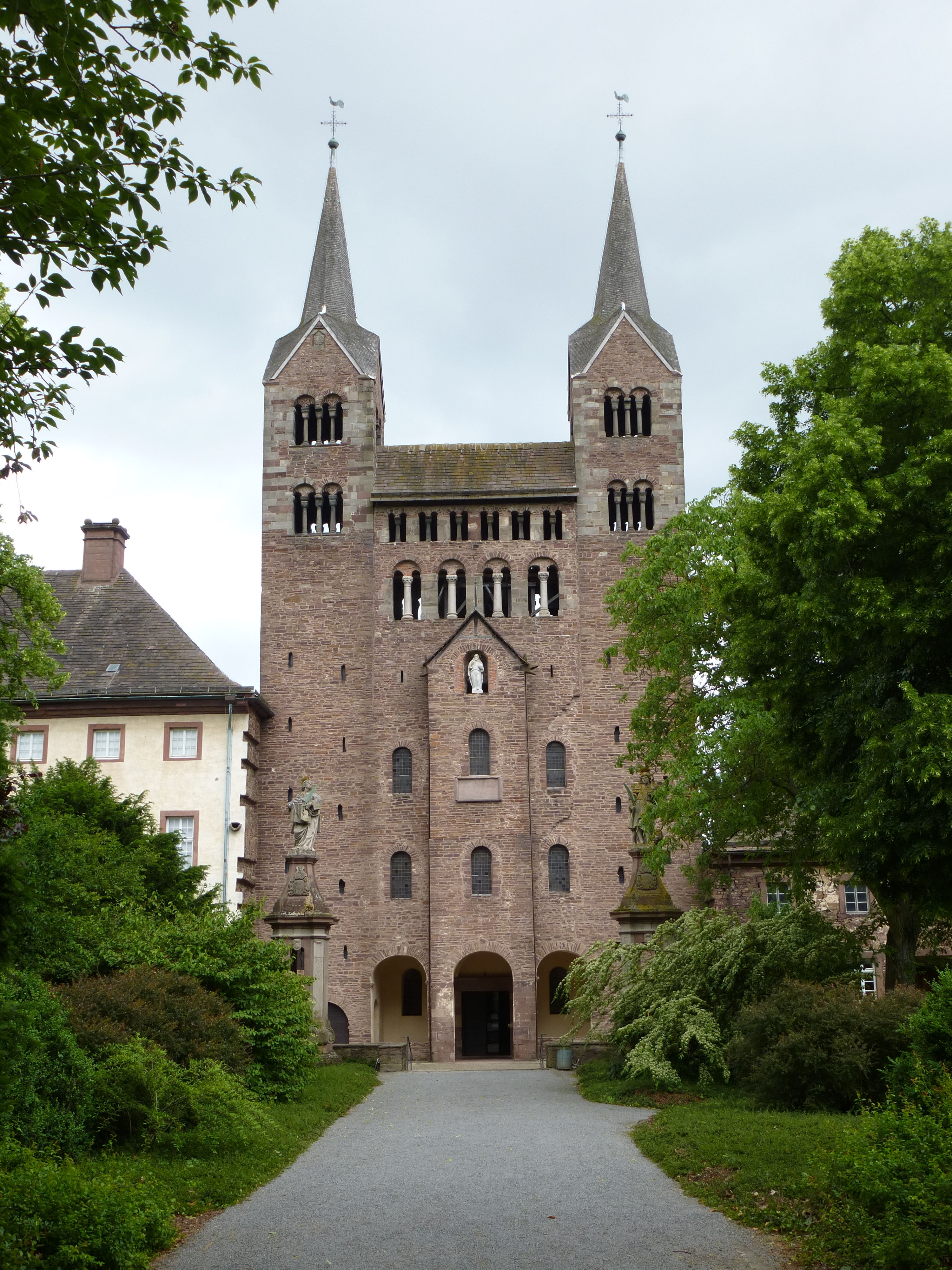
Westwerk de la abadía de Corvey

Los grandes monasterios fueron verdaderas ciudades donde se encuentran las características arquitectónicas de los grupos episcopales. Los reyes ayudaban en el acondicionamiento de los edificios de la abadía y nombraban a sus hijos y fieles como abades.
Uno de los primeros logros fue Saint-Denis, donde están enterrados los reyes merovingios y Carlos Martel. La iglesia, terminada bajo el abaciato de Fulrad en 775, tiene un coro profundo, algunos de cuyos elementos aún son visibles en la cripta de la basílica actual. Carlomagno ayudó a construir Centula donde su yerno Angilbert tenía 300 monjes en tres iglesias unidas por galerías dibujadas en triángulo. La iglesia principal comportaba dos partes coronadas por torres, dedicadas a san Ricario y al Salvador. El santuario principal estaba al oeste sobre una cripta que alojaba las reliquias procedentes de Jerusalén, y forma un westwerk o un macizo occidental. En Fulda, los abades usaron el ejemplo de Roma y construyeron al oeste de la abacial un transepto, un ábside, un atrio, dos criptas, de las cuales la occidental que alberga las reliquias es la principal.
La construcción de las criptas debe estar relacionada con el desarrollo del culto a las reliquias, algunas veces incluso llegando a robar las de los santos romanos como Marcelino y Pedro para colocarlas en la iglesia de Steinbach en Michelstadt y la basílica de Seligenstadt. Para los países recién convertidos, los reyes autorizaban los traslados como las de Saint Liboire de Mans a la iglesia de Paderborn en Sajonia. Entre 841 y 865, Conrad abad laico tío de Carlos el Calvo construyó la iglesia abacial de Saint-Germain de Auxerre. La abadía de Corvey construida por Wala, primo de Carlomagno, se amplió en 867. Conserva su macizo occidental.
La acogida del rey en los monasterios se realizaba por las oficinas en la tribuna del macizo occidental como en Aix. En la abadía de Lorsch, la puerta triunfal se puede usar como sala de audiencias durante las visitas reales y en la planta de Saint-Gall se ha previsto un apartamento para el emperador y una hostelería para los visitantes distinguidos.

#### La abacial de Saint-Denis

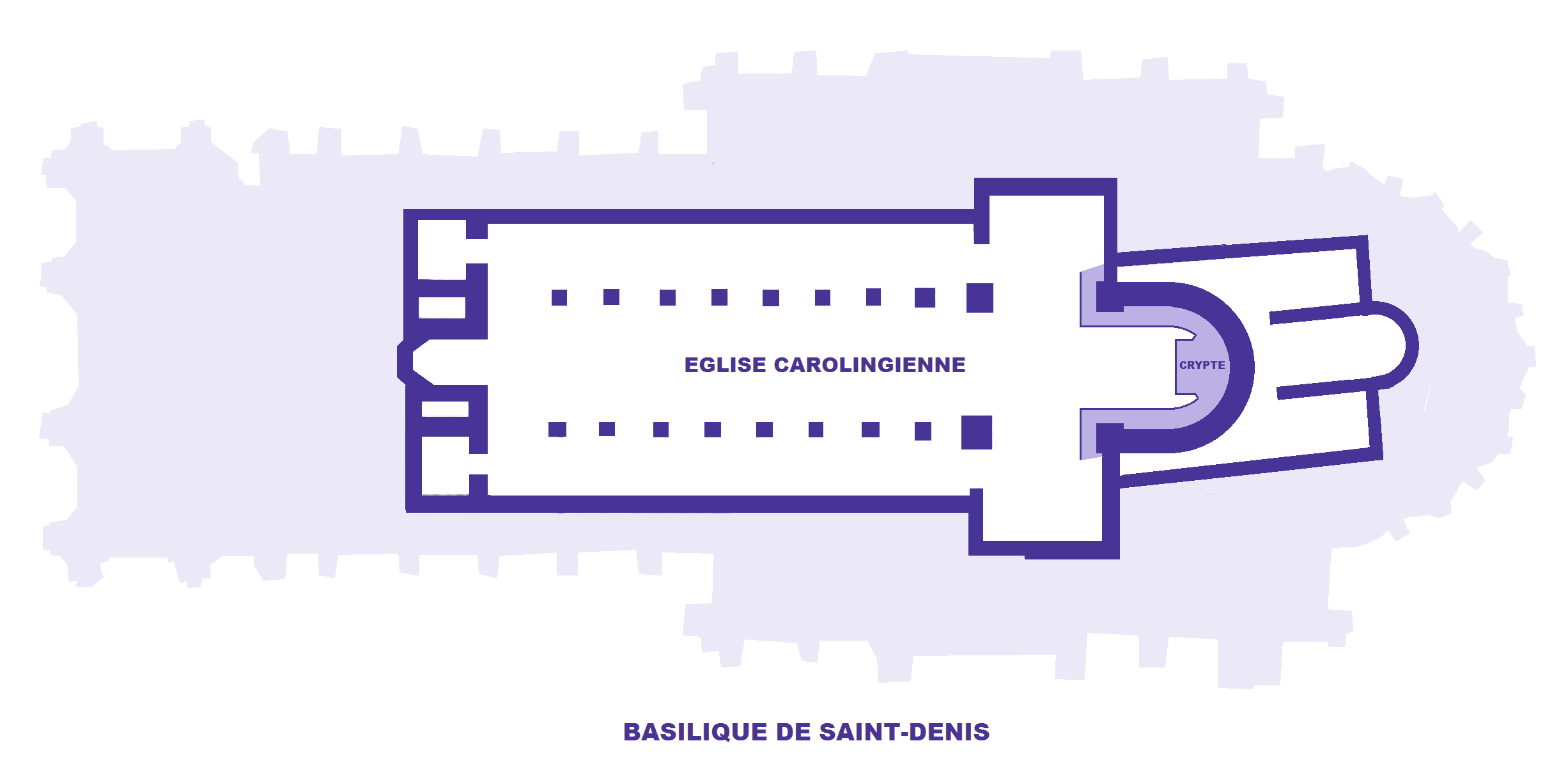
Planta de la iglesia carolingia de Saint-Denis

A mediados del siglo VII la actividad arquitectónica había ya producido una obra maestra bastante monumental, la abacial de Saint-Denis. La primera piedra se colocó en 754, siendo la consagración en 775. La iglesia de Fulrad tenía una nave de 36 m de largo por 22,40 m de ancho, con probablemente nueve tramos, naves laterales de 5,20 m de anchura, un cuadrado del transepto de 10 m que formaría parte de un transepto de 28 m que sobresaldría solo 9 m de la nave. El coro profundo de siete paños aún visibles en la cripta actual tenía una cripta anular. En el extremo occidental, el pequeño contra-ábside abrió quizás la larga serie de los que se encuentran al norte de los Alpes.
La influencia de Italia y especialmente de Roma es evidente, como lo son las formas de un monumento visitado por el abad de Saint-Denis en 751, la abadía de Agaune.

#### Agaune, Romainmôtier, Müstair, Mistail, Disentis

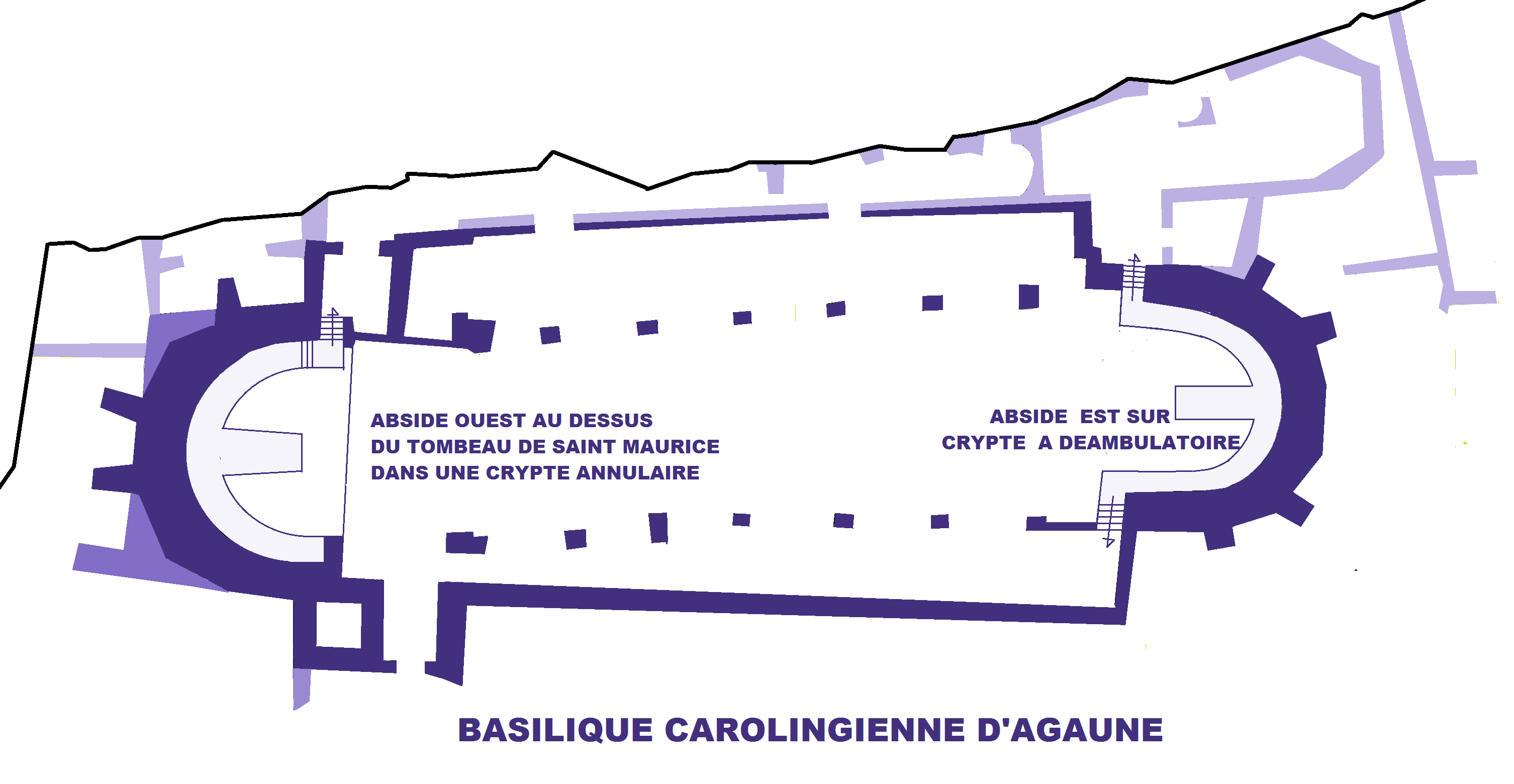
Basílica de Agaune

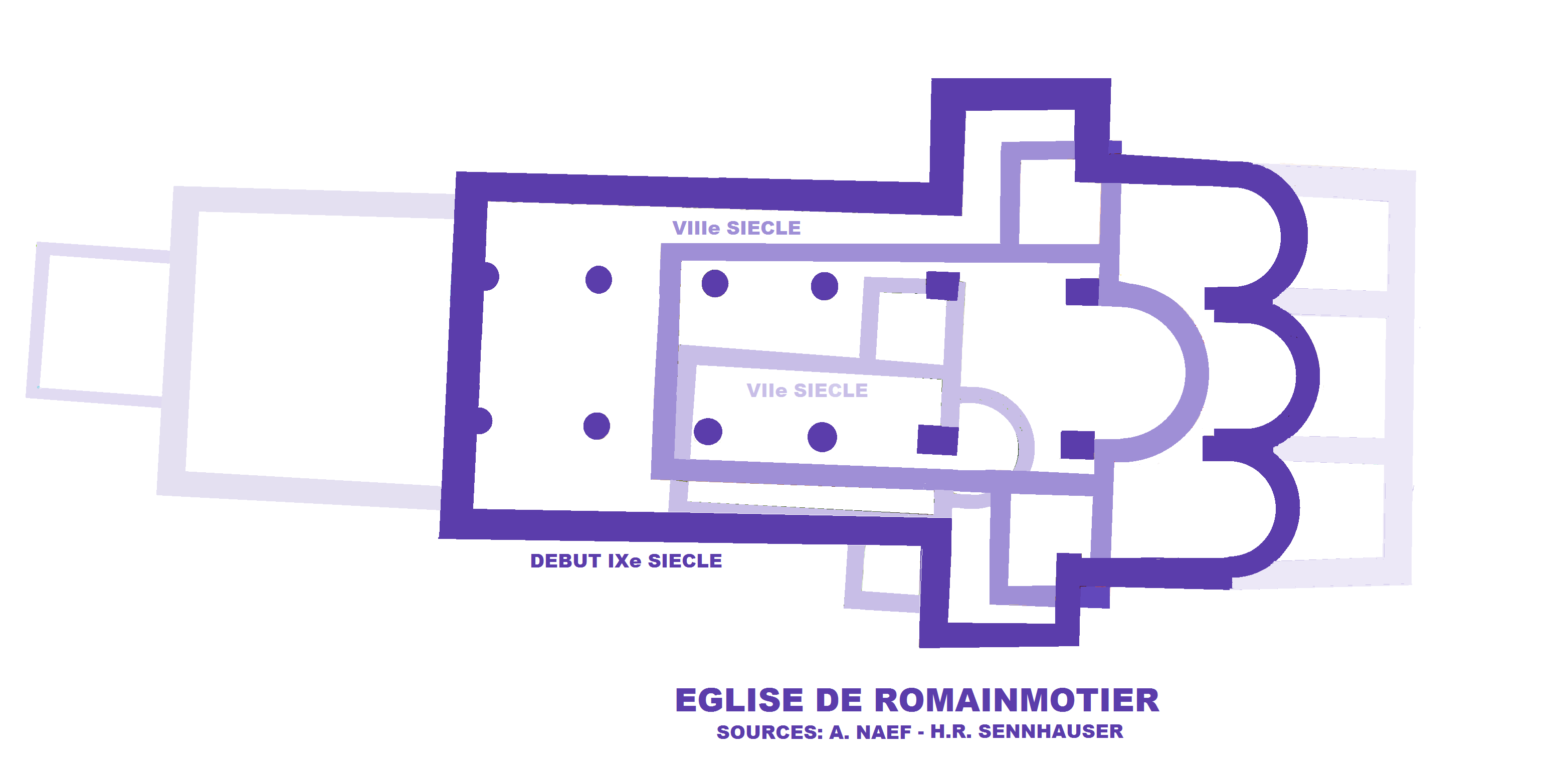
Romainmôtier

Las iglesias carolingias en Suiza y en la Italia alpina se caracterizaron por tener ábsides triples que se abrían sobre una amplia nave. Todos pueden ser datados alrededor de 800.
La basílica carolingia de Agaune sucedió a un modesto edificio con un ábside poligonal de principios del siglo V y a dos basílicas más del siglo VI. La construcción del siglo VIII de tres naves, con ábsides confrontados con anillos circulares que conducen al relicario de la confesión. Las reliquias de san Mauricio depositadas en el ábside oriental fueron transferidas a las del occidental. Esta tendencia a la occidentalización de las iglesias carolingias se amplificará a principios del siglo IX, especialmente en las partes este y sur del Reino.
En 753, el papa Esteban II consagró el altar de la nueva abacial de Romainmôtier, que se limitaba a repetir a mayor escala el esquema del edificio del siglo VII, una nave sencilla ampliada con dos elementos cuadrados y un ábside imitación más grande del de la iglesia anterior. La abacial de Müstair —declarado patrimonio de la Humanidad en 1983, «Convento benedictino de Saint-Jean-des-Soeurs en Müstair»—c onserva algunos frescos carolingios y, a veces, románicos. Se pueden encontrar los ábsides triples en la iglesia de Mistail y la abadía de Disentis tiene dos planos de ábsides triplicados del que el primero se mantiene en toda su altura, pero incorporado en una reconstrucción del siglo XIX.
Si la abacíal de Romainmôtier no tiene cripta, estas no tardan mucho en aparecer en las regiones alpinas cercanas a Italia y la de la abacial de Saint-Lucius de Coire es muy original. Una sala rectangular ligeramente enterrada da acceso a un corredor semicircular que da acceso a las reliquias justo por debajo del altar.

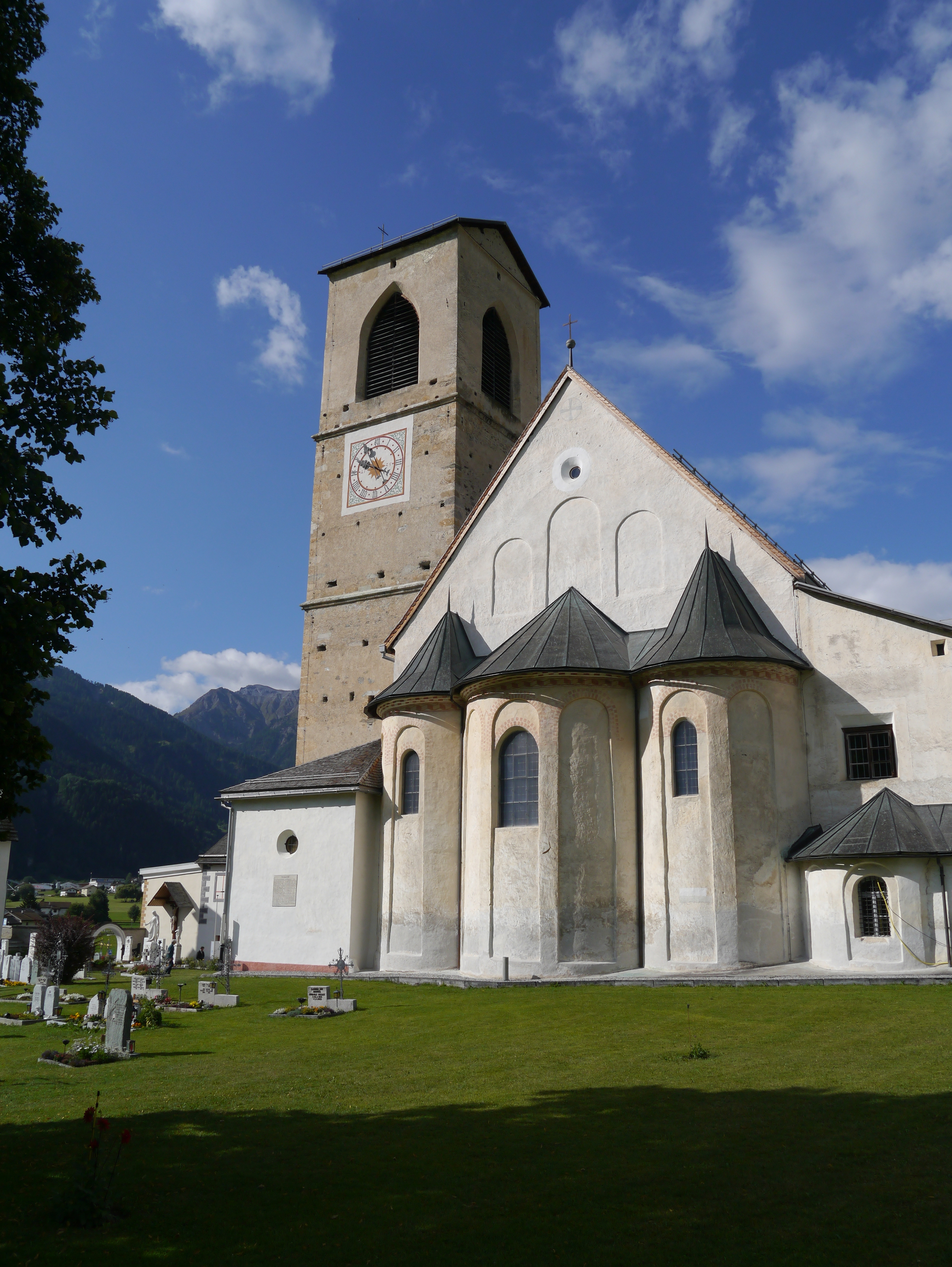
Monasterio de San Juan de Müstair
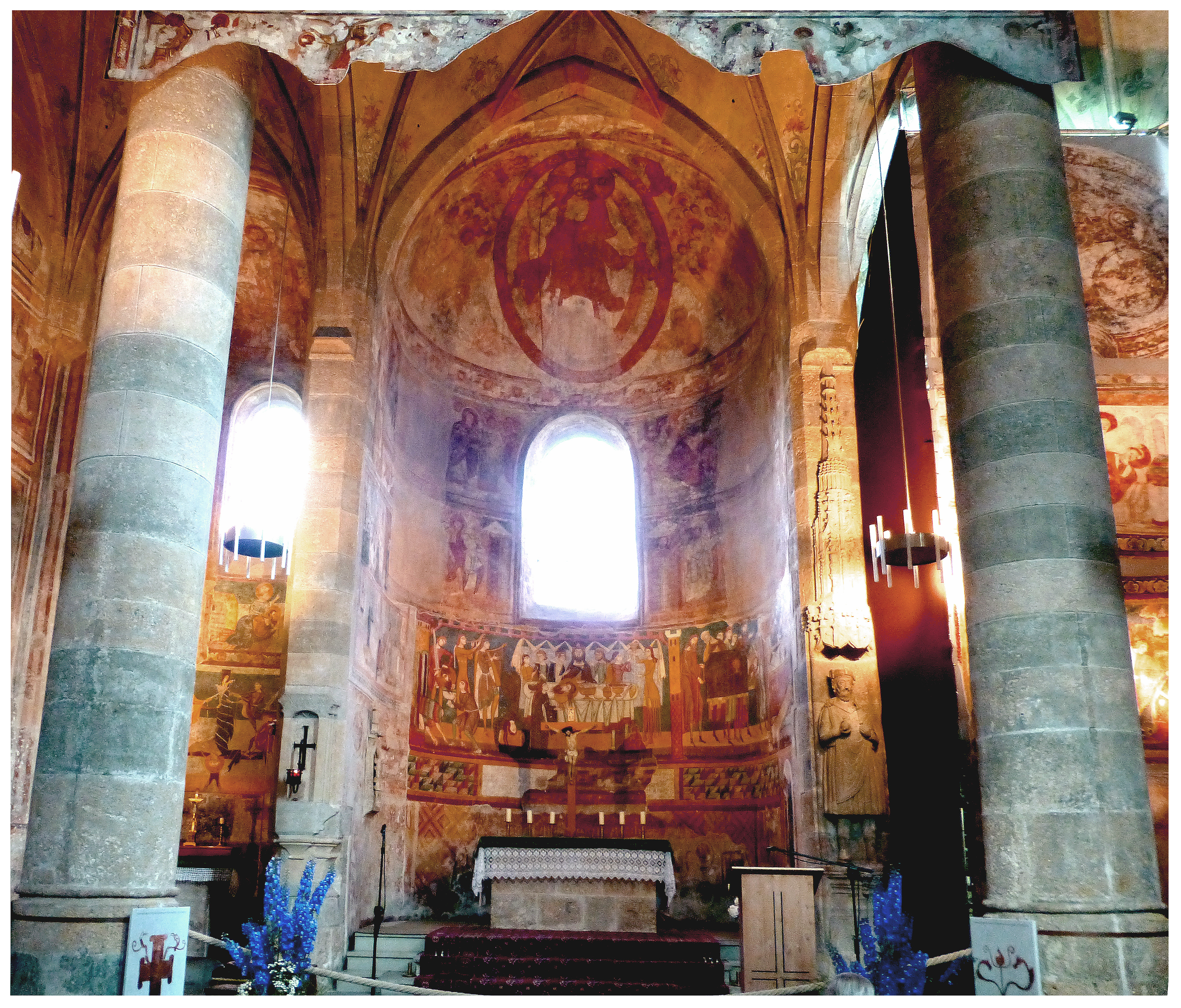
Müstair ábside Norte
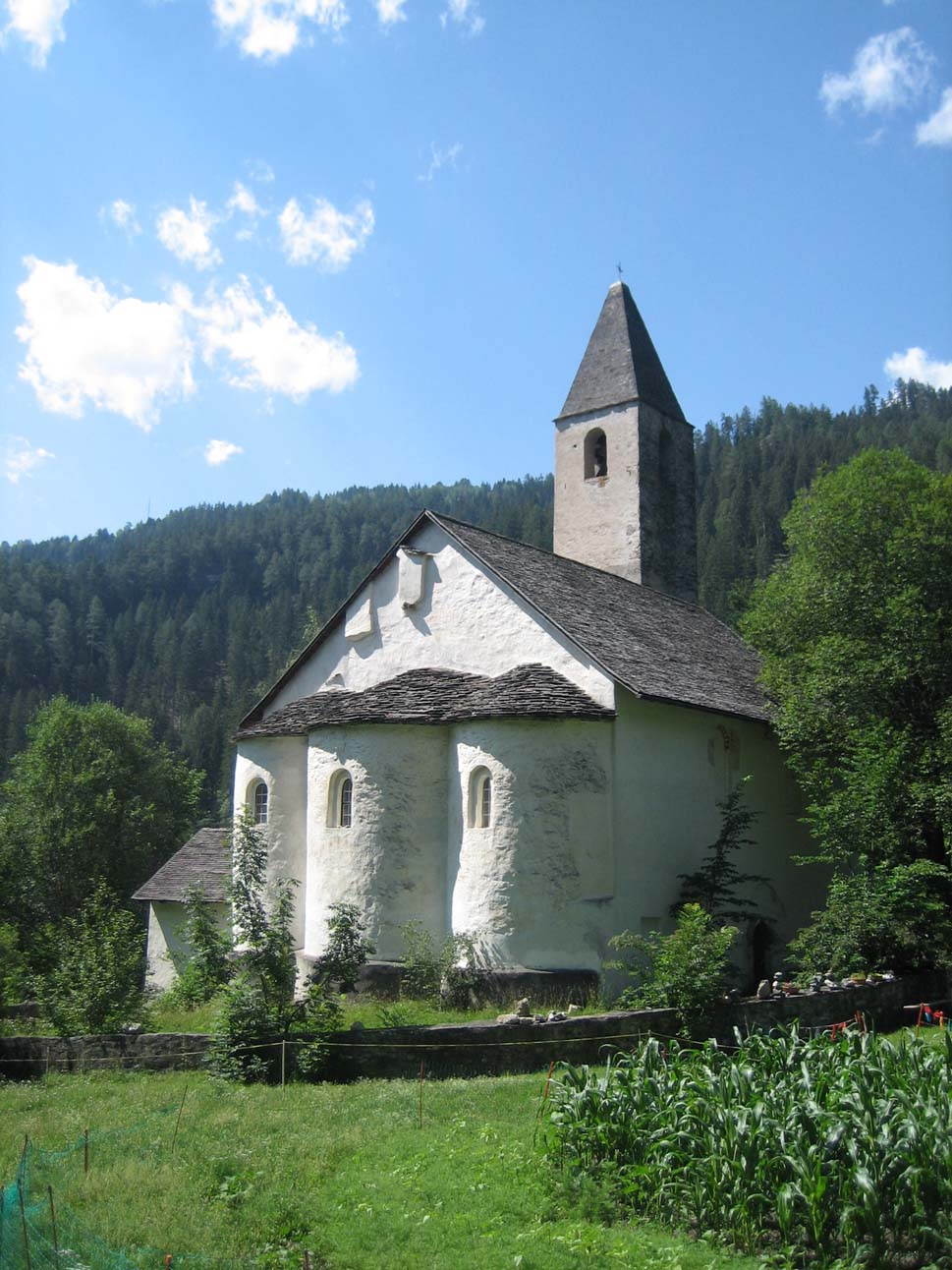
Mistail
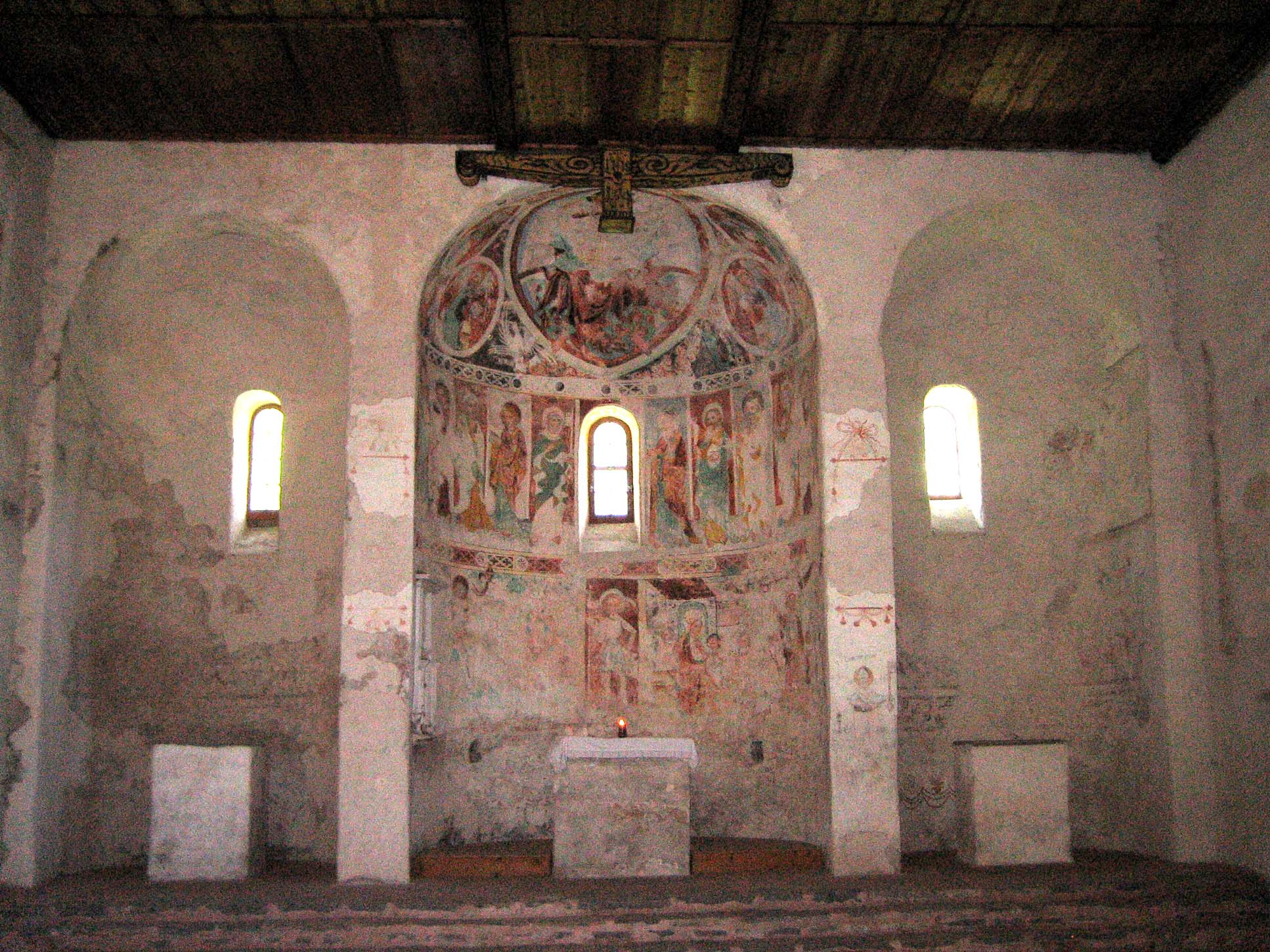
Interior de la iglesia de Mistail

#### Abadía de Lorsch

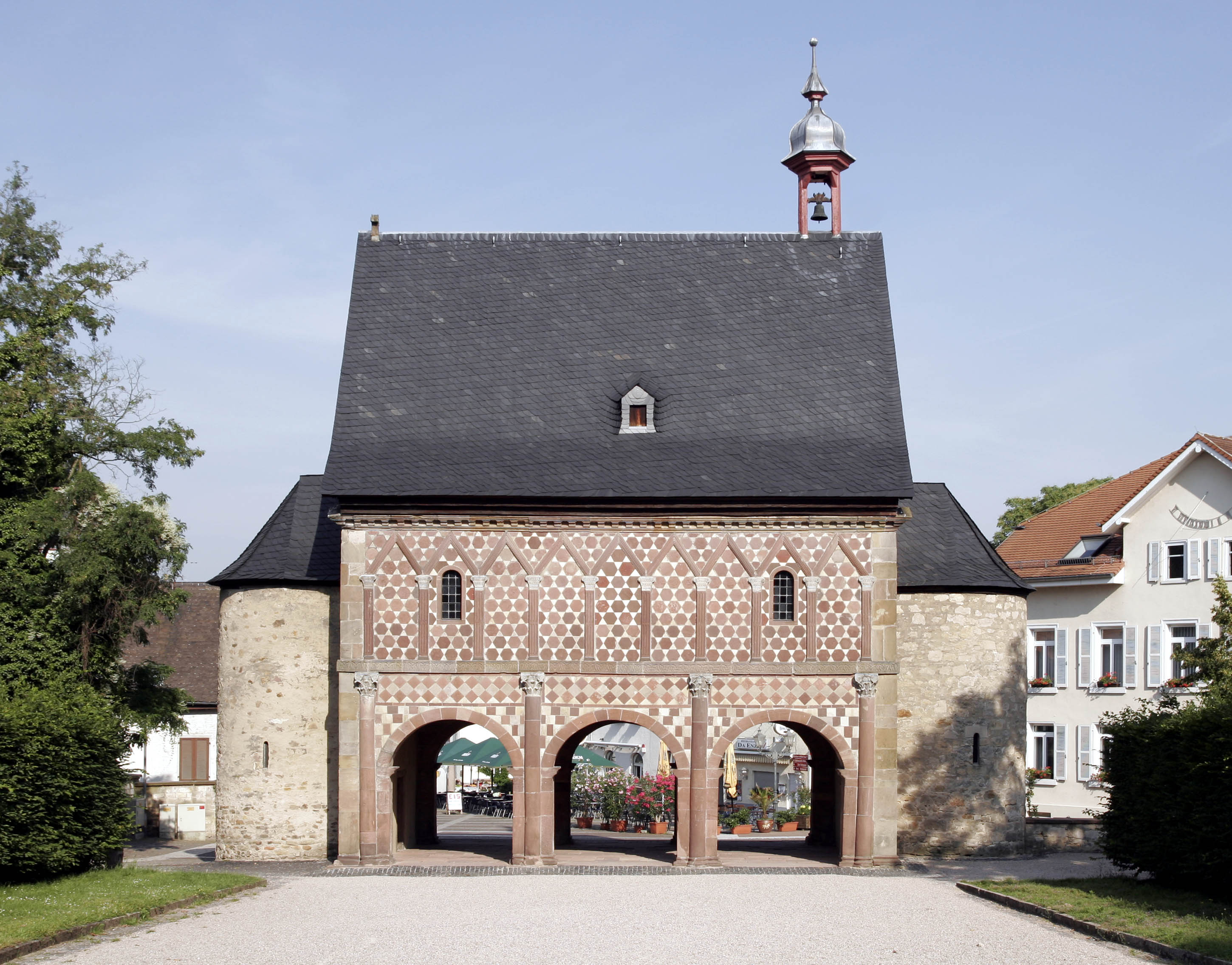
Torhalle de Lorsch

Alrededor de 760 se fundó la abadía de Lorsch, que marcó una progresión en la monumentalidad que se había iniciado en Saint-Denis. Se le confió al obispo Crodegango de Metz. Dentro de un recinto cerrado de 25 000 m2, sobre un eje orientado Oeste-Este de 200 m de longitud, se suceden el gran atrio con el Torhalle, aún en pie, un poderoso westwerk o macizo occidental, con una capilla alta dedicada a san Miguel; un pequeño atrio; y una basílica de tres naves con un transepto y un coro oriental de forma rectangular. El palacio abacial está en el Este cerca de una de las cuatro puertas de la abadía.
En 876, se le añadió una cripta en el este, mausoleo para los carolingios germánicos, y al sur de la iglesia, un claustro. De este conjunto monástico queda el Torhalle, una de las obras maestras de la arquitectura carolingia. De tamaño modesto, de 9,76 m de largo por 6,09 m de ancho, un triple pasaje bajo hermosos arcos que soporta en el piso una pequeña capilla con una decoración jónica. Se accede a ella por dos escaleras.
Un opus reticulatum de gran refinamiento recubre las fachadas con un motivo cuadrado que pasa a losange dibujando cruces y luego al hexágono. Las pilastras con capiteles compuestos jónicos, raros en esa época carolingia, ritman esa superficie.
La «Abadía y viejo monasterio de Lorsch» fue declarado Patrimonio de la Humanidad en 1991 (ref. 515rev), que lo describe así: «El conjunto formado por la abadía y su monumental entrada, la famosa “Torhalle”, es uno de los raros testimonios arquitectónicos de la época carolingia. Sus esculturas y pinturas, que datan también de este período, se hallan en un excelente estado de conservación».
Hay una conexión estilística entre la decoración de la Torhalle de Lorsch, la cripta de St. Paul Jouarre y las iglesias del siglo XIen el valle inferior del Loire. El vínculo histórico parece ser Roberto el Fuerte, originario de Lorsch y nombrado en 853 por el rey Carlos II el Calvo, missus dominicus para esas regiones.

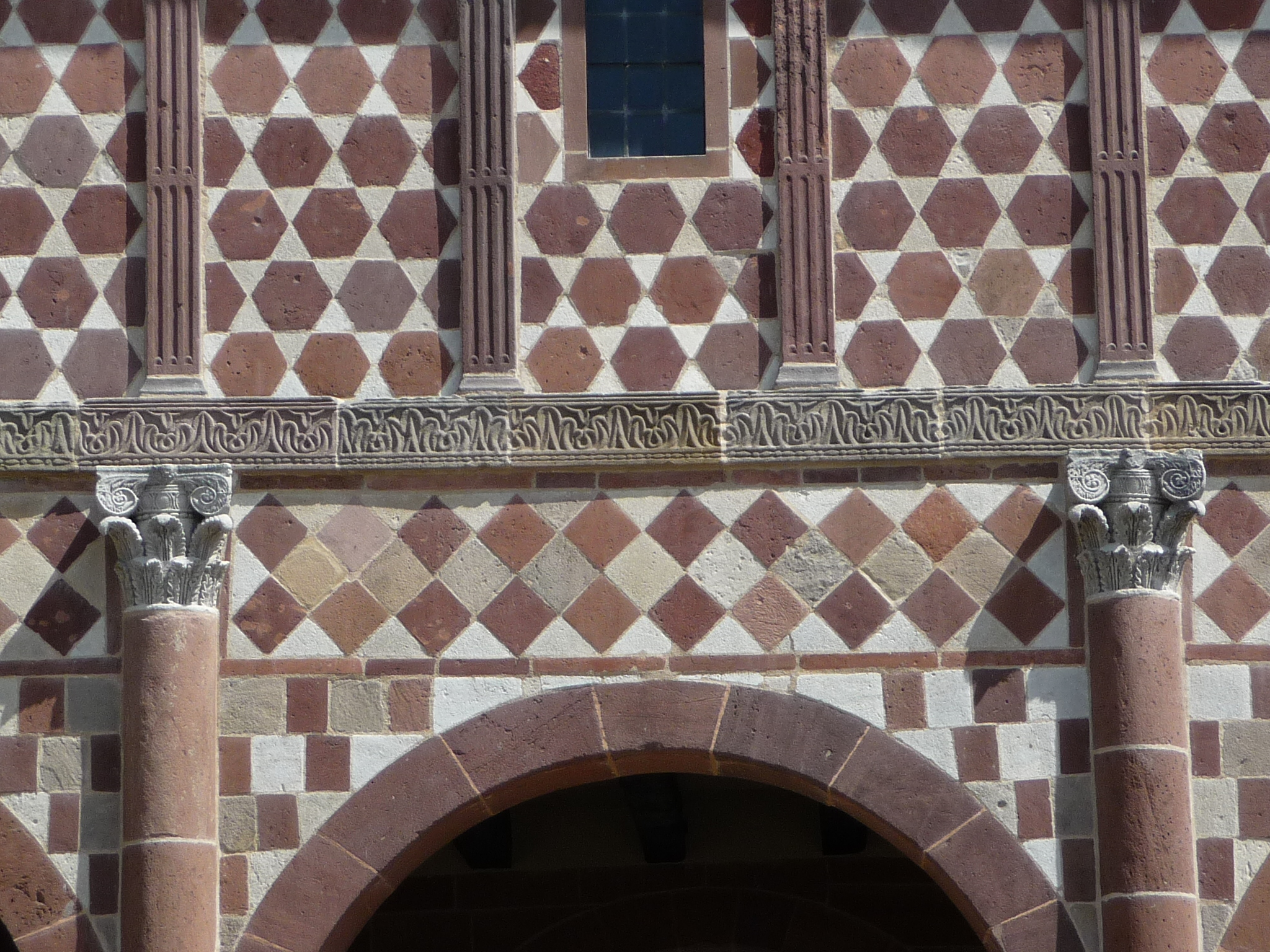
Detalle de la decoración de la Torhalle de Lorsch
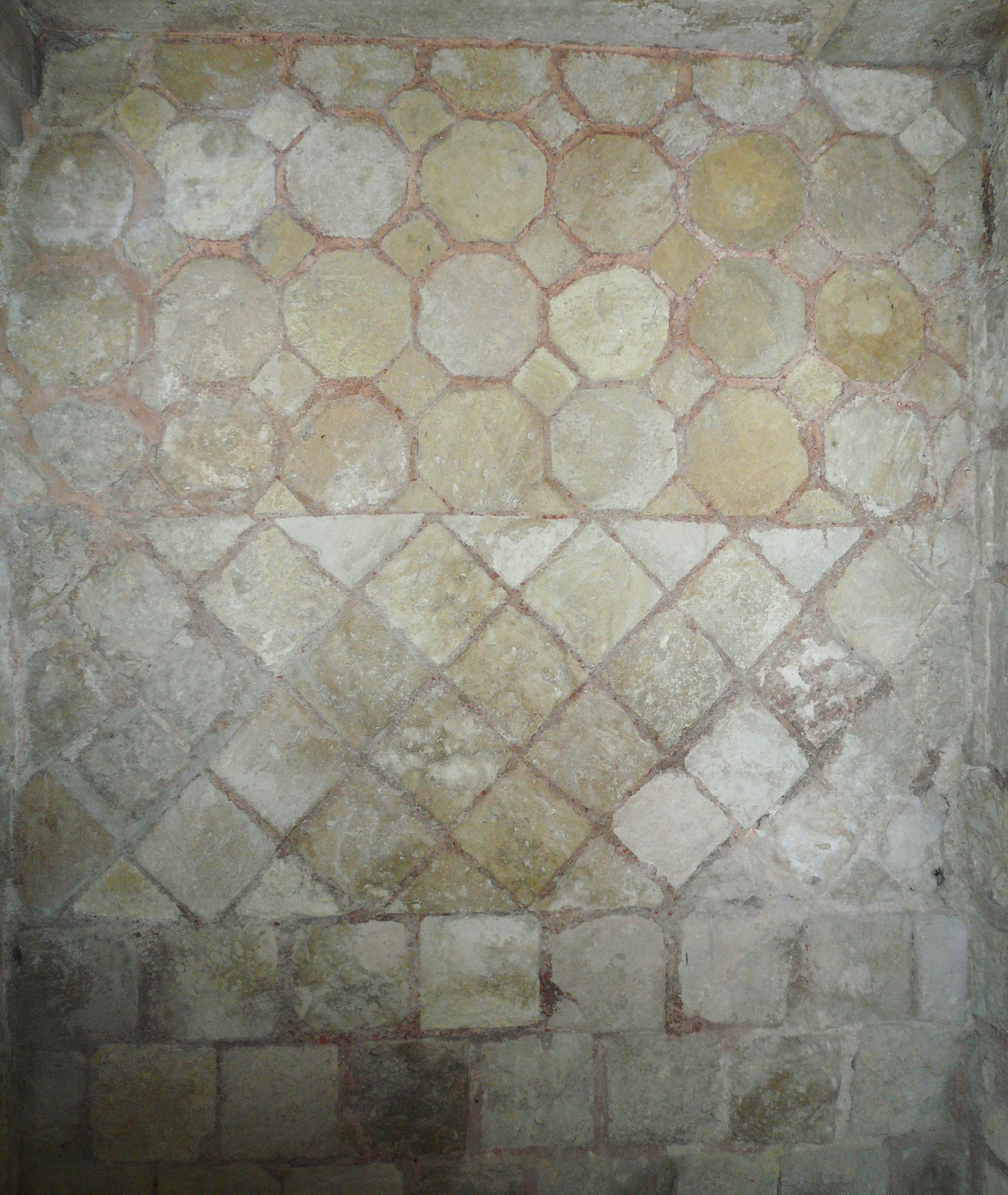
Detalle de la cripta de Jouarre

#### Centula - Abadía de Saint-Riquier

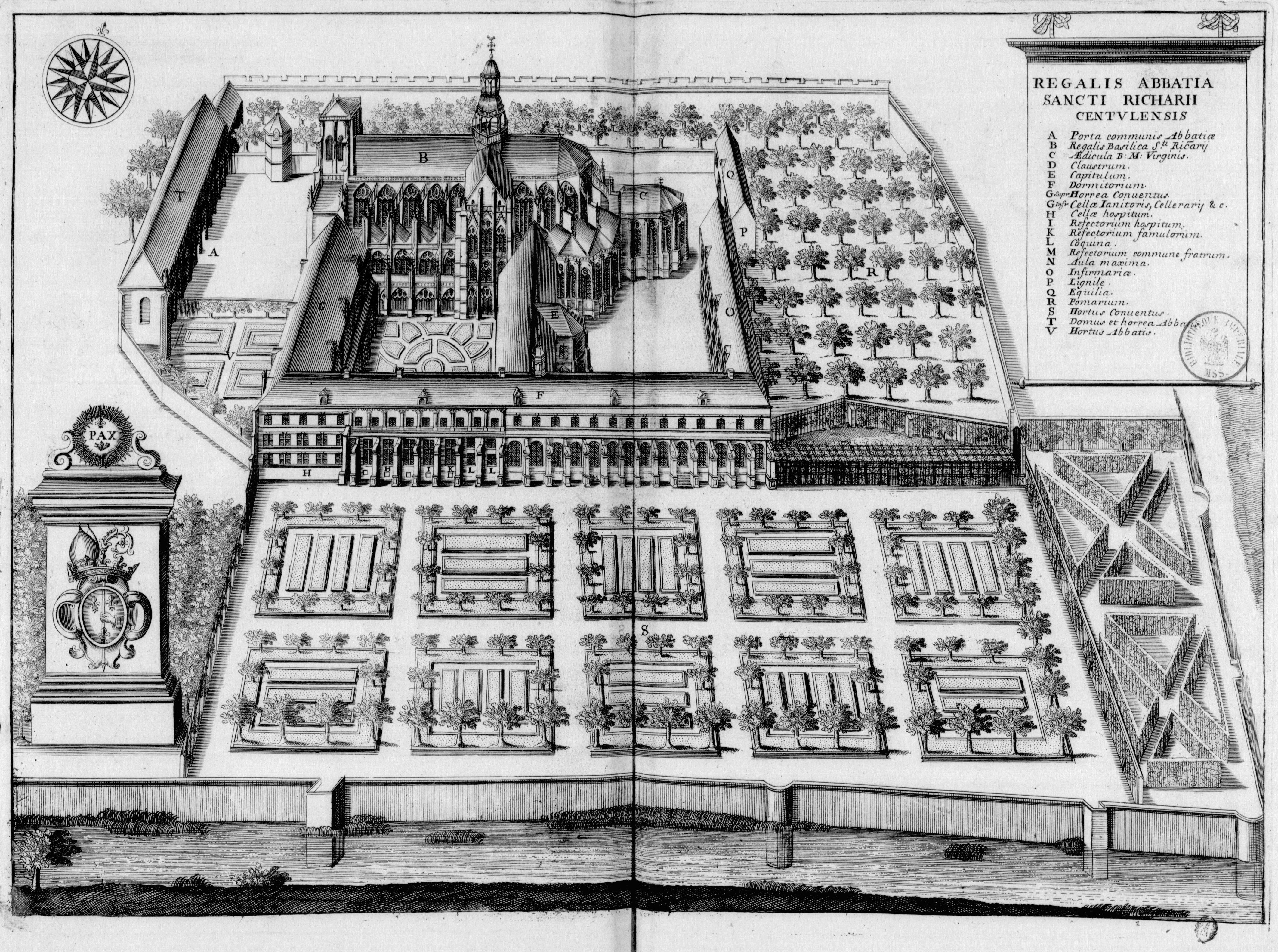
La abadía de Saint-Riquier en un grabado del XVII

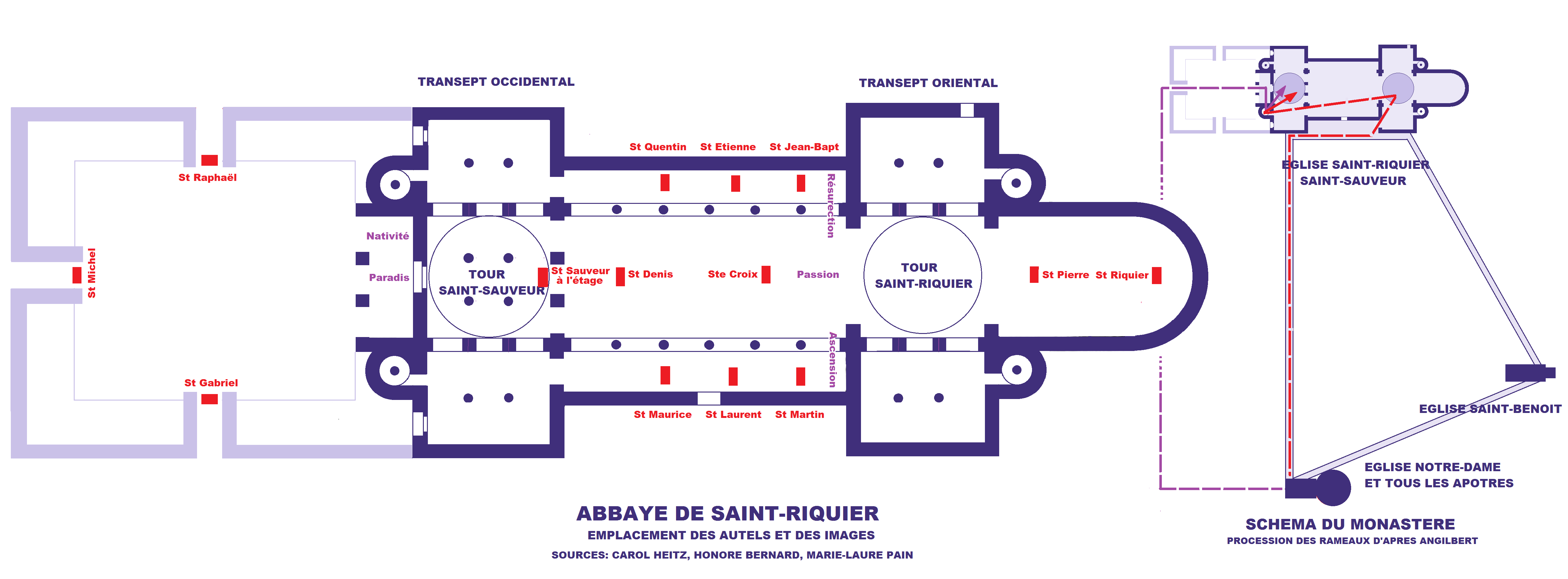
Planta de la abadía de Saint-Riquier

La construcción del monasterio de Centula, hoy Saint-Riquier, se llevó a cabo en gran medida con la ayuda financiera de Carlomagno y de su yerno Angilbert es el abad laico. Los trabajos de construcción se llevaron a cabo entre 790 y 799. El monasterio tenía tres iglesias conectadas por galerías, la principal de ellas coronada por torres dedicadas a san Ricario y al Salvador. El santuario principal está instalado en el oeste y forma un westwerk o un macizo occidental.
De los textos que se conservan del siglo IX se puede saber el estado de bienes en 831 y el reglamento litúrgico de la abadía. Para el oficio, los monjes se distribuían cerca de los dos santuarios opuestos y sus canciones alternas llenaban la iglesia. Además, Angelbert había previsto procesiones a los doce altares distribuidos en la abadía. Durante las principales festividades, se organizaban procesiones que iban a las otras dos iglesias con la participación de los habitantes de las siete aldeas agrupadas alrededor del monasterio. El simbolismo del número siete vinculado a esta liturgia estacional que se practicaba en Roma en esa época fue adoptado en función den los siete dones del Espíritu Santo. El conjunto de edificios de la abadía de alguna manera formaba una Roma en miniatura y todo estaba planeado para la realización de un programa litúrgico.
En los puntos de un triángulo cuyo eje norte-sur mide al menos 300 m, se encuentra al norte la iglesia abacial con doble vocación del Salvador y de san Riquier; en el este, la pequeña iglesia de Saint-Benoît, reservada solo para la comunidad monástica; y en el suroeste, la iglesia de Sainte-Marie-et-tous-les-Apôtres. Pórticos con arcadas conectaban los tres edificios. La nave está acompañada por naves laterales bastante anchas con tres altares al norte y al sur, en la nave principal hay dos altares dedicados a Saint Denis y a la Santa Cruz. En el coro se usaba diariamente el altar de san Ricario durante las procesiones matinales y vespertinas de los monjes. Durante ciertas peregrinaciones litúrgicas, se realizaban estaciones frente a imágenes de estuco frente a la Natividad, la Resurrección, la Pasión y la Resurrección de Jesús. En el ábside, doce relicarios guardan las reliquias de los apóstoles y un decimotercero las de san Ricario. Carol Heitz ha comparado la organización de la abadía de Saint-Riquier con la del Santo Sepulcro de Jerusalén.

##### La anteiglesia
La anteiglesia, término que se declinará en westwerk, macizo occidental, iglesia-pórtico, galileas, era accesible en el eje principal Oeste-Este. El porche tiene en la planta baja una cripta donde se expone el relicario principal de la abadía que contiene 25 reliquias de los Santos Lugares, un resumen de la vida de Cristo. Sobre este vasto salón compuesto por pilares y columnas, hay un trone del Salvador, es decir, un altar dedicado a Cristo. Este lugar se utiliza en los días de Pascua para la reunión de la comunidad monástica y las tribunas reciben al coro. Algunos ven en lugar del trono del Salvador el del emperador o del rey.
Se puede imaginar la anteiglesia de Saint-Riquier gracias al westwerk la abadía de Corvey, que se mantiene en un estado sorprendente, y a las tribunas laterales de Notre Dame de Jumièges del siglo XI, disposición que fue el origen de los transeptos normandos.

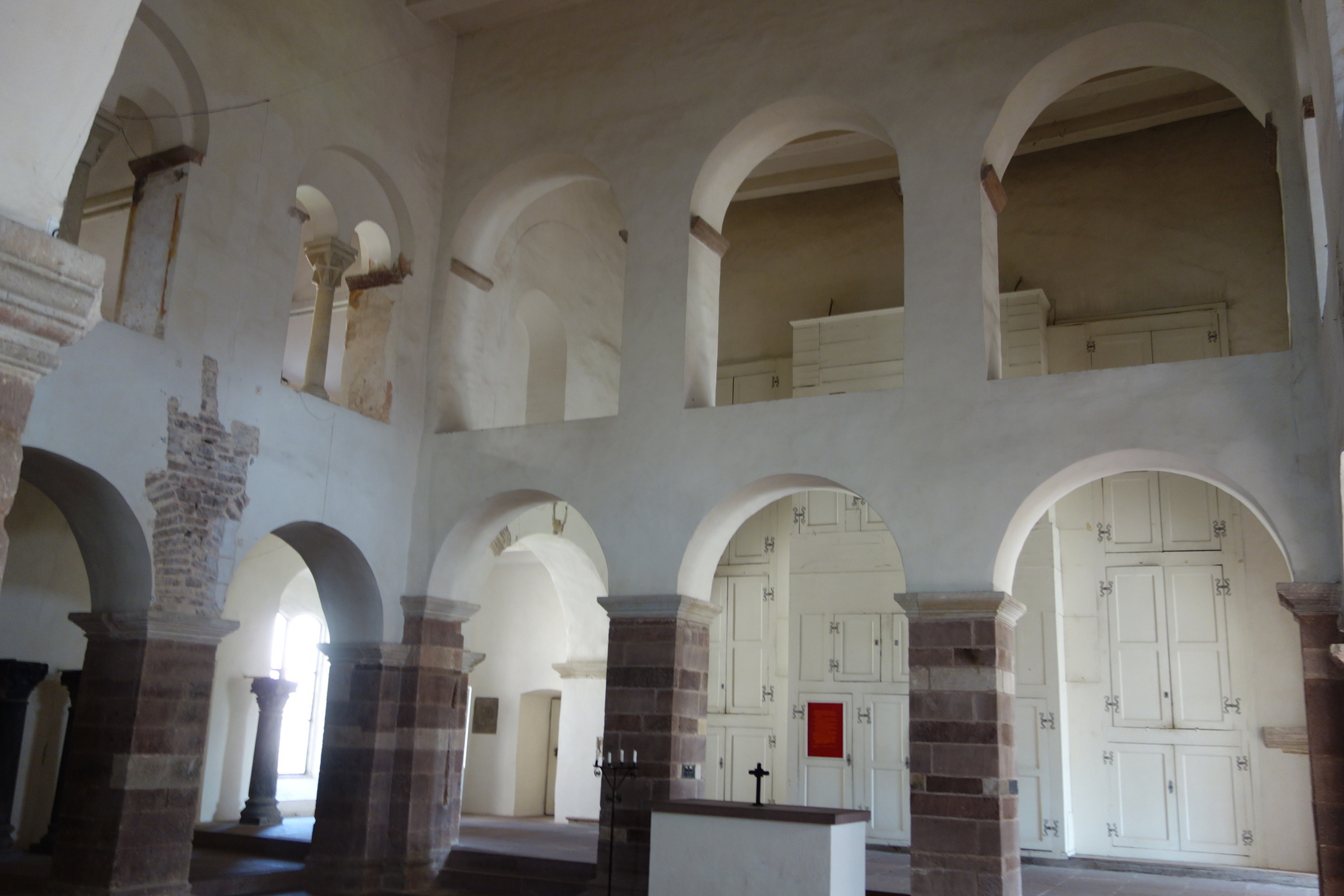
Tribuna del westwerk de Corvey
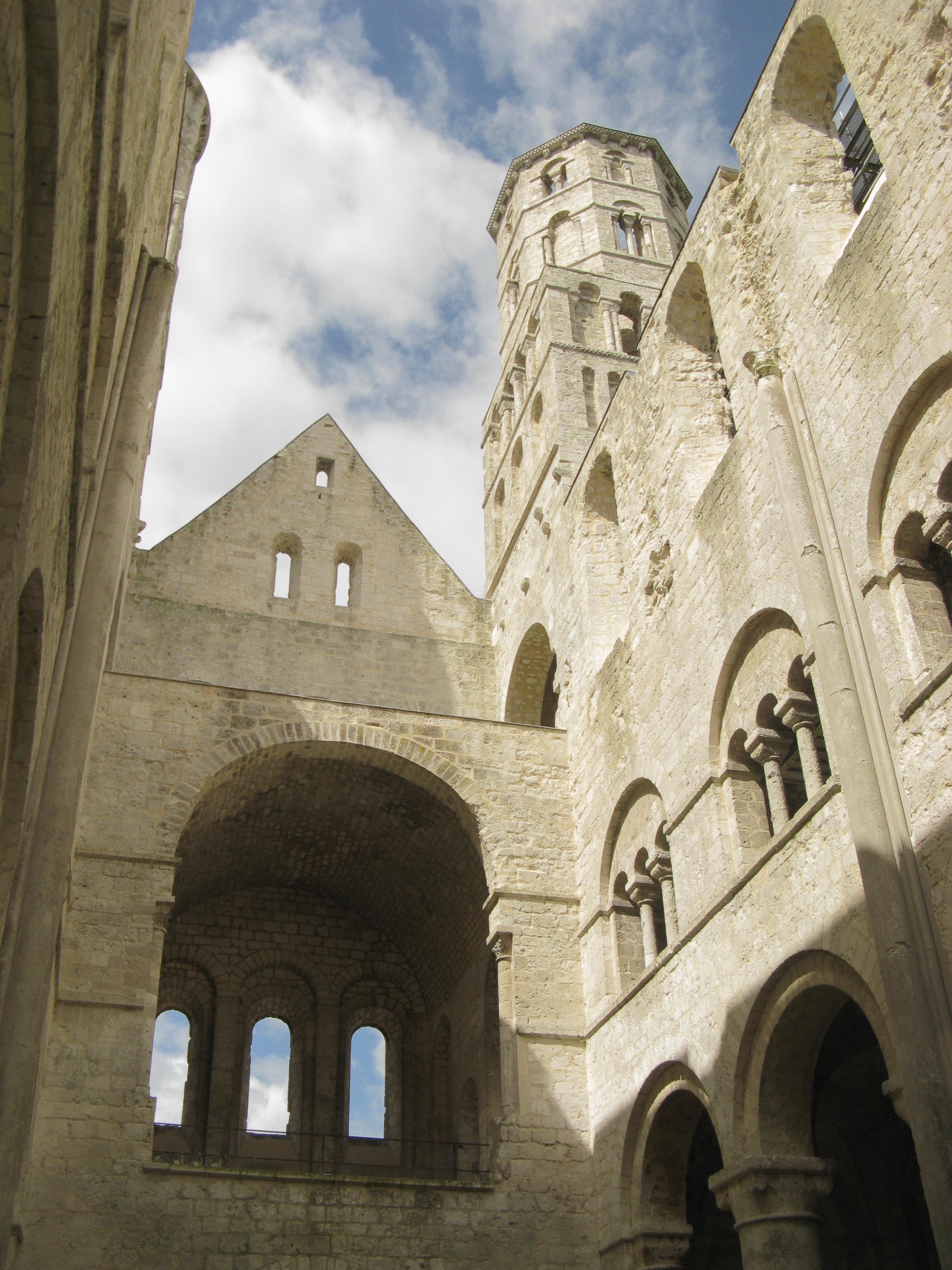
Westwerk y tribunas de Jumièges
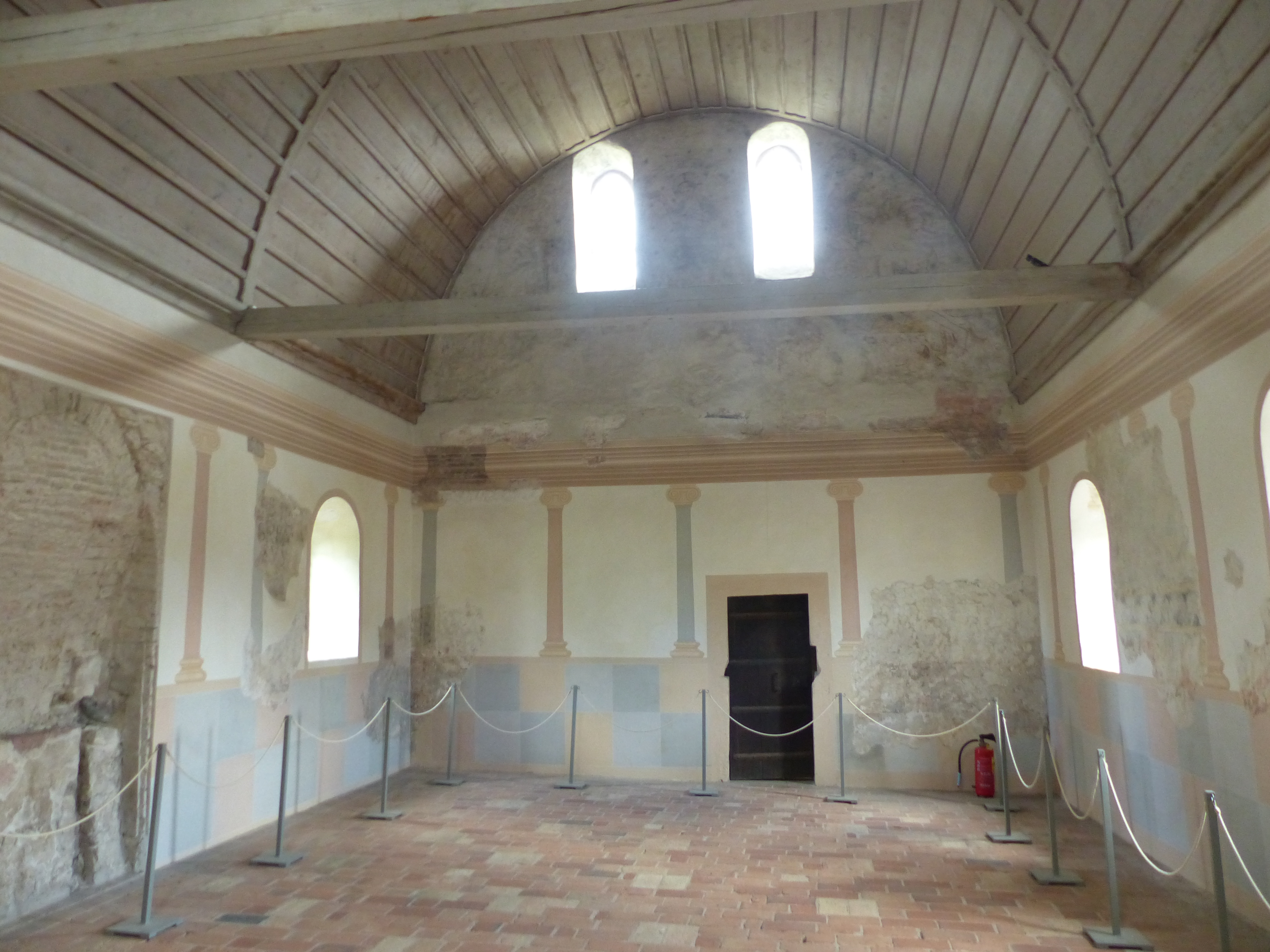
Interior del Torhalle de Lorsch

##### Arquitectura y programa litúrgico
El marco arquitectónico se adaptaba a un programa litúrgico preciso, especialmente desarrollado para la abadía por Angelbert, que dejaba un lugar amplio a las procesiones, cotidianas como excepcionales y al amor de la época por el simbolismo que encuentra su expresión completa allí. La autonomía de la iglesia del Salvador es particularmente necesaria para ciertos días de fiesta y se encuentra esta preeminencia en Jerusalén. Todavía siglos después, las poderosas anteiglesias de Borgoña, Tournus, Romainmôtier, pero también los galileos cluniacense o las iglesias-porche del Loira, del Poitou, del Lemosín encuentran sus fuentes en Saint-Riquier.
La vitalidad de esta forma es increíble, fiel a su concepto primero hasta el siglo XII e incluso más allá, modelando algunas fachadas románicas. Las iglesias alsacianas de Marmoutier, Lautenbach y Sélestat todavía mantienen alrededor de 1150 una forma de westwerk apenas atrofiada. La silueta triunfante de las torres-fachadas de las iglesias fortificadas de Thiérache, Prisces, Burelles, Saint-Algis, Englancourt, Plomion, Gronard... incluso más tardías también conservan su impronta.
A partir de Saint-Riquier, la búsqueda deliberada de la monumentalidad se impuso para impresionar a las multitudes y evocar los gozos celestiales a través del sentimiento estético. La arquitectura, la decoración refinada, la liturgia coreografiada permiten que las multitudes presientan las alegrías de la vida celestial. El trasfondo simbólico proviene en gran medida del Apocalipsis que crea el puente entre Dios y la Eternidad.

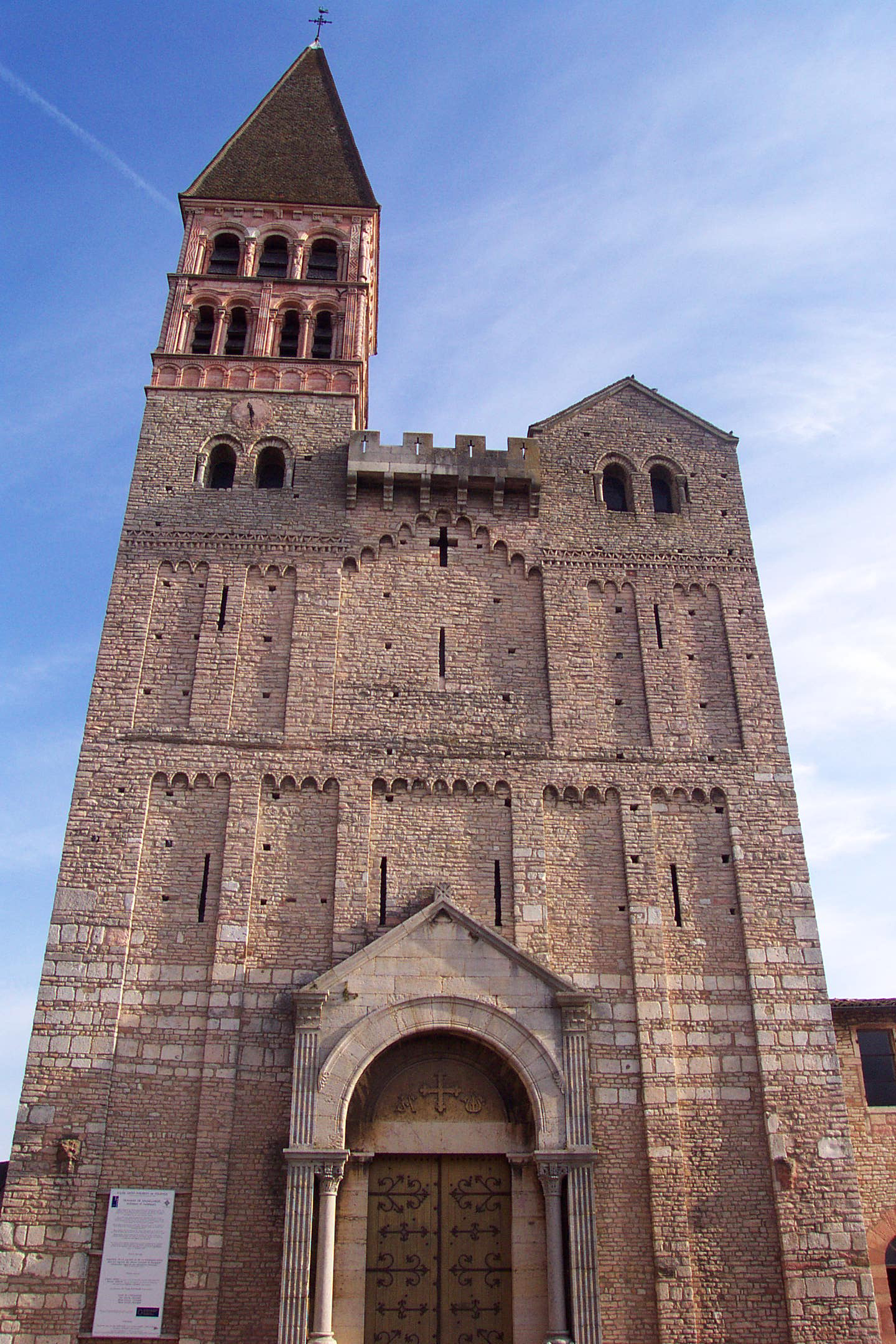
Tournus
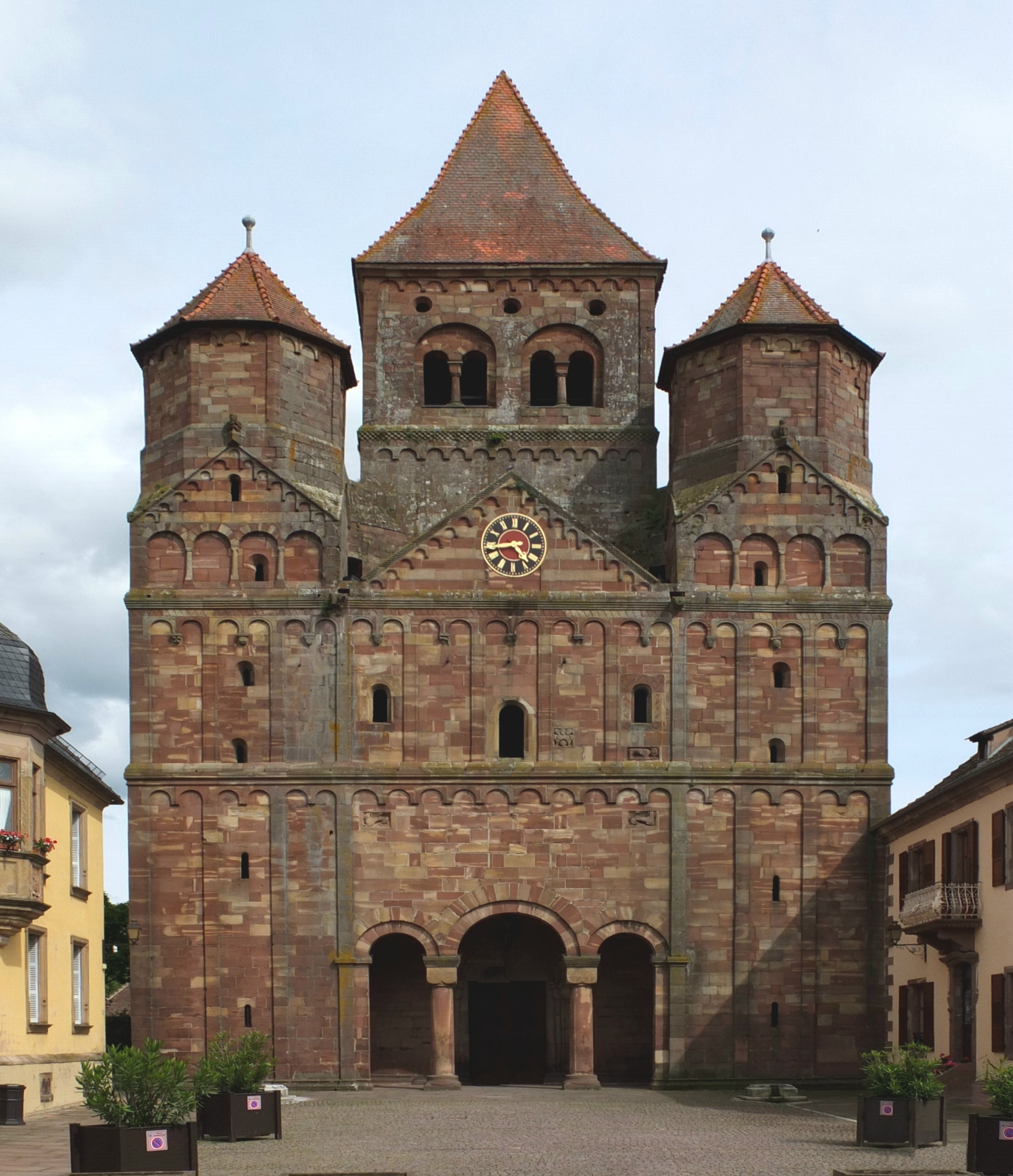
Abadía de Marmoutier
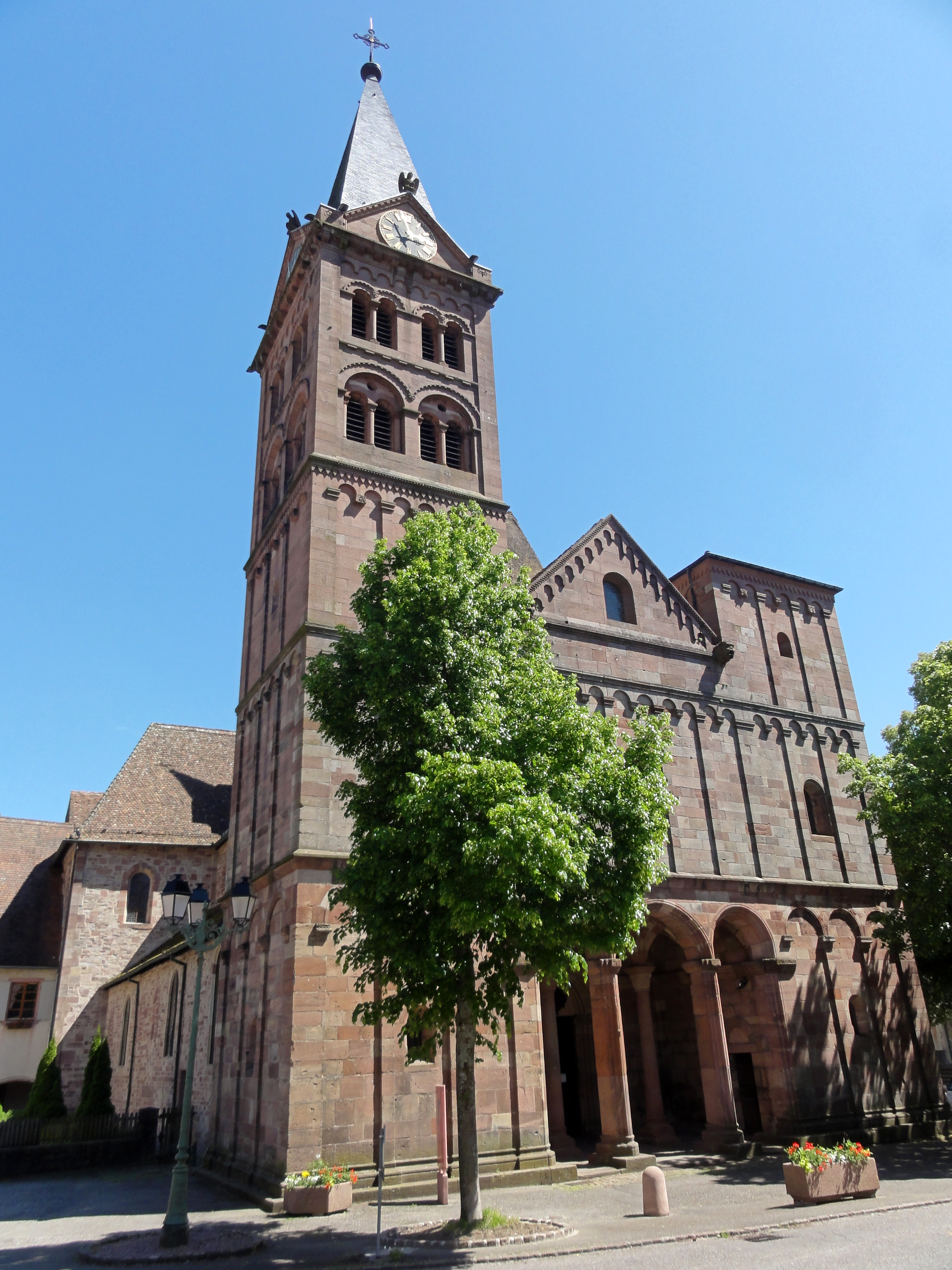
Iglesia de Saint-Jean-Baptiste de Lautenbach
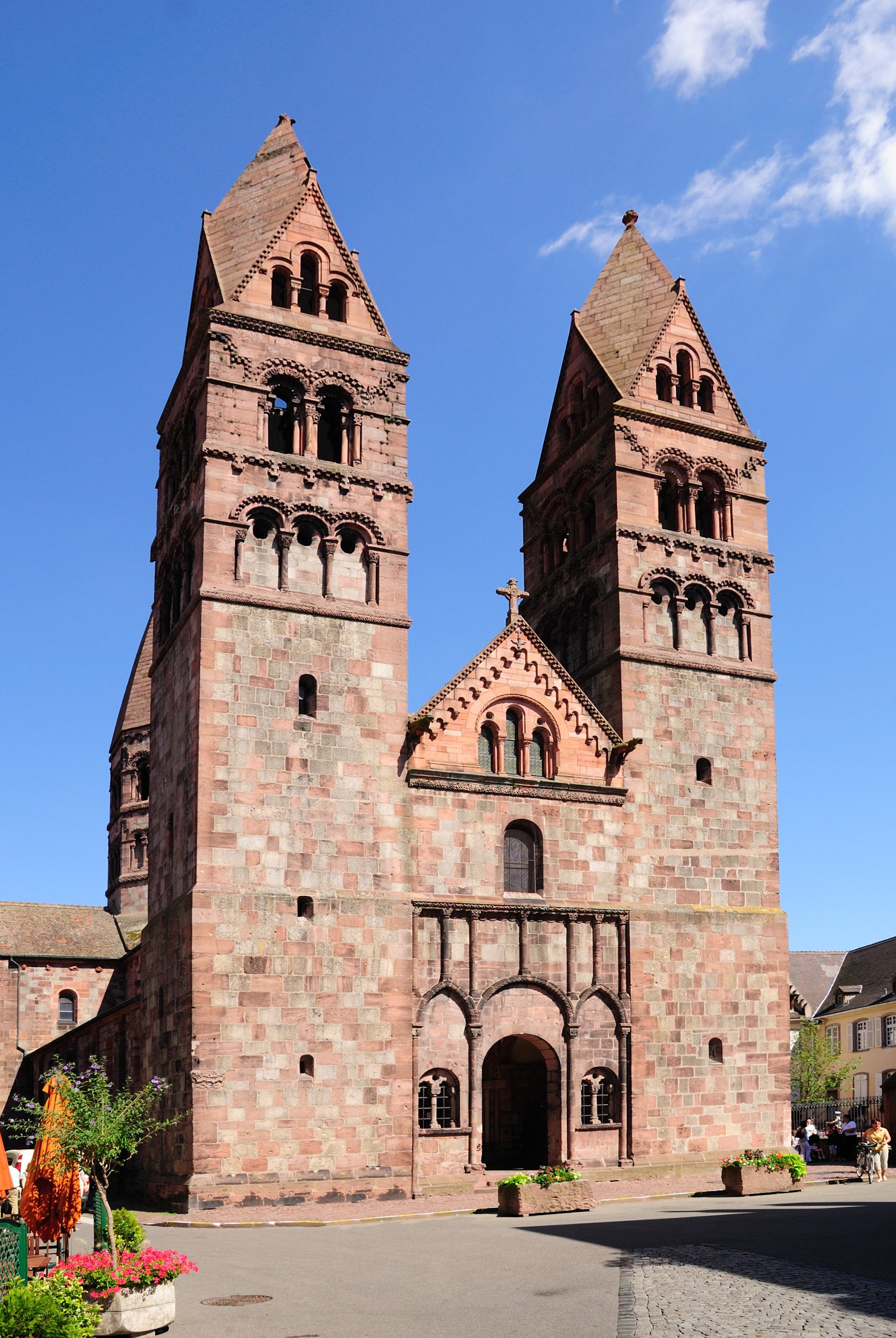
Iglesia de Sainte-Foy de Sélestat
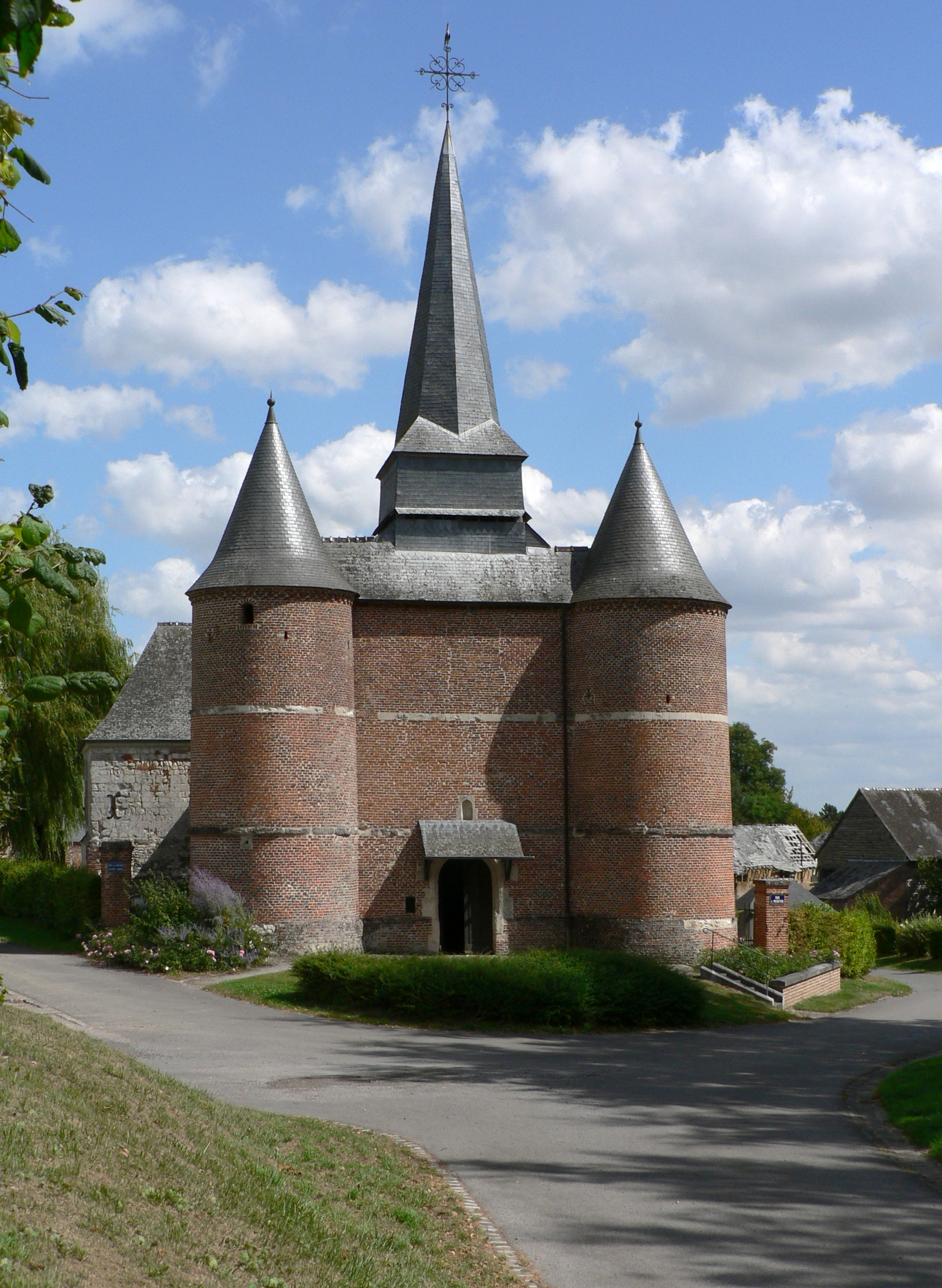
Iglesia fortificada de Gronard

#### Fulda

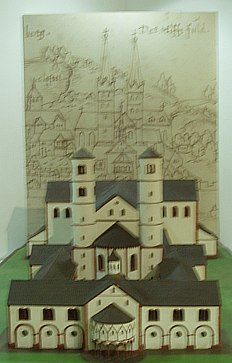
Maqueta del monasterio de Fulda en época carolingia

Al final del reinado de Carlomagno y al comienzo del de Luis el Piadoso, se anunció un importante cambio en la arquitectura religiosa con Benito de Aniane y el concilio de Aquisgrán (Aix-la-Chapelle) en 816-817.

##### Abacial de Fulda

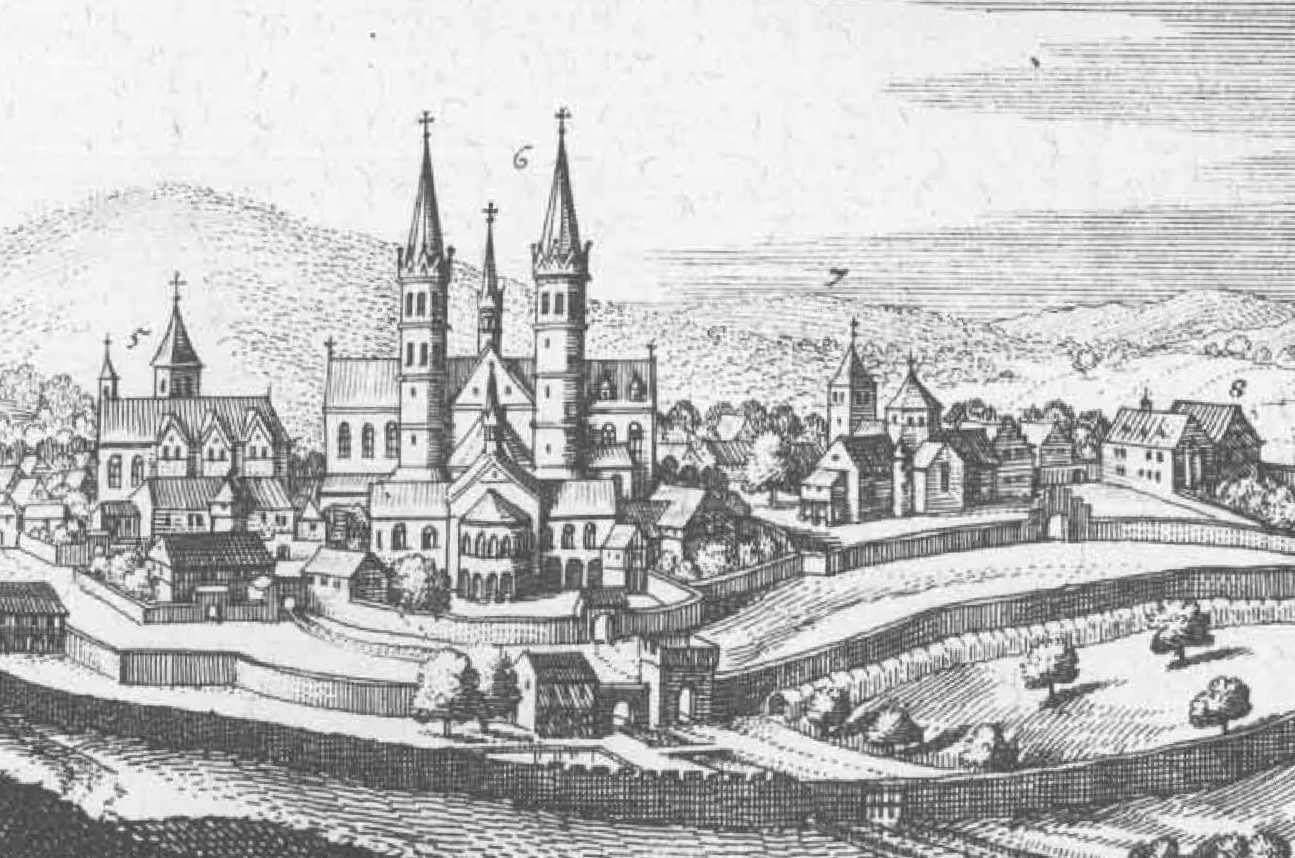
La abadía de Fulda en 1550

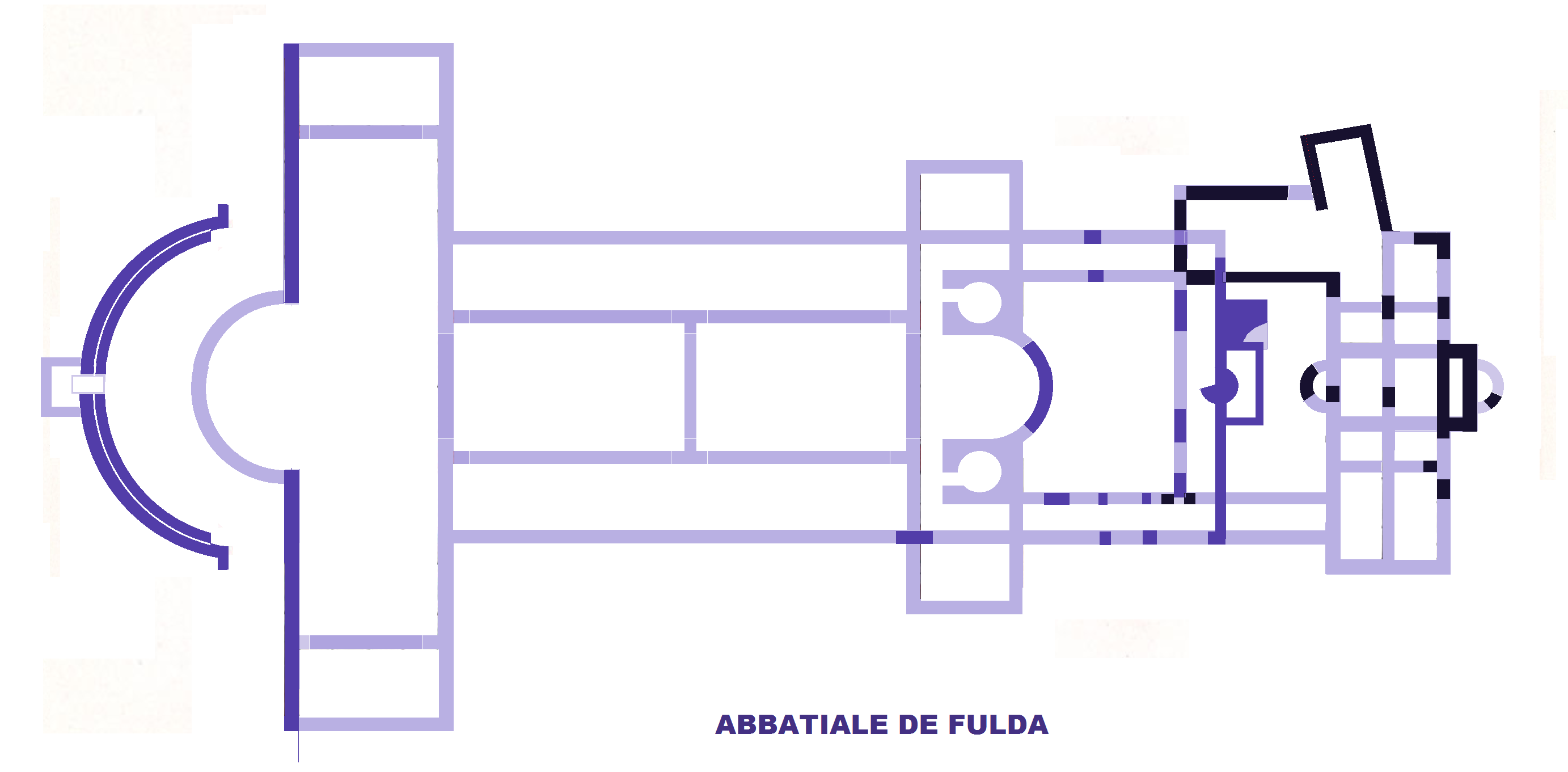
Planta de la abacial de Fulda

Fundada en 744, la abadía de Fulda recibió una primera iglesia y luego se construyó una nueva basílica, que fue terminada en 819. Después se levantó un claustro hacia el oeste y una imitación del Santo Sepulcro de Jerusalén: la rotonda cementerial de San Miguel. Las obras se completaron entre 822 y 842.
El «templo» oriental tiene un gran ábside circular con un paraíso que se abre hacia el este a través de un porche con un portal triple flanqueado por dos torres. El «templo» occidental está formado por el gran transepto románico con la misma longitud que la del transepto de Roma y por su ábside occidental. Luego se crean dos criptas-salas bajo los dos ábsides. El interior tiene 33,40 m de ancho, con las naves laterales, y unos 100 m de largo.
La abacial de Fulda sigue siendo como la de la abadía de Saint-Riquier, un edificio bipolar. Ya no está orientado, sino que es de resolución occidentalizada, a la manera de las basílicas romanas de San Juan de Letrán y San Pedro. El westwerk, que ya no tenía más razón de ser, se sustituyó por el amplio hemiciclo del ábside occidental que se abre como en las basílicas paleocristianas directamente sobre el transepto. Los dos brazos del transepto probablemente tuvieran tribunas.
El favor del que disfrutara este tipo de iglesia occidental casi iguala al de la anteiglesia. Cuatro siglos más tarde, en 1258, un contra-ábside monumental fue consagrado en la catedral de Worms. Además de las catedrales de Verdún y de Besançon de ascendencia carolingia, la de Nevers también tiene un gran transepto occidental con un ábside profundo sobre una cripta-sala.

##### Rotonda de Saint-Michel
Poco después de la basílica se construyó una rotonda cymeterium con una dedicación que especifica que fue construida como la tumba de Cristo para que el Salvador llegase en ayuda de los monjes durante el Juicio Final.
Una cripta con un núcleo circular descansa sobre una única columna central, coronada por un capitel jónico. En el deambulatorio hay tumbas. La rotonda superior consiste en una plataforma central redonda, delimitada por ocho columnas, cuatro de las cuales tiene capiteles de la era carolingia.

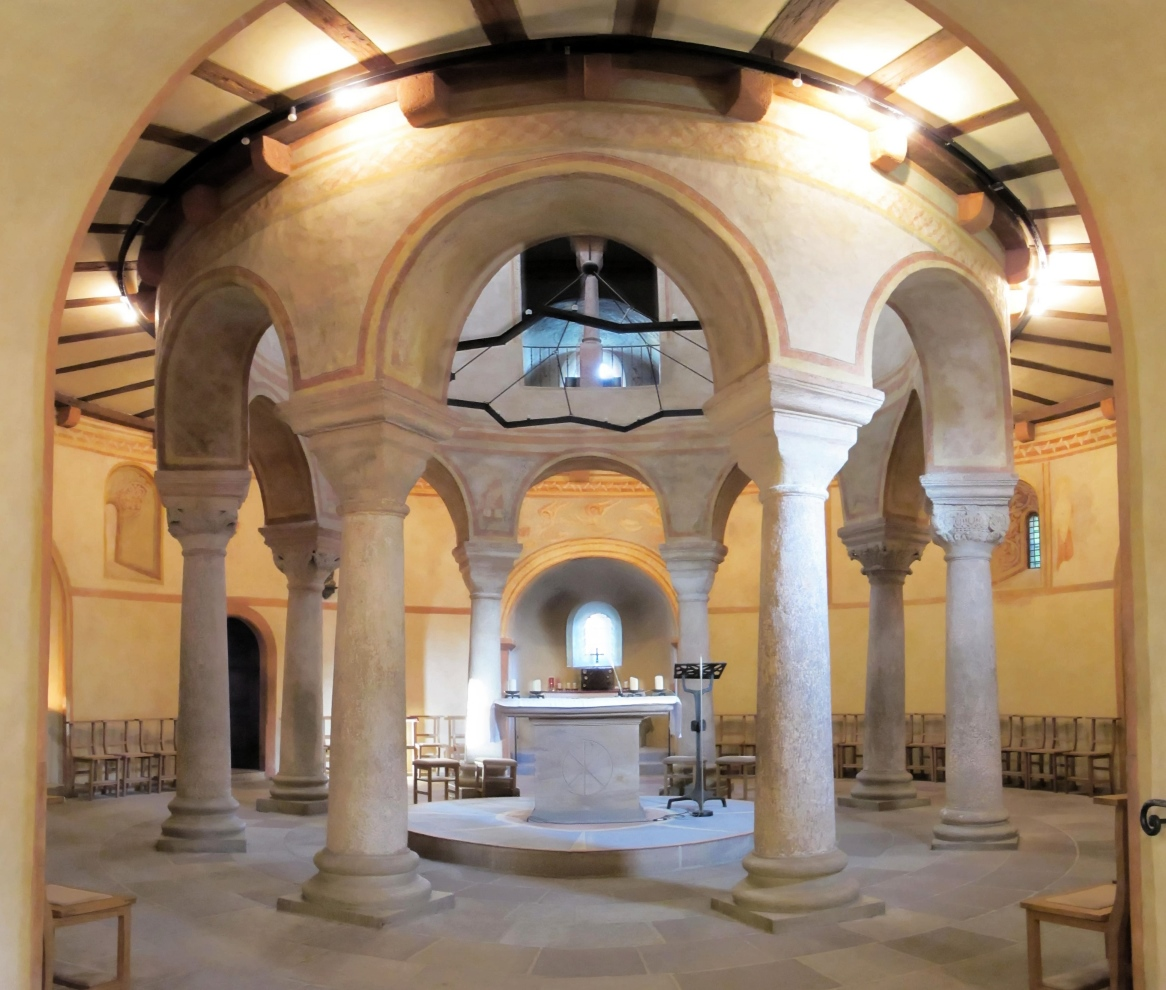
Rotonda superior de Saint-Michel
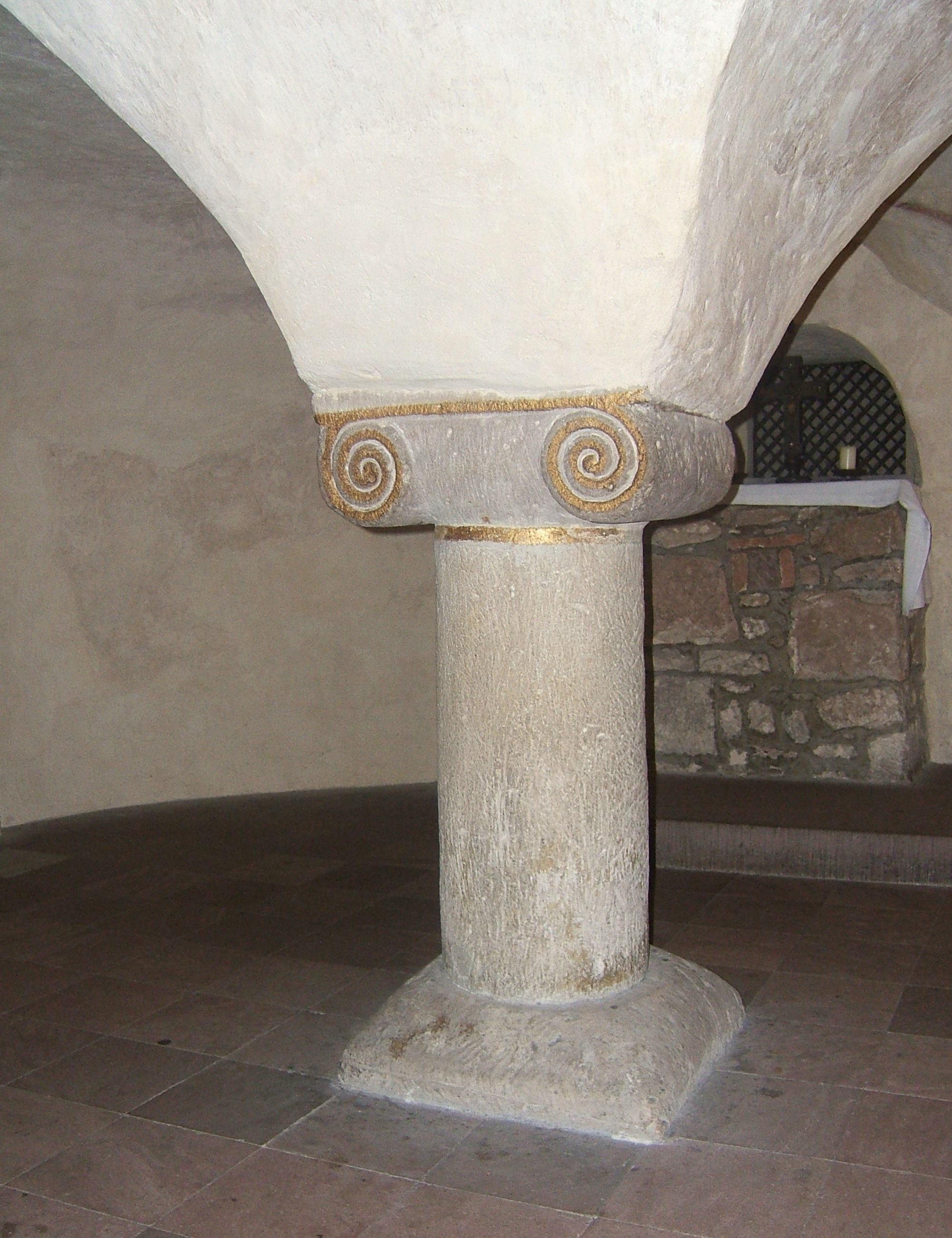
Cripta de Saint-Michel

#### Planta de Saint-Gall

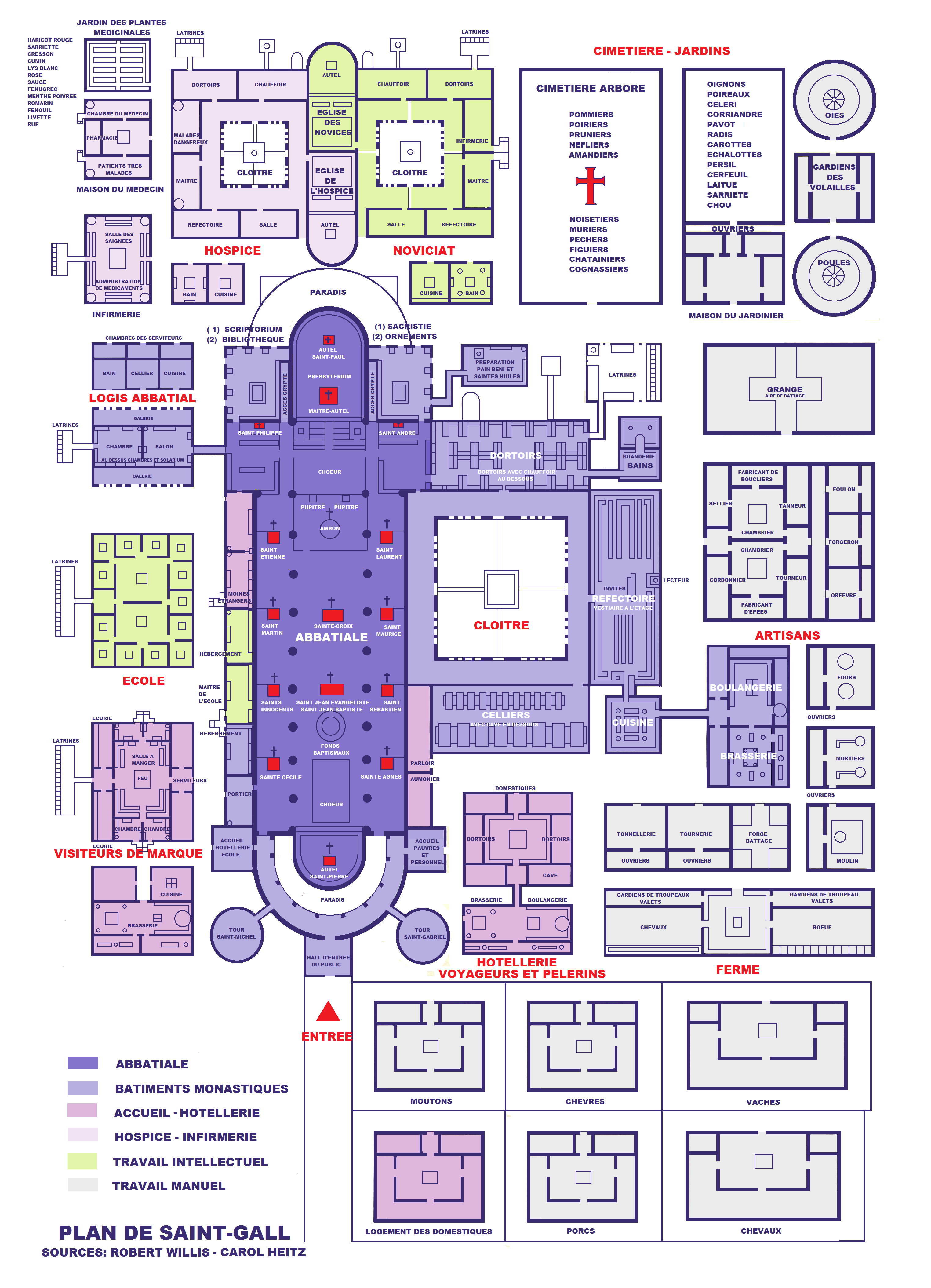
Reelaboración moderna de la llamada Planta de Saint-Gall, o utopía de Saint Gall

La planta carolingia de St. Gallen es el dibujo arquitectónico occidental más antiguo que se conserva y, por ello constituye un importante monumento de la cultura europea.
En cinco hojas de pergamino está la planta original de una abadía con 52 edificios, 333 notas explicativas en latín y una nota de dedicación. Fue realizado en la abadía de Reichenau para Gozbert de Saint-Gall (819-ca. 827/830).
Es una planta esquemática destinada a la construcción de la abadía de Saint-Gall, dirigida por el abad Gozbert desde 816 hasta 837. Incluye todo lo que compone un convento pero sin preocuparse por el terreno, con numerosas indicaciones e inconvenientes sobre los alzados de las arcadas del claustro y del alojamento abacial.
Lo que caracteriza a la planta de Saint-Gall es el distrito central con la iglesia abacial y el recinto monástico. La iglesia parece respetar las líneas reguladoras con espacios cuadrados que se repiten en la crucero, el coro, los brazos del transepto y varias veces en la nave. Este principio se encuentra dos siglos después en las iglesias románicas de Alemania como los ábsides opuestos tan típicos de este país. Por lo tanto, esta planta de Saint-Gall parece contener las semillas del arte futuro, incluso aunque las dos torres aisladas del cuerpo de la iglesia sigan siendo arcaicas. Según los textos, las obras de ejecución de la abacial de Saint-Gall no respetaron los ábsides opuestos que no permitían una entrada monumental en el eje del edificio pero adoptaron la solución de la misma época realizada en la abadía de Saint-Riquier donde, por primera vez, el santuario occidental se traslada arriba, a la planta, y acondiciona una cripta de una sola planta para el acceso de los visitantes.

##### La organización del monasterio
La planta de Saint-Gall, dibujada después del concilio de Aquisgrán del año 817, corresponde a una abadía destinada a la oración, al trabajo manual e intelectual, a la recepción de anfitriones, al cuidado de los enfermos de acuerdo con las normas monásticas dignas que los reyes prescrivían para sus propios dominios. Esta disposición parece tan establecida que debe ser el resultado de una evolución a lo largo de varias décadas. La fórmula contenida en la planta de Saint-Gall se convirtió en una forma estándar que se pueden encontrar en Fontenay hacia 1140, en Poitou al final del siglo XI y principios del siglo XII. La transmisión quedó asegurada por Cluny, cuyo claustro desde el comienzo del siglo XI, se alinea estrechamente con las prescripciones de la planta.
Todas las construcciones están dispuestas alrededor de la iglesia, lugar de la oración. Es un edificio monumental de más de cien metros de largo, provisto de dos ábsides opuestos con predominio de la cabecera oriental. Tiene una de las primeras criptas-salas carolingias que albergaba el sarcófago de Saint Gall y de un transepto. La iglesia innovó en dos puntos importantes: un módulo preciso de 40x40 pies, las dimensiones del cuadrado central del transepto (crucero) y al que obedecen todos los datos numéricos de la planta. Ese número 40 simbolizaba la paciencia y la penitencia. El otro dato importante es el del ábside occidental, dedicado a san Pedro, que toma el lugar de westwerk de la mayoría de las grandes iglesias carolingias. Esta desaparición coincide con el debilitamiento del poder real y del vocable que con mayor frecuencia se asociaba con él, el del Salvador.
Al sur de la iglesia abacial, alrededor de un claustro formado por arcadas, se encuentran los dormitorios y calefactorios directamente conectadas al transepto con fácil acceso para los servicios nocturnos; paralela a la iglesia, está el refectorio con el lugar del lector y la mesa de invitados; en el oeste, la cocina y los lugares de almacenamiento de alimentos. Al norte de la iglesia, la casa de la abadía es independiente y se nota la presencia de un establo contiguo para prevenir el robo de caballos. La escuela se compone de aulas de curso en común y de una serie de pequeñas piezas para un trabajo más individual. El scriptorium y la biblioteca están en el recinto monástico. A cada lado de la iglesia abacial la recepción de visitantes está ampliamente diferenciada con un hostelería para huéspedes distinguidos y la de los viajeros y peregrinos más pobres. La periferia está reservada para el noviciado, la enfermería y el hospicio para los antiguos religiosos, la casa del médico con aislamiento de pacientes contagiosos, el jardín de plantas medicinales, el cementerio arbolado plantado con frutales, el huerto, la granja y la cría de pollos y patos, una casa de artesanos con todos los especialistas e incluso un orfebre para los ornamentos de culto y tal vez un comercio, el molino, las cervecerías, panaderías y todos los anexos de trabajo útiles para el monasterio. Hay cuatro salas de baños reservados para el abad, los monjes, los novicios y los enfermos atendidos en la enfermería. Las piezas son amplias y están calefactadas en el medio con hipocaustos y chimeneas.

#### La isla monástica de Reichenau

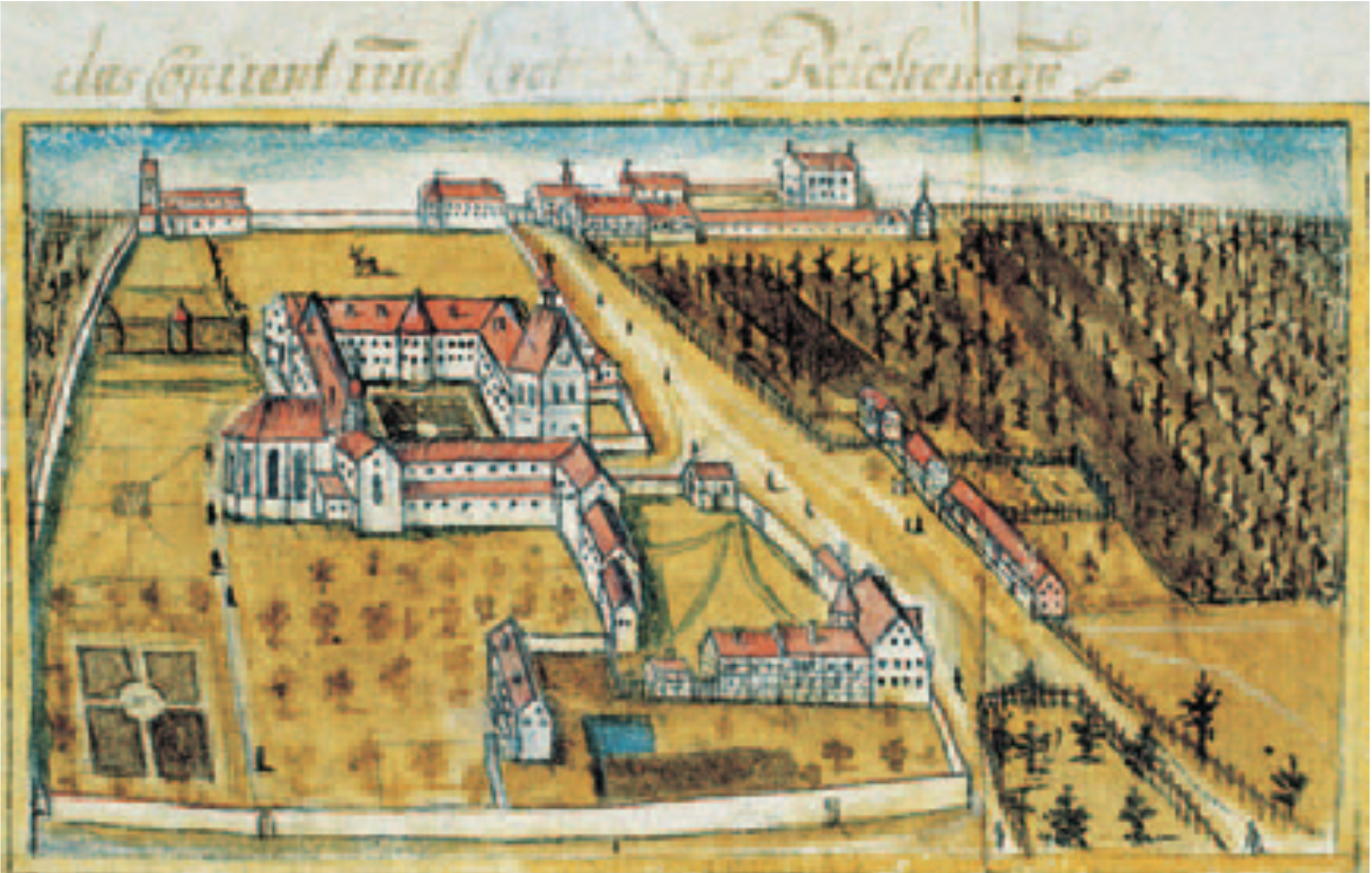
Mittelzell en 1707

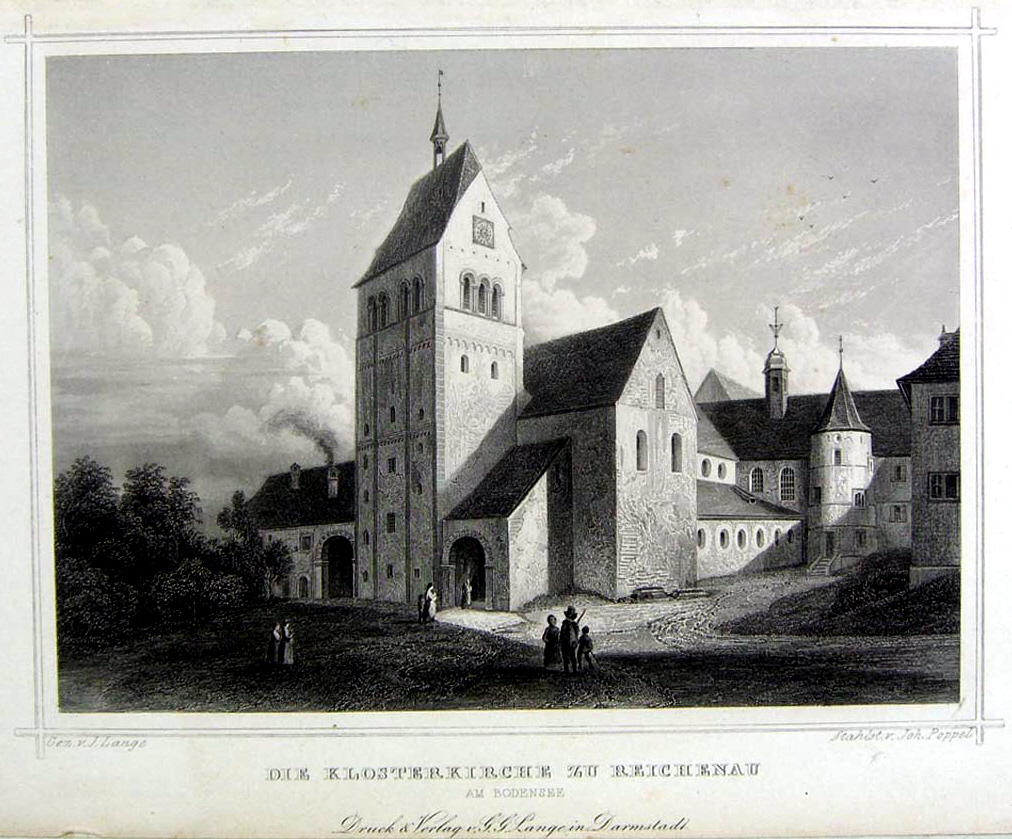
Mittelzell en el

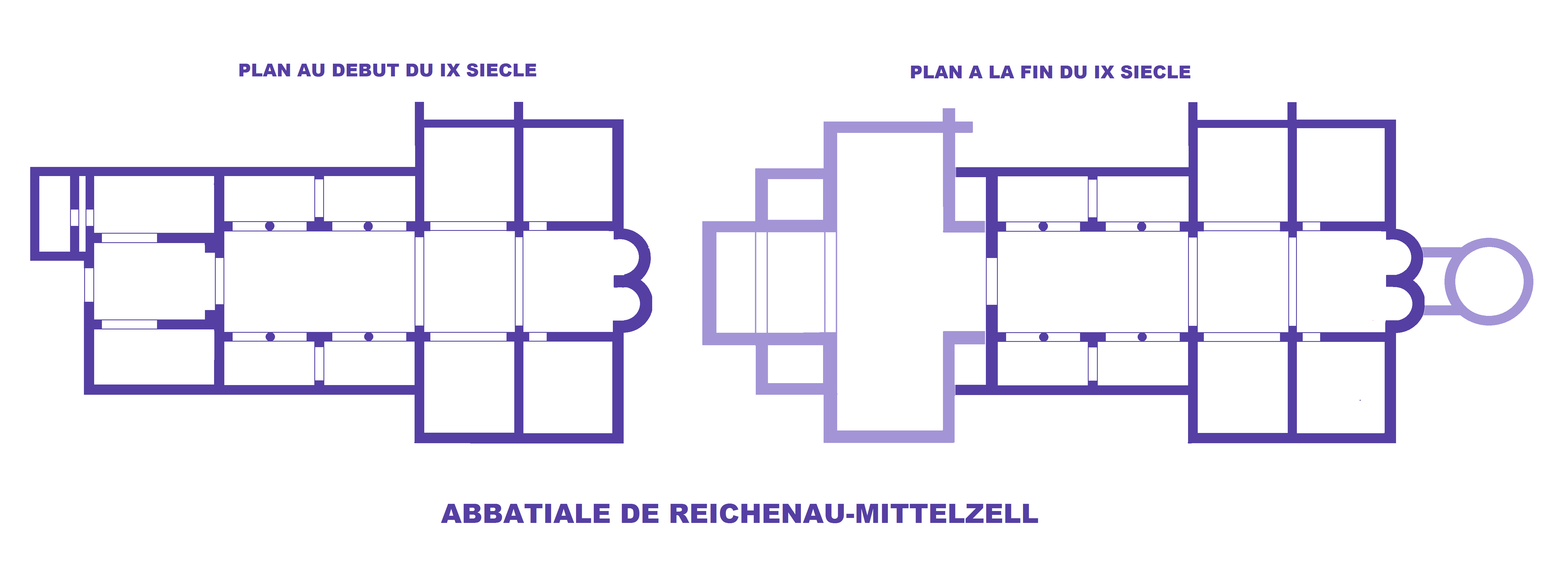
Plantas de Mittelzell en el

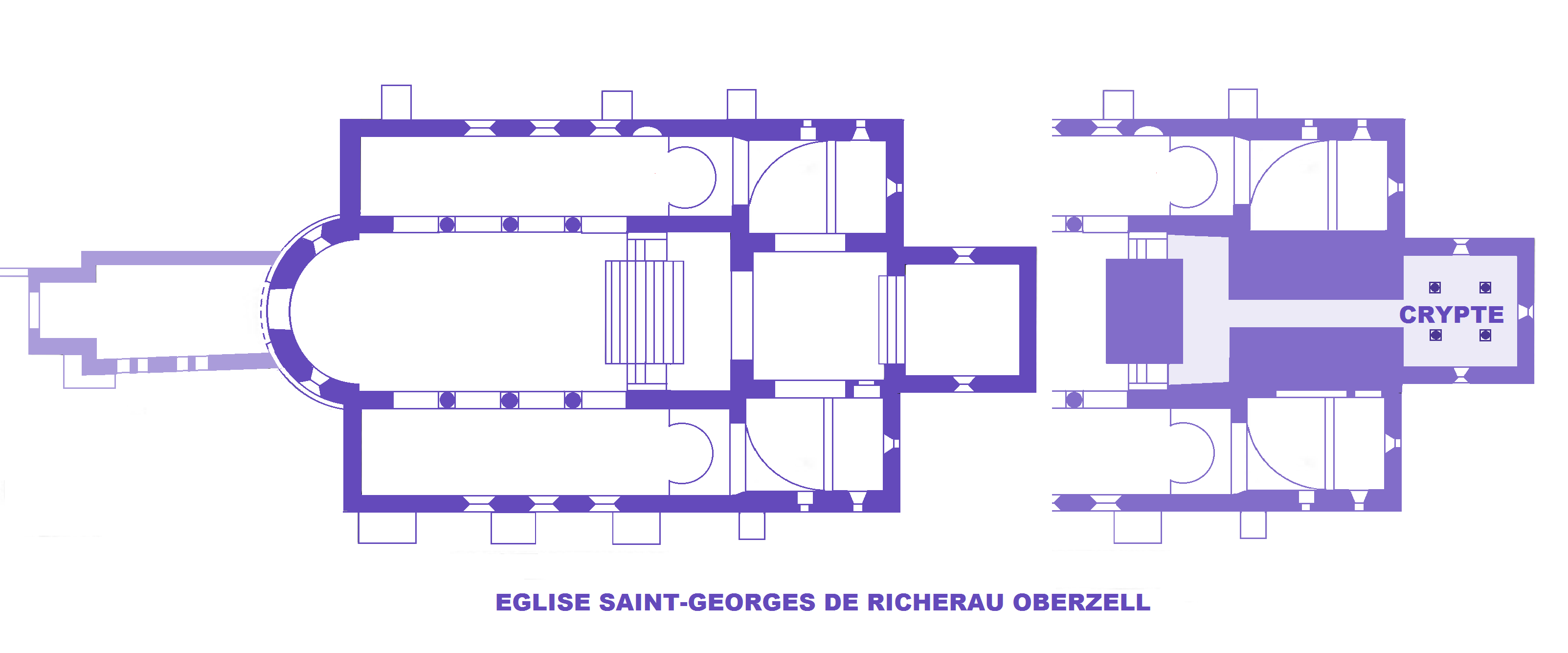
Planta de Oberzell

La isla monástica de Reichenau, situada en el lago de Constanza con sus tres iglesias medievales: Mittelzell, Oberzell y Niederzell, que conservan elementos de la arquitectura carolingia, otoniana y salia, es importante en la historia de la arquitectura. El conjunto  «Isla monástica de Reichenau», ha sido declarado en 2000 Patrimonio de la Humanidad por la Unesco (n.º ref. 974), que lo describe así: 

Situada en el lago Constanza, la Isla Reichenau conserva vestigios de un monasterio benedictino, fundado en el año 724, que ejerció una gran influencia espiritual, intelectual y artística. Las tres iglesias de Santa María y San Marcos, San Pedro y San Pablo, y San Jorge, construidas entre los siglos IX y XI, ofrecen una visión de conjunto de la arquitectura monástica medieval de Europa Central. Sus numerosos murales atestiguan la existencia de una extraordinaria actividad artística.
UNESCO

##### Mittelzell
La abacial de la abadía de Reichenau-Mittelzell, fundada en 724, conoció una constante progresión hasta 1048. La primera iglesia, de 21 m de largo y 7,50 m de ancho, vio en 746 su nave única considerablemente extendida y prácticamente doblada (15,5+15,5 m) para un nuevo edificio, que incluido el coro y el narthex, mide casi 43 m de longitud.
El obispo de Basilea Heito, que también fue abad de Reichenau, emprendió la construcción entre 799 y 816 del siguiente edificio, de triple nave, transepto y coro profundo. El módulo cuadrado del crucero del transepto de 11,14 m de lado, sirvió de traza reguladora en todas las direcciones de la iglesia como se muestra en la planta de Saint-Gall. Hay una alternancia de soportes: pilares y columnas en la nave, el coro principal está formado por ábsides gemelos que se abren en el mismo tramo central, lo cual es muy raro. Esta nueva iglesia abacial tiene prácticamente la misma longitud que la precedente, pero su envergadura con un transepto de 29,35 m de longitud, con una anchura de la nave, incluidas las naves laterales de 20,12 m, es mucho más importante y se refleja parcialmente en la iglesia actual.
El sucesor del obispo Heito, el abad Erlebald (823-838) continuó la iglesia hacia el oeste con la construcción de un westwerk, cuya poderosa torre cuadrada tiene un tramo central de 10,60 m de longitud por 7,65 m de anchura. Al final del siglo IX, un coro cuadrado y un ancho transepto occidental, equivalente a la cabecera opuesta, sustituyeron a la anteiglesia. El muro este del weswerk se conservó para separar el santuario de los fieles externos. Alrededor de 925, se construyó una capilla redonda en el este de los ábsides gemelos para recibir las reliquias de la Santa Sangre. En 988, la iglesia fue ampliada y transformada, pero un incendio la destruyó en 1006. El abad Bernon (1008-1048) reconstruyó el actual transepto occidental.
Esta iglesia abacial desde su fundación en 724 hasta 1048 fue constantemente renovada según fueran las principales tendencias arquitectónicas. Situado en el centro de este crisol de la civilización cristiana, Mittelzell constituye un monumento de riqueza inusual.

##### Oberzell
Otra iglesia en la isla de Reichenau, Oberzell respeta las enseñanzas de la planta de Saint-Gall. La pequeña cripta-sala estaba destinada a recibir las reliquias de Saint-Georges en 896 y parece estar tan íntimamente relacionada con el coro que probablemente sea obra de Heito III (888-913). Entre 1060 y 1080, se dispuso un nártex en el ábside occidental y se pintaron en un nicho los frescos del Juicio Final y la Crucifixión.

##### Niederzell
En la parte oriental de la isla de Reichenau, las excavaciones bajo la iglesia actual de Niederzell han revelado la existencia de un edificio anterior de una única nave con un ábside semicircular casi sobrepasado fundado en 799 por Egino, antiguo obispo de Verona.

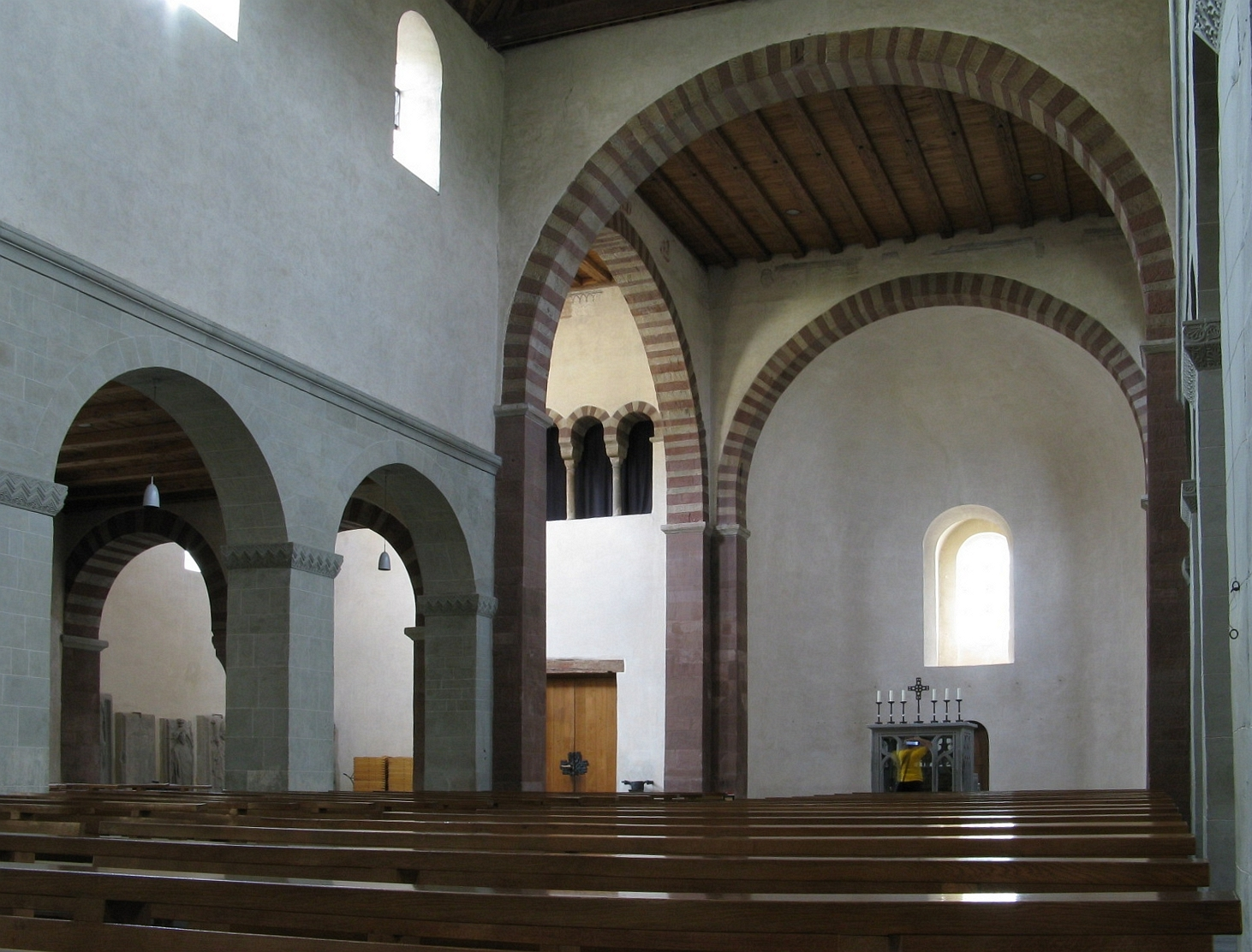
Nave y ábside occidental de Mittelzell
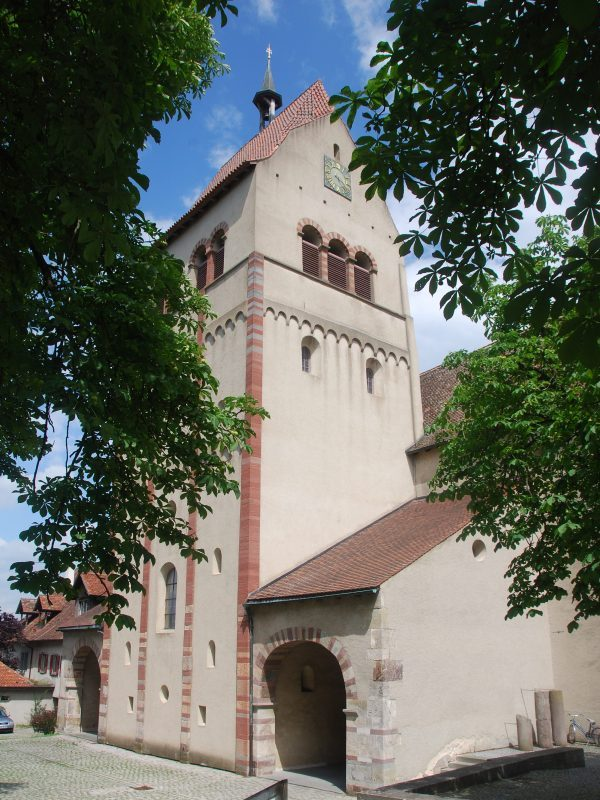
Westwerk de Mittelzell

#### Inden - Steinbach - Seligenstadt

##### Inden

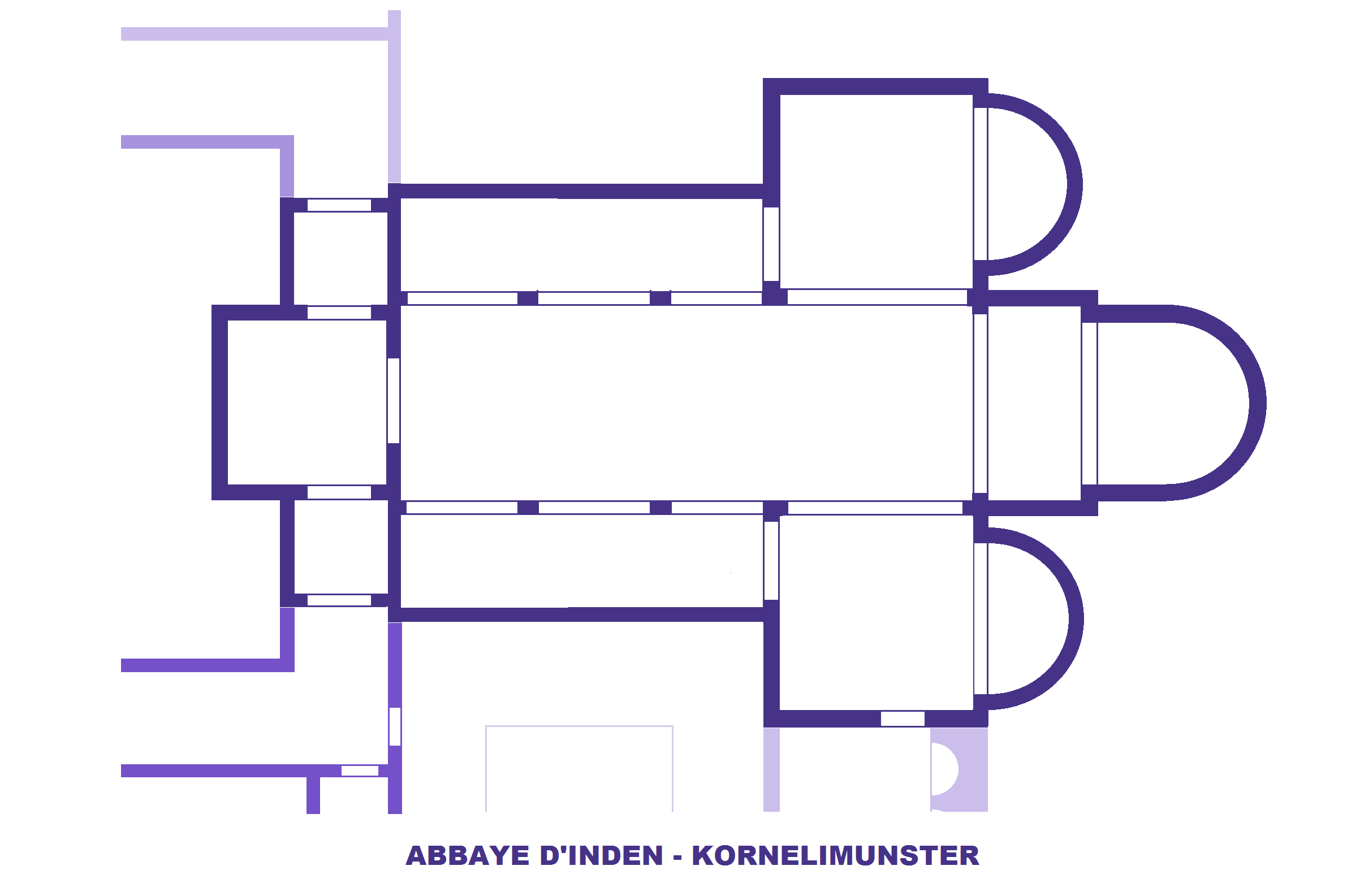
Planta de la iglesia abacial de Inden - Kornelimünster

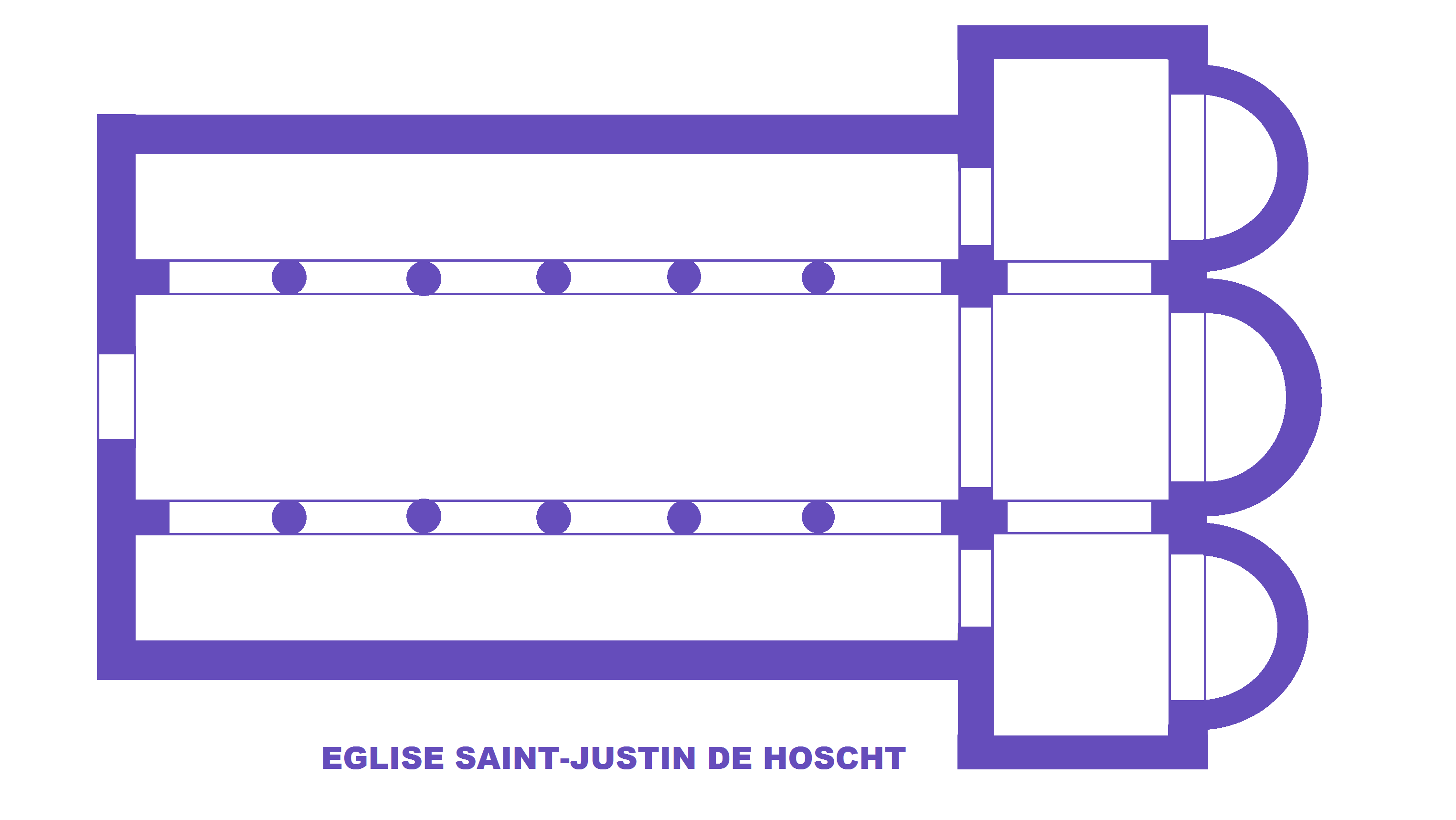
Planta de Höchst

La abadía de Inden, fundada por Benito de Aniane, cerca del Palacio de Aquisgrán para servir como lugar de descanso para el emperador Luis el Piadoso, fue consagrada en honor del santo Salvador en 817, justo antes del gran sínodo imperial. Esta iglesia abacial está debajo del edificio actual. La organización de su planta es clara y estricta. Con una longitud total de 26,03 m, su interior es más ancho que larga (10,70 x 9,22 m) con tres naves, abriéndose la central con tres arcos a las laterales. Al oeste, precediendo a la nave, un porche está dividido en tres partes con la del medio sobresaliendo. La fachada da a un atrio bordeado de edificaciones, que incluye una capilla rectangular de 6,05 m de largo y 2,10 m de ancho. Algunos lo atribuyen a un martyrium. Esta cabecera concebida con un trazado regulador a partir del cuadrado perfecto del crucero del transepto que se refleja en el tramo derecho del coro y el entrecolumnamiento de la nave, tiene un ábside central semicircular y dos ábsides laterales más planos.
Esta cabecera de forma casi románica con sus tres ábsides repartidos por todo el ancho del edificio, las proporciones generales y el trazado regulador de base cuadrada hacen de esta iglesia un tipo imitado a partir de entonces en Ligugé en Poitou, Neustadt am Main y especialmente en las basílicas de Franconia.

##### Steinbach
En 827, Eginardo hizo construir en el lugar de una pequeña iglesia de madera de 815 un edificio de piedra con tres naves con un transepto y tres ábsides. Al oeste tiene un porche de tres partes idéntico al de Inden. Las dimensiones son modestas, la nave tiene una longitud de 21,30 x 7,3 m más un tramo de 5,00 m que precede al ábside central. El elemento más interesante es la gran cripta cruciforme que se ramifica por debajo de más de la mitad de la iglesia. Un corredor transversal abovedado en cañón recorre el transepto de norte a sur dibujando dos nuevas cruces en los extremos.

##### Seligenstadt
Eginardo, descontento con la forma en que se mostraban las reliquias de los santos Marcelino y Pedro en la cripta de Steinbach, hizo construir para ellas entre 830 y 840 una hermosa basílica en Seligenstadt con una cripta anular idéntica a las criptas romanas. Desmontadas las adiciones barrocas en 1955, ofrece en el interior una imagen perfecta de una basílica carolingia postconciliar. Las proporciones de la nave son vitruvianas (33,16 x 20,08 m) como las de Fulda y Höchst y el transepto (29,60 x 9,16 m) obedece a un trazado cuadrangular que se convirtió en el habitual en el segundo cuarto del siglo IX.

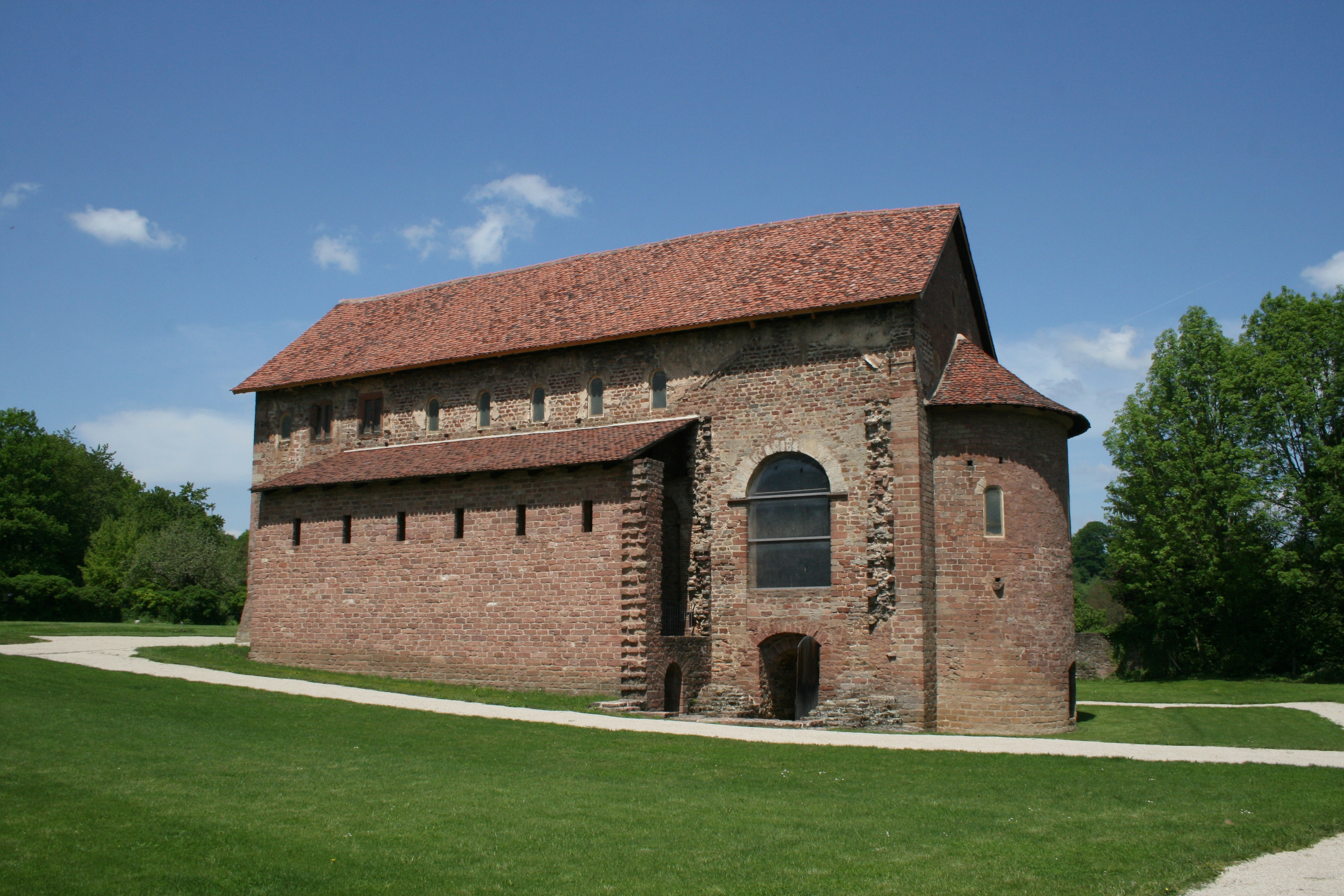
Exterior de Steinbach
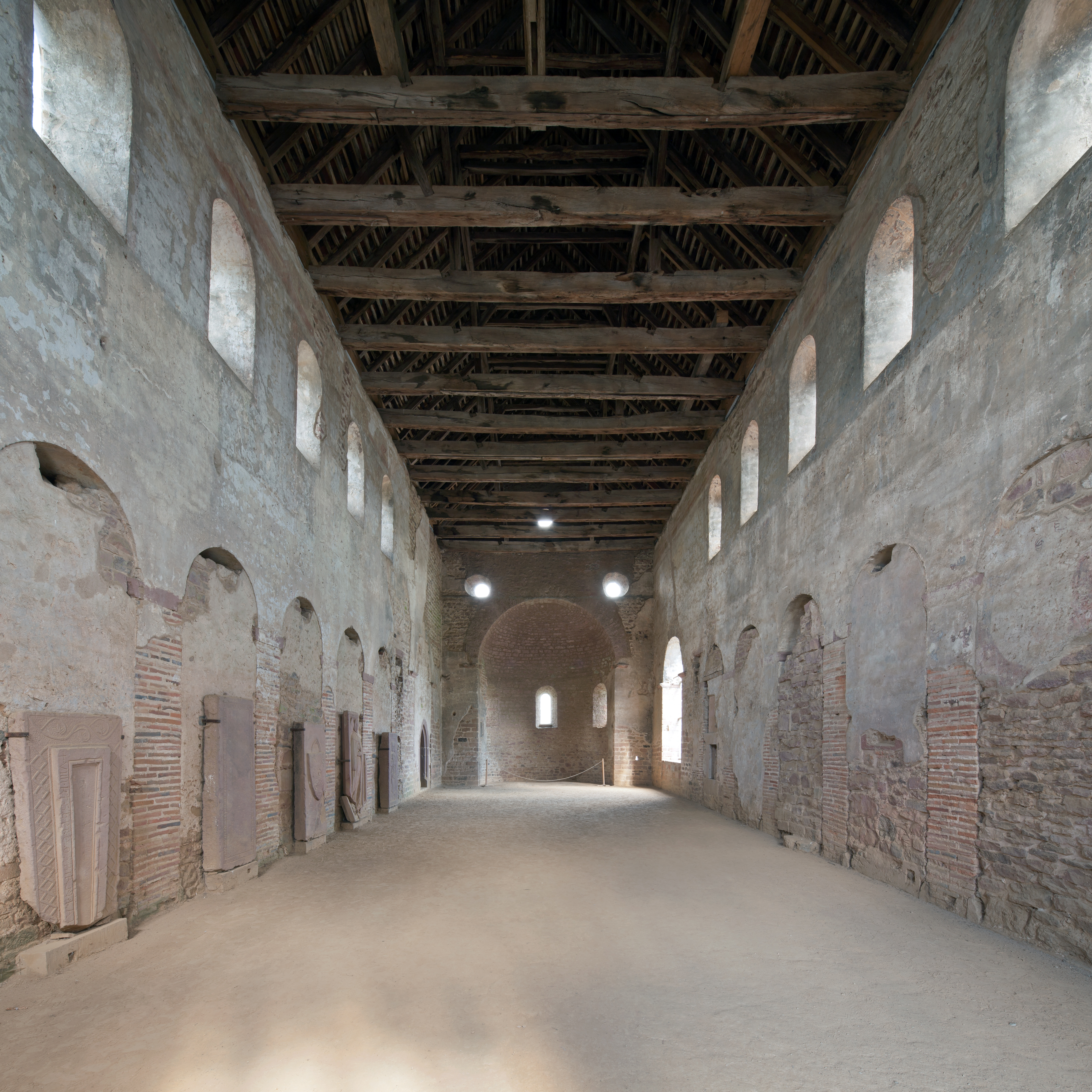
Nave de Steinbach
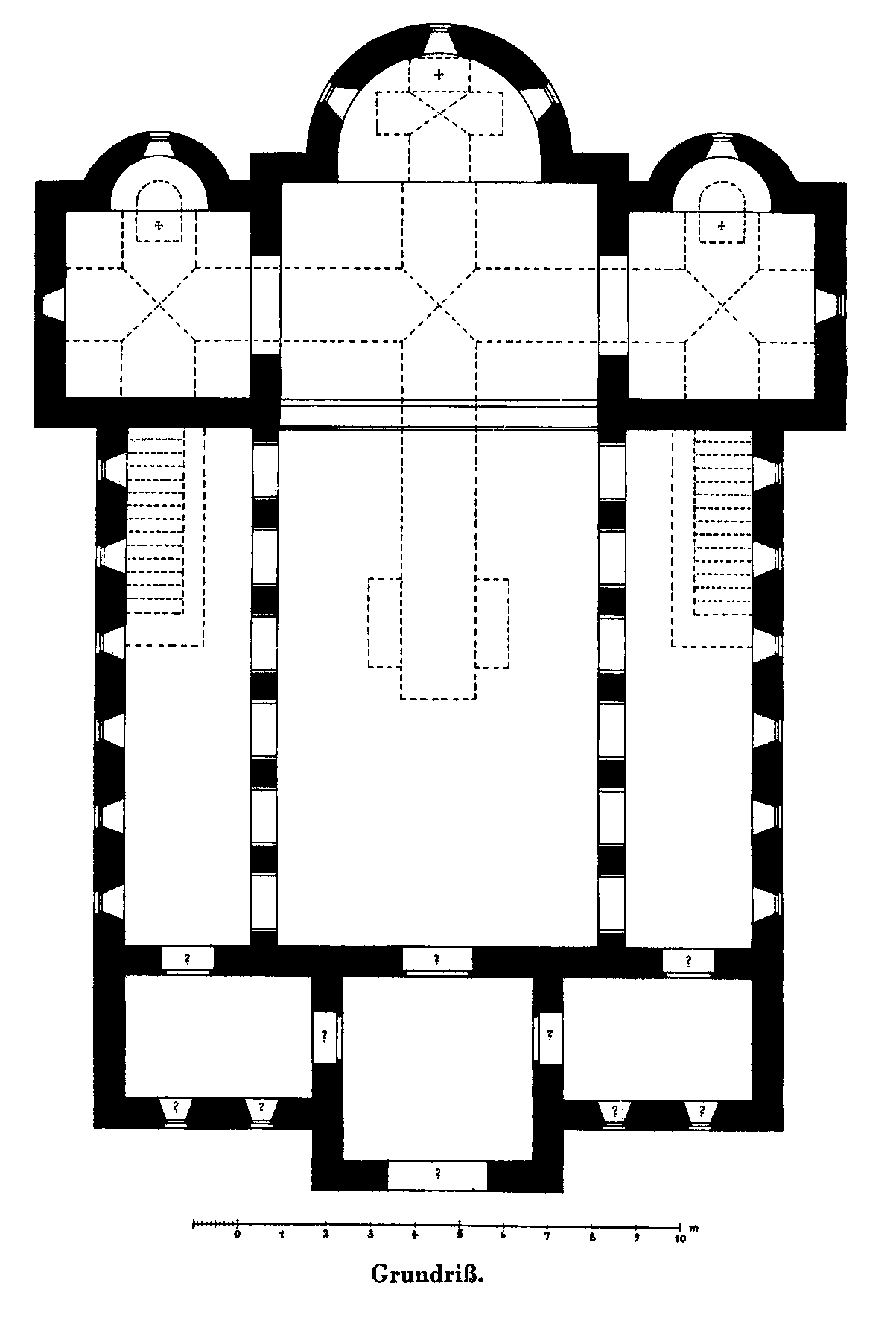
Planta de Steinbach
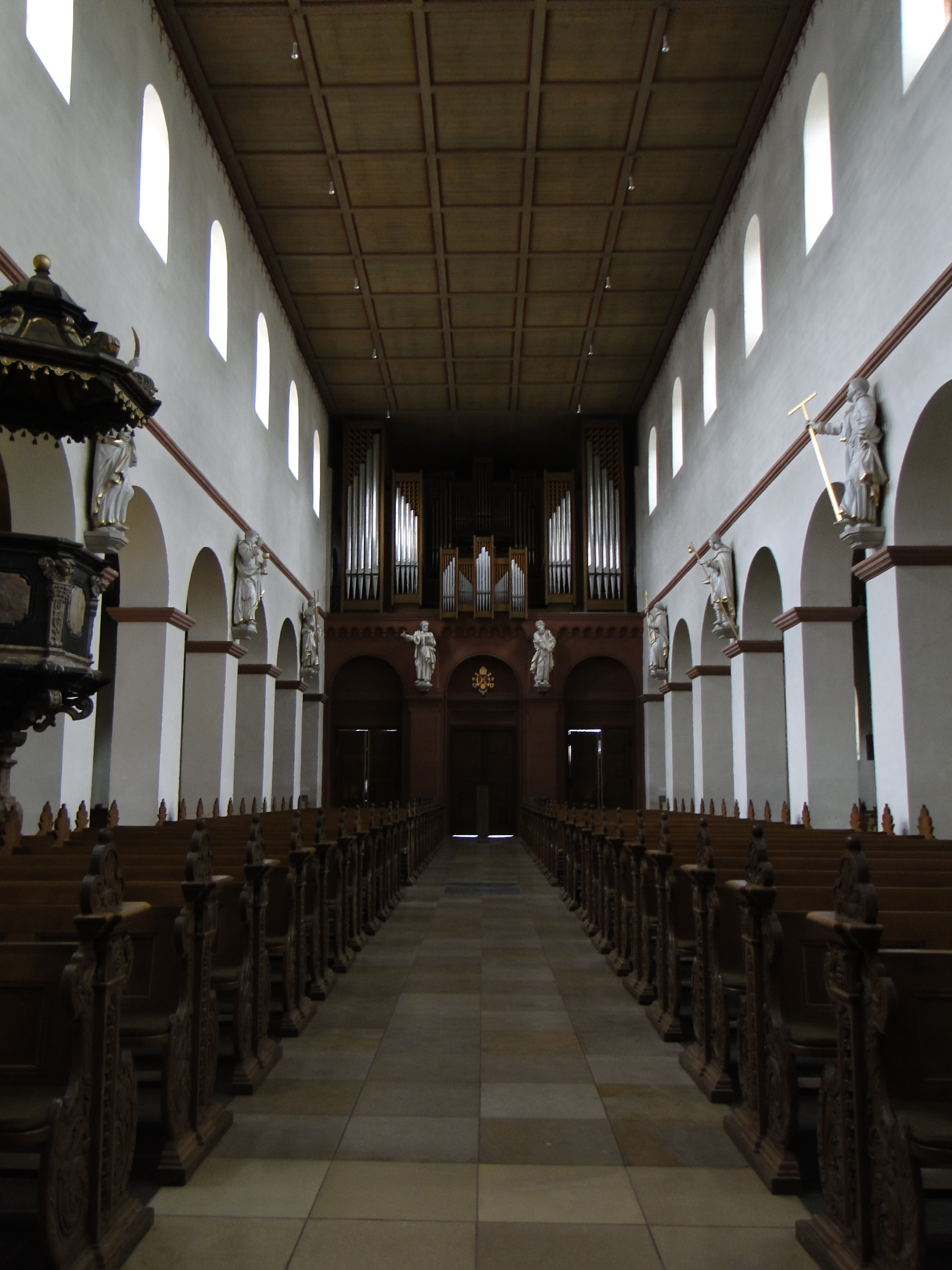
Nave de Seligenstadt

#### El desarrollo de las criptas

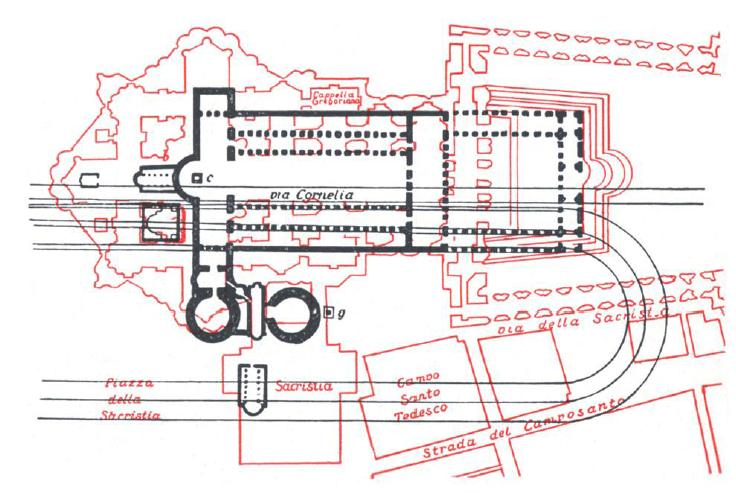
San Pedro de Roma

El siglo IX fue particularmente inventivo en el campo de las criptas, impulsadas por el progreso de las devociones y en particular por el culto a las reliquias. Eso ocasionó profundas trasformaciones en el lado de la cabecera de las iglesias. Fue durante la época carolingia cuando se desarrolló una novedad que resultaría ser esencial y que va a estar en el origen de los deambulatorios con capillas radiantes que se encuentran en los grandes edificios románicos y góticos.
El punto de partida fue la cripta de San Pedro de Roma y el nacimiento de las criptas litúrgicas al final del siglo VI. La cancela se realza y el altar se coloca sobre la tumba del santo. Una circulación periférica permite ver e incluso tocar el elemento sagrado. Este tipo de cripta anular se desarrolló rápidamente en Italia y el ejemplo más antiguo de Francia es la cripta de la basílica de Saint-Denis definida por el diseñador del edificio bajo Carlomagno. El sistema evolucionó y en 816-817, en la cripta de Saint-Médard de Soissons, un gran corredor con dos accesos laterales distribuye tres capillas centrales y dos capillas en los extremos.
La ampliación progresiva de la cabecera que se puede ver en Saint-Philbert-de-Grand-Lieu se puede medir en dos iglesias en Borgoña, las abadías de Saint-Germain de Auxerre y de Flavigny-sur-Ozerain, que son los testimonios más importante de la arquitectura carolingia en esa región. Un coro con un comienzo simple se amplifica e incluso recibe una rotonda, la abacial de Auxerre precede a la de Flavigny que data de 864.

##### Saint-Philbert-de-Grand-Lieu

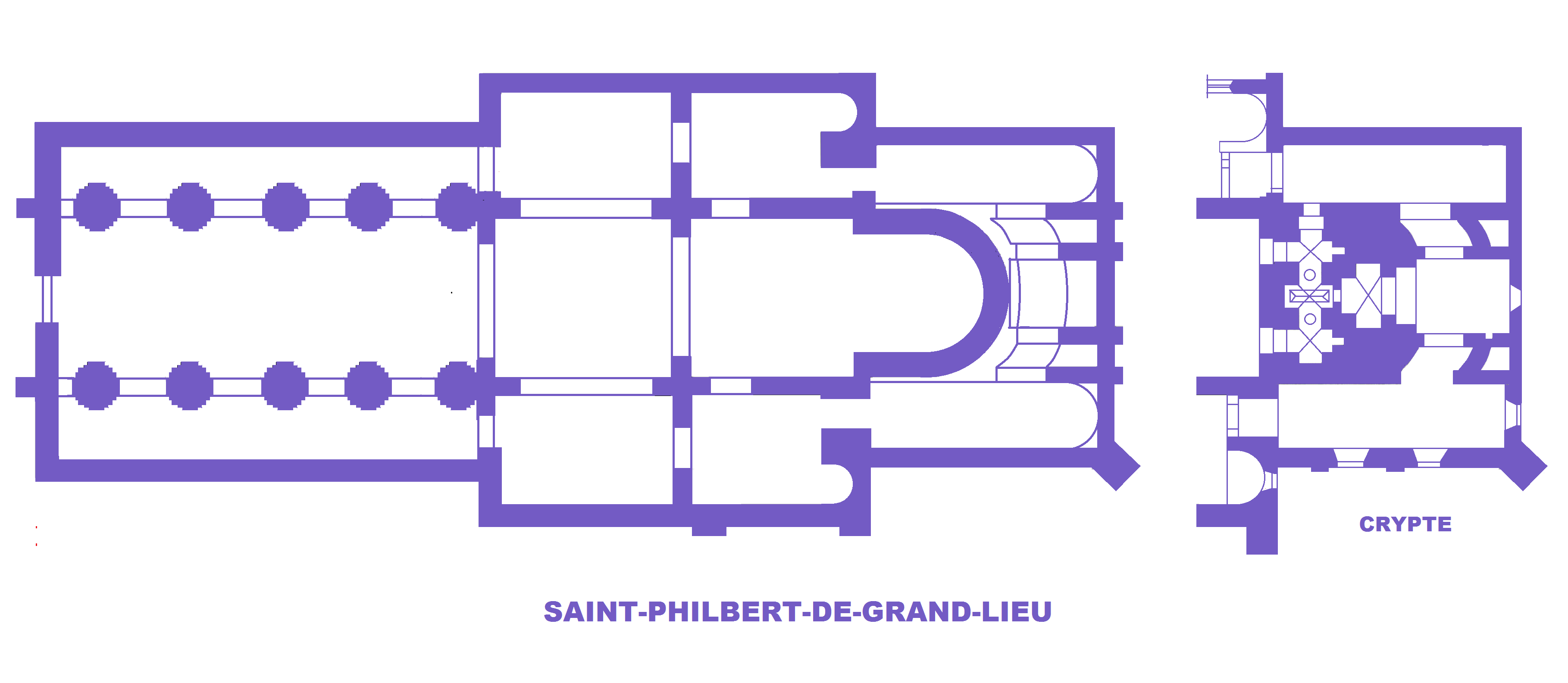
Plantas de la iglesia abacial de Saint-Philibert de Grand-Lieu

La iglesia abacial de Saint-Philbert-de-Grand-Lieu es el ejemplo que mejor refleja la arquitectura de la época de Luis el Piadoso en Francia. De la primera iglesia con tres naves construidas entre 814 y 819, queda el cuadrado del transepto, una parte de los dos brazos y un fragmento de la nave lateral norte. En 836, las reliquias de Saint Philbert fueron transportadas allí y se emprendió un trabajo importante para acomodarlas. El coro actual y la cripta pertenecen a esa reforma. La fachada se vuelve hacia el oeste y afeita el coro de 819 hasta los cimientos para reemplazarlo con un conjunto mucho más grande. Los ábsides del transepto dan paso a vastas capillas laterales. Frente al largo tramo rectangular del coro, se construye un ábside semicircular bastante profundo, bajo el cual se coloca la cripta. Los corredores vienen a lo largo del norte y del sur del macizo que contiene el corredor transversal de la cripta. El corredor central tiene tres capillas, con las dos laterales cerradas en semicírculo. Esta disposición parece ser la fuente de las mismas disposiciones en la abadía de Corvey y en la iglesia de Notre-Dame en Halberstadt. A principios del siglo XI la nave se reconstruyó con sus gruesos potentes pilares cruciformes.

Iglesia abacial de Saint-Philbert-de-Grand-Lieu (Países del Loira)
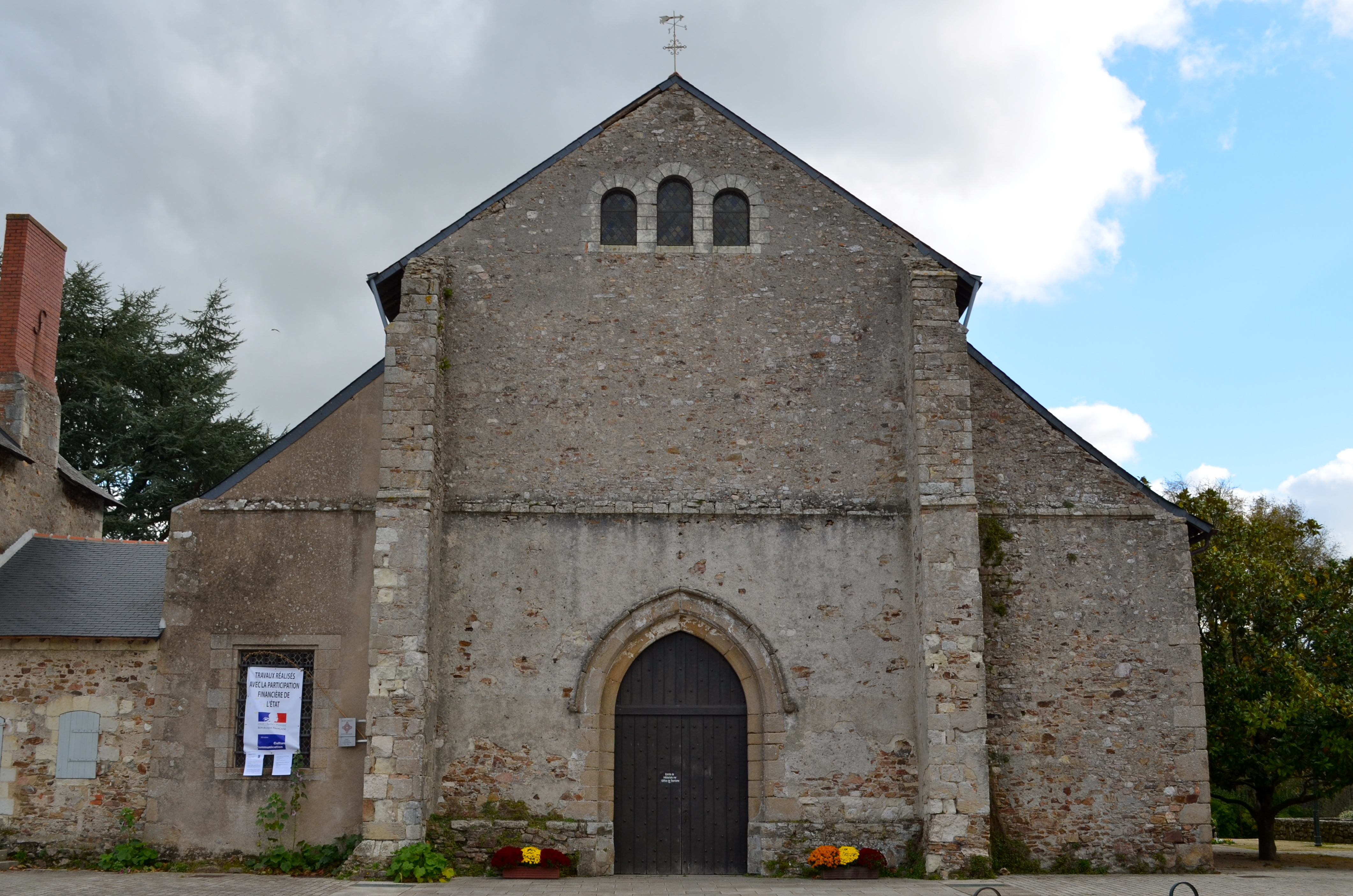
Fachada de la iglesia
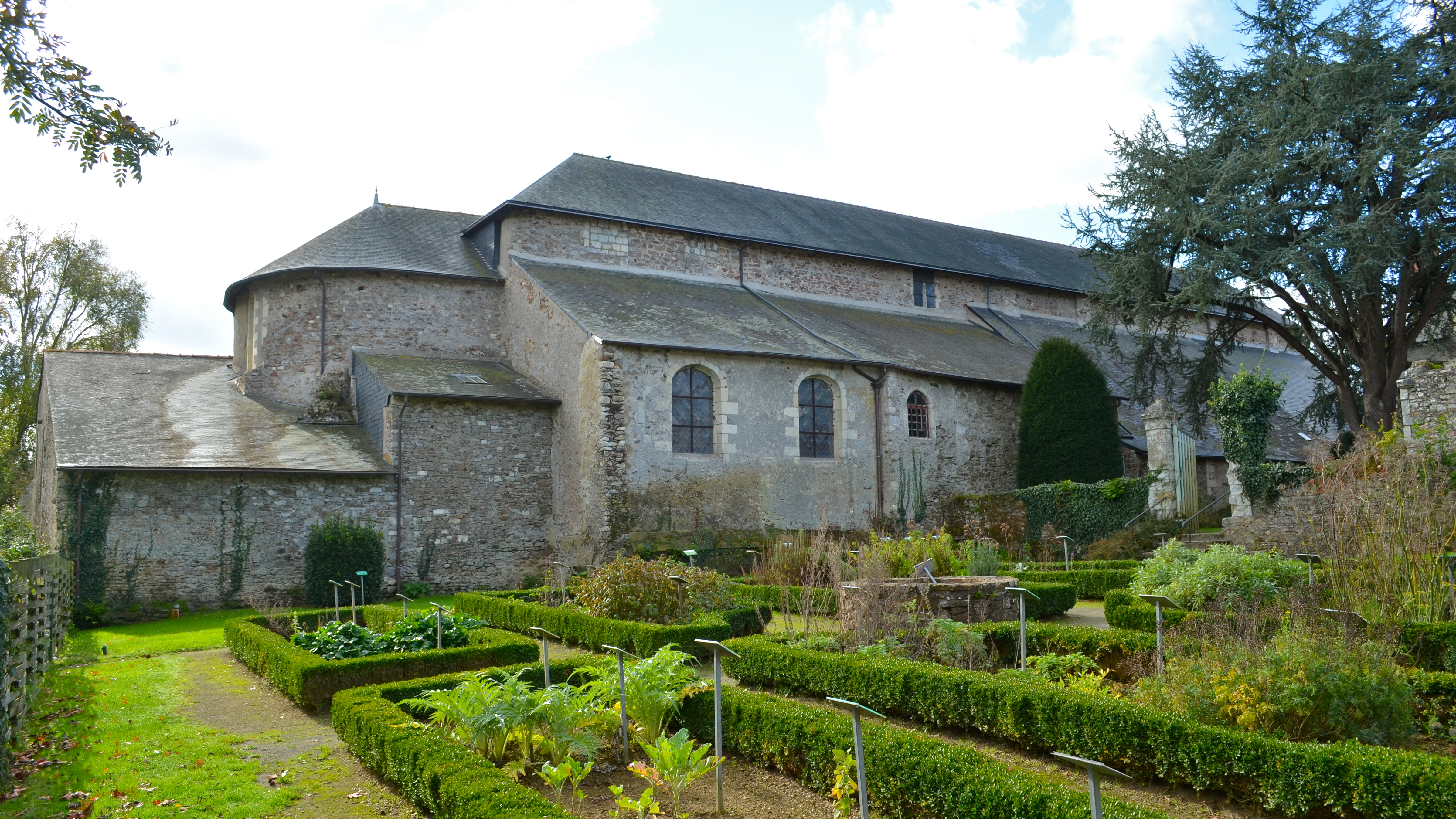
Vista lateral de la iglesia, con el jardín reconstruido
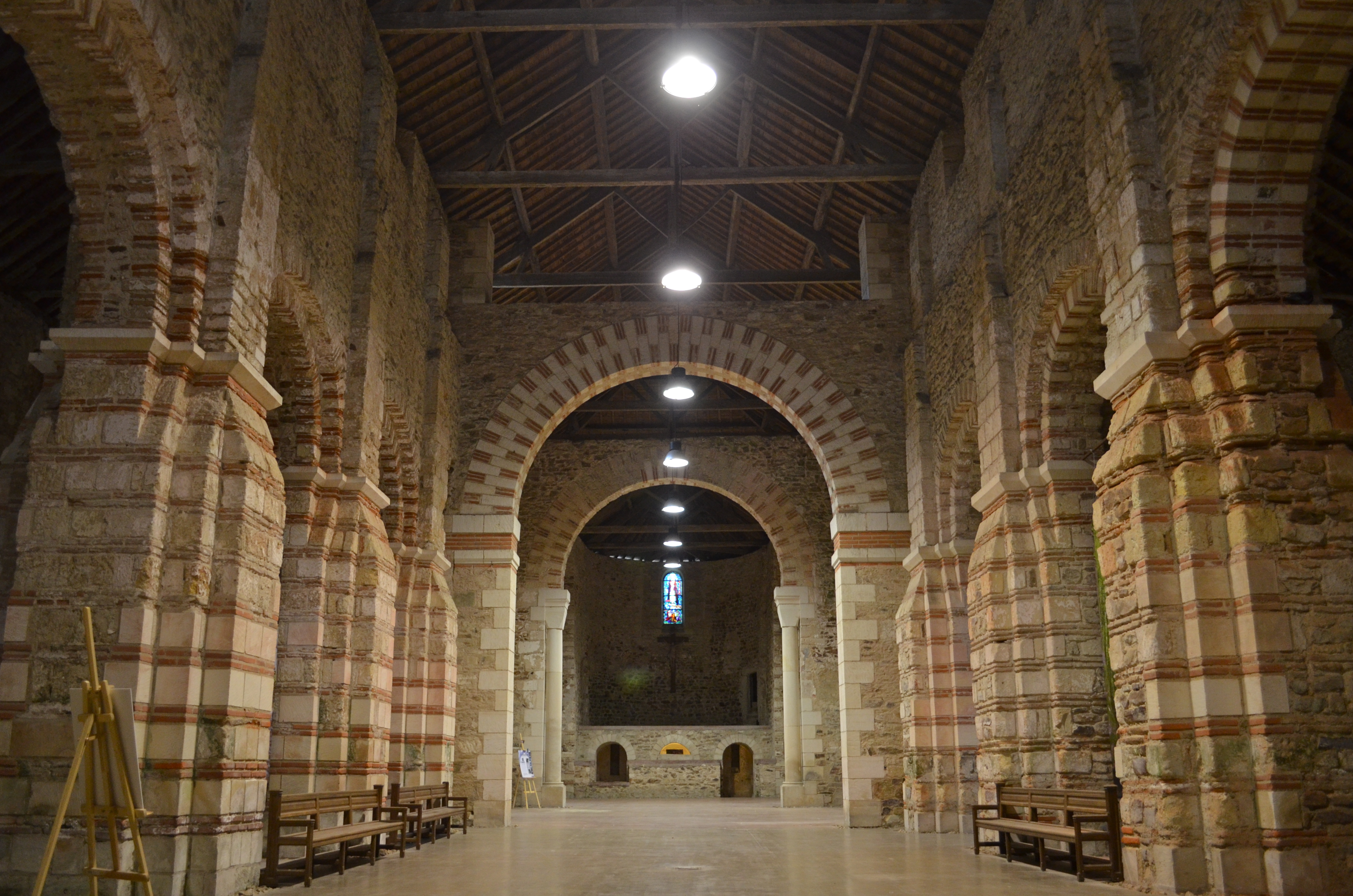
El coro y la cripta
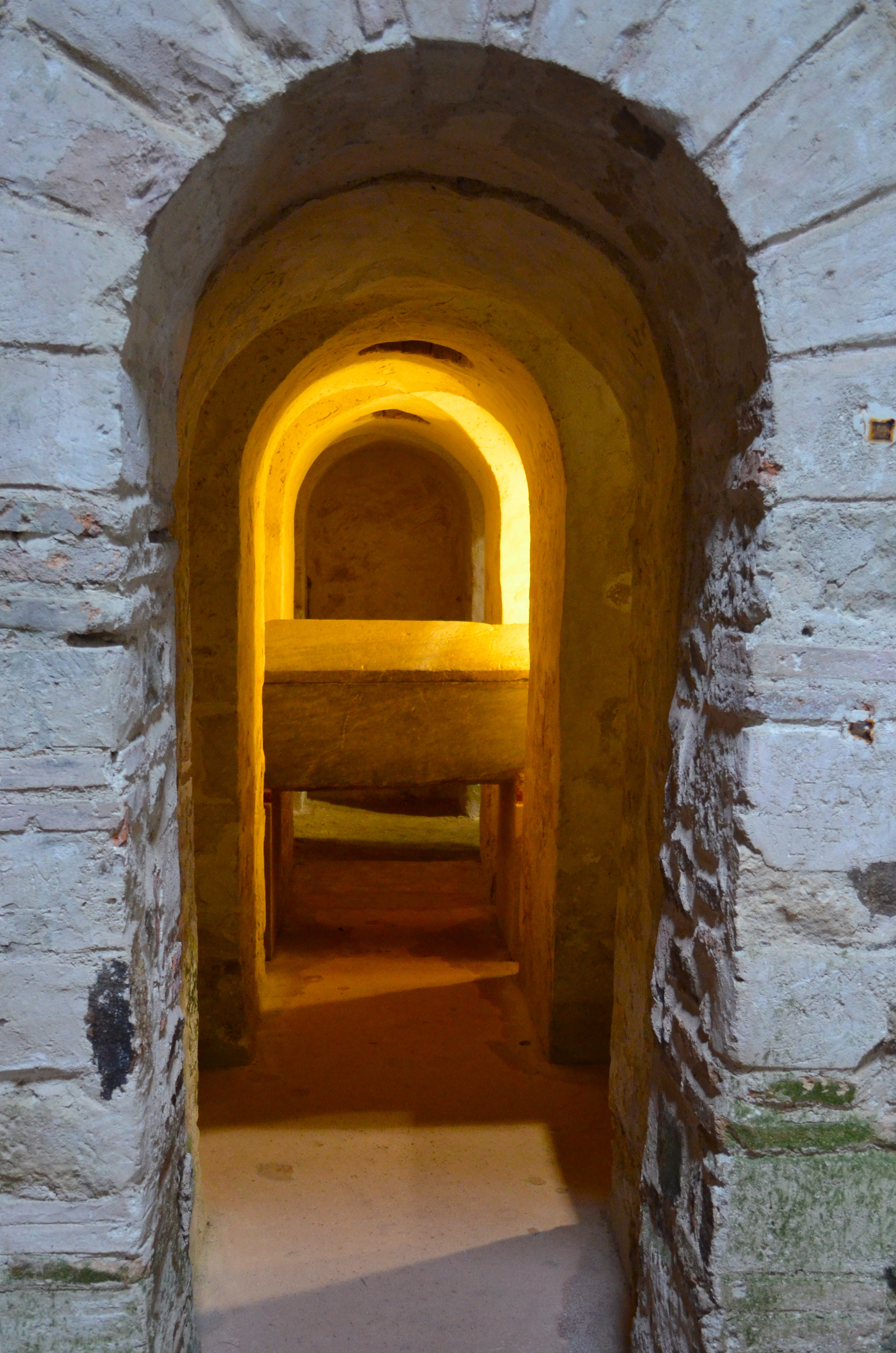
El sarcófago de San Philibert
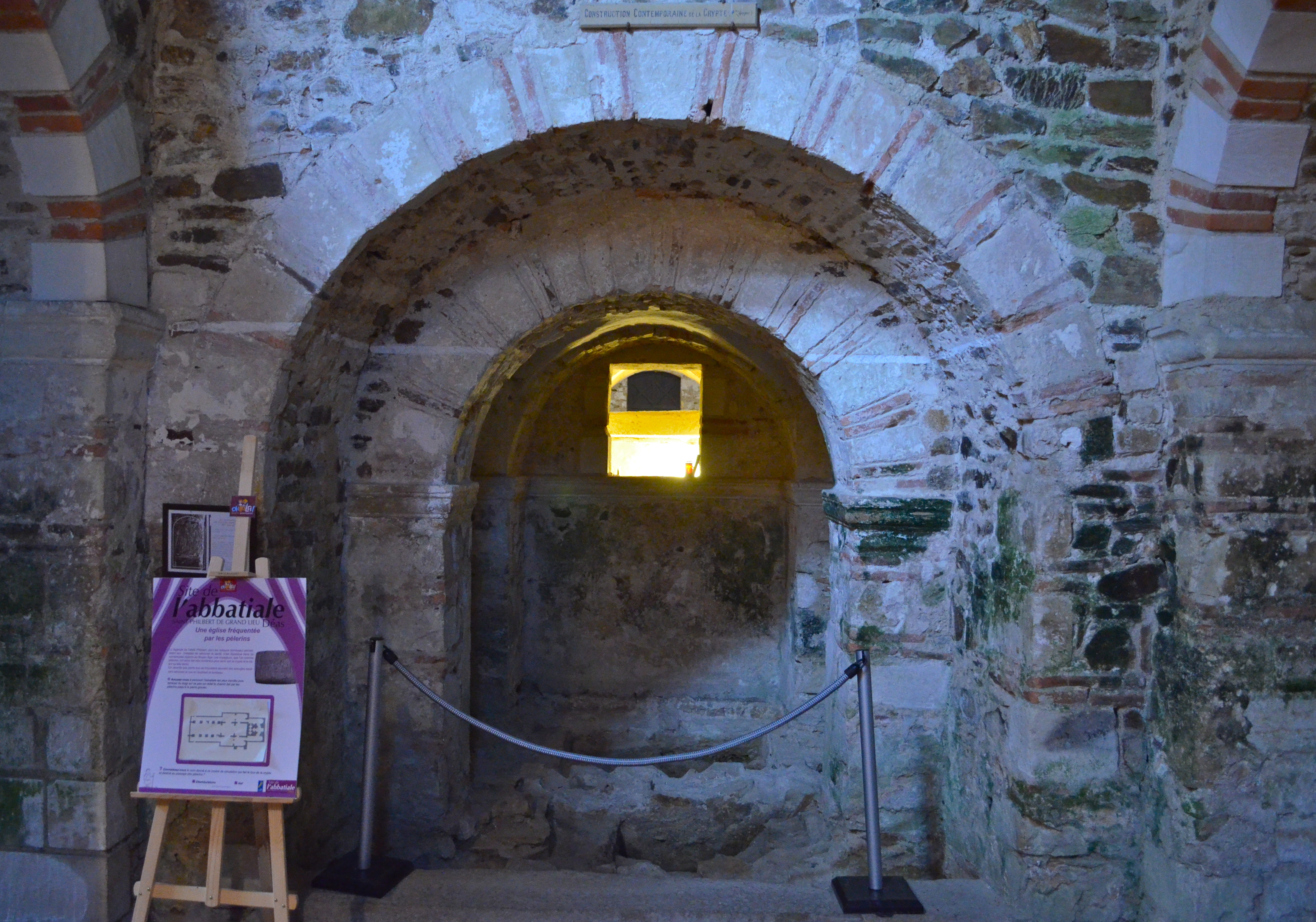
La entrada a la cripta

##### Auxerre y Flavigny-sur-Ozerain
Saint-Germain d'Auxerre

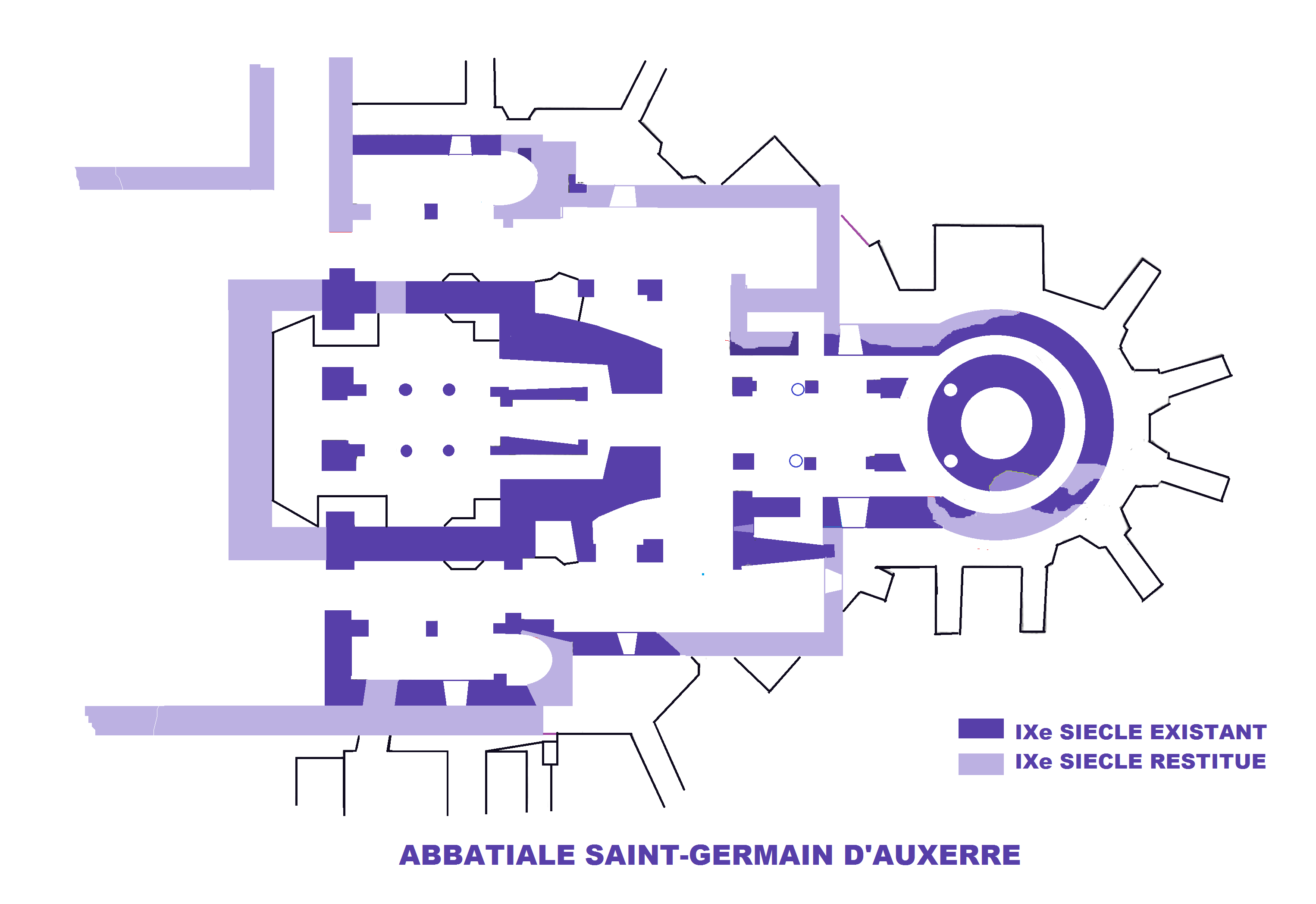
Criptas de Auxerre

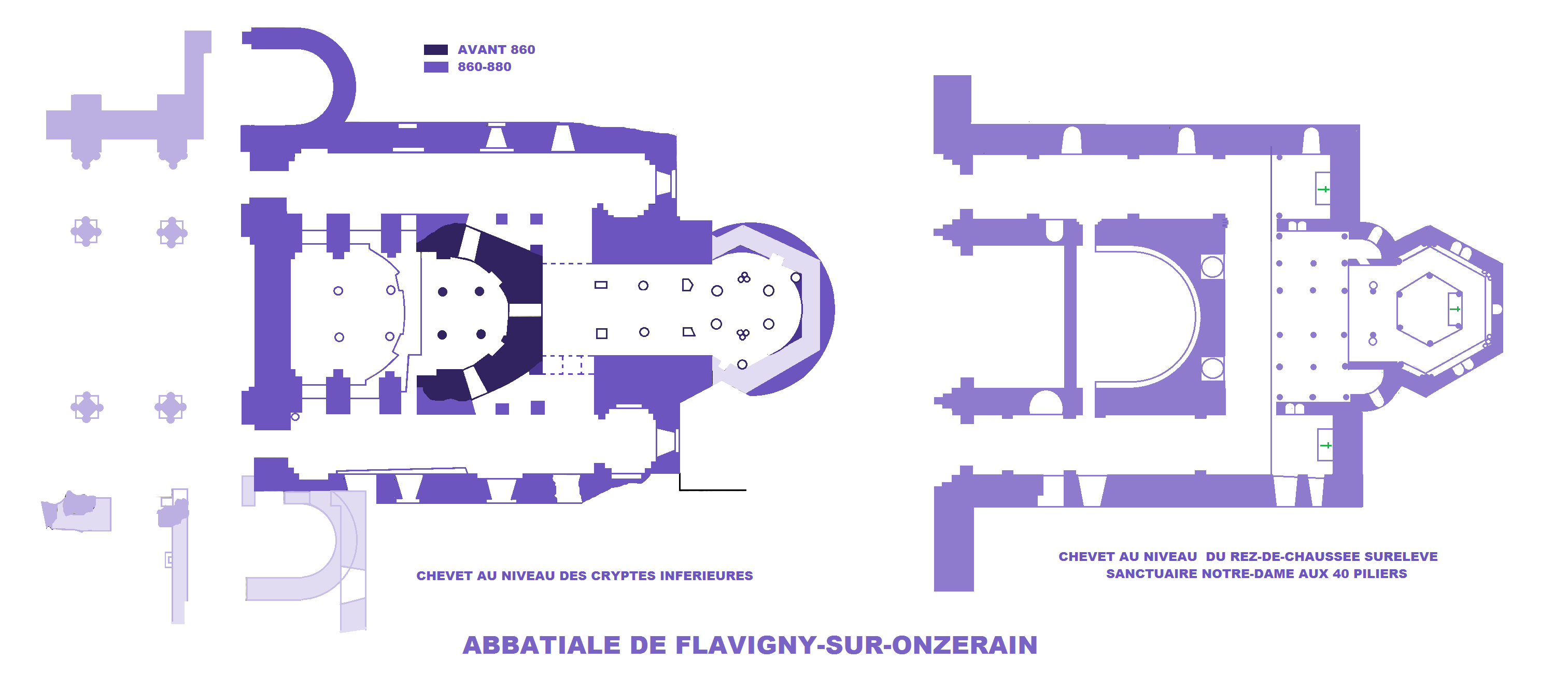
Criptas de Flavigny

Las criptas de Saint-Germain d'Auxerre se construyeron entre 841 y 859 alrededor de una confesión merovingia o carolingia que siguió siendo el centro de gravedad de la abacial. Sus naves terminan en el oeste por tres arcadas que abren a un ábside primitivamente de paños cortados. En el centro, una fenestrelle permite un paso visual con la iglesia superior. Fue allí donde en 859 se depositó el sarcófago de san Germain. La nave de la confesión, de 8,20 m de largo por 7,20 m de ancho, está cubierta con tres bóvedas de cañón, sostenidas por arquitrabes de roble soportados por cuatro columnas galo-romanas.
Al este, dos corredores carolingios se unen al corredor exterior. Un altar permite al sacerdote oficiar al revés, hacia el oeste y la tumba del santo. Los corresores laterales están bordeados por capillas, la primera de las cuales al norte conserva su decoración pintada. Un pasaje de tres tramos de las naves laterales conecta la parte occidental de la cripta con una rotonda ubicada al este.
Después de la construcción de las criptas, la iglesia carolingia recibió una antenave de tipo iglesia-porche sin cripta.
Flavigny-sur-Ozerain
La evolución de la cabecera de Saint-Germain de Auxerre tiene su paralelo en la iglesia abacial de Flavigny-sur-Ozerain. El núcleo de la cripta, la pequeña sala semicircular bajo el ábside principal se puede fechar entre 755 y 787, pero la cripta y las capiteles son de mediados del siglo IX. Al igual que en Auxerre, el mismo dispositivo está recubierto en el norte, sur y este, la nueva cabecera. En 878, el papa consagró siete altares distribuidos sobre las cryptae inferiores ysuperiores como en Flavigny, tiene un doble circuito litúrgico. Las crytae inferiores están concebidas exactamente como las de Auxerre. En Flavigny, la similitud de la planta de los pisos superior e inferior es sorprendente. Las cryptae superior de Flavigny se encuentran decaladas en altura con respecto al coro principal, una solución que se puede encontrar un buen siglo después en la abadía de San Benigno de Dijon.

Cripta de Flavigny-sur-Ozerain
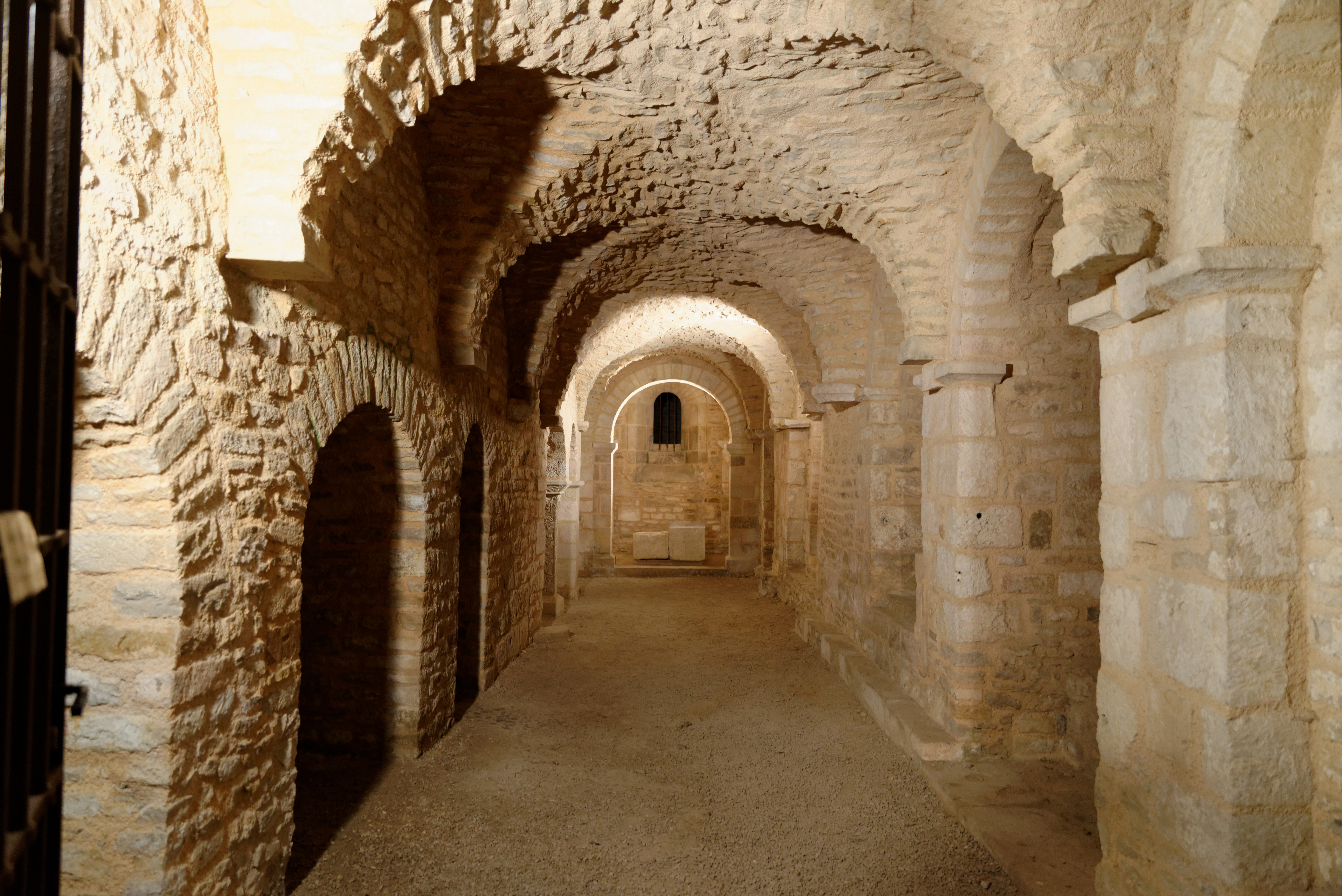
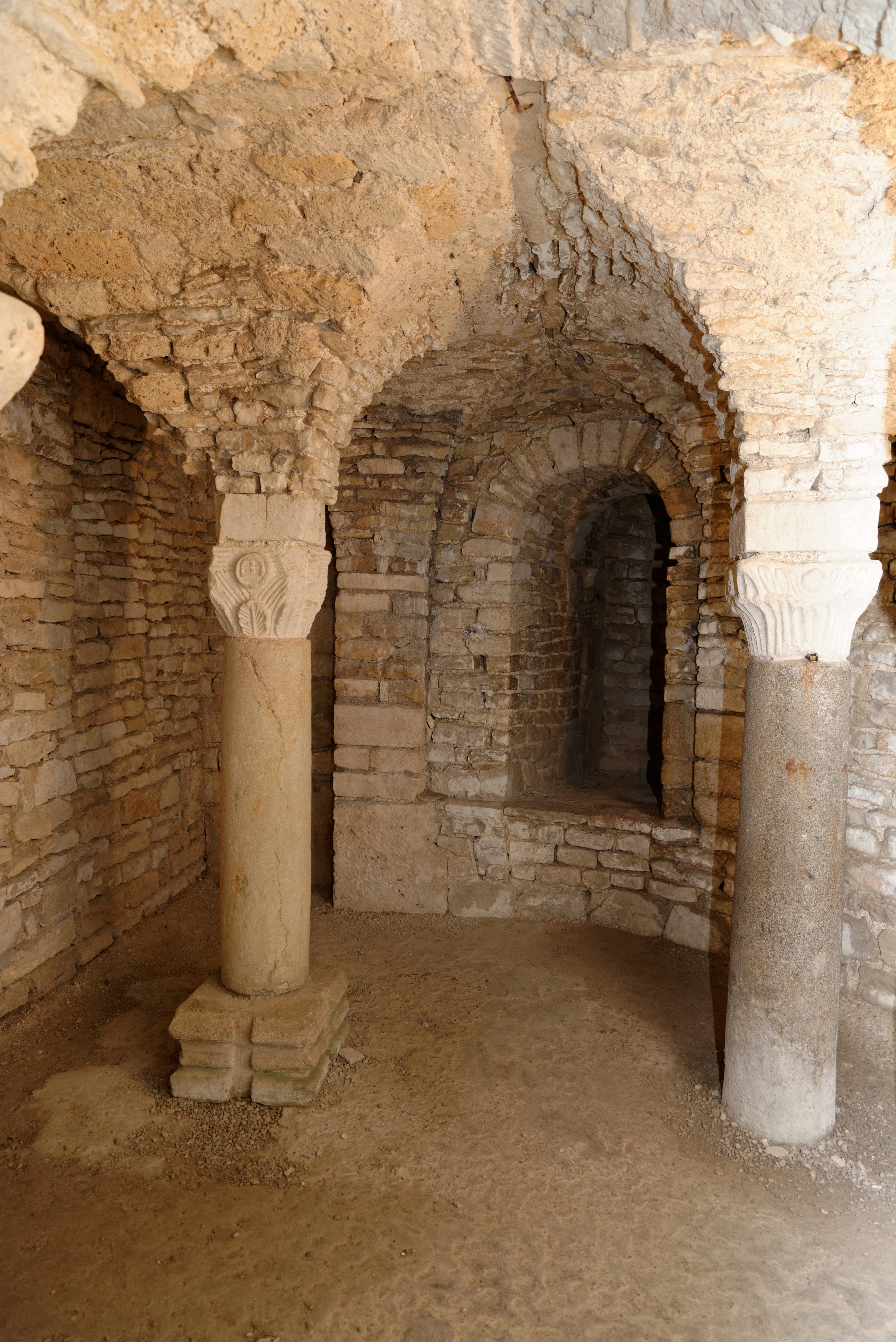
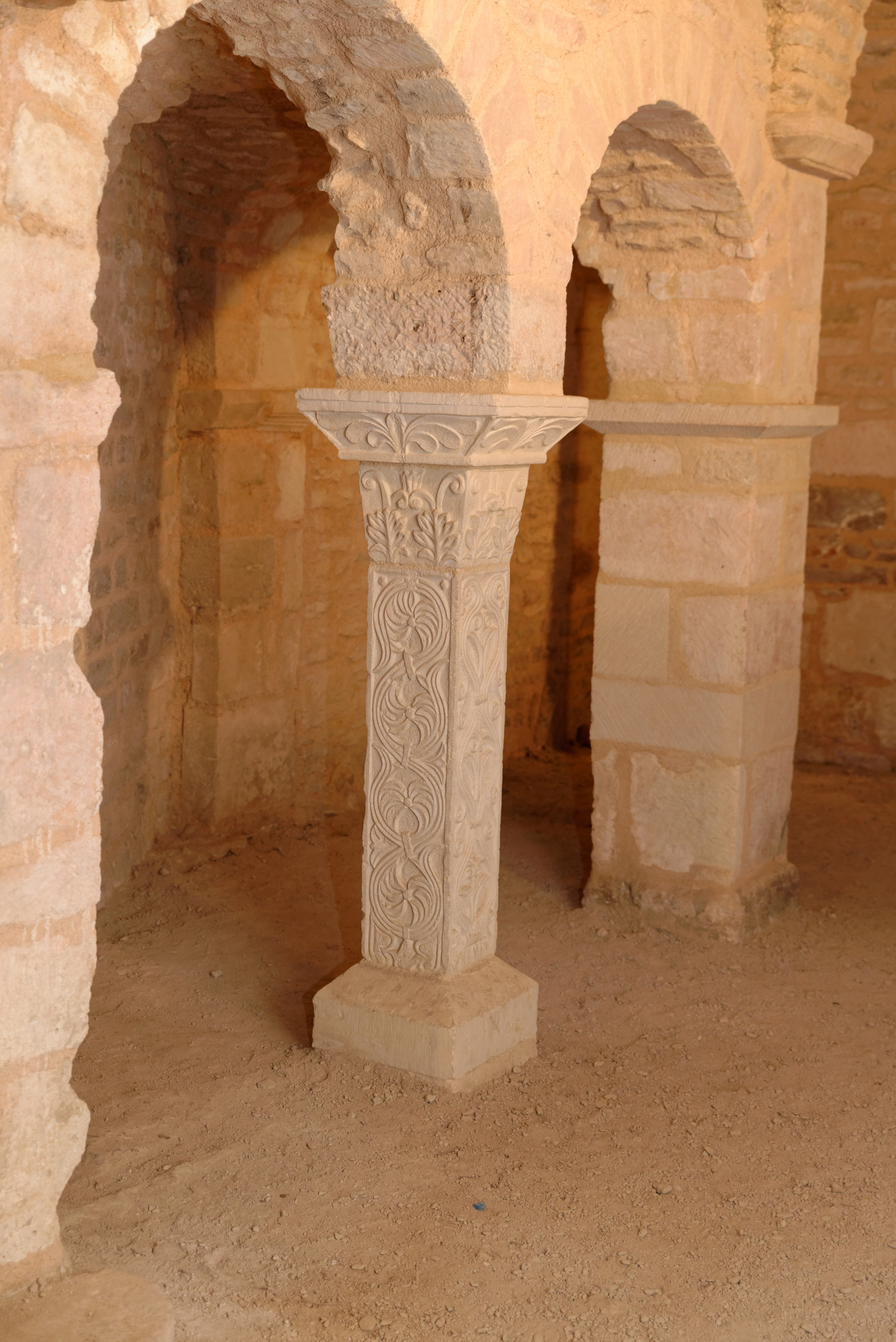
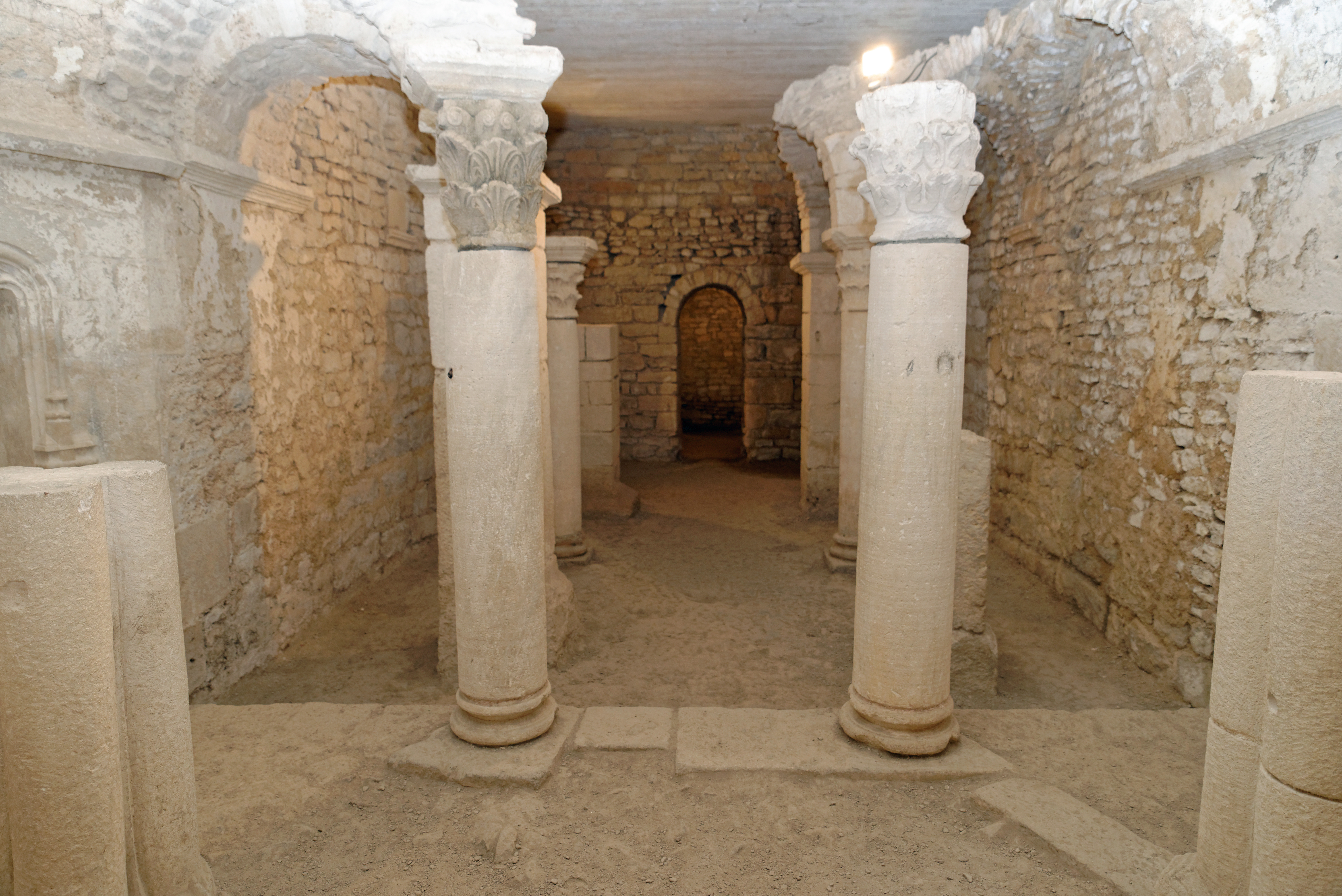

#### Saint-Bénigne de Dijon

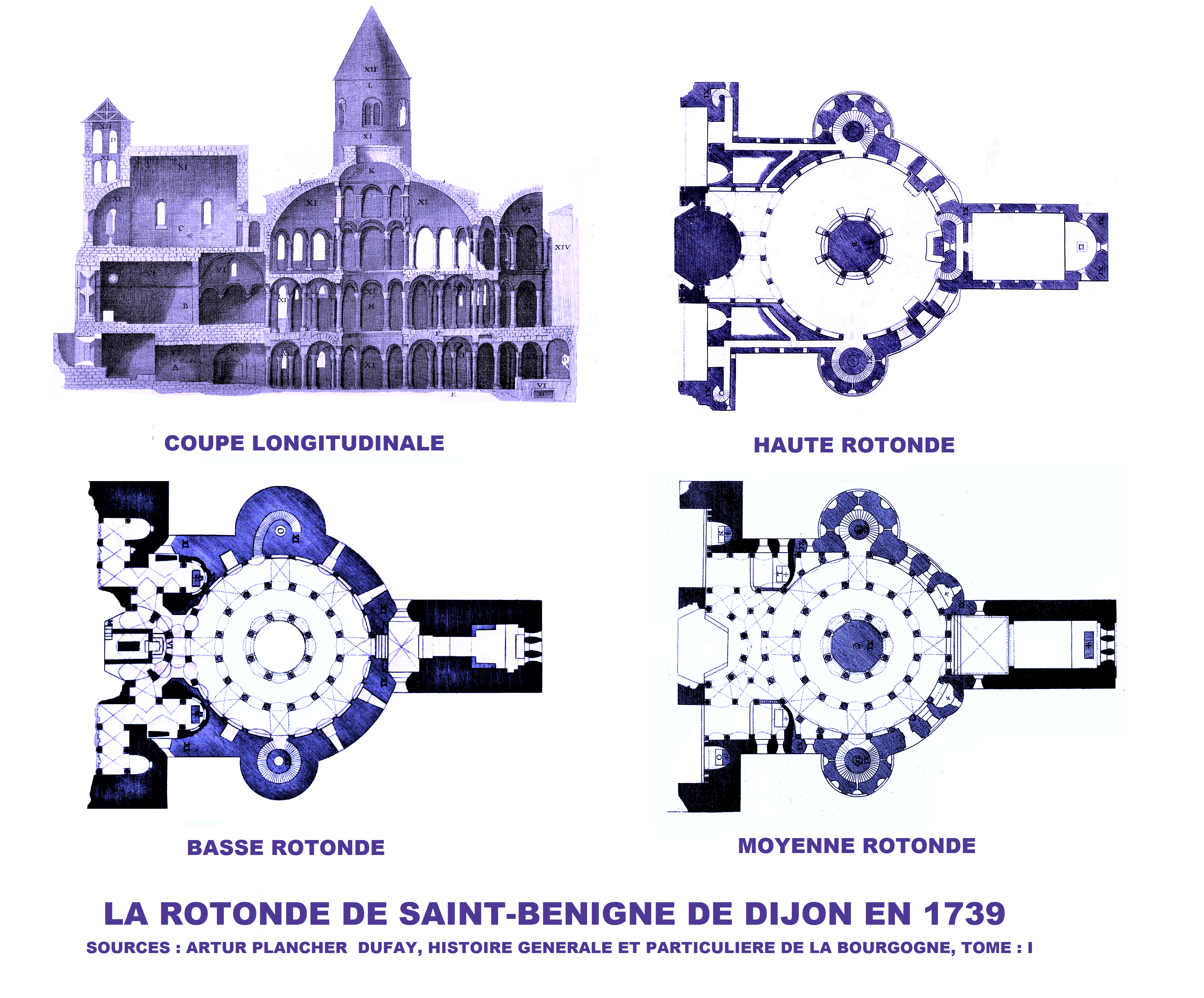
Planos y sección de Saint-Bénigne de Dijon

El doble circuito litúrgico así creado no es la última palabra en la disposición cada vez más complicada de las cabeceras orientales. En la época románica y al frente de sus soluciones carolingias, Guillaume de Volpianoconstruyó entre 1002 y 1018 la iglesia de San Benigno de Dijon. Es un resumen hipertrofiado de las soluciones carolingias con la construcción de un tercer piso a lo largo de todo el recorrido litúrgico. La rotonda de Saint-Marie se compone de una cripta en la planta baja y luego en una posición ligeramente elevada, el nivel principal, el de la liturgia y de las procesiones cotidianas y, finalmente, las tribunas que conducen al extremo oriental de la rotonda, a la capilla de San Miguel, alojada como debería estar en el lugar más alto de la iglesia. La circulación es periférica alrededor de la tumba y del altar y sirve a las capillas orientadas.
Se está en una preformulación del deambulatorio con capillas radiantes que al mismo tiempo se estaba construyendo en Tournus y al borde del desarrollo de todos los problemas de circulación desarrollados y propuestos en la era carolingia que ya no están integrados como elementos separados y yuxtapuestos, sino en un conjunto arquitectónico que forma parte completamente del edificio donde todo concurre a su equilibrio. El período románico sintetizó los elementos carolingios, pero de la iglesia consagrada en 882 solo quedan los cimientos masivos.

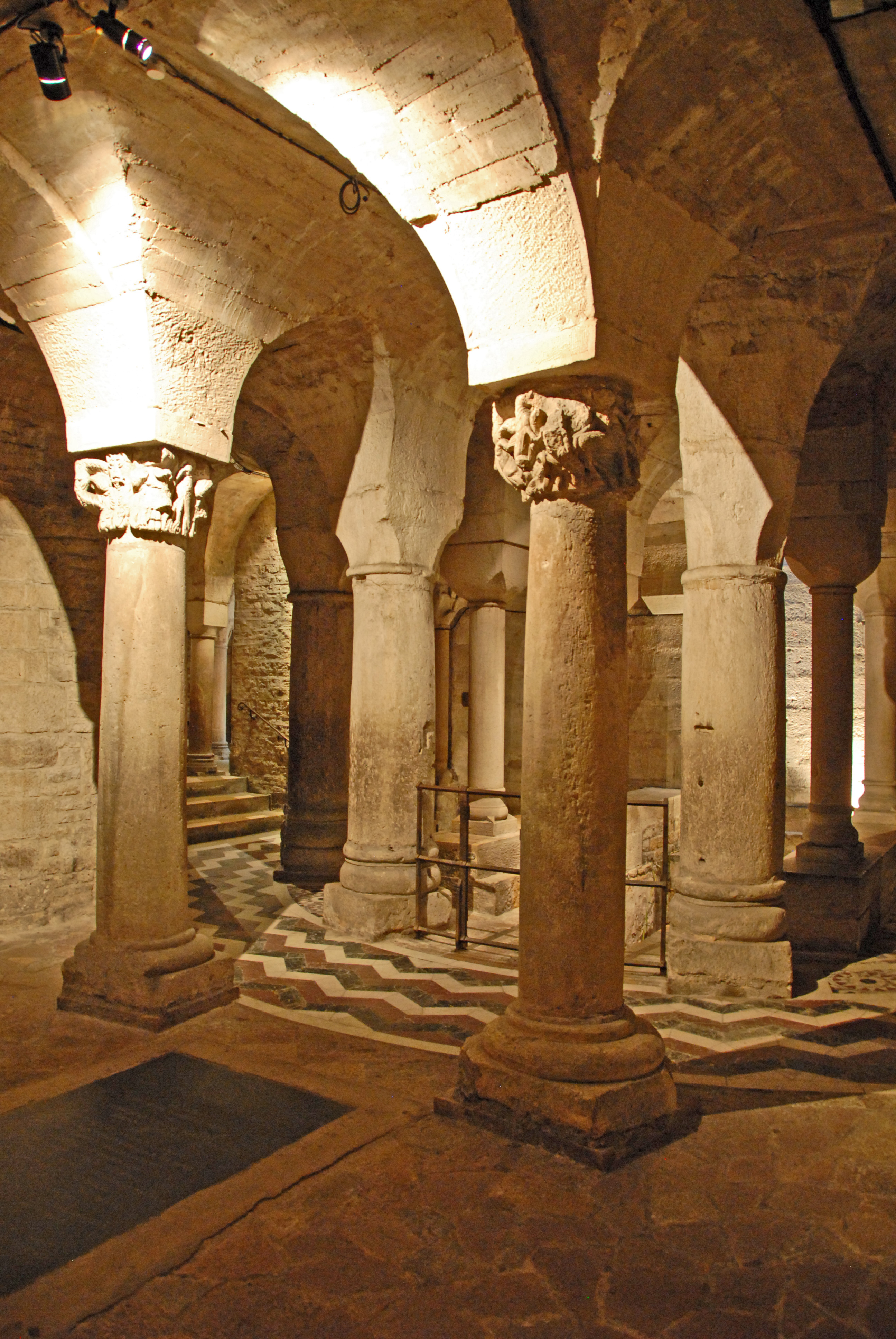
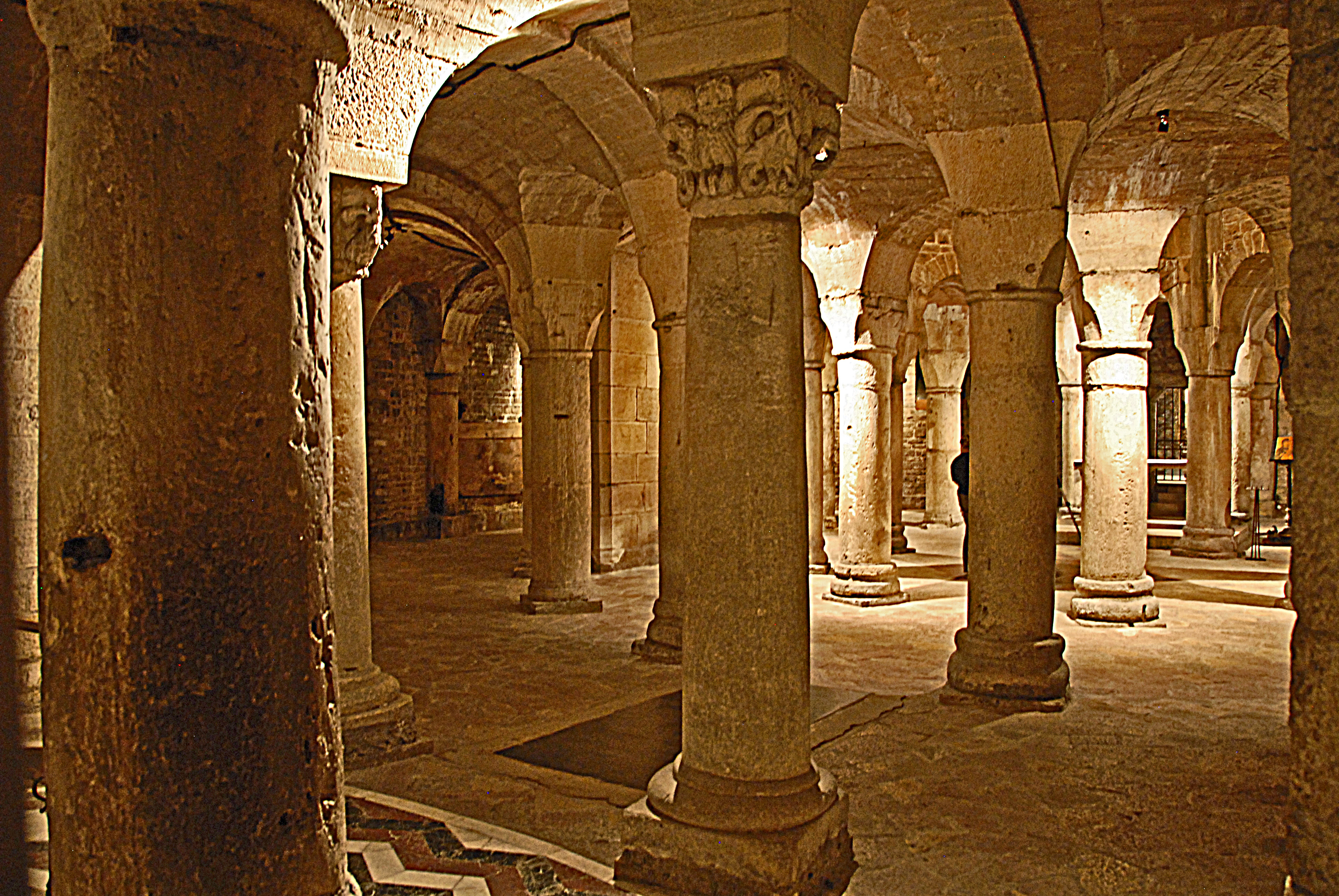
Criptas de la catedral de San Benigno de Dijon
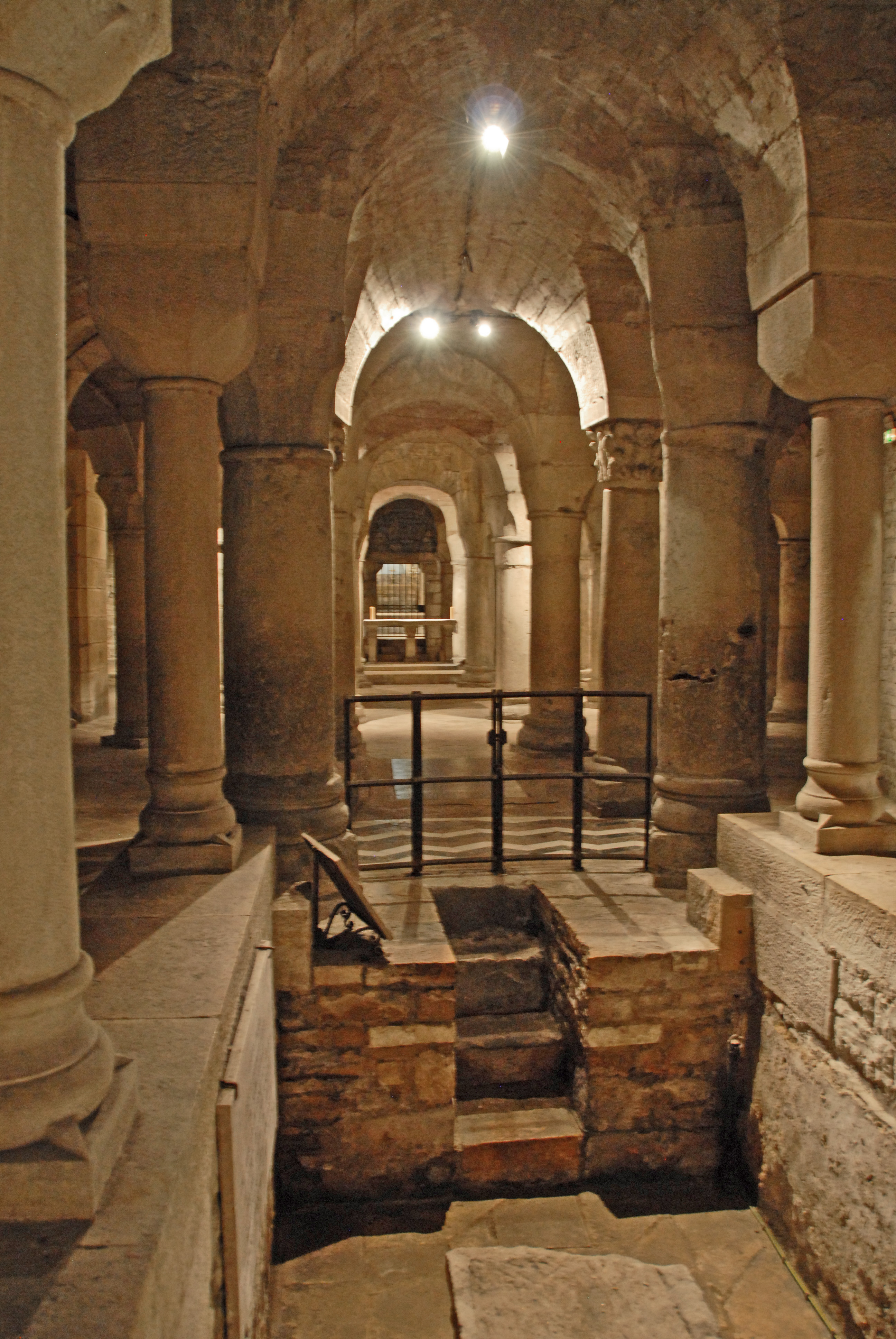

LOS SPOLIA
Una parte digna de resaltar dentro de la arquitectura carolingia es el término de spolia. Este término, expolio, es un término acuñado en la actualidad para referirse a las partes arrancadas o trasladadas de un edificio a otro, cuyo origen está en el latín spolium que significa “piel arrancada de un animal”, lo que resulta curioso, ya que se le da a la pieza arrancada el mismo valor que una piel, que no deja de tener un valor monetario y cultural.
En época carolingia los expolios tenían una imagen de poderío, una cierta creencia ontológica del poder que conlleva tener esa pieza como parte de una nueva, queriendo demostrar la grandeza sobre la cual se yergue una nueva obra y deja impresa en la historia una muestra de gran poder, a fines prácticos, propaganda. No se debe de olvidar la idea de alcanzar un estado de grandeza a través de la imitación, algo que podemos ya estudiar con la mímesis griega, y si bien la idea de “si imito esto, conseguiré sus propiedades” puede resultar una idea un tanto arcaica, resultó de suma importancia en la época que definirá la configuración arquitectónica de muchas obras. Sin embargo, no hay que olvidar que la corte de Carlomagno era una corte nómada, y por ese constante movimiento no solían erigir muchos edificios, siendo el palacio de Aquisgrán la excepción. Además, cabe destacar que los expolios suponen por sí mismos un gran esfuerzo económico y político, por lo que debemos tener en cuenta que Carlomagno no tenía la misma facilidad para ordenar expolios como lo tuvo, por ejemplo, Teodorico en Rávena, por lo que el ímpetu de legitimar el poder político de Aquisgrán a través de los expolios es mucho más acentuado.
Para entender incluso más el rol propagandístico que tuvieron los expolios, no hay que olvidar el contexto en el que el propio Carlomagno llegó al poder. El territorio gobernado por el emperador se situaba en medio de una Europa asediada por todos los flancos por diversas culturas, los árabes al sur, los pueblos asiáticos “bárbaros” al noreste, y un Bizancio aislado durante la revolución iconoclasta. Esto se traduce en que el pueblo carolingio quedó lejos de los mares y por ende del comercio, teniendo que valerse solamente de lo que producían. Cuando empiezan las primeras conquistas de Carlomagno, surge una necesidad de afianzar su imagen como Emperador, queriendo recuperar los valores romanos, lo cual, claramente, tendría que ser a través de la cultura, la política y la religión, y una forma de hacerlo es creando un rasgo identitario, un imperio del cual la gente podría sentirse incluido, pero a la vez intimidado por él. Las obras de gran calidad son hechas con el fin de impresionar, hacer que la gente que no sabe leer pueda entender el gran poder que hay detrás de esas obras públicas.
Ejemplo de spolia dentro de la arquitectura carolingia: El palacio de Aquisgrán y la capilla palatina
Al ordenar la construcción del palacio de Aquisgrán, Carlomagno quería competir con las residencias de los emperadores orientales. Realizó la petición al Papa Adriano de trasladar desde Rávena obras que se encontraban en su antigua residencia. Hizo traer columnas de mármol de Rávena, la estatua ecuestre de Teodorico el Grande, mosaicos, y abrió fundiciones para hacer las rejas de la capilla y las puertas de bronce. Las edificaciones que rodean al patio son posteriores, en las que se emplearon materiales recuperados de los restos de la fábrica antigua.
El edificio en su conjunto evoca la idea de la Antigüedad Clásica, sobre todo de la Roma Imperial a pesar de su parecido con San Vital de Rávena. Incluso con las decoraciones suntuosas de origen bizantino como el mosaico de la bóveda central, el órgano de tipo bizantino (hoy perdido) o la lámpara en forma de corona donada por Federico Barbarroja, elementos constructivos como las bóvedas de cañón y la reutilización de cantería de ruinas romanas hacen que el conjunto se acerque más a la inspiración romana que a la bizantina.

## Italia

### Italia septentrional y central

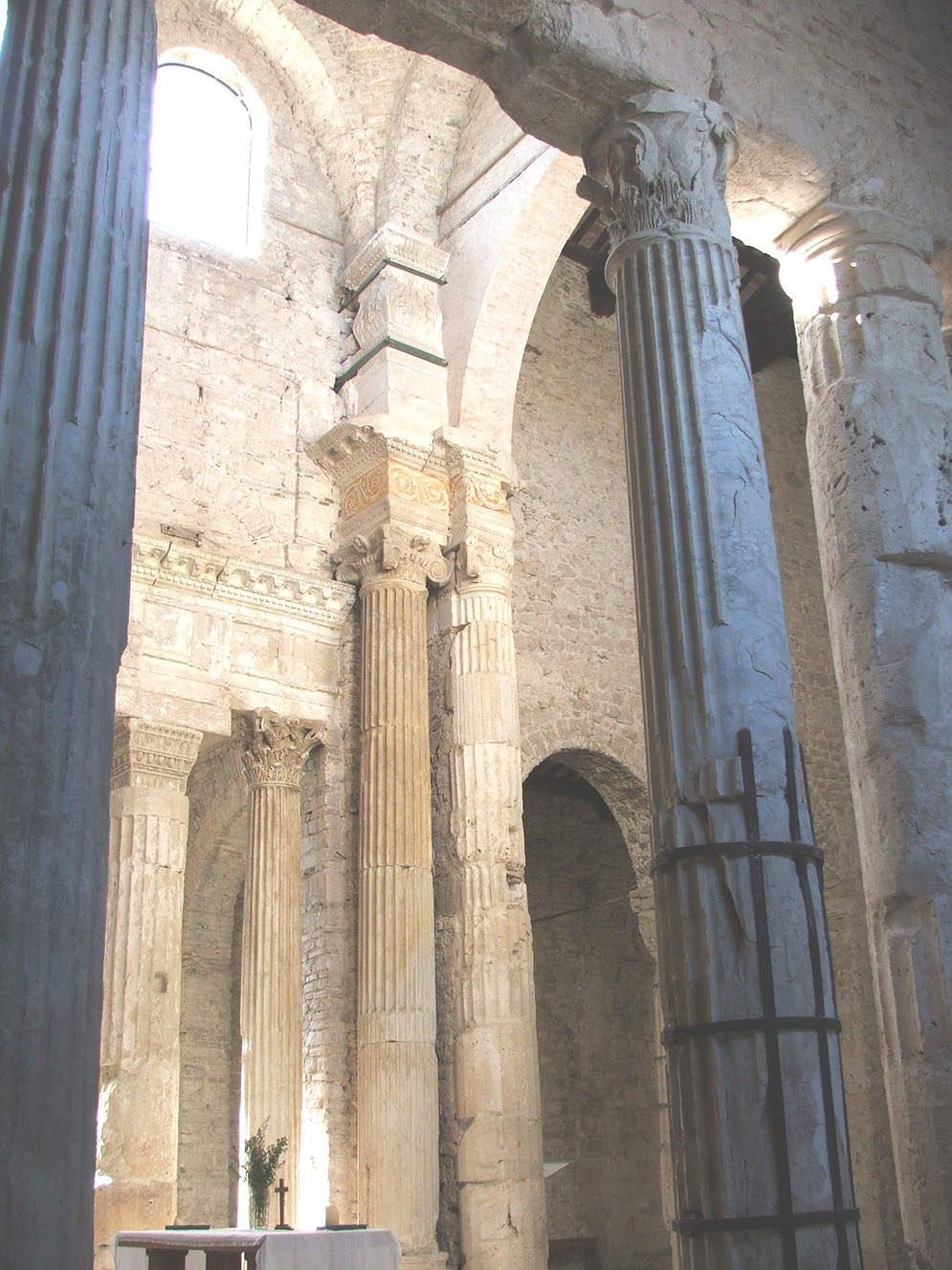
Interior de San Salvatore de Spoleto

En Italia, aunque la transición política de los reinos bárbaros al Imperio fue bastante repentina, los cambios en el campo artístico no fueron tan rápidos, y de hecho, la interacción entre lo nuevo y lo consolidado fue gradual, también porque la nueva clase dominante usaba los mismos maestros artesanos. En la península itálica siempre había permanecido vivo un cierto legado de la antigüedad y ya en el siglo VIII hubo una creciente reutilización de materiales arquitectónicos romanos (columnas, capiteles...) y de los modelos arquitectónicos relacionados, pero nunca un conocimiento consciente y una recuperación sistemática de los antiguos como se dio en los grandes centros y en las abadías germánicas.
Entre las obras de este período donde hay una recuperación de los modelos clásicos se conserva el monasterio de San Zeno en Bardolino, donde hay una cúpula impostada sobre columnas intuitivamente inspirada en el estilo jónico a través del diseño en relieve de volutas (segunda mitad del siglo IX), o el Sacello di San Sátiro en Milán, construido alrededor de 876 para el obispo Ansperto, donde se recreó un juego de espacios llenos y vacíos, dado por los numerosos nichos establecidos en la planta central, que recuerdan los complejos termales romanos de la antigüedad. La iglesia de San Salvatore en Spoleto representa quizás el mejor resultado en el siglo IX en términos de reproducción de modelos estilísticos antiguos: la estructura arquitectónica monumental está expertamente organizada a través de material de despojo, incluidas las majestuosas columnas corintias, completadas con entablamento.

### Roma

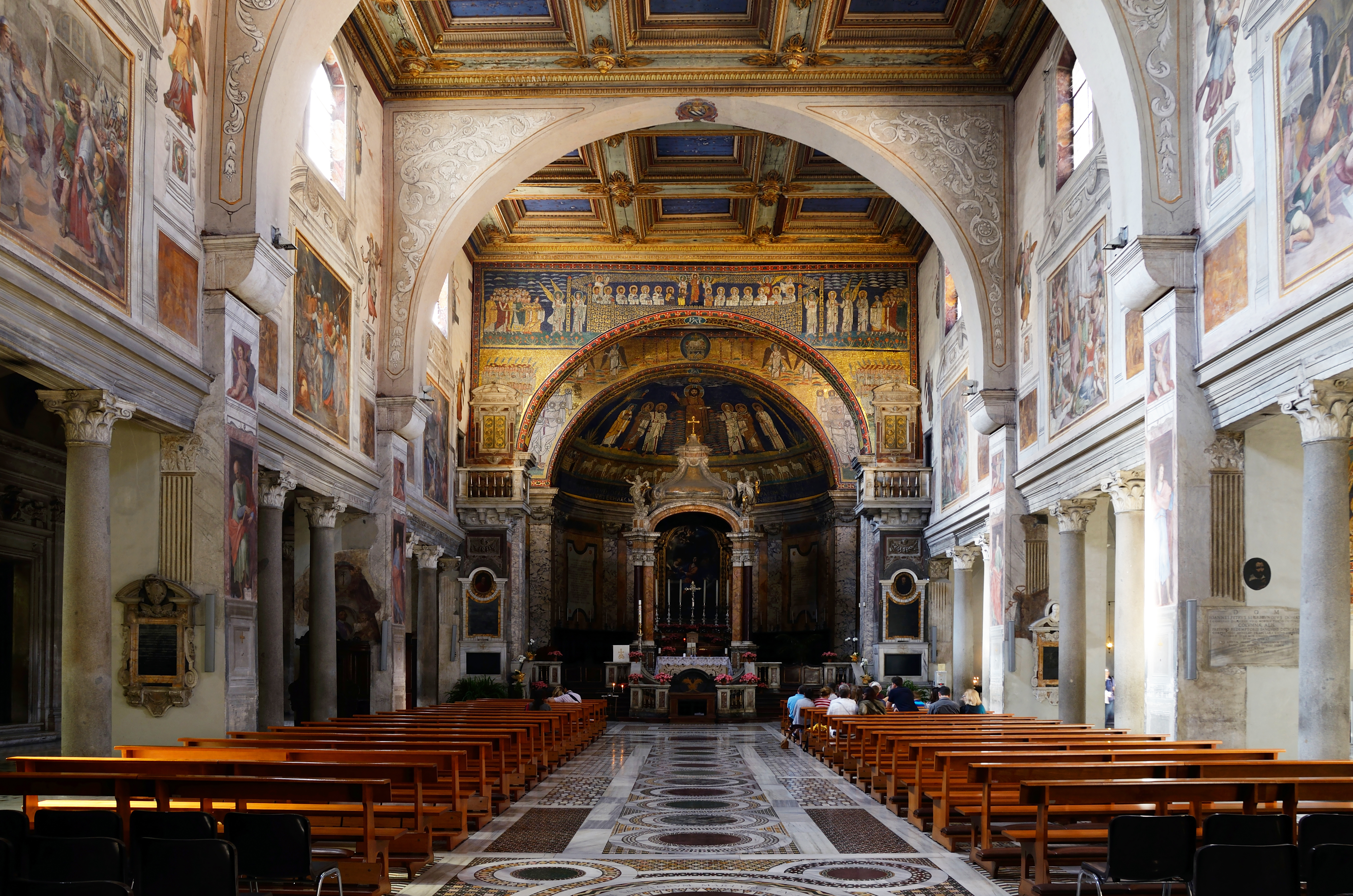
Interior de Santa Práxedes de Roma

En Roma, especialmente después de la coronación imperial el día de Navidad del año 800, la influencia bizantina se dejó sentir menos, para recuperar sus propias raíces "occidentales" en los programas culturales del Imperio. La actividad de Carlomagno y de sus sucesores, sin embargo, discurrió por caminos separados con respecto a las iniciativas artísticas promovidas, por ejemplo, por el
papa Pascual I (pontíficado de 827 a 834).
Si hubo un redescubrimiento de los primeros modelos paleocristianos, con la fundación de una basílica monumental, la primera desde los días de Santa Sabina (siglo V), la Santa Práxedes. Inspirada en la basílica Vaticana, con un primer "revival" del transepto, muestra un amplio sentido del espacio. El sacello de San Zenone, en la misma basílica, marcó la recuperación de la técnica del mosaico, muy deseada por el propio papa: los mosaicos en el ábside y en el arco de Santa Práxedes se remontan a ese período, así como obras similares en Santa Cecilia in Trastevere, en Santa Maria in Domnica y los frescos en la basílica inferior de San Clemente.
La característica de estas representaciones fue un retorno al uso de ricos colores, después de que el mosaico en siglos anteriores se hubiera reducido al uso de simples guijarros coloreados, que sacrificaron posteriormente, para obtener combinaciones equilibradas y vivas de áreas de color, la utilización de sombras y, por tanto el realce de las formas, ahora más achatadas y convencionales en comparación, por ejemplo, con los mosaicos anteriores de la basílica de los Santos Cosme y Damián (finales del siglo IV, principios del siglo V).

Arquitectura carolingia en Italia
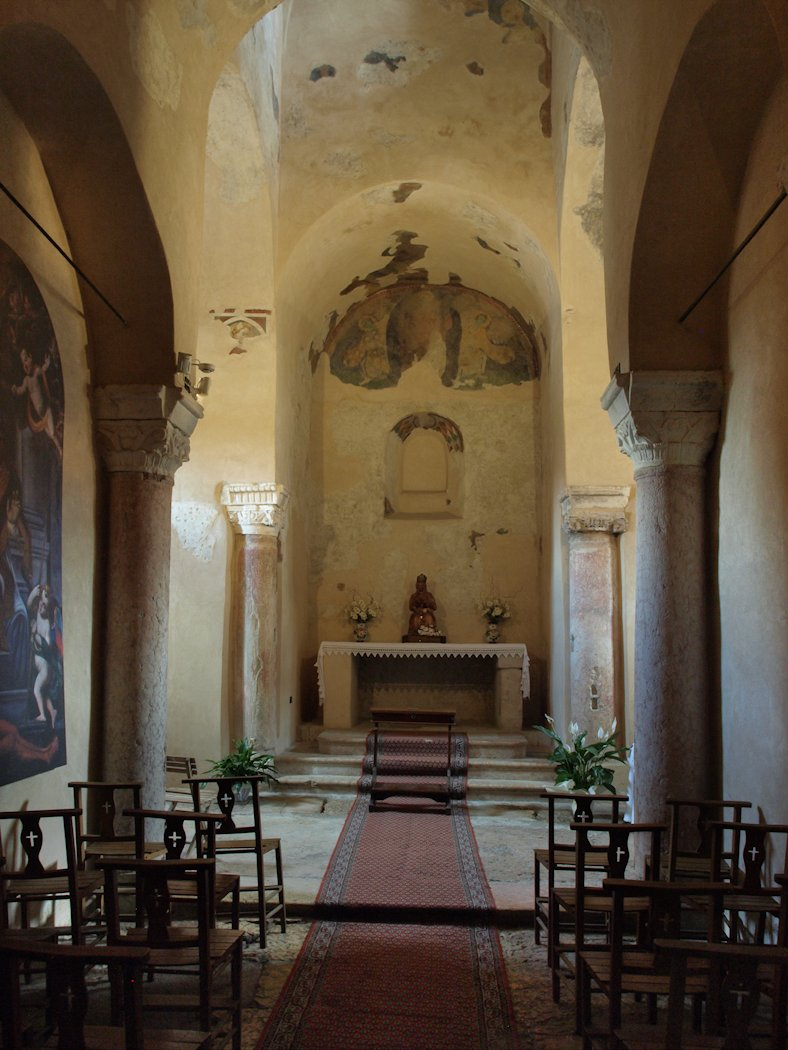
San Zenón de Bardolino
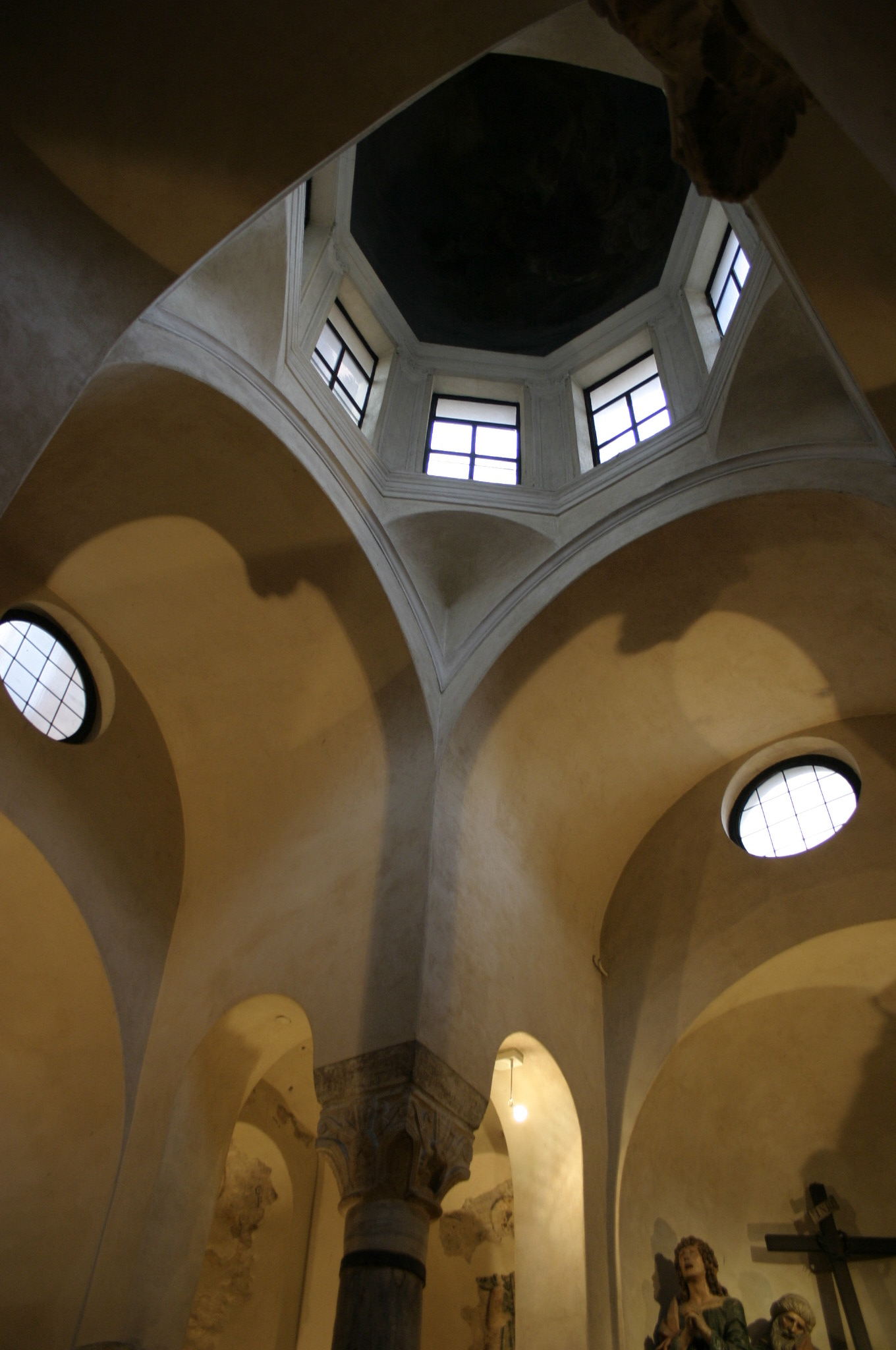
San Satiro de Milán
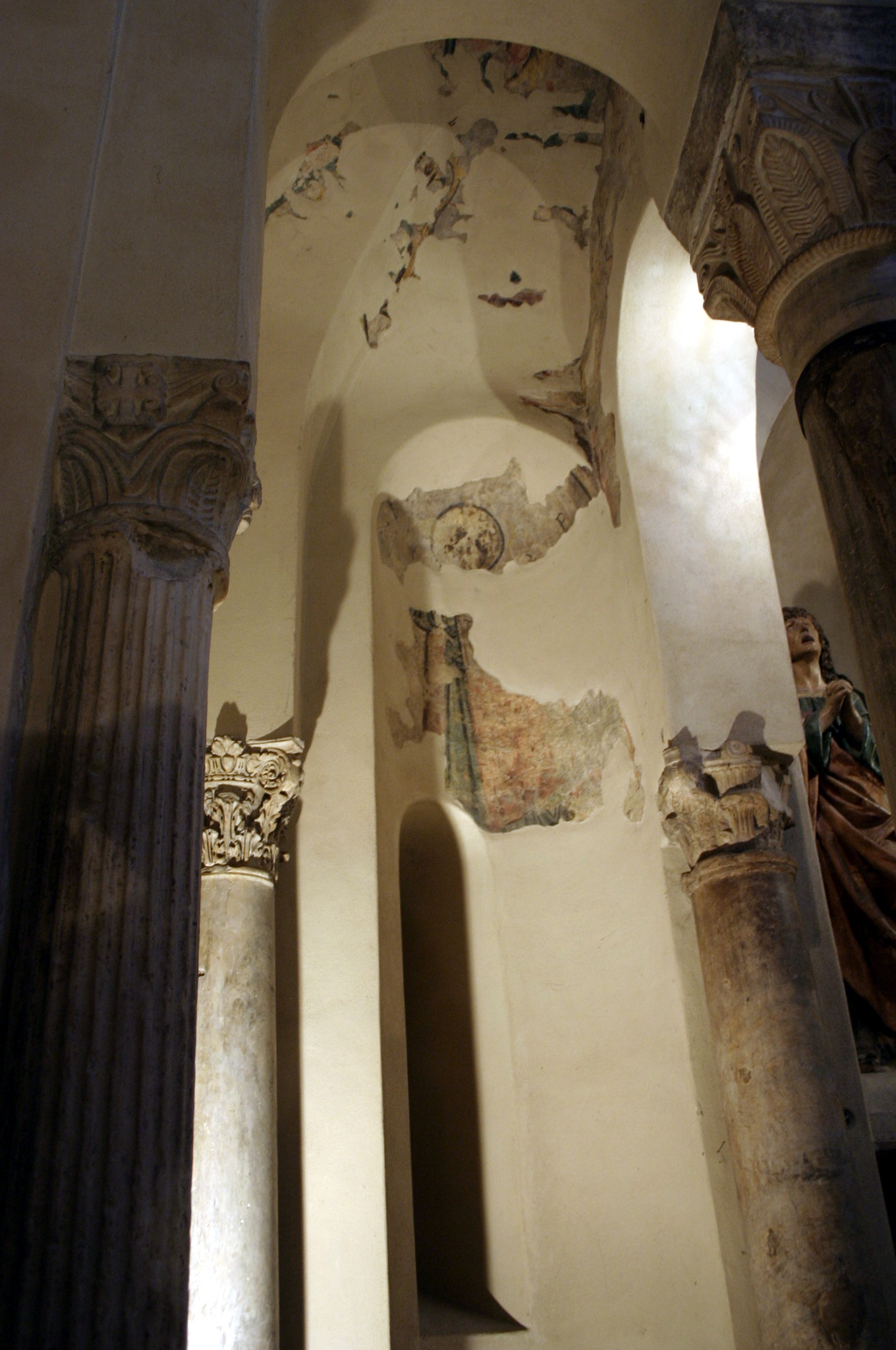
San Satiro de Milán
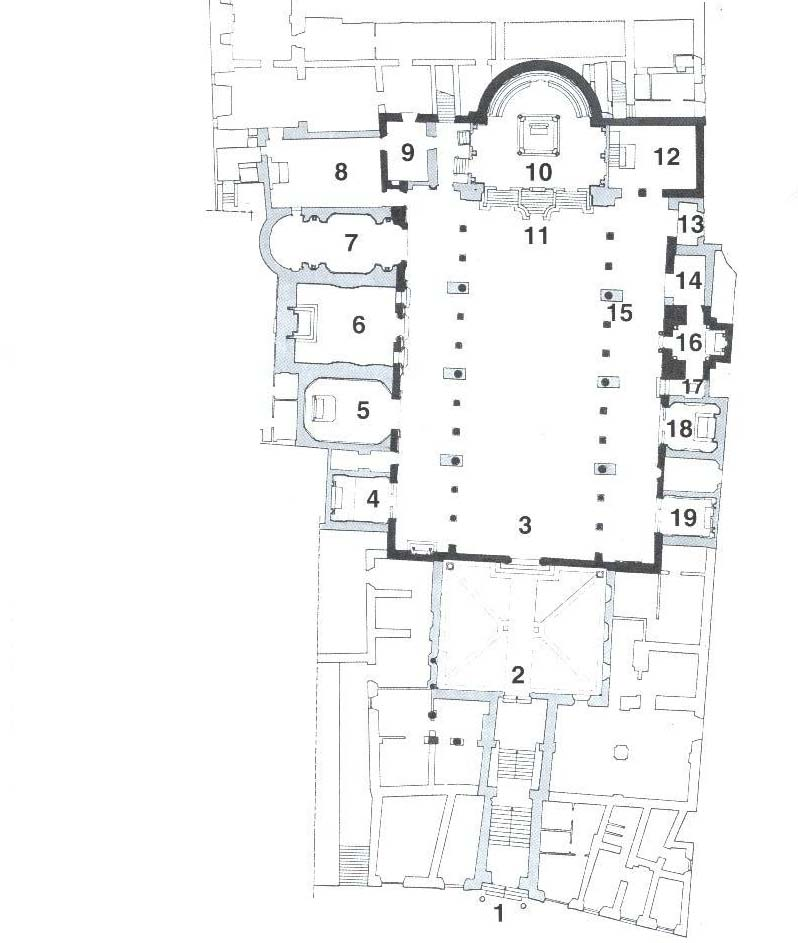
Planta de Santa Práxedes de Roma
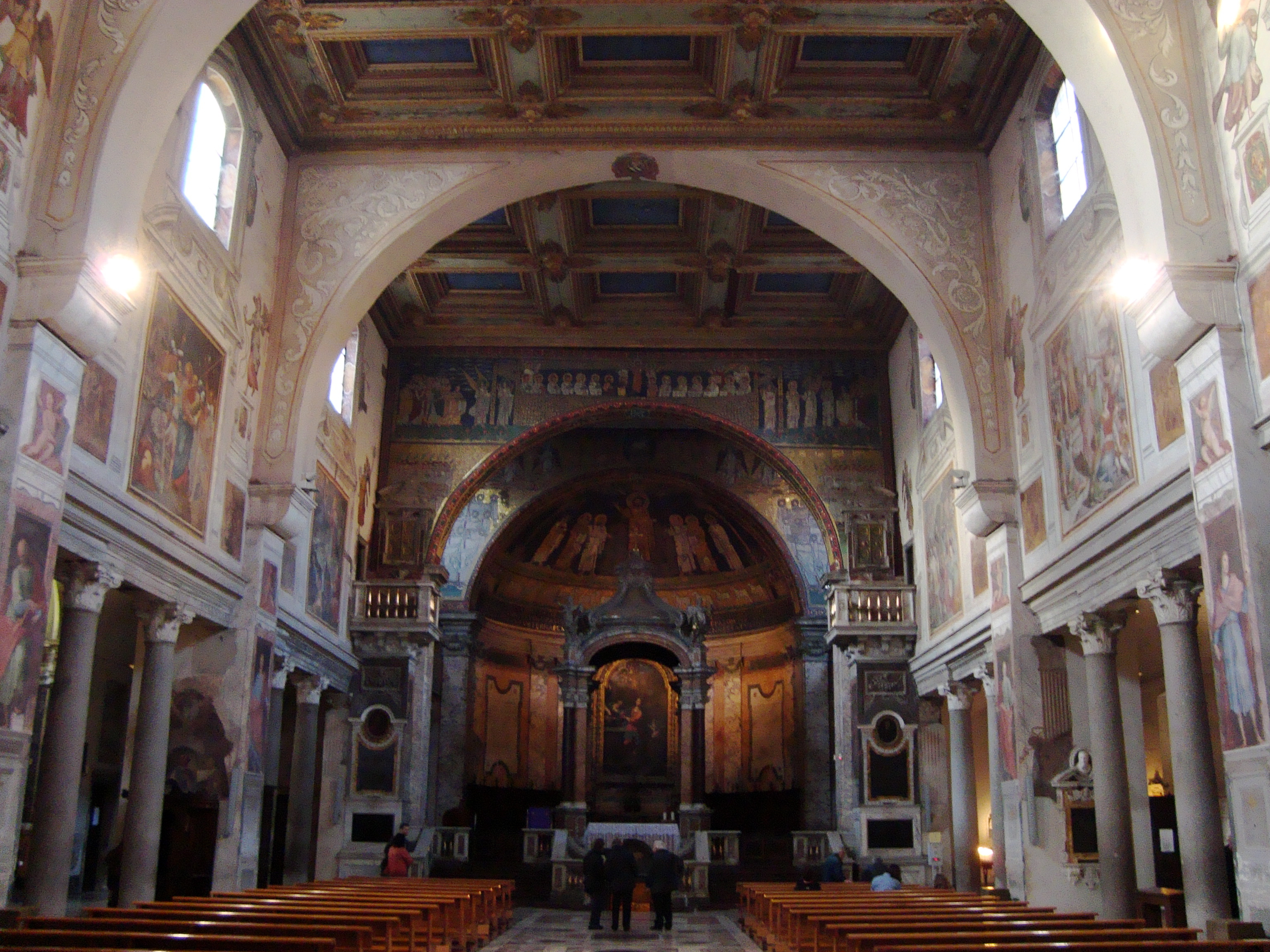
Interior de Santa Práxedes

### Del carolingio al románico

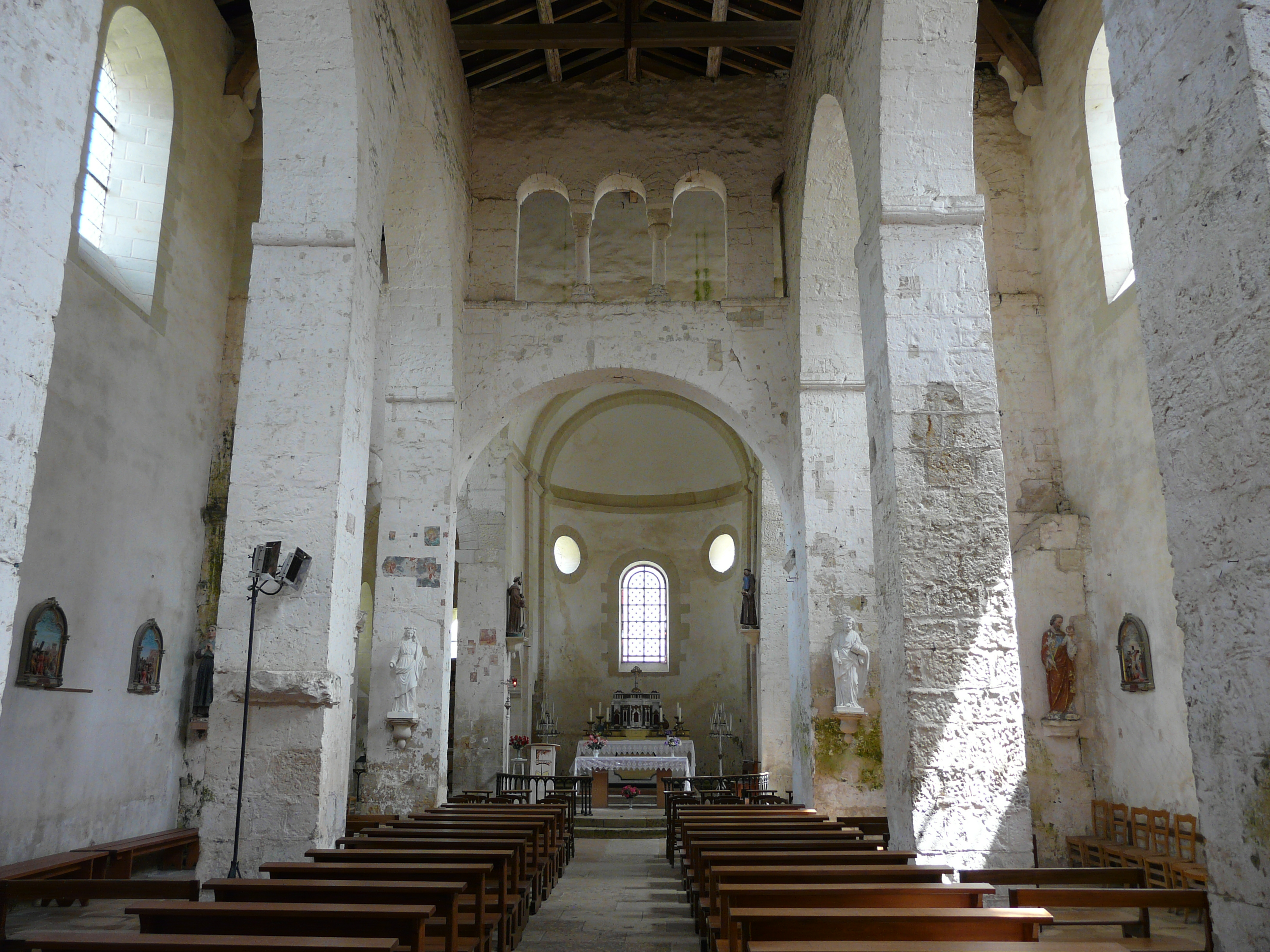
Nave de Saint-Généroux

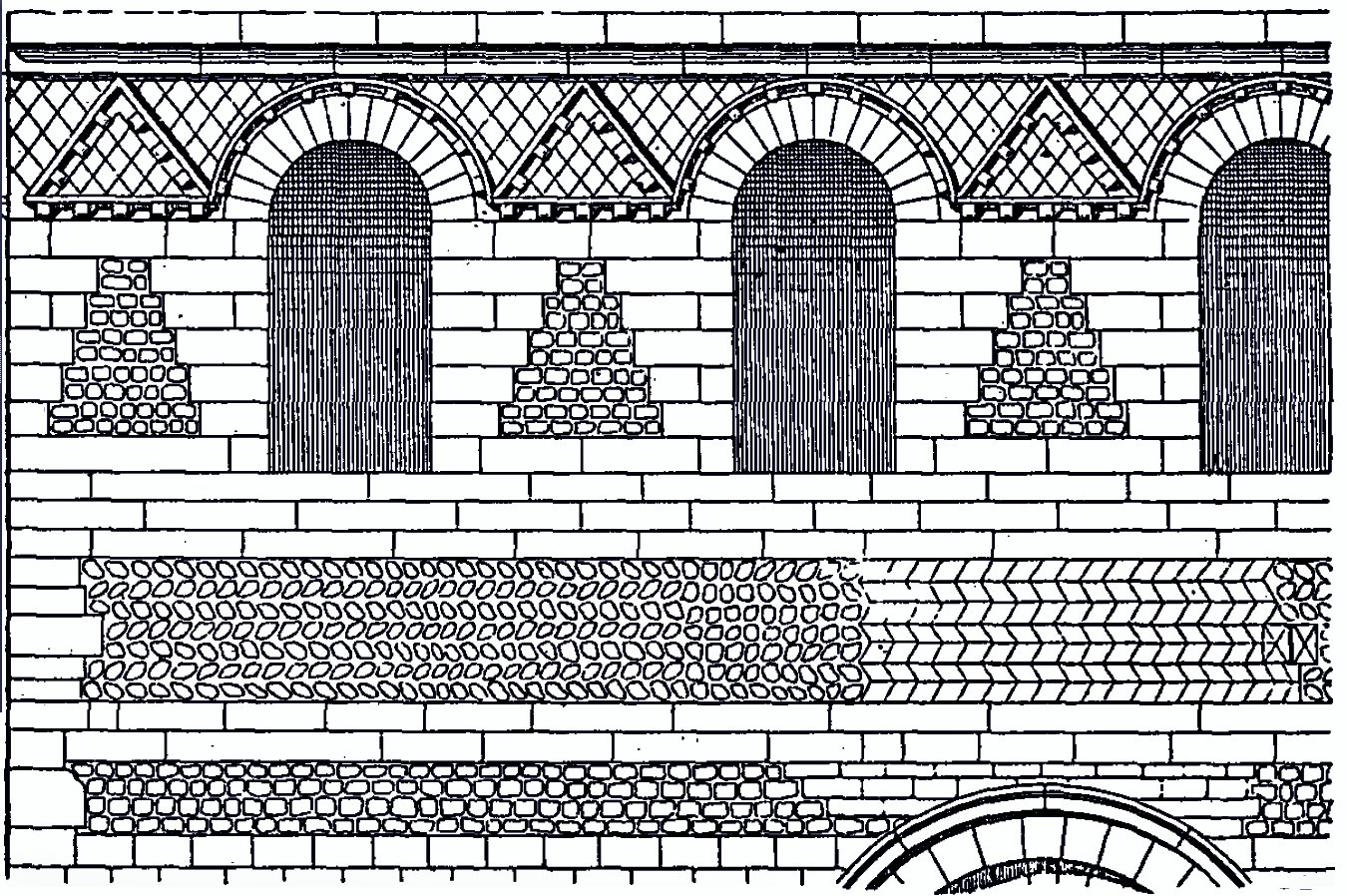
Detalle de la fachada, Cravant-les-Côteaux

El paso del carolingio al románico es controvertido. Algunos autores aceptan el principio de una fase de prefiguración y creación del arte románico desde 980 a 1060 y de explosión y madurez de 1060 a 1140. Otros piensan que la transición entre el arte carolingio y las evoluciones románicas de los siglos XI y XII retoman los componentes principales carolingios de las cabeceras, de las partes occidentales, de la nave con las articulaciones de su cobertura y de sus soportes, de la plástica mural externa.
Un análisis de la arquitectura carolingia tardía se enfrentra a la falta de fechas, de evidencias, debido a las circunstancias precarias de la época, pero hay amplia evidencia de que después de las incursiones normandas en Occidente y de las incursiones húngaras en el Este, esas regiones no permanecieron inactivas.
El comienzo de la importante evolución de la cabecera vinculada a la aparición del deambulatorio absidial con capillas radiantes sigue siendo incierto. Los de Saint-Philbert-de-Grand-Lieu, Auxerre y de Flavigny constituyen, sin duda, los preliminares de ese desarrollo. La cripta de la catedral de Clermont-Ferrand con su deambulatorio abriendo a capillas radiantes de planta rectangular parece el ejemplo más antiguo. En Therouanne, por encima del grupo catedral de los siglos VII y VIII, la cabecera de la iglesia con su coro poligonal rodeado por un deambulatorio que se abre en tres capillas de planta cuadrada se pueden fechar en el siglo X.
Se encuentran en el oeste de Francia, en el marco de una vida renaciente, un buen número de iglesias construidas con pocos medios, a menudo de una sola nave, sin narthex, ni anteiglesia y con pocas torres. Saint-Pierre-les-Églises, cerca de Chinon, ilustra bien este aspecto de un arte ya prerrománico y conserva algunos frescos. En Saint-Mexme de Chinon, un bajorrelieve muestra una crucifixión prerrománica en el estilo del fresco de Saint-Pierre-les-Églises. Con la iglesia de Touraine de Cravant-les-Côteaux, la de Saint-Généroux que se asemeja a ella en su construcción, siempre se ha considerado carolingia, aunque su datación no se basa en ningún texto. En Borgoña se puede citar la cabecera de Cluny II como una traducción rústica de la de Flavigny y la iglesia Saint-Vorles de Chatillon-sur-Seine que resume bien el último arte carolingio. Las excavaciones de la Basse-œuvre de Beauvais, erigida entre 987 y 998, descubrieron una nave con naves laterales, un nártex poco profundo y un pequeño edificio provisto de un ábside semicircular cuyas características técnicas son carolingias.

## La arquitectura y su decoración

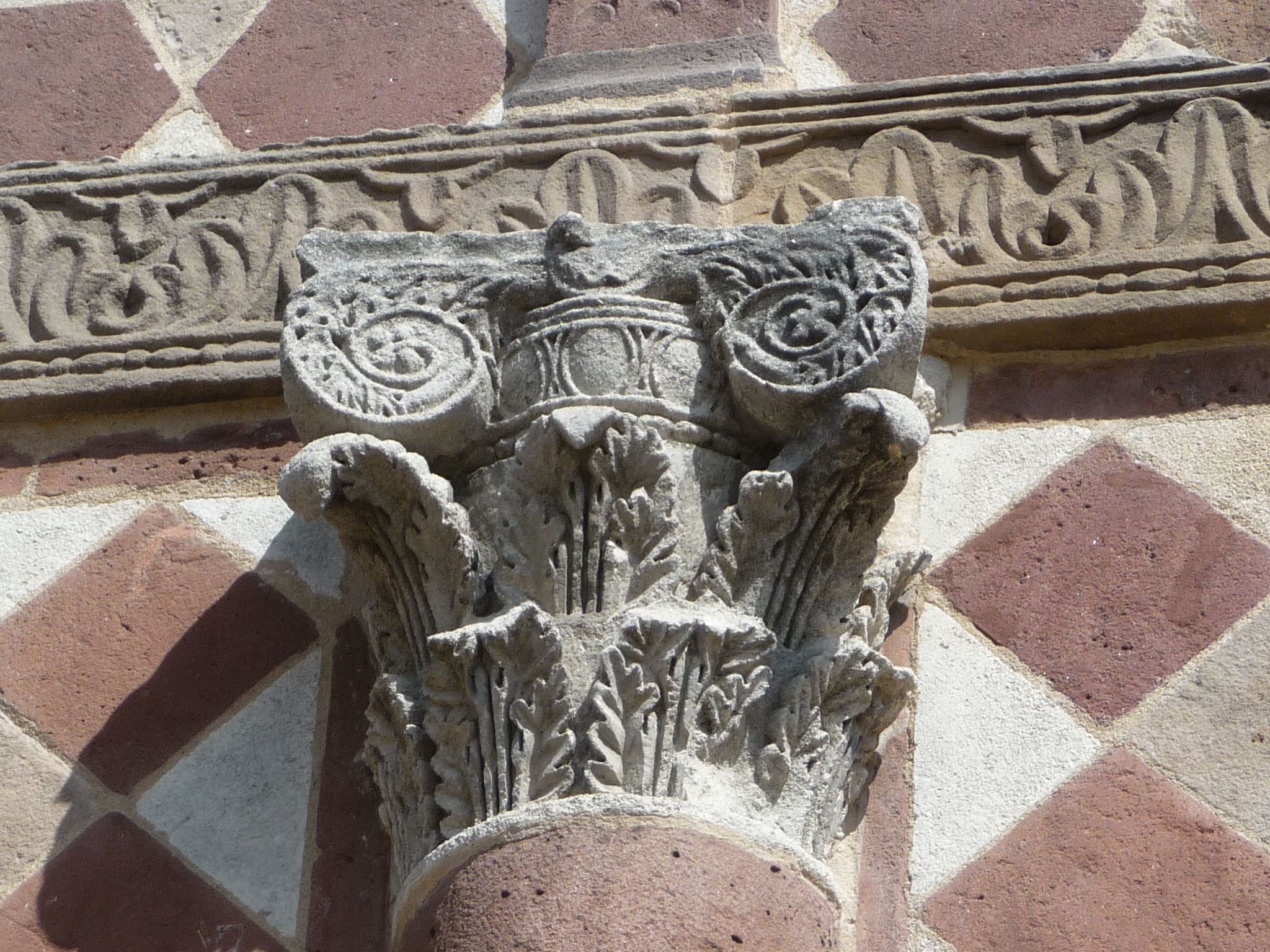
Capitel de la puerta triunfal de Lorsch

Los escultores de la época carolingia fueron los únicos que supieron reproducir con precisión y verdad un capitel y un friso de la época clásica. Estos éxitos extraordinarios hacen más honor a la habilidad del artista carolingio que a su sensibilidad e imaginación, pero le da un lugar especial en la psicología del arte. Después de ellos, durante varios siglos Occidente se mostrara incapaz de copiar correctamente un modelo.
Las iglesias carolingias estaban ricamente decoradas con revestimientos de mármol y de estucos, con capiteles y balaustradas tallados. Se reutilizaron columnas y capiteles llevados de Italia o de Provenza porque las canteras pirenaicas estaban devastadas por las guerras. Las cancelas que limitan el coro de los monjes o canónigos y los ambones, púlpitos de piedra colocados frente a los fieles, se prestan particularmente a las esculturas monumentales con decoraciones de entrelazado, de hélices y de ramas de vid. Capiteles de piedra y cancelas se encuentran en Saint-Denis, Saint-Pierre-aux-Nonnains en Metz y en Cheminot en las ruinas de un monasterio fundado por Carlomagno. Cientos de piedras talladas de finales del siglo VIII y principios del siglo IX se encuentran en el norte de Italia, Suiza y Austria.
La instalación de nuevas cancelas fue ciertamente parte de la gran obra de renovación de los santuarios prescritos por el poder.

### La cancela de la iglesia de Saint-Pierre-aux-Nonnains
Metz tiene 37 piezas de la cancela de la iglesia de Saint-Pierre-aux-Nonnains, una antigua basílica civil transformada en una iglesia para monjas. La instalación de la cancela debió llevarse a cabo en tiempos del obispo de Metz de 742 a 766 Crodegango, canciller de Pipino el Breve. Motivos de origen paleocristiano, cornucopias, árboles de la vida, arquitecturas simbólicas se alternan con una gama más bárbara que se manifiesta en numerosos entrelazados de serpientes. La placa que muestra de frente al Cristo llevando la Eucaristía, se emparenta con el arte lombardo de la época lo que prueba que los vínculos con Italia también se extendieron al campo del arte.
En la catedral de Saint-Etienne de Metz se encontraron otros elementos de cancelas y de ciborium de la misma época de Crodegango.

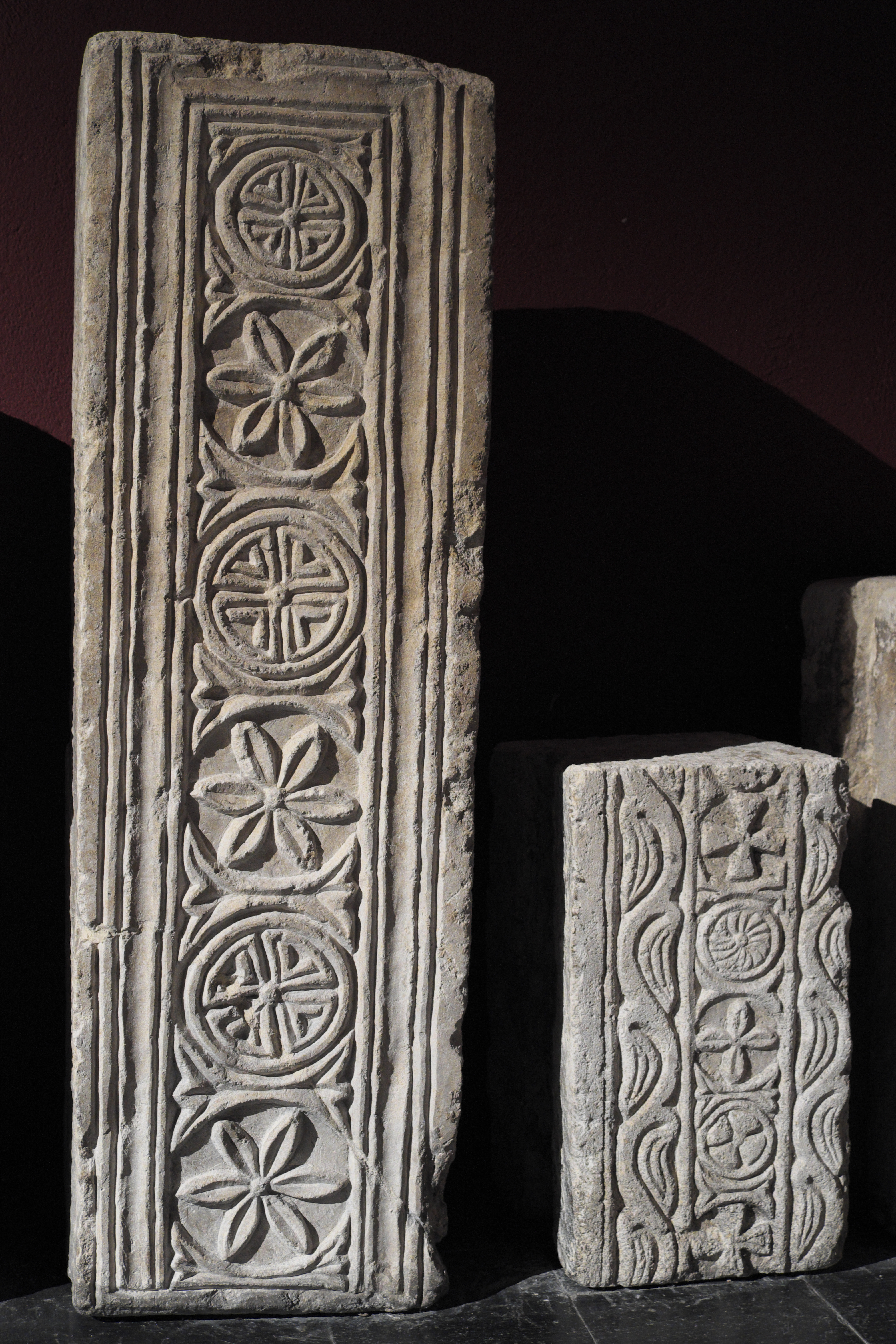
Cancela de Saint-Pierre-aux-Nonnains
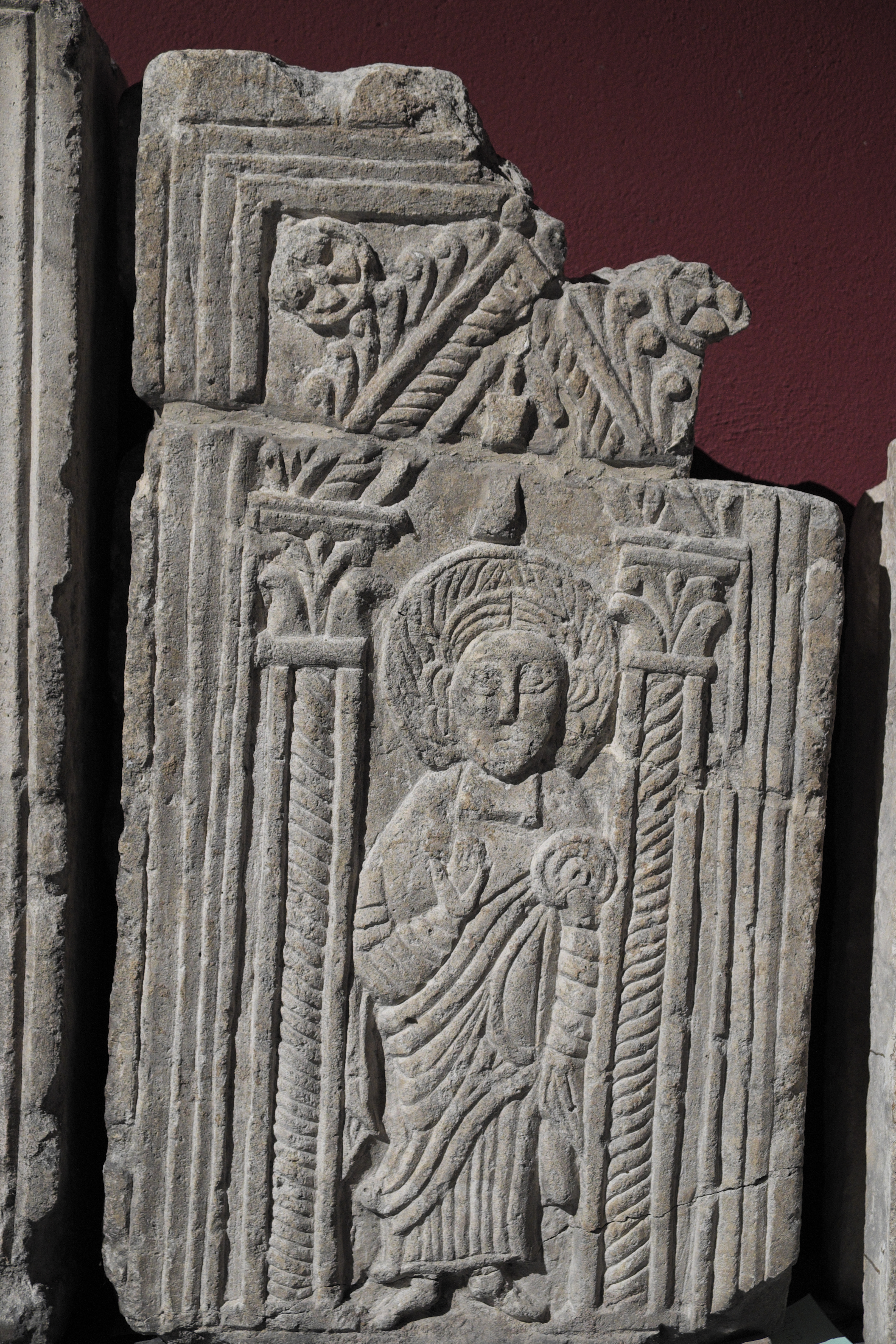
Cristo con la Eucaristía
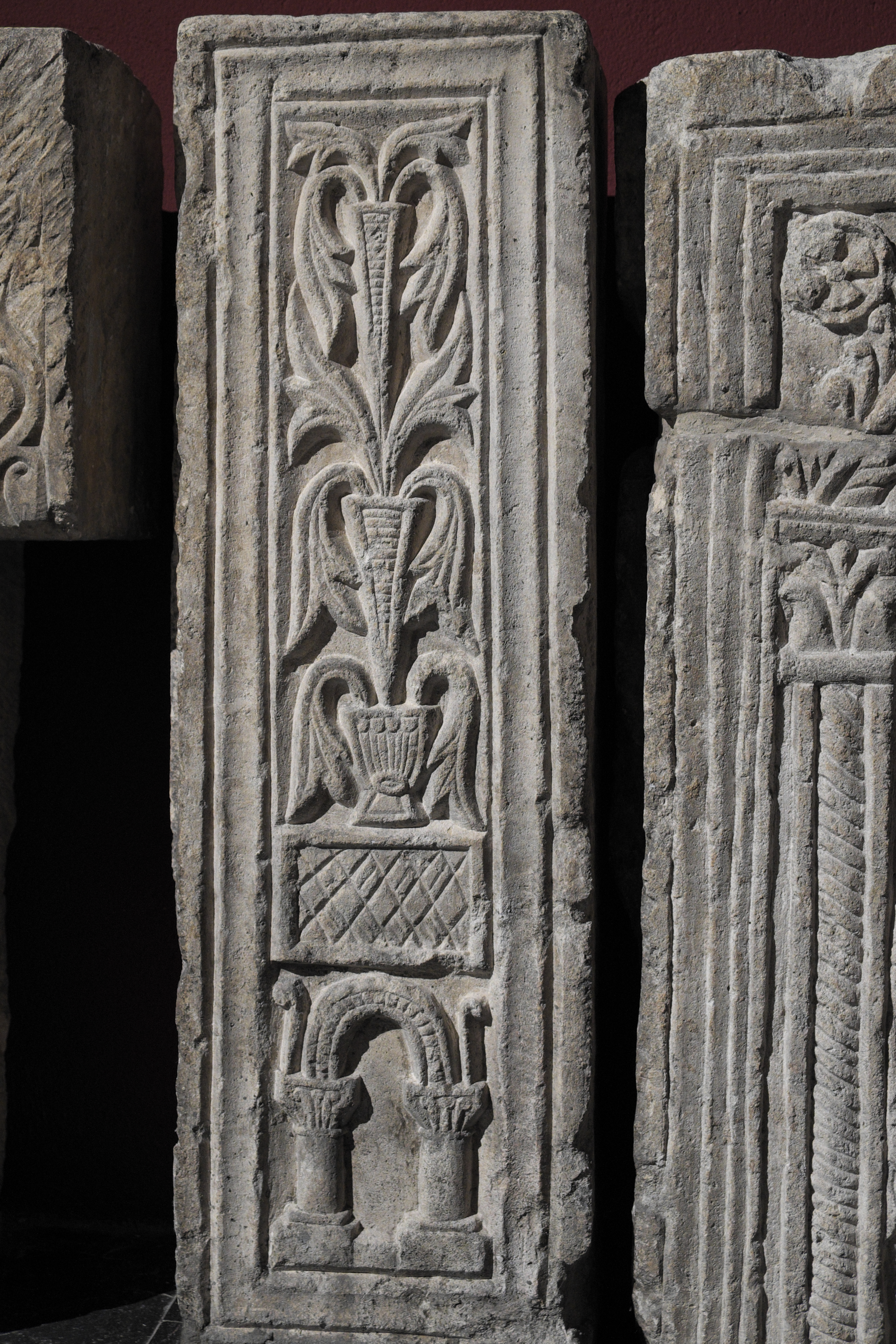
Arcada y capitel
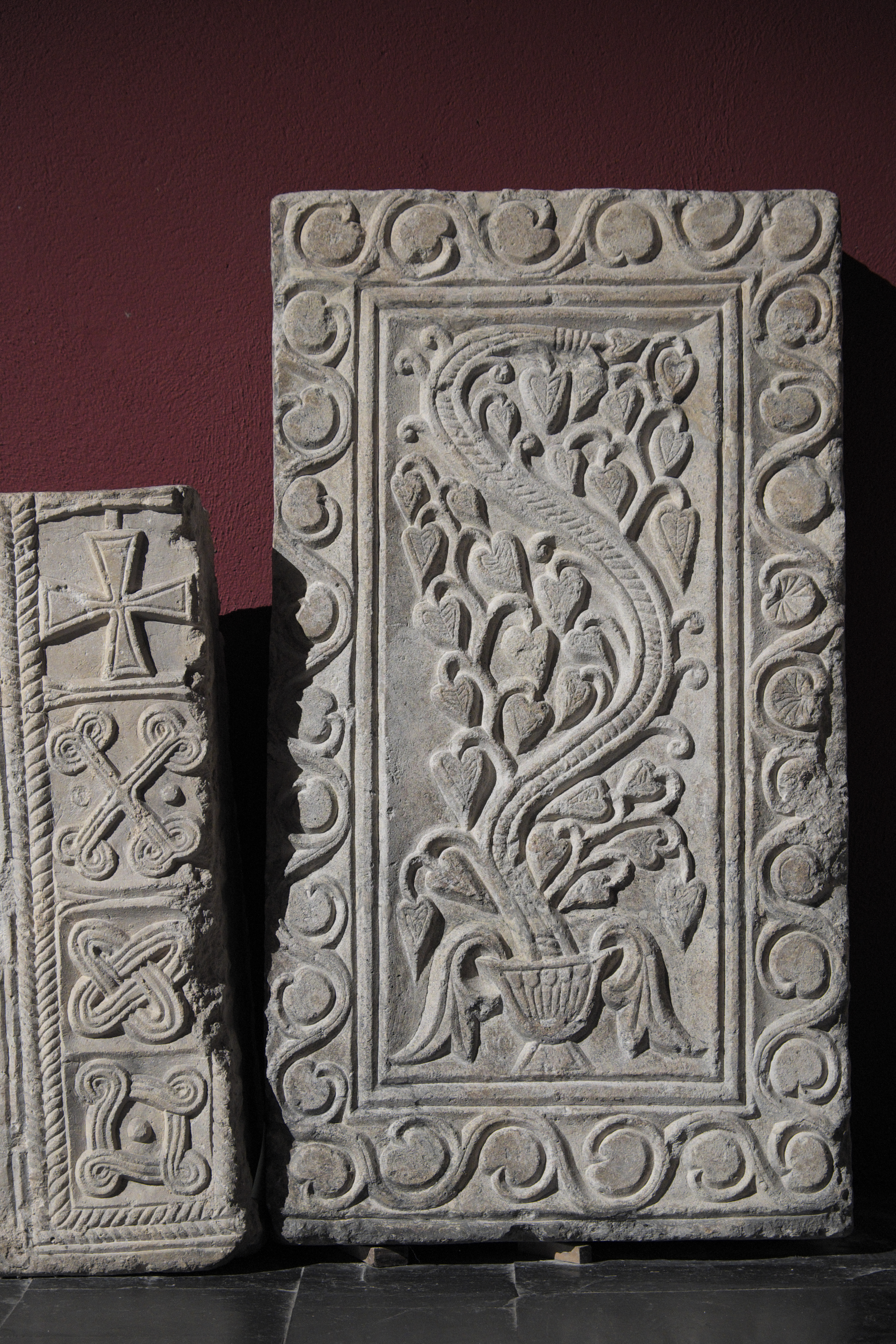
Árbol de la vida

### El estuco

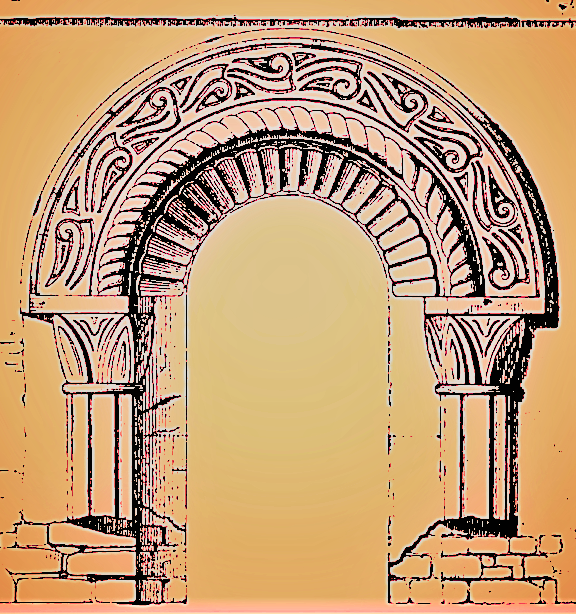
La arquivolta de la torre de Germigny-des-Prés

El período carolingio fue el gran período del trabajo de los estucos, pero hay pocos ejemplos conservados de esa decoración económica, rápida pero frágil. Está asociado en conjuntos monumentales con la pintura mural en composiciones de gran riqueza y gran virtuosismo.
En Germigny, Fleury y Metz, están sorprendentemente próximos de sus antecedentes paleocristianos. En la abadía de San Germán de Auxerre, el estuco reemplaza a uno de los capiteles en el vestíbulo central de la cripta. Los famosos conjuntos del oratorio de San Benedetto de Malles-Venosta y el westwerk de Corvey con sus grandes personajes muestran la dimensión monumental de estas decoraciones asociadas a la pintura mural a semejanza de Santa-Maria in Valle de Cividale, cima del arte del estuco lombardo.
Eugène Viollet-le-Duc en su Dictionnaire raisonné de l'architecture française du XIe siècle au XVIe siècle [Diccionario de la arquitectura francesa del siglo XI al XVI] ilustra su artículo «stuc» con un ejemplo de la torre de Germigny-des-Prés. Si después de la demolición en 1867 solo quedan algunos artículos en el Museo de Bellas Artes de Orleans, Prosper Mérimée había hecho de ellos un levantamiento. En el segundo piso de la torre, un sistema ornamental muy raro está formado por una arquivolta y columnillas de estuco.que decoran las ventanas. Estos elementos esculpidos o moldeados son sobre todo arquivoltas de carácter antiguo, a pesar de la tosquedad que recuerda más al Bajo Imperio, alterada pero aún persistente tanto en sus principios como en los primeros intentos de arquitectura románica.
En Müstair, se da la presencia simultánea de estucos carolingios y románicos en el mismo complejo monumental y se comprende demos lo que debe el uso del estuco en la arquitectura románica a las realizaciones carolingias.

## Los carolingios y las imágenes
Después de la querella de los iconoclastas, en 787 se restableció el culto de las imágenes en el Imperio bizantino y Carlomagno, que en ese momento comenzaba a presentarse como el igual del emperador hizo establecer un dosier para Teodulfo, que revisó y corrigió. Para él, la imagen tenía un valor estético y pedagógico, pero no debía ser adorada porque si se venera una imagen porque era más bella, se juzgaba su carácter sagrado según el talento del artista. Teodulfo consideraba que el texto es superior a la imagen porque el hombre, que puede salvarse a sí mismo sin tener imágenes, no puede hacerlo sin el conocimiento de Dios.

### Los frescos
A principios del siglo IX, el asunto de las imágenes continuaba apasionando a los carolingios y Luis el Piadoso hizo examinar el problema en el concilio de París que confirmó el papel pedagógico de las imágenes para aquellos que no tenían acceso a los libros. Se veía a menudo a espíritus simples que difícilmente podían ser llevadas a la fe con la palabra tocados por la pintura de la Pasión o de los milagros. Las iglesias carolingias están pintadas con frescos inspirados en la Biblia o en la vida de los santos. La iglesia de San Juan de Müstair, construida con la ayuda de Carlomagno, presenta el Antiguo Testamento en veinte tablas y el Evangelio en sesenta y dos. El oratorio de San Benedetto de Malles-Venosta conserva figuras de santos y el retrato del fundador de la capilla.

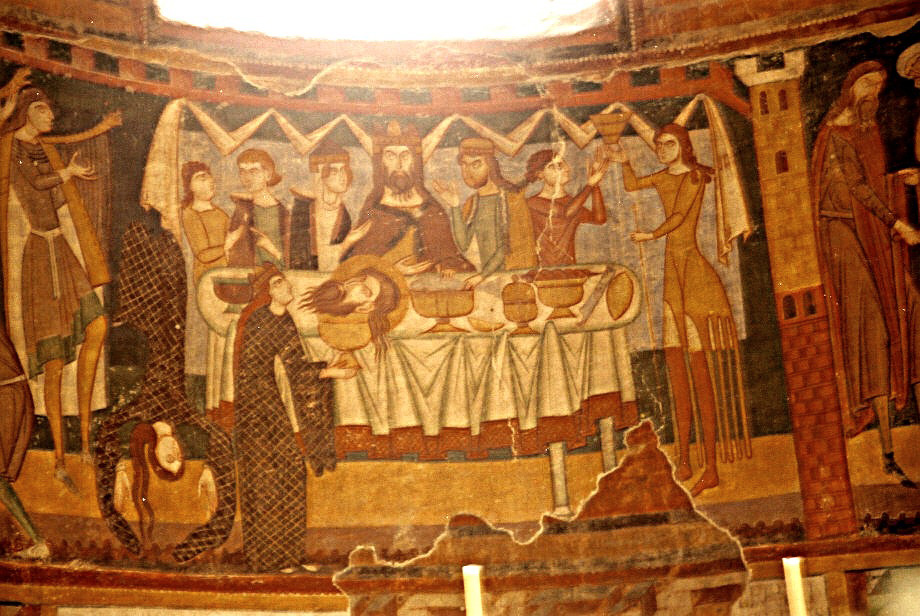
Iglesia de Saint-Jean de Müstair, Cena de Herodes Antipas con la danza de Salomé
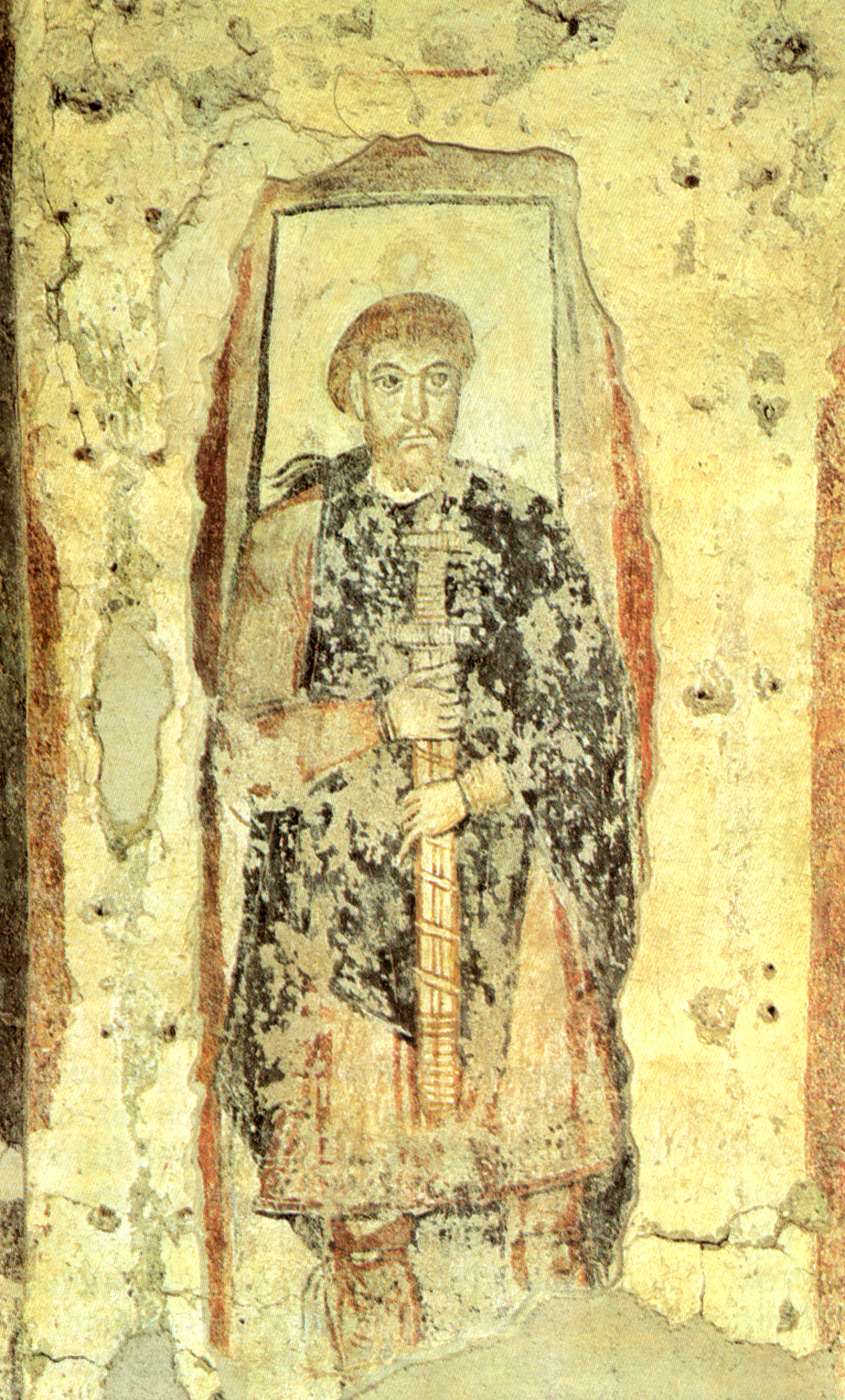
Oratorio San Benedetto, Fundador
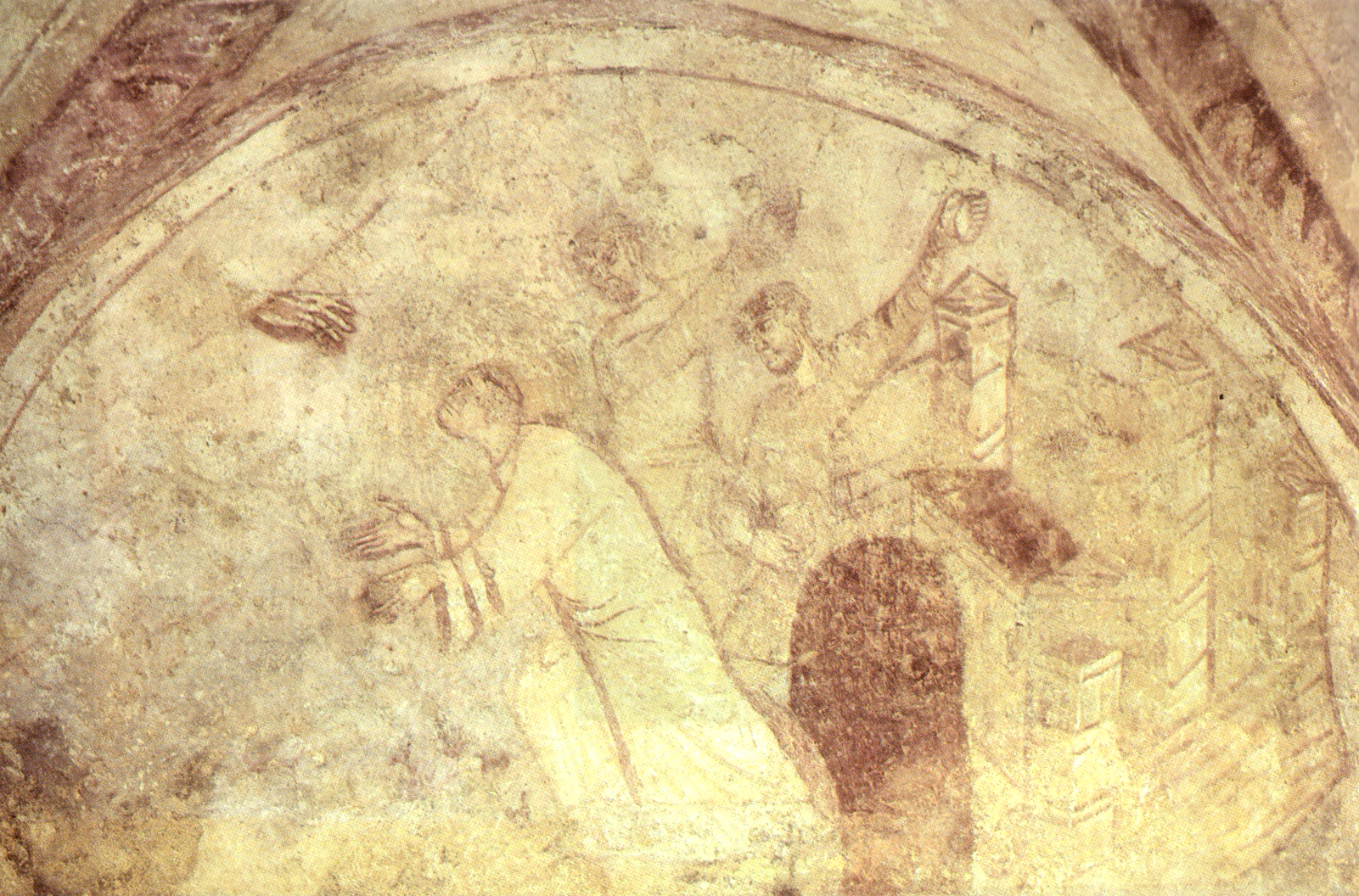
Abadía de San Germán de Auxerre, lapidación de San Esteban

### El mosaico

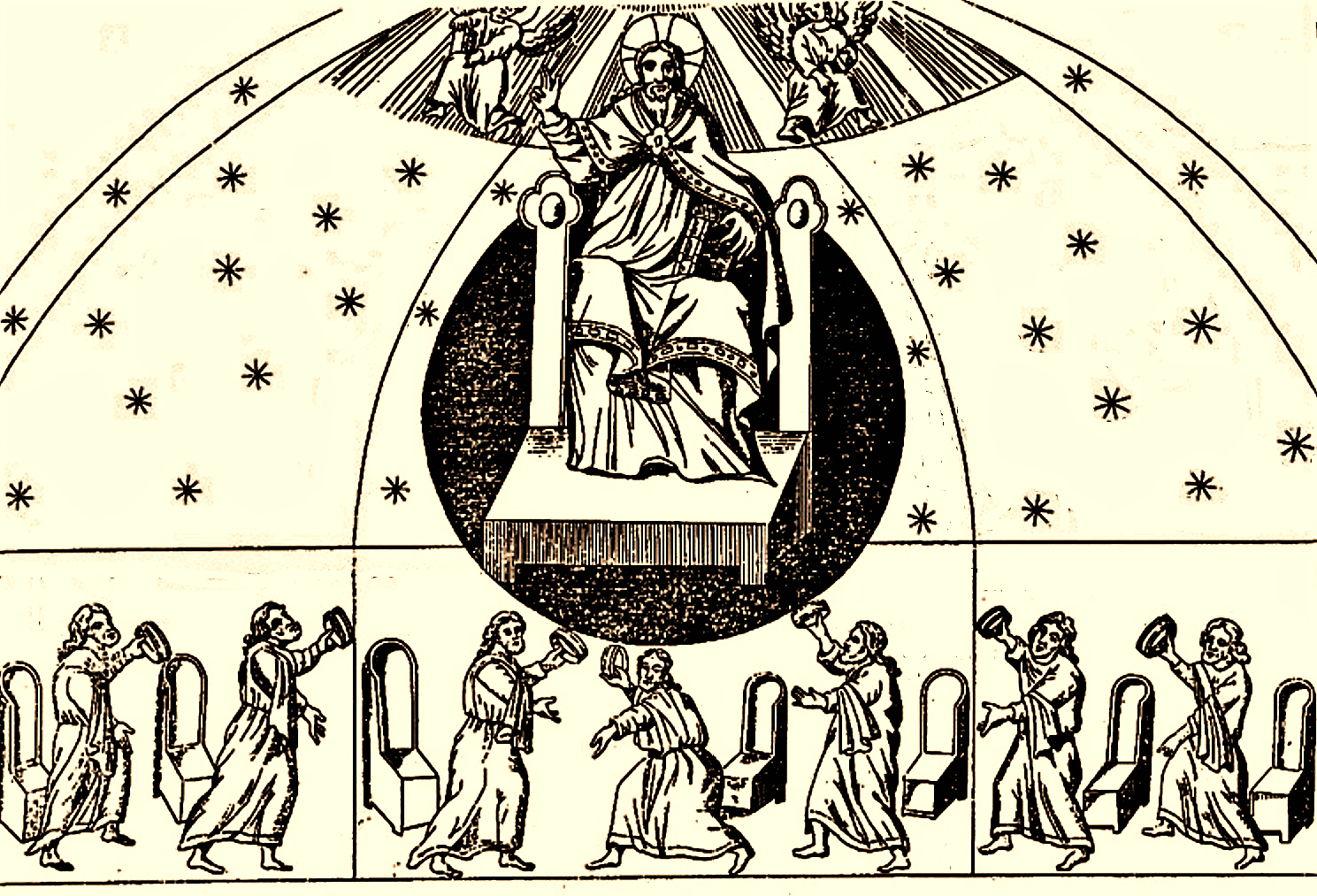
El mosaico de la capilla palatina, dibujo de 1699

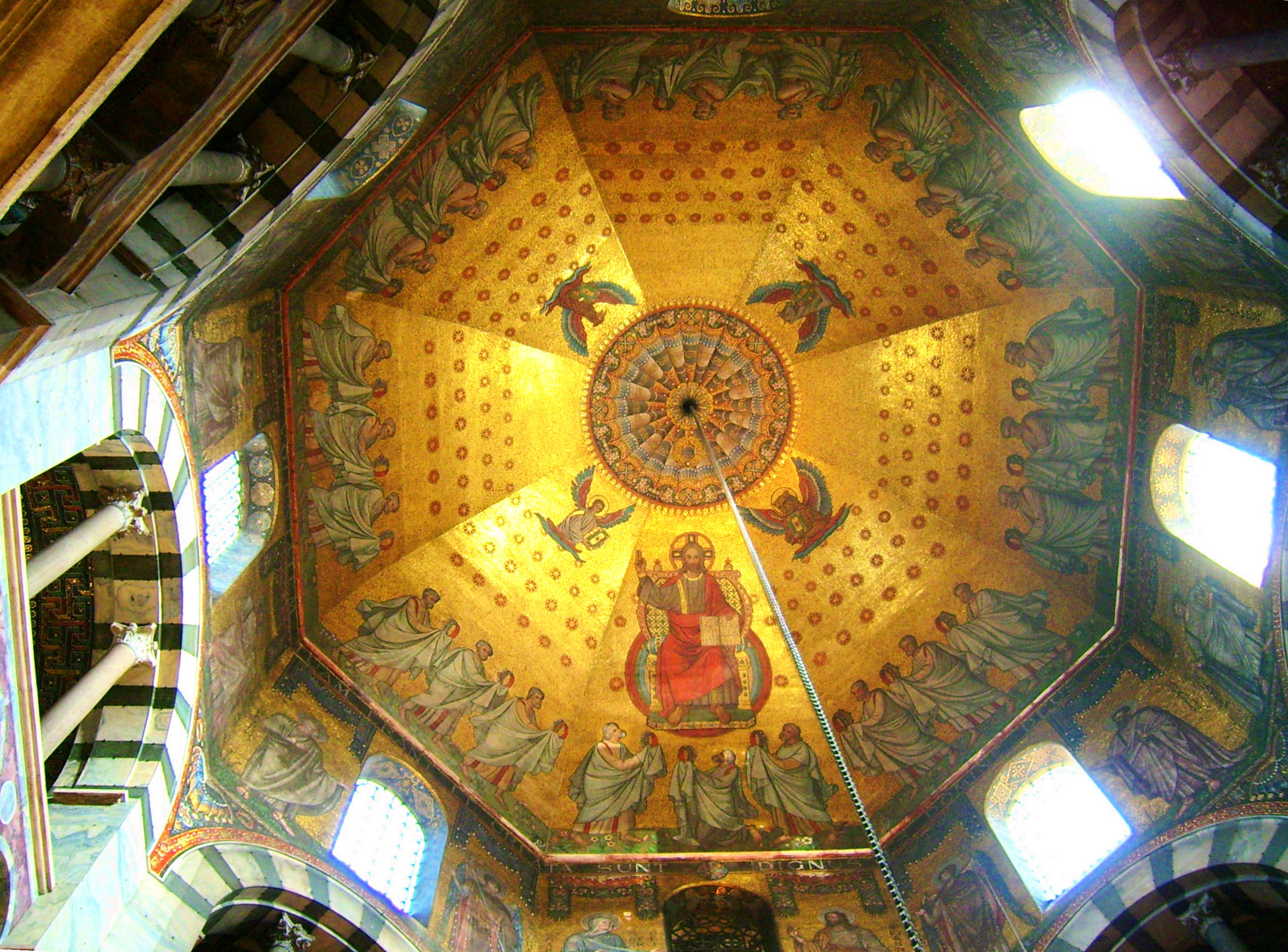
El mosaico de la capilla del palacio restaurado en el

El mosaico mural, más llamativo que los frescos, se practicó en la arquitectura cristiana desde la época paleocristiana hasta el siglo IX, tanto en Italia como en la Galia. Desafortunadamente, el gran mosaico de la capilla palatina de Aquisgrán, como se ha visto ya, que estaba frente al camarín imperial, y que representaba una figura de Dios rodeado por los veinticuatro viejos del Apocalipsis solo es conocido por un grabado, un dibujo y algunas descripciones.
El mosaico del oratorio carolingio de Germigny-des-Prés, a pesar de todas las restauraciones, todavía conserva algunas partes que son, sin duda, de principios del siglo IX y que tiene un gran interés iconográfico y técnico.
El tema está definido mediante una inscripción en la base que se puede traducir por: «Mira aquí y contempla el Santo Oráculo y sus querubines, aquí resplandece el Arca del Testamento Divino. Frente a este espectáculo, esfuérzate por tocar con tus oraciones al Maestro del Tonnerre y no falles, por favor, en asociar Teodulfo con tus votos». Este mosaico atestigua cuáles fueron los mosaicos después de las luchas iconoclastas.
El Arca de la Alianza, que rara vez aparece en la decoración de las iglesias, está representada en forma de un cofre rectangular colocado en el suelo. A través de dos anillas pasa uno de los bastones utilizados por los levitas para transportar el Arca. Dos querubines permanecen de pie, vestidos con una túnica dorada. El cabello es rojo fuego y las aureolas están teñidas de plata. Dos estatuillas están fijan dentro del cofre y cubren las Tablas de la Ley con sus alas. En la parte superior de la bóveda, la mano de Dios cruzando un arco iris rojo y dorado se extiende sobre el Arca de la Alianza. Los dos grandes ángeles que miden 1,96 m desde el cabello hasta el pie están nimbados de oro, redondeados de azul. Son prácticamente simétricos, están vestidos con una larga túnica blanca y llevan sandalias. Con el dedo índice de la mano, muestran el Arca de la Alianza. Dos grandes alas, ampliamente desplegadas, se abrazan a mitad de altura del contorno de los nimbos.
El mosaicista, y detrás de él Teodulfo de Orléans, parecen estar situados a medio camino entre la iconoclasia y la posición de los partidarios bizantinos de las imágenes (Juan Damasceno y Teodoro Estudita por ejemplo). Esta posición intermedia era exactamente la de los teólogos de Carlomagno, del Concilio de Fráncfort de 794 que condenó a los iconoclastas, y de los libros carolingios de los cuales Teodulfo fue el autor para la mayoría de los historiadores. No fue aceptado, en ese momento, por ningún papa.
Solo quedan algunos vestigios de los pavimentos de mosaico. Los que se encuentran en la cripta de la iglesia colegiata de Saint-Quentin y en Aquisgrán dan fe de la supervivencia o del renacer de las prácticas antiguas.

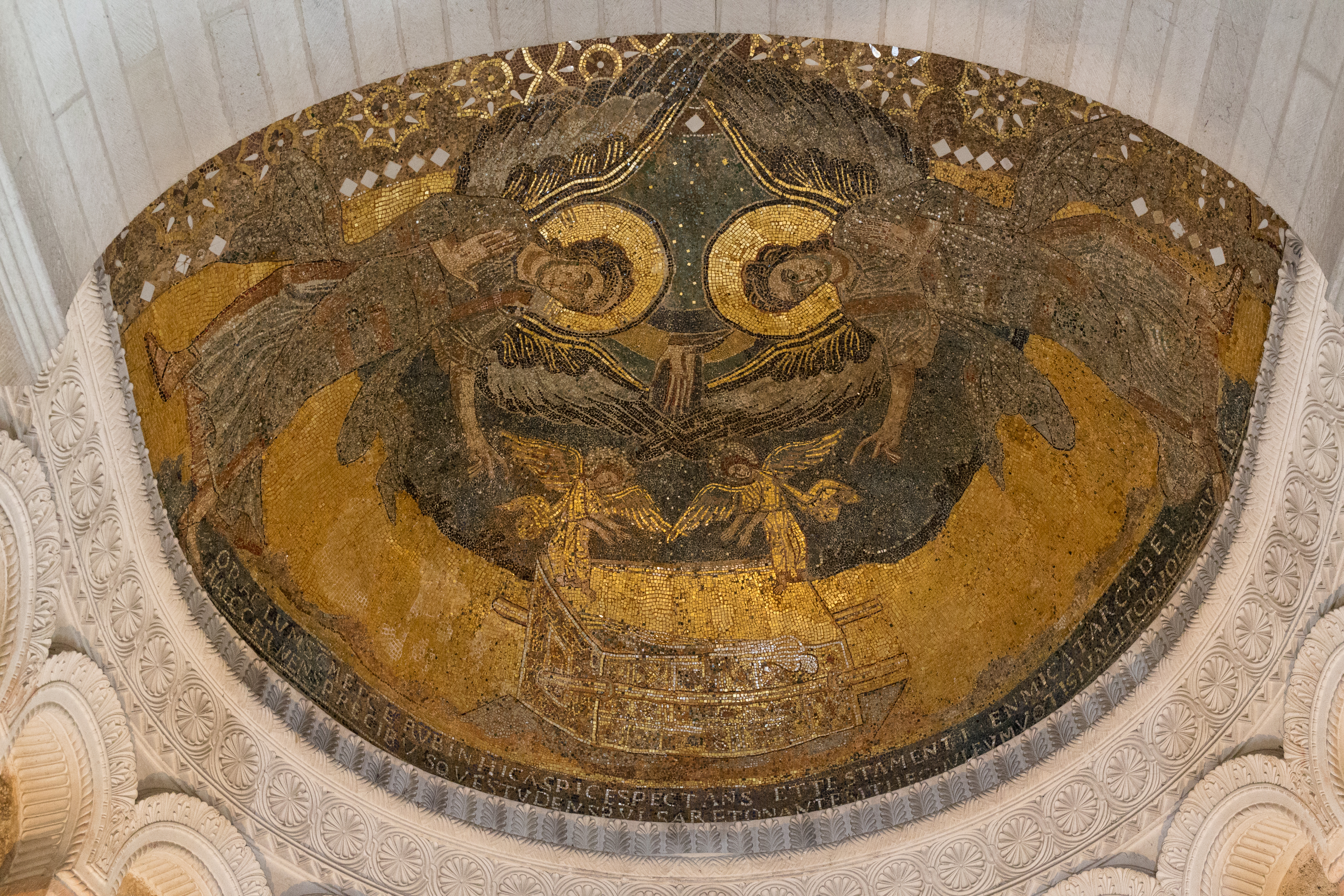
El mosaico de Germigny-des-Prés
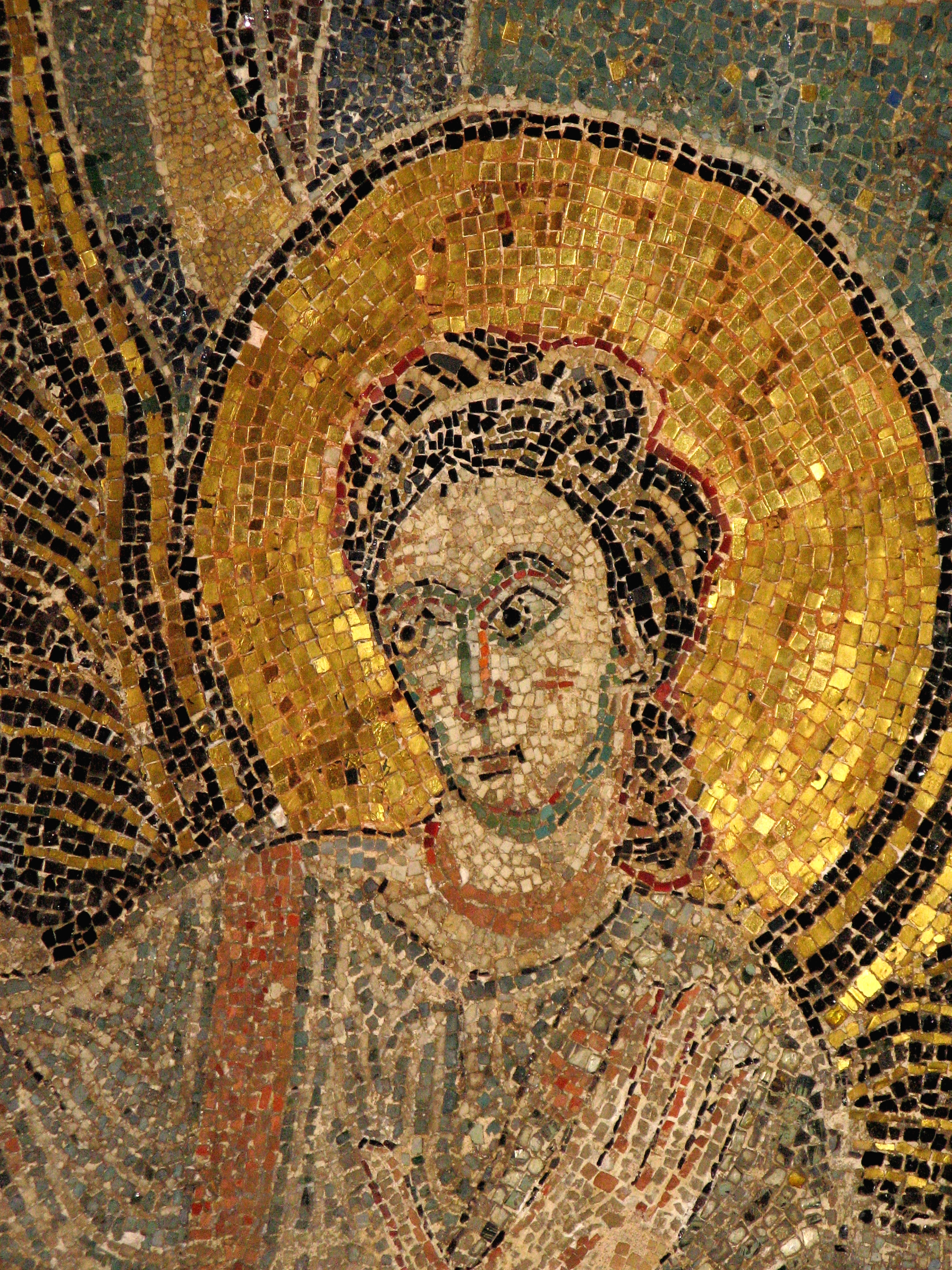
Detalle del gran ángel de la derecha

## Arquitectura pintada y esculpida

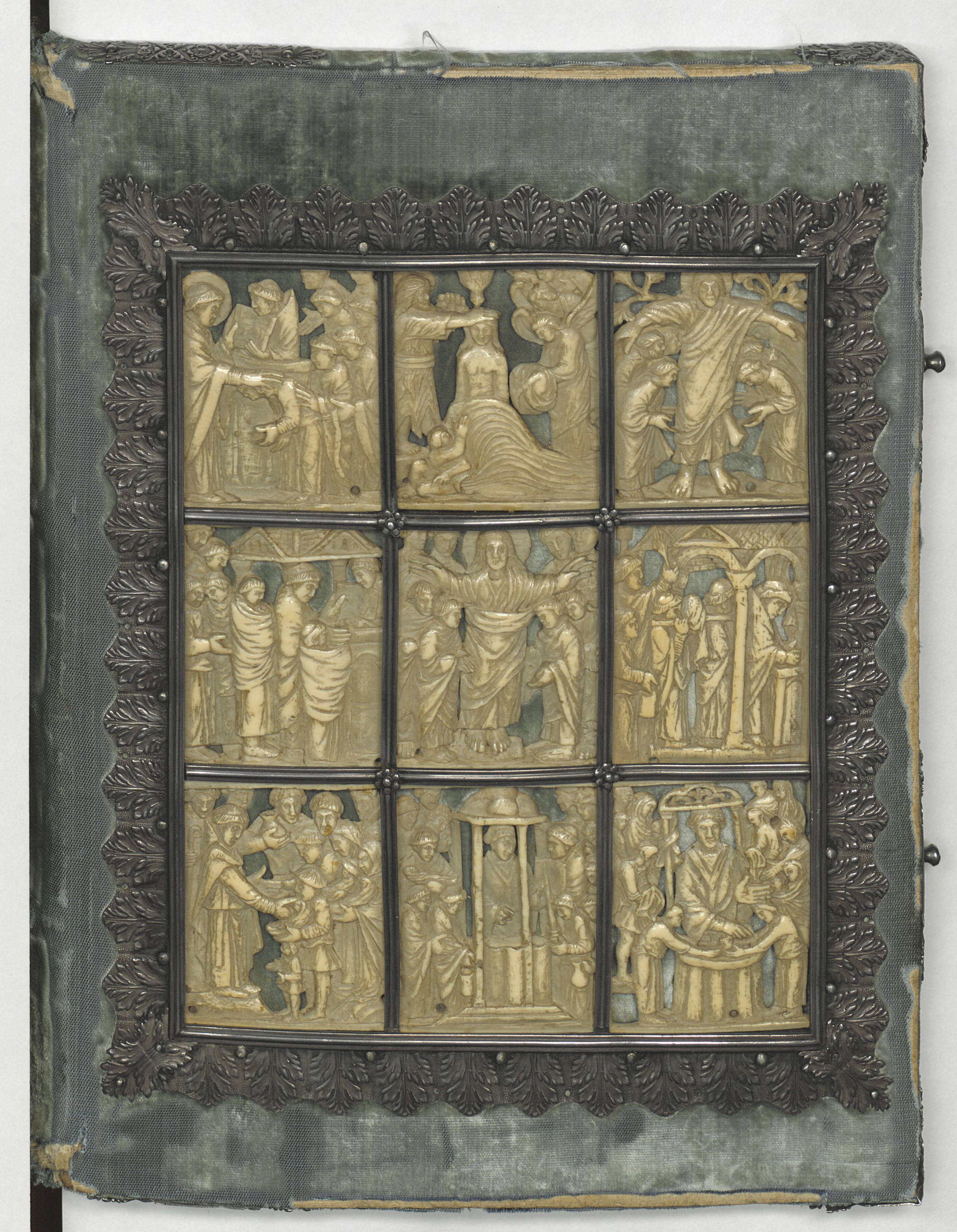
Sacramental de Drogon, tapa superior de la encuadernación

El gusto por la arquitectura se manifiesta en los manuscritos que tienen páginas ornadas con arquitecturas a veces elaboradas o más simples, pero siempre significativas, y en los marfiles de los dípticos y de las placas de encuadernación, las representaciones del edificio miniaturizado son a imagen exacta de la arquitectura real
El sacramental de Drogon, del obispo Crodegango de Metz, tiene una encuadernación compuesta por dos placas de marfil finamente talladas. Junto a escenas de la vida de Cristo, de ceremonias y de la Misa, se ve la catedral de Metz, el altar, las pilas bautismales, el ciborium, el baldaquino instalado por Crodegango con la ayuda de Pipino el Breve, la silla episcopal instalada sobre un podio y la cancela. El simbolismo del número tres está ampliamente presente.
El Evangeliario de Ada abre la serie de grandes arquitecturas con los Evangelistas sentados sobre verdaderos tronos-edificios que destacan contra arquitecturas grandiosas. El Evangeliario de Saint-Médard de Soissons muestra un ciborio que destaca contra una arquitectura de ensueño.
En el Apocalipsis de Trier, en el mensaje de San Juan, se pueden ver siete iglesias de Asia que ofrecen una variedad de fórmulas, desde la basílica simple sin naves laterales hasta la basílica con rotonda accesible por un triple portal. Los alzados exteriores combinan puertas, ventanas y oculi que parecen haber inspirado arquitecturas reales. El Apocalipsis de Cambrai representa el ideal de una ciudad con la iglesia dotada de una poderosa torre cantoneada por dos torretas redondas que representan el westwerk utilizado para marcar un edificio, a veces incluso un grupo de edificios o incluso una ciudad entera. Los Apocalipsis de Valencienne y Saint-Amand optan por una forma redonda tal vez en la imagen del Santo Sepulcro de Jerusalén.
La simbiosis entre la gran arquitectura y sus representaciones muestra el poder del símbolo que hace posible encontrar el verdadero sentido espiritual de la arquitectura concreta.

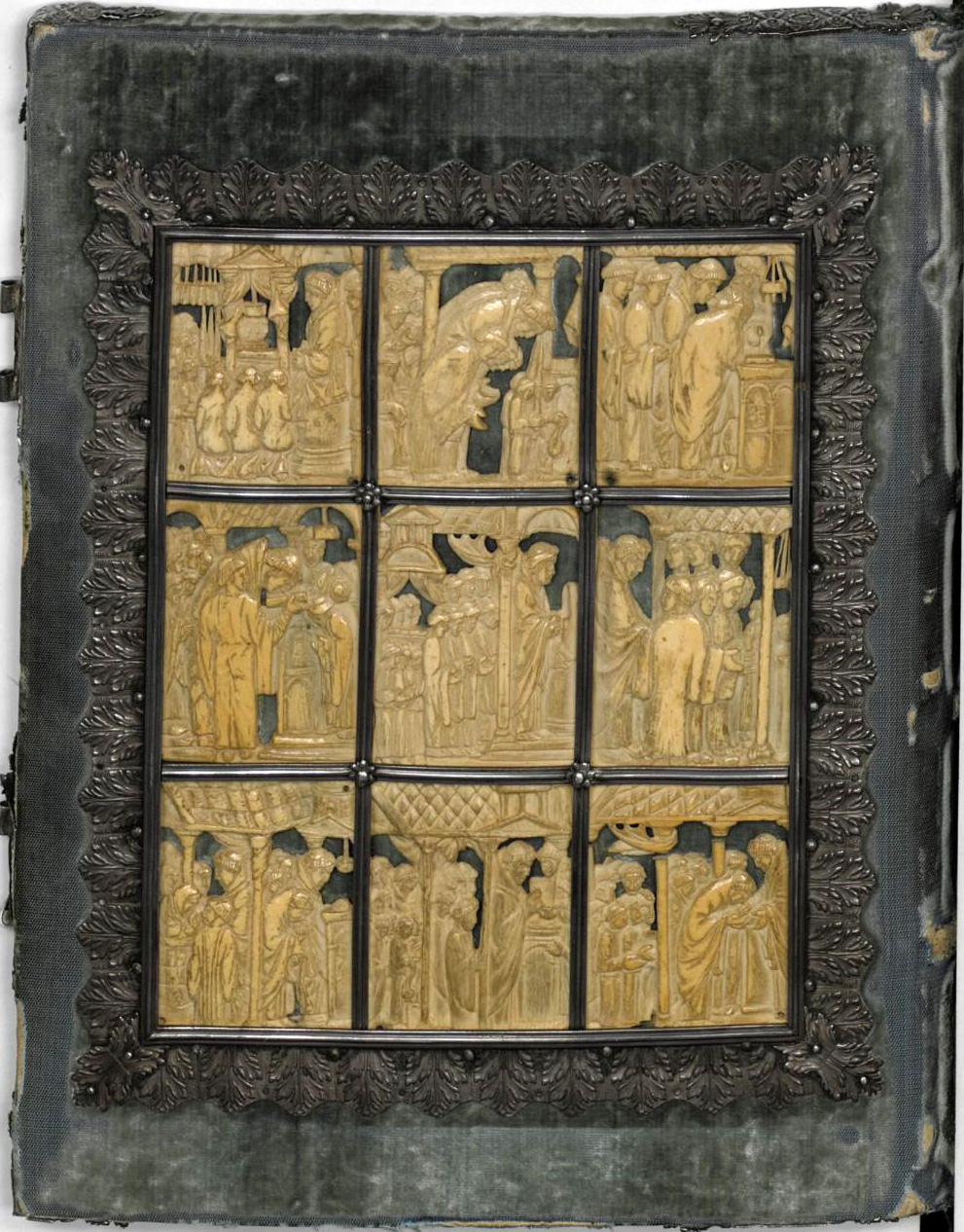
Sacramento de Drogon, portada inferior
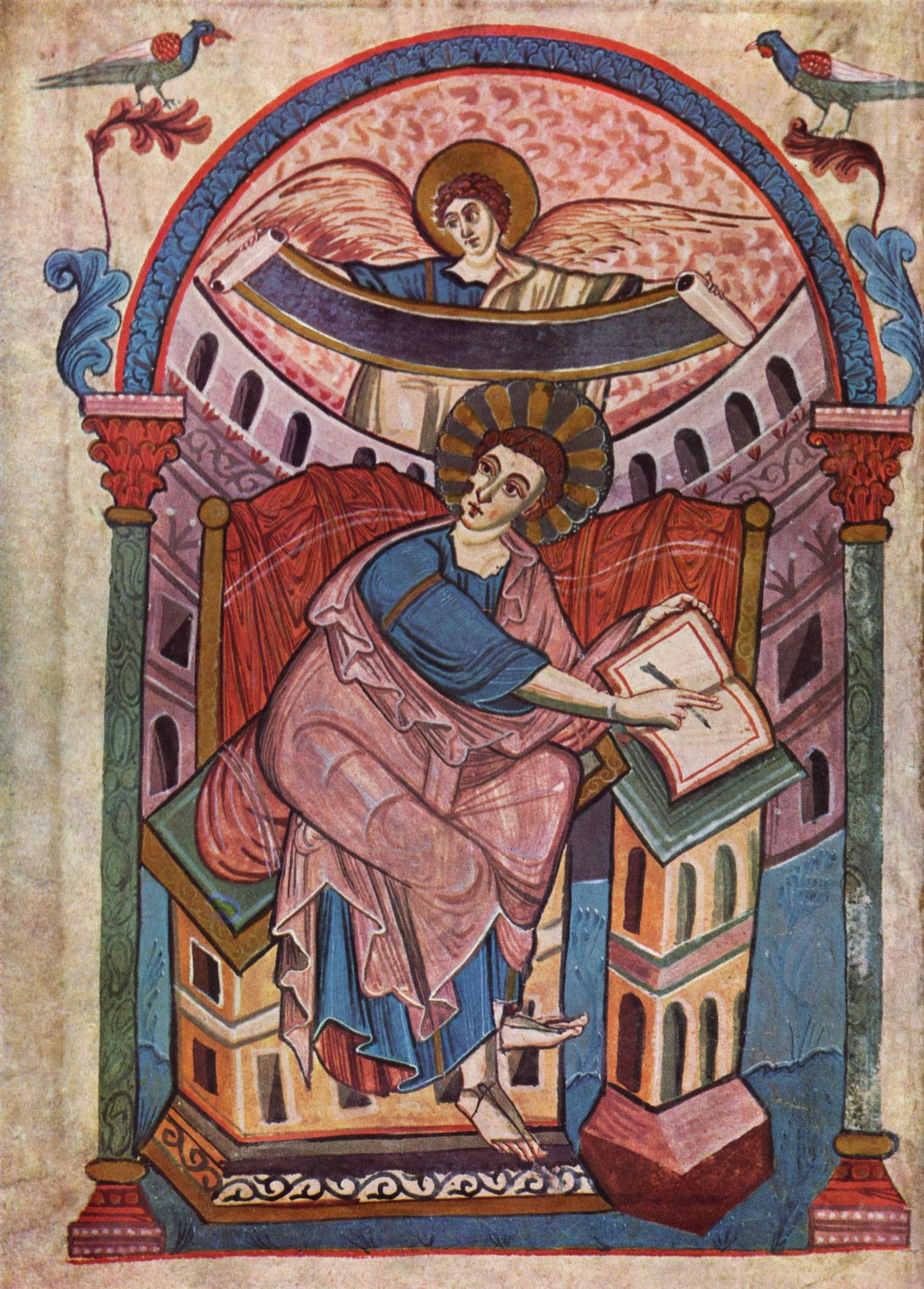
Evangeliario de Ada
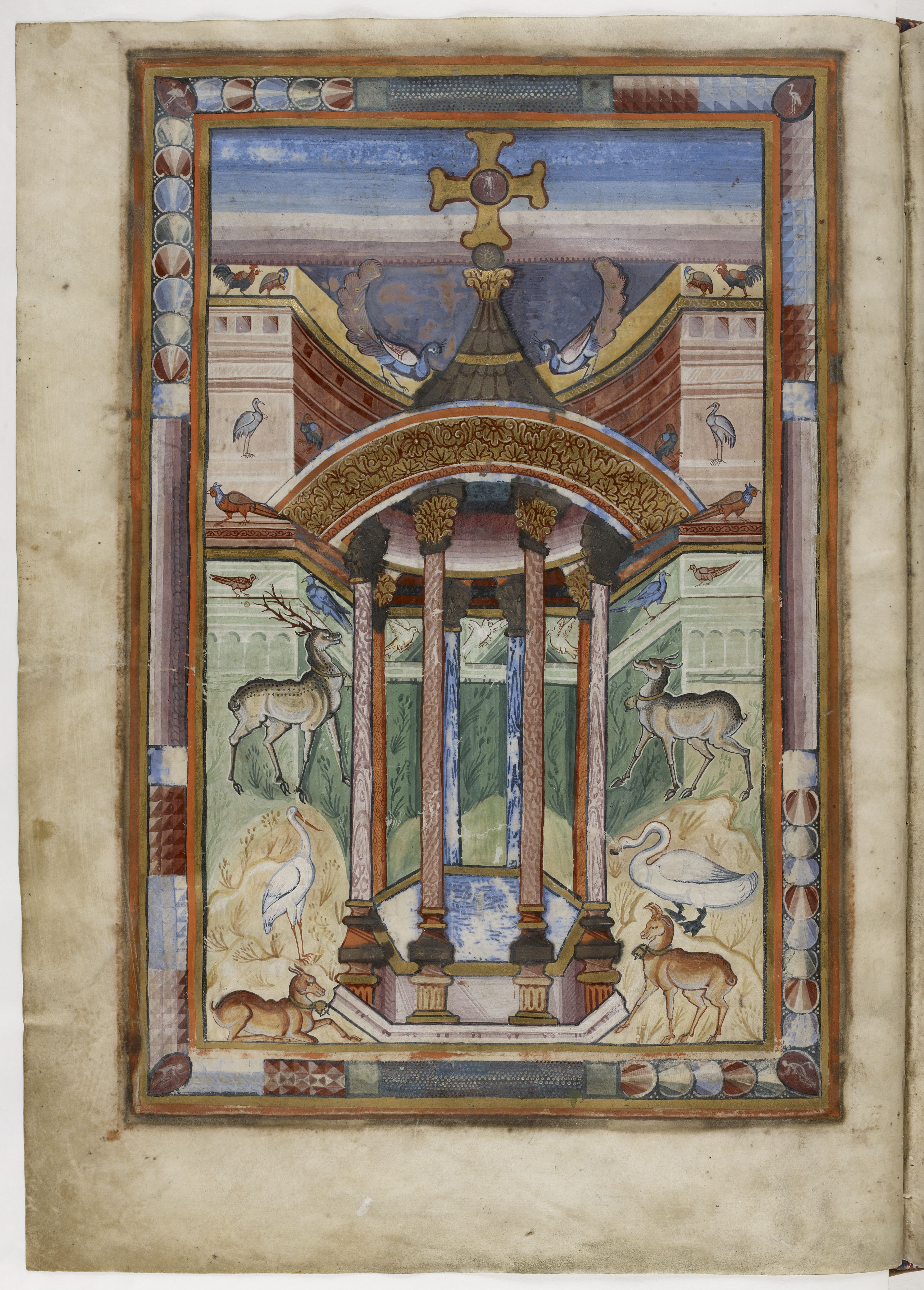
Evangeliario de Saint-Médard de Soissons
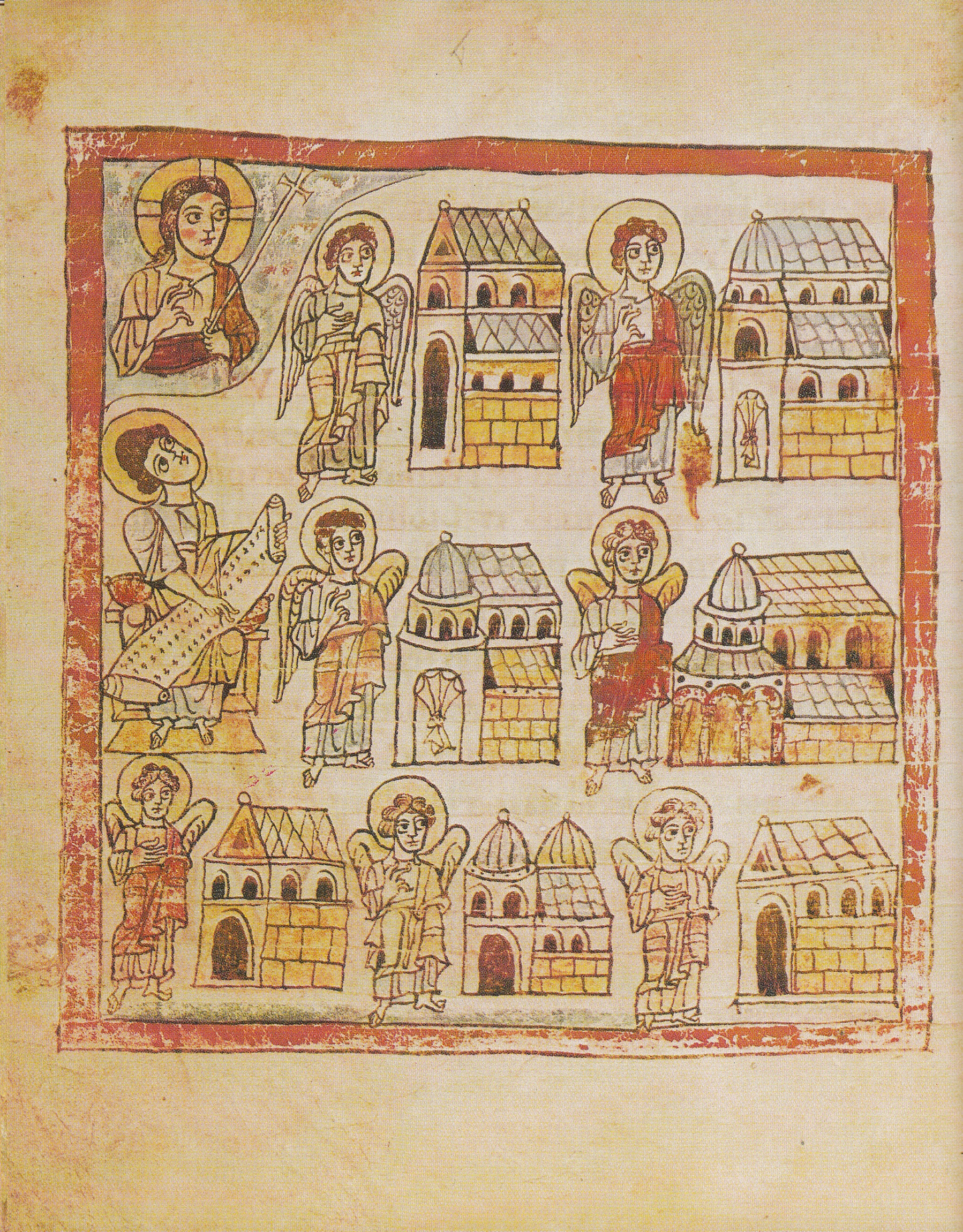
Apocalipsis de Trier
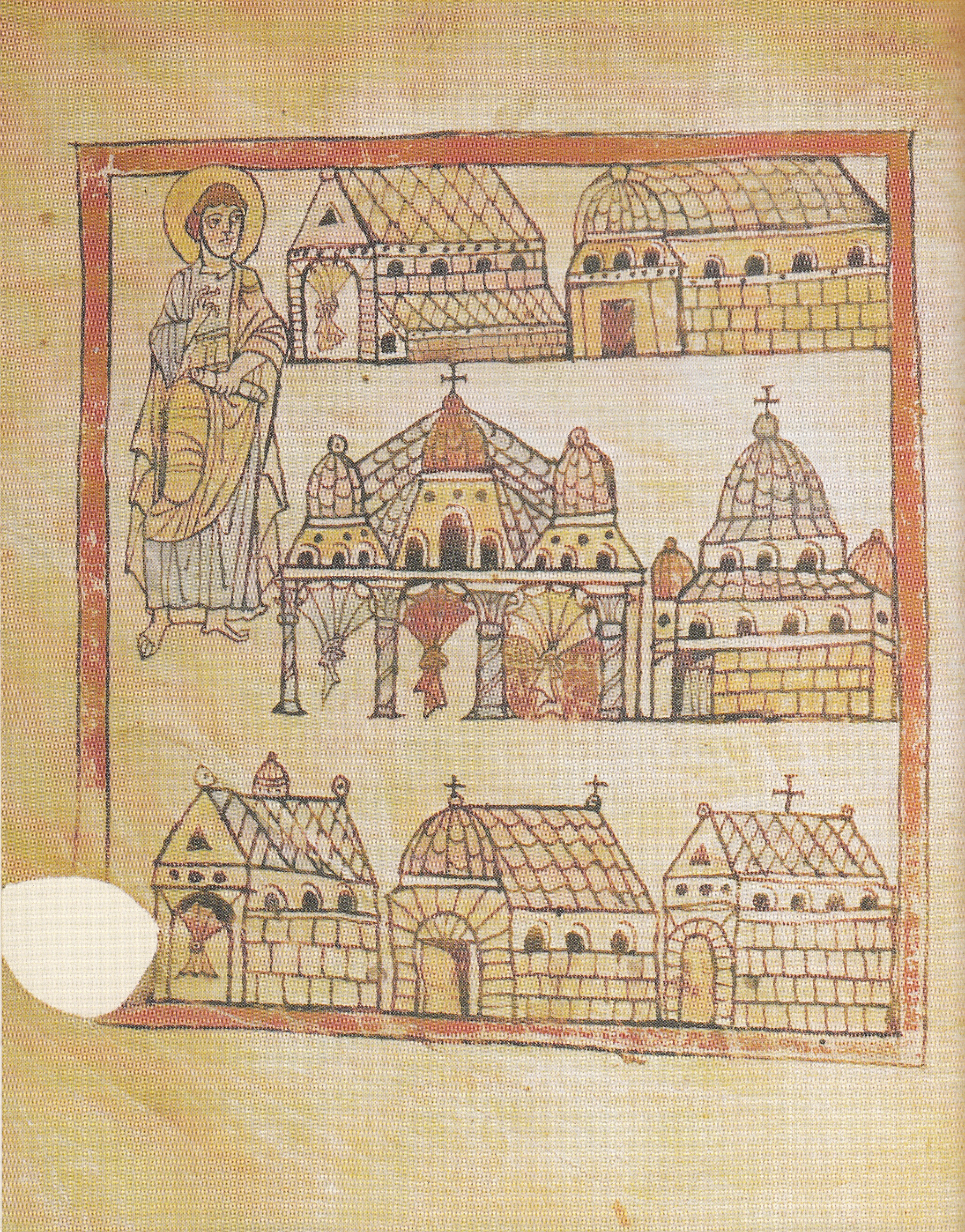
Apocalipsis de Trier